# Iron Maiden

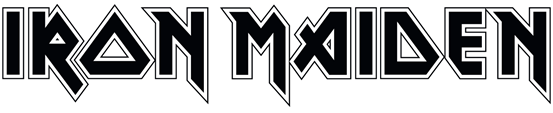
Logotyp zespołu

Iron Maiden (wym. [ˌaɪən ˈmeɪdən]) – angielski zespół heavymetalowy pochodzący z Leyton w Londynie, założony 25 grudnia 1975 roku przez basistę i głównego kompozytora Steve’a Harrisa. Uważany jest za jeden z najwybitniejszych i najpopularniejszych zespołów w gatunku oraz jeden z najlepszych, a zarazem najbardziej wpływowych zespołów koncertowych w historii rocka. Twórczość grupy stanowiła wzorzec dalszej ewolucji współczesnego metalu i heavy rocka. Iron Maiden byli również jednym z pierwszych zespołów w historii, które konsekwentnie, od samego początku działalności, współtworzyły oraz w pełni identyfikowały się ze stylem muzycznym oraz subkulturowym zjawiskiem, określanym mianem 'heavy metal'.
Na przestrzeni 50 lat światowej kariery, muzycy formacji zostali laureatami setek nagród muzycznych, włączając w to m.in. Grammy Awards i jej ekwiwalenty przyznawane w wielu krajach, Brit Awards 2009, Silver Clef Award, Spanish Music Awards, Top.HR Music Awards, Žebřík Music Awards, Public Choice International, Classic Rock Roll of Honours Awards, Metal Hammer Golden Gods Awards, Nordoff Robbins Award, Ivor Novello Awards – za wybitne osiągnięcia na arenie międzynarodowej i wkład w rozwój muzyki brytyjskiej oraz wiele innych. W 2005 roku Iron Maiden zostali wprowadzeni do Hollywood Rock Walk of Fame oraz Kerrang! Hall of Fame zaś w 2011 roku do BPI Hall of Fame. Muzycy zespołu zostali również włączeni do prestiżowej Metal Hall of Fame i Rock in Rio Wall of Fame. Iron Maiden są również częścią stałych ekspozycji w Rock and Roll Hall of Fame, British Music Experience, Metal Across America oraz Wacken Hall of Fame. Maskotka grupy jest częścią ekspozycji Rock Legends Wax Museum zlokalizowanym w kanadyjskim Ontario. We wrześniu 1996 roku zespół został wprowadzony do Madame Tussaud's Rock Circus. Liczne pamiątki związane z aktywnością formacji znajdują się w lokalach Hard Rock Cafe na całym świecie, w tym w Polsce. 
W 2023 roku brytyjska Royal Mail uhonorowała Iron Maiden dedykowanymi seriami znaczków pocztowych, pocztówek oraz monet będących hołdem dla roli formacji w kształtowaniu brytyjskiej muzyki rockowej. Wcześniej podobne kolekcje upamiętniały najznamienitszych artystów, jak The Beatles, David Bowie, Queen, Elton John, Paul McCartney, The Rolling Stones, Pink Floyd czy Cliff Richard. Iron Maiden spotkał ten zaszczyt jako pierwszych spośród wykonawców heavymetalowych, byli też piątym zespołem brytyjskim wyróżnionym przez Royal Mail. W lipcu 2025 r. Brytyjska Mennica Królewska (British Royal Mint) wydała serię monet o różnych nominałach, będącą formą uhonorowania jednej z największych karier w historii brytyjskiej muzyki. Do tamtej pory wyróżnienie to przypadło w udziale jedynie niewielkiej liczbie artystów, jak Queen, Elton John, członkowie The Beatles czy David Bowie. Iron Maiden byli pierwszym zespołem reprezentującym muzykę heavymetalową, którego spotkał ten zaszczyt.
Poszczególni muzycy formacji zostali uhonorowani nagrodami i wyróżnieniami państwowymi oraz okolicznościowymi na wielu płaszczyznach aktywności. Zespół w toku kariery otrzymał ponad 700 „srebrnych”, „złotych” oraz „platynowych” płyt. Pomimo znikomego wsparcia promocyjnego ze strony mediów głównego nurtu, Iron Maiden pozostaje jedną z najbardziej utytułowanych formacji heavymetalowych w historii rocka, jednocześnie odnosząc znaczący sukces komercyjny.
Według wielu źródeł sumaryczny nakład 37 katalogowych albumów grupy szacowany jest na około 150 milionów sprzedanych egzemplarzy, z czego ponad 130 milionów sprzedano z naklejką EMI/Parlaphone. Wszystkie wydawnictwa audio-wizualne Iron Maiden sprzedały się na całym świecie w ponad 200 milionach kopii, wliczając w to wszelkiego rodzaju albumy, single, kasety VHS, płyty DVD, publikacje promocyjne oraz kompilacje nagrań. Najsłynniejszy album formacji, stanowiący punkt zwrotny w historii heavy metalu The Number of the Beast, w ciągu 40 lat od premiery został sprzedany w około 20 milionach kopii. W ciągu 50 lat działalności grupa opublikowała 17 albumów studyjnych, których łączny nakład przekroczył 115 milionów egzemplarzy. Na przestrzeni kilku dekad działalności estradowej zespół wielokrotnie grał indywidualne koncerty o charakterze stadionowo-plenerowym w 60 krajach świata. Iron Maiden to druga po Metallice formacja, mogąca poszczycić się największą liczbą sprzedanych albumów w całej historii gatunku. W 2025 r. opiniotwórczy magazyn Forbes umieścił zespół w Top 3 Największych Zespołów Metalowych w Historii oraz w Top 15 Największych Zespołów Rockowych Wszech Czasów.
Grupa słynie także z archetypowej maskotki znanej jako Eddie – przerażającego monstrum będącego protoplastą wielu mrocznych postaci pojawiających się po 1980 r. na okładkach płyt czy w ofercie gadżetów zespołów rockowych i metalowych oraz przenikając do świata popkultury. Eddie gościł na okładkach niemal wszystkich albumów i singli Iron Maiden, jest również nieodłącznym elementem scenografii koncertów. Maskotka grupy to najsłynniejsza w historii postać fantasy wykreowana przez zespół muzyczny. Gadżety z wizerunkiem Eddiego sprzedano w milionowych nakładach, zaś na imponującą kafeterię propozycji merchandisingowych formacji, złożyło się kilkanaście tysięcy różnorodnych produktów, które pojawiły się w sprzedaży w ciągu kilkudziesięciu lat profesjonalnej kariery zespołu.

## Wprowadzenie
Grupa wykonuje klasyczny heavy metal z elementami progresywnymi oraz epickimi. Jej muzyka jest oparta na ostrych, aczkolwiek szlachetnych i melodyjnych riffach gitarowych, dynamicznej i zagęszczonej pracy sekcji rytmicznej, urozmaiconą grą perkusisty Nicko McBraina oraz charakterystycznie brzmiącą gitarą basową Steve’a Harrisa. Szczególną cechą większej części twórczości (1981–1994 i od 1999) grupy jest szerokiej skali wokal Bruce’a Dickinsona. Muzyk ten jest uznawany za jednego z najlepszych frontmanów oraz wokalistów rockowych i heavymetalowych wszech czasów. Styl muzyczny Iron Maiden dopełniają ekspresyjne solówki dwóch, a od 1999 roku - trzech gitarzystów prowadzących, zagrane unisono partie gitarowe, charakterystyczne progresje akordów oraz tworzone przez tandem Adrian Smith / Dave Murray melodyjne harmonie, podążające za ekspresyjnymi wokalizami, stanowiąc nieodłączny element stylistyki muzycznej grupy. Wspomniany duet gitarzystów zaliczany jest do ścisłej czołówki w branży.
Katalog utworów zespołu jest zbiorem dość zróżnicowanym formalnie. Iron Maiden stworzyli zarówno szybkie, mocne, czasami podchodzące pod thrash metal lub speed metal kompozycje typu „Be Quick or Be Dead”, „Futureal”, „Aces High”, „Purgatory”, „Murders in the Rue Morgue”, „Man on the Edge” czy „Killers”, utwory nawiązujące do klasycznej szkoły punk rocka jak „Iron Maiden”, „Wrathchild”, „Invasion”, „Burninig Ambition” czy „Charlotte The Harlot” progresywne, często wieloczęściowe suity z urozmaiconą strukturą o epickim zacięciu i stopniowanej dramaturgii jak: „Paschendale”, „Sign Of The Cross”, „Dance of Death”, „Rime of the Ancient Mariner”, „Seventh Son of a Seventh Son”, „Phantom of the Opera”, „Hallowed Be Thy Name”, „The Talisman”, „Isle of Avalon”, „When The Wild Wind Blows”, „The Nomad”, „The Legacy”, „Empire of the Clouds” czy „Alexander The Great”. Inne oblicze grupy pokazują power-ballady typu „Remember Tomorrow”, „Children of the Damned”, „Revelations”, „Infinite Dreams”, „Stranger in a Strange Land”, „Afraid to Shoot Strangers”, czy akustyczno-orkiestrowa „Journeyman”, półakustyczna „Prodigal Son” w końcu zabarwiona psychodelią „Strange World” bądź eksperymentalne kompozycje jak „Satellite 15… The Final Frontier” czy „Brighter Than a 1000 Suns”. W katalogu formacji znajdziemy również utwory instrumentalne – „Transylvania”, „Losfer Words”, „Ides Of March” czy „Genghis Khan”. Znak rozpoznawczy Brytyjczyków stanowią także melodyjne kompozycje heavy-rockowe, jak „Running Free”, „Drifter”, „Bring Your Daughter to the Slaughter”, „Holy Smoke”, „Flight of Icarus” „Run to the Hills”, „Can I Play with Madness”, „Chains of Misery”, „Rainmaker”, „The Clairvoyant”, „Tears of the Clown” czy „Wasted Years”, które dzięki swojej przystępności osiągnęły znaczny sukces komercyjny. Kompozycje takie jak m.in.: „Phantom of the Opera”, „Aces High”, „Powerslave”, „Hallowed Be Thy Name”, „Fear of the Dark”, „Where Eagles Dare”, „The Trooper”, „2 Minutes To Midnight”, „Run to the Hills”, „The Number of the Beast”, „The Evil That Men Do” czy „The Wicker Man” uważane są za kanoniczne dla metalu jako nurtu muzycznego.
Zdaniem wielu krytyków na albumie A Matter of Life and Death z 2006 r. grupa zaprezentowała odmienny styl muzyczny, będący rozwinięciem mrocznej, apokaliptycznej atmosfery znanej z kontrowersyjnego albumu The X Factor z 1995 r. Muzyka, jaką przyniosły te płyty stała się przedmiotem licznych sporów i dywagacji zarówno wśród recenzentów, jak i fanów. Większość repertuaru została skomponowana przez lidera – Steve’a Harrisa, jednakże w procesie kompozycyjnym często brali udział pozostali muzycy: Adrian Smith, Janick Gers, Dave Murray i Bruce Dickinson. Dodatkowo Blaze Bayley brał udział w tworzeniu linii melodycznych wokalu na albumach The X Factor oraz Virtual XI, nagranych z jego udziałem. Dwaj perkusiści – Nicko McBrain i Clive Burr mieli marginalny wkład w powstawanie muzyki zespołu. Steve Harris na przestrzeni kilku dekad był wielokrotnie uznawany za najlepszego basistę oraz kompozytora w historii gatunku heavy metal/hard rock.
Iron Maiden niezmiennie pozostają wierni wypracowanej przez lata stylistyce muzycznej oraz konwencji estetycznej, unikając kompromisów, zdradzających tendencje do koniunkturalizmu i komercjalizacji. Muzycy dali się poznać jako zdeklarowani przeciwnicy systemowego establishmentu i autsajderzy muzycznego mainstreamu, zwłaszcza w kontekście wpływu przedstawicieli opiniotwórczych instytucji show-biznesu na kwestię wolności wypowiedzi i niezależności artystycznej. Grupa poprzez bojkot tzw. popkulturowych imprez branżowych, wielokrotnie afirmowała swą dezaprobatę względem środowiska celebrytów, eksponując niezależność i niechęć wobec osiągania medialnie sterowanej, sztucznie kreowanej popularności. Od samego początku Iron Maiden afirmowali postawę przeciwników konformizmu, grających dla publiczności ceniącej twórczość niezależną od głównego nurtu, w której nie ma miejsca na wyrachowanie i jakiekolwiek kompromisy. Management formacji pozycjonował grupę w roli brytyjskiej instytucji dystansującej się od reguł sceny mainstreamowej, co przyjmowało formę docelowej strategii marketingowej.

## Historia

### 1975–1979: Wczesne dni – underground

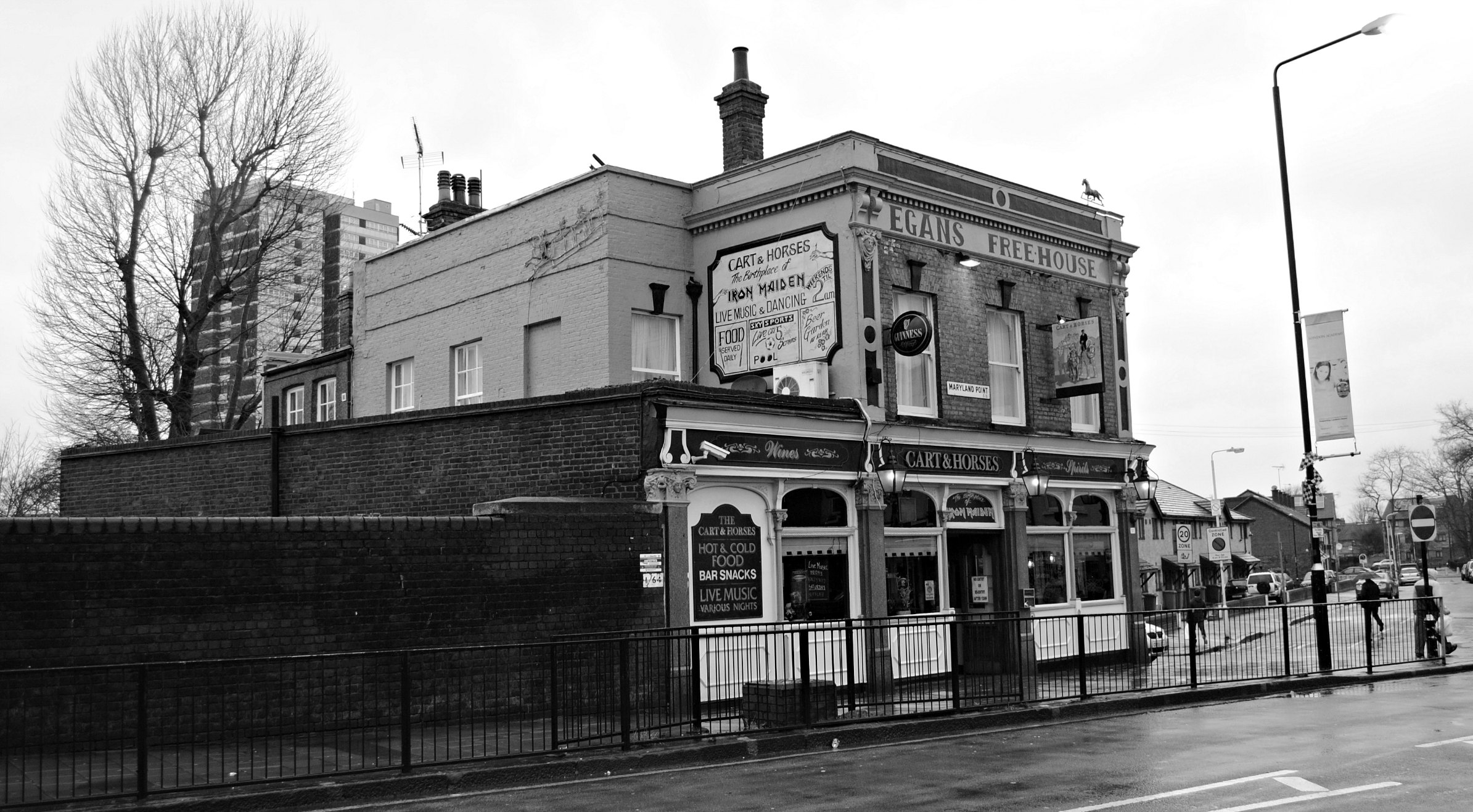
Pub Cart & Horses oficjalnie pod nazwą „Birthplace of Iron Maiden”.

Początek istnienia grupy przypada na 25 grudnia 1975 r., kiedy to były basista zespołów Smiler i Gypsy’s Kiss (1971–1975) – Steve Harris – zrealizował swój plan założenia własnego zespołu. Nazwę Iron Maiden, oznaczającą „żelazną dziewicę”, Harris zapożyczył z tytułu filmu Człowiek w żelaznej masce (The Man in the Iron Mask). Oprócz założyciela formację dopełniali: wokalista Paul Day, perkusista Ron Matthews i gitarzyści Terry Rance oraz Dave Sullivan. Debiutancki występ grupa zagrała 1 maja 1976 roku w St. Nicks Hall, w Poplar, po czym zespół rozpoczął koncertową rezydencję w dzielnicy Stratford (Londyn), w pubie Cart & Horses, oficjalnie funkcjonującym jako Miejsce narodzin Iron Maiden.
We wrześniu 1976 do zespołu dołączył nowy wokalista Dennis Wilcock, zastępując Daya. Od tego momentu Iron Maiden wpadła w korowód licznych roszad personalnych. Grupa dała jeszcze kilka koncertów, po czym Dave Sullivan został zastąpiony przez Dave’a Murraya. Od kapeli odszedł także drugi gitarzysta – Terry Rance. Jego miejsce zajął Bob Sawyer, który doprowadził do antagonizmów pomiędzy Dave’em Murrayem oraz Dennisem Wilcockiem, co ostatecznie przekonało Harrisa, by pozbyć się z zespołu obu gitarzystów (Wilcock pozostał w składzie). Murray został usunięty już po pierwszym występie w 1977, a Sawyer po odegraniu większości zaplanowanych koncertów. Na ich miejsce przyjęci zostali Terry Wapram oraz klawiszowiec Tony Moore. W tym samym czasie do Iron Maiden dołączył także perkusista Barry Graham (szerzej znany pod pseudonimem Thunderstick). W takim składzie grupa dała tylko jeden koncert – w klubie „The Bridge House”, muzycy zapamiętali go jako fatalny występ. Steve Harris postanowił wówczas zwolnić wszystkich członków i zbudować zespół od podstaw. Do Iron Maiden powrócił więc Dave Murray i został przyjęty nowy perkusista Doug Sampson. Zespół bezustannie poszukiwał wokalisty, co zaowocowało zatrudnieniem zdradzającego punkrockowe inklinacje Paula Di’Anno.
W latach 1976 do czerwca 1979 grupa dała setki klubowych koncertów na terenie Anglii. Za organizację poszczególnych etapów tras odpowiadał Steve Harris, przygotowywał także pierwsze grafiki i plakaty promujące występy formacji. Nie stanowiło to problemu, albowiem basista był kreślarzem. Muzycy byli zdani na siebie, a w realiach show-biznesu lansującego modę na punk rock nie mogli liczyć na wsparcie ze strony wpływowych przedstawicieli wytwórni płytowych czy promotorów. W połowie 1979 Iron Maiden nawiązali współpracę z menedżerem Rodem Smallwoodem. Według Neala Kaya, opieką managerską nad muzykami był zainteresowany amerykański tandem tworzony przez Petera Menscha oraz Cliffa Burnsteina, którzy w przyszłości stworzą QPrime Management i wylansują takie mega-gwiazdy jak Metallica, Def Leppard czy AC/DC. W ciągu czterech kolejnych lat Iron Maiden dali łącznie kilkaset koncertów, głównie w londyńskich klubach (m.in. The Cart And Horses, The Ruskin Arms, The Marquee czy The Soundhouse), lecz nie zdołali nagrać żadnej płyty. Pierwsza okazja nadarzyła się ku temu 31 grudnia 1978 r. W noc sylwestrową powstało demo zespołu z czterema utworami, które później zostało opublikowane jako The Soundhouse Tapes jednak bez kompozycji „Strange World”, gdyż uznano iż jakość nagrania była zbyt słaba. Rejestracja dema kosztowała muzyków 200 funtów. Wszystkie 5000 egzemplarzy rozeszło się w kilka tygodni. EP sprzedawana była wyłącznie na drodze wysyłkowej.
Także na ówczesnym, undergroundowym etapie muzycy przywiązywali rolę do wizerunku estradowego. Począwszy od połykającego szpady i plującego sztuczną krwią frontmana Dennisa Wilcocka, poprzez zainstalowanie specjalnie podświetlanej tablicy z logo grupy, a skończywszy na amatorskich efektach pirotechnicznych i świetlnych. W 1979 roku powstał również pomysł upiornej maskotki Eddie the Head, która od tamtej pory już stale towarzyszy grupie, przybierając różnorodne formy. Pomysłodawcą wizerunku Eddiego był artysta Derek Riggs, który od dłuższego czasu starał się zainteresować swoimi pracami wydawców muzycznych i managerów.
W tamtym okresie znaczącą rolę w wypromowaniu zespołu odegrał lokalny DJ Neal Kay organizujący w rockowym klubie Heavy Metal Soundhouse wieczory z heavy metalem, prezentując zgromadzonej widowni nagrania młodych, dopiero debiutujących formacji. Kiedy przedstawił publiczności utwory Iron Maiden, pochodzące z dema The Soundhouse Tapes, zainteresowanie poczynaniami grupy znacznie wzrosło. Utwór „Prowler” uplasował się na szczycie zestawienia listy najpopularniejszych przebojów ciężkiego rocka, cyklicznie drukowanej na łamach tygodnika „Sounds Magazine”. Kompozycja cieszyła się ogromną popularnością, pozostając w zestawieniu przez trzy kolejne miesiące. Był to pierwszy znaczący sukces w karierze grupy.
W 1979 r. do grona gitarzystów dołączyli kolejno Paul Cairns, Paul Todd i Dave Mac, a także Tony Parsons, który był członkiem zespołu równie krótko, jak trzej wyżej wymienieni muzycy, ale to z jego udziałem grupa uczestniczyła w nagrywaniu kompilacji Metal for Muthas. Podczas koncertu w Marquee Club, 13 października 1979 r. w Londynie obecny był m.in. John Darnley, agent potentata wydawniczego EMI. W grudniu 1979 r. czteroosobowy skład w asyście Roda Smallwooda podpisał kontrakt z EMI Rec, opiewający na pięć albumów studyjnych i zaliczkę w wysokości 50 tys. funtów. Od tego momentu datuje się początek profesjonalnej kariery estradowej zespołu.

### 1979–1981: Era Di'Anno i NWOBHM
Po odejściu Parsonsa w Iron Maiden pozostało znów tylko czterech muzyków. Niedługo później składu grupy dopełnił nowy gitarzysta – Dennis Stratton. Wkrótce dołączył także perkusista Clive Burr (zastąpił Sampsona, który miał problemy zdrowotne). W tym składzie zespół rozpoczął nagrywanie swojego pierwszego longplaya. Producentem albumu został Will Malone. W lutym 1980 wydany został pierwszy singiel nazwany „Running Free”, dotarł on do 33 pozycji list, a zespół promując go w programie „Top of the Pops” nie zgodził się na odtworzenie kompozycji z playbacku. Wydana dwa miesiące później płyta zatytułowana została Iron Maiden. Prawdopodobnie ze względu na obecność w grupie Paula Di’Anno album zawierał prócz heavymetalowych brzmień także elementy punku (najsilniej ujawniające się w „Running Free”, „Charlotte the Harlot” oraz utworze tytułowym). W programie albumu znalazł się również jeden rozbudowany, progresywny utwór – „Phantom of the Opera” – oraz instrumentalna, dynamiczna kompozycja „Transylvania”. Krążek zadebiutował na czwartej pozycji brytyjskiej listy bestsellerów, szybko zdobywając tytuł srebrnej, a niedługo potem złotej płyty i platynowej płyty. Po premierze debiutanckiego albumu formacja została ogłoszona "największą nadzieją heavy metalu", pozwolił również zaistnieć zespołowi na ogólnoświatowych listach bestsellerów. Płyta Iron Maiden uważana jest z jeden z najważniejszych debiutów w historii gatunku heavy metal. Po ponad 40 latach, jakie upłynęły od jego światowej premiery w dniu 14 kwietnia 1980 roku, album uważany jest za przełomowy debiut, dzięki któremu świat muzyki metalowej zmienił się nieodwracalnie. To dzięki pomysłom zawartym na tej płycie Iron Maiden stali się ikonicznym zespołem, który zdobył gigantyczną popularność, wyznaczał trendy, przekraczał kolejne granice, definiował nowe standardy i stał się inspiracją dla tysięcy muzyków i milionów fanów. Po kilku dekadach opiniotwórczy magazyn Rolling Stone zamieścił debiutancki album na pozycji #13 „Najważniejszych Albumów Ciężkiego Rocka i Metalu”, oraz na pozycji #3 najistotniejszych debiutów tego stylu muzycznego.
Album w epoce zdobył uznanie w Japonii, przynosząc Iron Maiden wyróżnienie czytelników magazynu „Music Life” w kategorii „Najlepszy Nowy Zespół”, jak i tytuł złotej płyty. Z początkiem 1980 roku Iron Maiden wyruszyli w festiwalową trasę „Metal For Muthas”, obejmującą całą Wielką Brytanię. Trasa promowała identycznie zatytułowaną kompilację nagrań grup nurtu NWOBHM, którego pionierami oraz awangardą była formacja Harrisa. Pomysłodawcą wydania kompilacji, jak i towarzyszącej jej trasy festiwalowej był Neal Kay we współpracy z Rodem Smallwoodem. Grupa wystąpiła jako headliner imprezy w salach o pojemności od tysiąca do 2,5 tys. miejsc. Cześć koncertów musiała zostać odwołana ze względu na intensywne sesje nagraniowe debiutanckiego albumu kwintetu. Po zakończeniu ostatniej sesji nagraniowej, w marcu 1980, Iron Maiden wyruszyli na tournée po Wielkiej Brytanii jako gość specjalny Judas Priest, po czym, wspomagani przez Praying Mantis i Neala Kaya, ruszyli w trasę promującą swój własny album, wydany na początku kwietnia. Występy odbywały się od kwietnia do sierpnia 1980, a grupa odwiedziła po raz pierwszy zagraniczne sceny – zagrała na festiwalu Wheel Pop w belgijskim Kortrijk oraz festiwalu Kuusrock w Oulu w Finlandii przed wielotysięcznymi audytoriami.
Równolegle zostały wprowadzone na rynek dwa kolejne single – „Sanctuary” oraz „Women in Uniform”. Ze względu na kontekst wizualny związany z umieszczeniem na okładce premier Wielkiej Brytanii, Margaret Thatcher w roli ofiary Eddiego-Nożownika, wydawnictwo wywołało skandal obyczajowy. Muzycy w celu wyjaśnienia zajścia spotkali się z premier krótko po opublikowaniu małych płytek. Ponad 50 koncertów na terytorium Wielkiej Brytanii przyciągało tysiące fanów, zaś 23 sierpnia zespół wystąpił jako jedna z atrakcji prestiżowego Reading Festival 1980 przed 40 tys. widzów. Była to rekordowa do tej pory liczba słuchaczy.
Znacznie większą część Europy zespół przemierzył, koncertując jako support dla amerykańskiej formacji Kiss od sierpnia do listopada 1980 roku. Metalowców z Iron Maiden ujrzała wtedy po raz pierwszy publiczność Włoch, Niemiec, Francji, Szwajcarii, Holandii, Szwecji, Danii i Norwegii. Jako goście specjalni Amerykanów dali 27 koncertów dla ponad 400 tys. widzów, którzy nierzadko lepiej przyjmowali młodą, stosunkowo mało znaną kapelę niż amerykańskich gwiazdorów. Po przedostatnim występie tej trasy, na przełomie października i listopada 1980 roku z zespołu został usunięty Dennis Stratton. Powodem decyzji była kłótnia z menedżerem grupy oraz nieporozumienia artystyczne, wynikające z odmiennych gustów muzycznych Strattona i pozostałych członków.

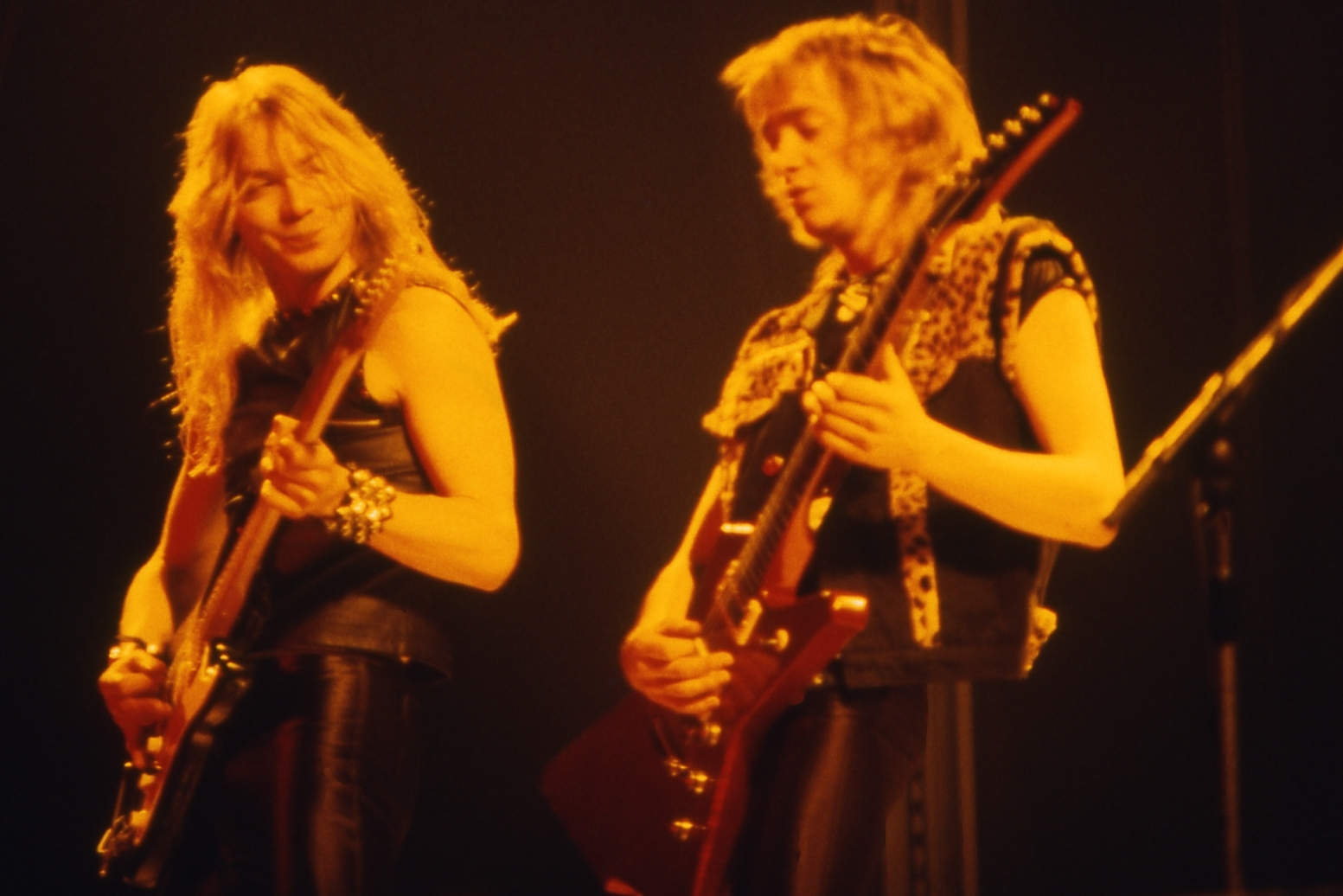
Dave Murray i Adrian Smith

Strattona, za sugestią Dave’a Murraya, zastąpił gitarzysta Adrian Smith. Uznawany jest on za najlepszego gitarzystę zespołu z minimalną przewagą nad Murrayem. Obaj stanowili bardzo zgrany duet zarówno pod względem muzycznym – już wcześniej występowali razem w zespole Urchin, jak i towarzyskim – byli przyjaciółmi od czasów dzieciństwa. Ich wspólną grę określano mianem „dźwięku bliźniaczych gitar”. Z nowym gitarzystą zespół zagrał jeszcze jeden koncert z Kiss i odbył krótką trasę po Anglii, której ostatni występ, 21 grudnia 1980 w londyńskim Rainbow Theatre został zarejestrowany i wydany na kasecie VHS. Oficjalnym tytułem wydawnictwa było Iron Maiden, lecz częściej stosowana bywa nazwa Live at the Rainbow. Po latach koncert ten był uważany za jeden z najlepszych, jakie grupa zagrała w składzie z Di'Anno. 
Na przełomie 1980–1981 Iron Maiden nagrali album Killers. Płyta zawierała utwory nieco żywsze niż kompozycje z pierwszego longplaya, jednak utrzymane w podobnym stylu. Killers był pierwszym albumem wyprodukowanym przez Martina Bircha, znanego w branży i cenionego producenta albumów Deep Purple, Black Sabbath i Blue Öyster Cult. Z Killers zostały wydane dwa single – „Twilight Zone” i „Purgatory”. Niestety, podobnie jak poprzednio wydane małe płytki i te nie cieszyły się większym powodzeniem. Album sprzedawał się znacznie lepiej na świecie niż debiut, osiągając po roku od premiery próg ponad miliona sprzedanych kopii i przynosząc grupie złote płyty w Niemczech, Japonii, Kanadzie, Belgii, Danii, Francji (podwójne złoto) oraz Wielkiej Brytanii. Było to pierwsze wydawnictwo przedstawiciela nurtu NWOBHM, które odniosło tak znaczący sukces. Killers okazał się także pierwszym albumem Iron Maiden, który zadebiutował w zestawieniu amerykańskich bestsellerów Billboard Album Charts. Na ówczesnym etapie formacja pretendowała do grona największych gwiazd ciężkiego rocka na świecie.
W lutym 1981 formacja wyruszyła w trasę „Killer World Tour” promującą nowy album, w której ramach grupa dała 138 koncertów. Do połowy marca koncertowali tylko w Wielkiej Brytanii, po czym wyruszyli w trwające do maja tournée po Europie Zachodniej. Ze względu na niedyspozycję Paula Di’Anno odwołano część wyprzedanych koncertów w Niemczech, co doprowadziło do zamieszek ulicznych opisywanych przez tamtejszą prasę. Jeszcze w tym samym miesiącu grupa wystąpiła po raz pierwszy w Japonii, gdzie zagrała pięć błyskawicznie wyprzedanych koncertów. Nagrania z Nagoi zostały później zamieszczone na minialbumie Maiden Japan (w Japonii wydany pod nazwą Heavy Metal Army). W czerwcu zespół odwiedził kolejny kontynent – Amerykę Północną. Muzycy koncertowali w Stanach Zjednoczonych i Kanadzie zarówno w ramach własnej trasy, jak i jako support dla zespołów UFO i Judas Priest (tournée promujące album Point of Entry) do początku sierpnia. Od połowy sierpnia do 10 listopada Iron Maiden pojawili się ponownie na scenach Europy Zachodniej. Formacja zawitała także do Jugosławii, by wystąpić na festiwalu w Belgradzie przed 50 tys. widownią. Był to nie tylko pierwszy występ grupy za Żelazną Kurtyną, lecz również pierwszy koncert przedstawicieli nowej generacji heavy metalu w tzw. Bloku Wschodnim. Do historii grupy przeszły m.in. koncerty w roli gościa specjalnego cyklu ogromnych, niemieckich festiwali Golden Summernights 1981, odbywających się w Norymberdze na Zeppelinfeld, gdzie zgromadziło się 100 tys. widzów oraz na stadionach w Stuttgarcie, Darmstadt przed kilkudziesięciotysięcznymi audytoriami. Zespół dał również pierwsze występy festiwalowe, podczas których był headlinerem, lub co-headlinerem imprezy (Milwaukee, Belgrad, Annecy, Orange, Offenbach).
Na trasie Steve Harris rozczarował się postawą wokalisty Paula Di’Anno. Dało o sobie znać wieloletnie uzależnienie od narkotyków, od których frontman zespołu nie stronił także przed występami. Rod Smallwood wraz z zespołem zmuszeni byli odwoływać koncerty z powodu częstych niedyspozycji Di’Anno, ostatecznie we wrześniu 1981 roku postanowili zwolnić dotychczasowego wokalistę. Media i fani odebrali ten krok bardzo nieprzychylnie. Uważano, że zespół tracąc swego frontmana już na początku kariery, pozbawia się szansy na dalszą egzystencję na rynku muzycznym. Po latach pierwsze dwie płyty studyjne nagrane z Di’Anno zostały docenione przez miłośników heavy metalu i rocka, zyskały także status kanonicznych wydawnictw gatunku. Według Artists WorldWide Agency, pierwsze dwa albumy studyjne formacji sprzedały się w łącznym nakładzie, szacowanym na około 20 milionów kopii na całym świecie. Po dwudziestu latach od chwili opuszczenia Iron Maiden, Di'Anno opublikował autobiografię "The Beast", w której sporo miejsca poświęcił swojej karierze muzycznej, zaś ilość opisanych ekscesów i nadużyć, pozwoliły wydawnictwu znaleźć się w czołówkach list bestsellerów tak muzycznych, jak i kryminalnych.
Ostatni koncert z Paulem Di’Anno miał miejsce w  Kopenhadze. Management zespołu już od dłuższego czasu poszukiwał potencjalnego następcy, którym został charyzmatyczny, dysponujący potężnym głosem wokalista popularnego wówczas zespołu heavymetalowego Samson, Bruce Dickinson. Pierwszy koncert z nowym wokalistą Iron Maiden miał miejsce w Bolonii w sali Palasport, 26 października 1981 roku.

### 1982–1989: Megagwiazda Heavy Metalu
Iron Maiden zdecydowali, by Dickinson zrezygnował z pseudonimu Bruce Bruce, którego używał w poprzedniej formacji i występował pod własnym nazwiskiem. W końcu października grupa z nowym wokalistą wybrała się na pięciodniowe tournée do Włoch oraz zagrała jeden koncert w Londynie, podczas którego zaprezentowała kilka kompozycji na przygotowywany właśnie nowy album. Na przełomie 1981 oraz 1982 roku zespół w asyście Martina Bircha rozpoczął rejestrację materiału na swój trzeci album studyjny. Sesja nagraniowa miała miejsce w londyńskich Battery Studios, gdzie muzycy rejestrowali już poprzedni album, Killers. Na tym etapie kariery formacja miała na koncie około 1,5 mln sprzedanych płyt w okresie niespełna dwóch lat. Jeszcze przed premierą nowej płyty Iron Maiden dali 20 koncertów w Wielkiej Brytanii, w tym czasie ukazał się singiel „Run to the Hills”, który błyskawicznie zajął 7 pozycję list sprzedaży w tym kraju, osiągając nakład 250 tys. kopii. Wydany 22 marca 1982 r. The Number of the Beast był pierwszym albumem, który przez dwa kolejne tygodnie zajmował pozycję pierwszą zestawienia UK Album Charts, zaś w zasadzie wszędzie dotarł do TOP 5 oraz Top 10 list bestsellerów, oraz wspiął się na pozycję 33 amerykańskiej listy Billboard 200, przynosząc grupie pierwszą złotą płytę w USA.
Album zawierał ponad 40 minut muzyki, na którą złożyły się ponadczasowe standardy, jak wspomniany „Run to the Hills”, „Children of the Damned”, „22, Acacia Avenue”, „The Prisoner”, „Hallowed Be Thy Name”, czy niezwykle efektowny utwór tytułowy, który wydano na kolejnym singlu. Krążek zaliczany jest do ścisłej czołówki metalowych wydawnictw wszech czasów, pozostając kamieniem milowym w historii rozwoju gatunku. Zaledwie w trzy miesiące po premierze nakład albumu przekroczył milion sprzedanych kopii, co pozwoliło na zdobycie czołowych pozycji list bestsellerów w wielu krajach. Grupa za sprawą trzeciego albumu studyjnego otworzyła bezkompromisowemu metalowi drzwi na salony nie idąc na żadne ustępstwa. Nikt przed nimi w równie efektowny sposób nie połączył heavymetalowej galopady, punkowej estetyki z melodyką. Iron Maiden szybko awansowali do hardrockowej ekstraligi i awangardy heavy metalu, wyruszyli też w ogromną trasę „The Beast on the Road 1982”, w ramach której dali 187 koncertów w Ameryce Północnej, Japonii, Australii oraz na Starym Kontynencie, po raz pierwszy prezentując barwną oprawę estradową, specjalnie zaprojektowaną scenę i oświetlenie złożone z ponad 400 lamp. Również po raz pierwszy w historii zespołu zaprezentowano ruchomego, trzymetrowego Eddiego, który pojawiał się na estradzie podczas wykonywania utworu „Iron Maiden”. Od tej pory obecność maskotki zespołu, coraz bardziej dopracowanej wizualnie i okazalszej rozmiarowo, stanie się stałą atrakcją ich wizerunku estradowego. Koncerty grupy przyciągały tysiące widzów, jednak pomimo niekwestionowanego sukcesu w Ameryce Północnej, Brytyjczycy występowali jako gość specjalny Rainbow, Scorpions czy Judas Priest. Trasę „The Beast on the Road 1982” uznano w tamtym czasie za największą w historii rocka.

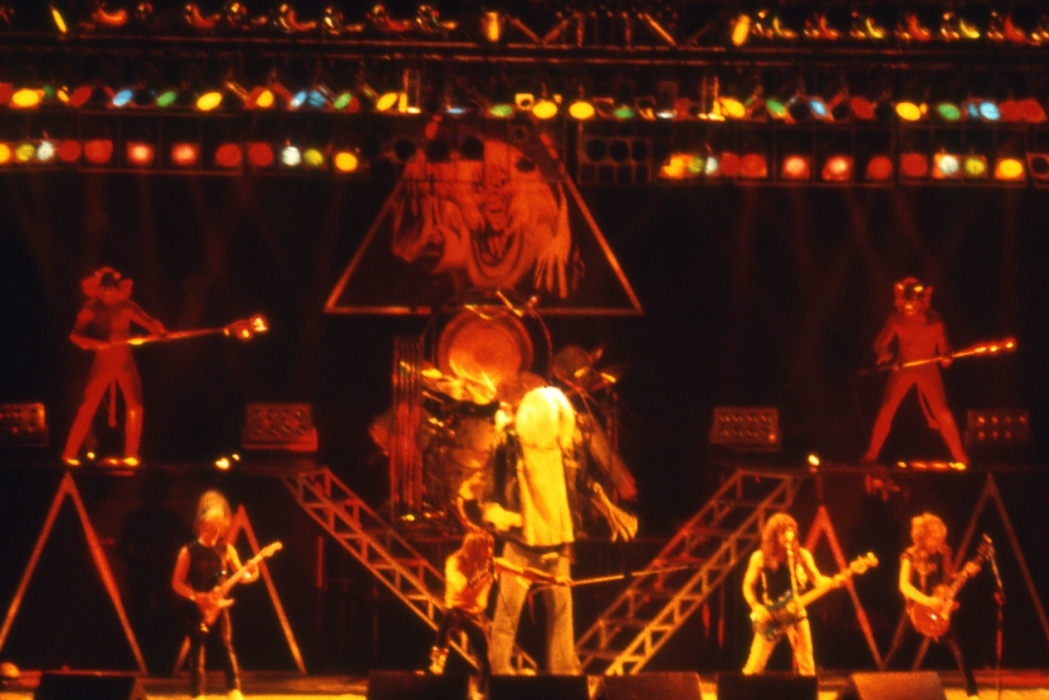
Iron Maiden na żywo w 1982 roku

W związku z kontrowersyjną, demoniczną wymową utworu tytułowego, odwołującego się do biblijnej wizji apokaliptycznej oraz pojawiających się w refrenie słów „666 – the Number of the Beast”, tudzież ilustracją okładkową nawiązującą do obrazu „Piekło” Hieronima Boscha, ultraprawicowe organizacje amerykańskie oskarżyły muzyków o popularyzację satanizmu i szerzenie zepsucia moralnego, na które narażona miała być, słuchająca ich muzyki młodzież. Pomimo nakłaniania do bojkotu koncertów grupy, a nawet organizowanych akcji palenia ich płyt, Iron Maiden byli zapraszani na największe amerykańskie festiwale (SuperFest 1982, Rock Fest 1982, Pacific Jam 1982, A Day on the Green 1982), gdzie występowali m.in. na Rich Stadium (90 tys. widzów, rekord dla „SuperFest 1982”), Anaheim Stadium (75 tys. widzów, rekord frekwencji), Comiskey Park (koncert w roli headlinera), Oakland Alameda Coliseum, dla audytoriów o rozmiarach od 60 do 100 tys. widzów, wciąż jednak nie będąc główną atrakcją wieczoru. Koncert grupy w nowojorskiej sali The Palladium był transmitowany drogą radiową dla szerokiego audytorium słuchaczy. W ciągu półtora roku od premiery nakład trzeciego albumu studyjnego Iron Maiden osiągnął próg 2,5 mln sprzedanych kopii. Według doniesień amerykańskiego magazynu „The New York Times”, do sierpnia 2010 r. sprzedano na całym świecie ponad 14 mln kopii The Number of the Beast, zaś w grudniu 2021 roku nakład albumu szacowano już na bliski 20 mln kopii.
Rychłą zmianę tego stanu rzeczy zapowiadał występ w roli głównej gwiazdy brytyjskiego „Reading Festival 1982” przed prawie 40 tys. widzów, tudzież kilka koncertów na otwartym powietrzu w Australii. Na tym etapie formacja była już gwiazdą pierwszej wielkości, natomiast kolejne albumy, składające się na klasykę gatunku, tylko umacniały ich pozycję. Po zakończonym koncertem w Niigacie tournée, od zespołu odszedł perkusista Clive Burr, borykający się z problemami zdrowotnymi i źle znoszący trudy przebywania w trasie. Jeszcze w grudniu zastąpił go Nicko McBrain, znany ze współpracy z Patem Traversem, gry w formacji Streetwalkers oraz francuskiej grupy Trust, zaprzyjaźnionej z Iron Maiden. Na początku 1983 r. zespół wraz z producentem Martinem Birchem rozpoczął sesję nagraniową kolejnego albumu, w tym celu wynajęto Compass Point Studios na Bahamach. Czwarty album studyjny był pierwszym z cyklu trzech, zrealizowanych w tym miejscu. 16 maja ukazał się album Piece of Mind, który dotarł do pozycji 3 w Wielkiej Brytanii, oraz osiągnął wysokie, czternaste miejsce w zestawieniu Billboard 200.
Album przyniósł dwa popularne single z utworami „Flight of Icarus” (pierwszy duży hit w USA) oraz „The Trooper” – swoisty hymn fanów grupy, grany od tej pory na każdym koncercie. Album zwiastował też odejście od typowej dla NWOBHM stylistyki surowego heavy metalu, na korzyść bardziej progresywnego podejścia w kompozycjach „Where Eagles Dare”, „Revelations” czy nawiązującego lirycznie do Diuny Herberta – „To Tame a Land”. Nie zabrakło też miejsca na tematykę batalistyczną i historyczną: wojna krymska w „The Trooper” czy działania komandosów znane z filmu Tylko dla orłów w „Where Eagles Dare”. Powstał kolejny album powszechnie doceniany zarówno przez fanów, jak i dziennikarzy. Zespół również promował nową płytę specjalną EP Video, pt. Video Pieces, zawierającą zestaw czterech teledysków, zrealizowanych do obu albumów nagranych z Dickinsonem.
Piece of Mind był również pierwszym wydawnictwem, który uzyskał status platyny w USA, a w pozostałych miejscach świata przyniósł grupie kolejne, złote płyty, w tym w Jugosławii. Trasa „World Piece Tour 1983” składała się ze 147 koncertów, zagranych w przeważającej wielkości w salach mogących pomieścić od 10 – 25 tys. osób. Grupa zagrała 85 koncertów w Ameryce Północnej, już jako główna atrakcja, występując m.in. w renomowanych salach, jak Madison Square Garden czy Forum de Montréal w Kanadzie. Zespół w Ameryce Północnej okazał się jedną z największych atrakcji koncertowych przyciągających wielotysięczne audytoria. W Wielkiej Brytanii czterokrotnie wyprzedali Hammersmith Odeon (łącznie 20 tys. widzów), natomiast objazd świata zakończyli koncertami w Westfalenhalle w Dortmundzie jako gwiazda tamtejszego Rock & Pop Festival 1983, występ zespołu był transmitowany drogą satelitarną do ponad 300 milionów domostw.
Oprawa trasy była kolejnym krokiem na drodze wizualnego rozwoju koncertów zespołu. Wykorzystano m.in. podwieszane nagłośnienie o mocy ponad 100 tys. watów, po raz pierwszy w historii grupy specjalnie zaprojektowane do dużych aren sportowych. Rozrosła się również aparatura oświetleniowa. Oprócz standardowych ramp z reflektorami, trzonem konstrukcji były cztery mobilne, trójkątne rampy, unoszące się na różną wysokość nad estradą i oświetlające publiczność pod rozmaitymi kątami. Były to pierwsze tego typu rampy na świecie zaś ich skonstruowanie stanowiło znaczący krok na przód, jako punkt wyjścia dla stworzenia mobilnych, rozbudowanych systemów świateł, używanych na kolejnych trasach. Oświetlenie zbudowano, wykorzystując około 550 lamp. Podobnie jak miało to miejsce w przypadku poprzedniej trasy, zespół dysponował konceptualną scenografią z szeregiem rekwizytów nawiązujących wizerunkowo do ilustracji promowanego albumu, mobilnym oraz potężnym, wyłaniającym się zza sceny Eddiem, w szerszym zakresie wykorzystano również pirotechnikę. Sprzęt niezbędny do realizacji koncertów przewożono w czterech specjalnych ciężarówkach. W stosunku do wielu późniejszych ekstrawagancji koncertowych, były to wciąż dość nieśmiałe, choć przykuwające uwagę publiczności rozwiązania.
W podsumowaniu roku tygodnia „Kerrang!”, Piece of Mind uplasował się na pozycji pierwszej, zaraz za nim znalazł się The Number of the Beast. W Top 20 znalazły się także inne wydawnictwa zespołu. W ciągu roku od chwili rynkowej premiery nakład czwartego albumu przekroczył próg 2,5 mln sprzedanych kopii, ugruntowując gwiazdorską pozycję grupy na światowym rynku muzycznym.
We wrześniu kolejnego roku na rynku pojawił się piąty studyjny longplay, zatytułowany Powerslave. Ozdobiony ilustracją okładkową autorstwa Dereka Riggsa nawiązującej do realiów starożytnego Egiptu. Krążek przynosił ponad 50 min. dopracowanego technicznie, klasycznego heavy metalu, w tym dwa przebojowe, uznawane za klasyki gatunku single „Aces High” (UK Top 20) i „2 Minutes to Midnight” plasujący się pod Top 10 brytyjskiej listy małych płytek. Jednak wizytówkami nowej propozycji grupy były oparty na efektownym, orientalizującym riffie utwór tytułowy oraz ponad trzynastominutowa, progresywna suita „Rime of the Ancient Mariner”, którą Harris napisał po zapoznaniu się z dziełem brytyjskiego poety, prekursora romantyzmu w poezji brytyjskiej, Samuela Taylora Coleridge’a pt. „Rymy Sędziwego Marynarza”. Nigdy wcześniej żaden zespół heavymetalowy nie dokonał tak przekonującego mariażu wymagającej tematyki wywodzącej się z tradycji literackiej z ciężkimi brzmieniami. Dzięki takim kompozycjom jak wspomniany „Rime of the Ancient Mariner”, Brytyjczycy wespół z kanadyjską formacją Rush, wywarli znaczący wpływ na nurt progresywnego oraz technicznego metalu. Krytycy byli zgodni w ocenach, uznając Powerslave nie tylko za szczytowe osiągnięcie artystyczne Brytyjczyków, ale w ówczesnym czasie całego nurtu.
Album zyskał ogromną popularność, osiągając w pierwszym tygodniu po premierze pozycję 2 bestsellerów w Wielkiej Brytanii, ustępował pierwszeństwa jedynie albumowi składankowemu, który według obowiązujących kryteriów nie powinien znaleźć się w zestawieniu. Po latach skorygowano pomyłkę, przyznając Powerslave pozycję 1 UK Album Charts. W USA krążek osiągnął ostatecznie miejsce 12 notowania Billboard 200, z łatwością uzyskując status platynowej płyty. W ciągu roku czasu od premiery rynkowej sprzedaż Powerslave przekroczyła próg 4 mln kopii. Po latach LP osiągnął nakład szacowany na ponad 2 mln kopii sprzedanych w samych tylko Stanach, z nalepkami różnych dystrybutorów. Po upływie czterech dekad od pojawienia się na rynku, nakład piątego albumu grupy osiągnął wartość 10,5 mln sprzedanych kopii. Potężna trasa promująca ten album (200 koncertów zagranych w 28 krajach, w ciągu 13 miesięcy dla niemal 3,8 mln widzów) rozpoczęła się pięcioma błyskawicznie wyprzedanymi koncertami w Polsce, podczas których Brytyjczycy jako pierwszy w historii wykonawca zachodni, zaprezentowali pełną produkcję estradową. Również pierwszy raz w historii artysta zagraniczny rozpoczął światową trasę koncertową serią występów w komunistycznym Bloku Wschodnim.  „World Slavery Tour 1984/85” była wielkim widowiskiem, którego poszczególne elementy zostały oparte na grafikach znanych z promowanego albumu. Scena przypominała wnętrze egipskiej świątyni, zwieńczonej ruchomymi, ozdobionymi freskami i malowidłami rampami świateł, które kryły ponad 800 reflektorów, za muzykami zmieniały się ogromne, panoramiczne tła przedstawiające piramidy i ich wnętrza, wykorzystano szereg efektów pirotechnicznych, ogromny, rozsuwany sarkofag skrywający Eddiego – Faraona oraz kilkumetrową mumię przemierzającą estradę. Zespół używał także potężnej aparatury nagłaśniającej o mocy 152 tys. wat. Sprzęt przewożono w ogromnych ciężarówkach. Było to pierwsze z wielu późniejszych tournées w historii grupy, podczas których zaprezentowano tzw. superprodukcję koncertową.
Koncerty cieszyły się dużym zainteresowaniem. W Polsce Ludowej każdorazowo gromadziły się nadkomplety publiczności w dziesięciotysięcznych halach. Pięć koncertów przyciągnęło ponad 80 tys. widzów, wliczając w to obserwatorów postronnych (5 – 9 tys. każdorazowo). Oficjalnie komunistyczne władze nie wydały nawet zezwolenia na gromadzenie się tak licznych audytoriów składających się z młodzieży, podczas wieczornych koncertów zorganizowanych w różnych miejscach kraju, w ciągu zaledwie jednego tygodnia. Trasa przetarła szlak dla wszystkich późniejszych, dużych imprez heavymetalowych organizowanych w Polsce. Podczas pierwszego na trasie koncertu grupy na warszawskim Torwarze, zgromadziło się około 14 tys. widzów wewnątrz obiektu i ponad 5 tys. na okolicznych parkingach i skwerach. Pierwszy koncert Iron Maiden na Węgrzech przyciągnął prawie 50 tys. widzów. Imprezę zorganizowano w budapesztańskim parku sportowym. Około 10 tys. widzów weszło na ten występ bez ważnego biletu wstępu. Występ w jugosłowiańskim Sajam Exhibition Center zgromadził 25 tys. fanów. Osiem koncertów w Europie Wschodniej zobaczyło łącznie około 160 tys. widzów, grupa zagrała w trzech krajach. Dobra passa brytyjskiej formacji trwała dalej. W Wielkiej Brytanii 24-koncertowa trasa sprzedała się na pniu, w nowojorskiej Radio City Music Hall wyprzedano siedem wieczorów dla łącznej liczby 60 tys. osób i tylko problemy ze strunami głosowymi Bruce’a Dickinsona zmusiły organizatorów do odwołania dwóch występów. Po raz pierwszy w historii wyprzedano Long Beach Arena pod Los Angeles, na cztery wieczoru z rzędu (około 58 tys.). Koncerty te, podobnie jak cztery wieczory w londyńskiej Hammersmith Odeon (pojemność 5 tys. osób), zostały sfilmowane i nagrane na potrzeby publikacji audio-wizualnej.

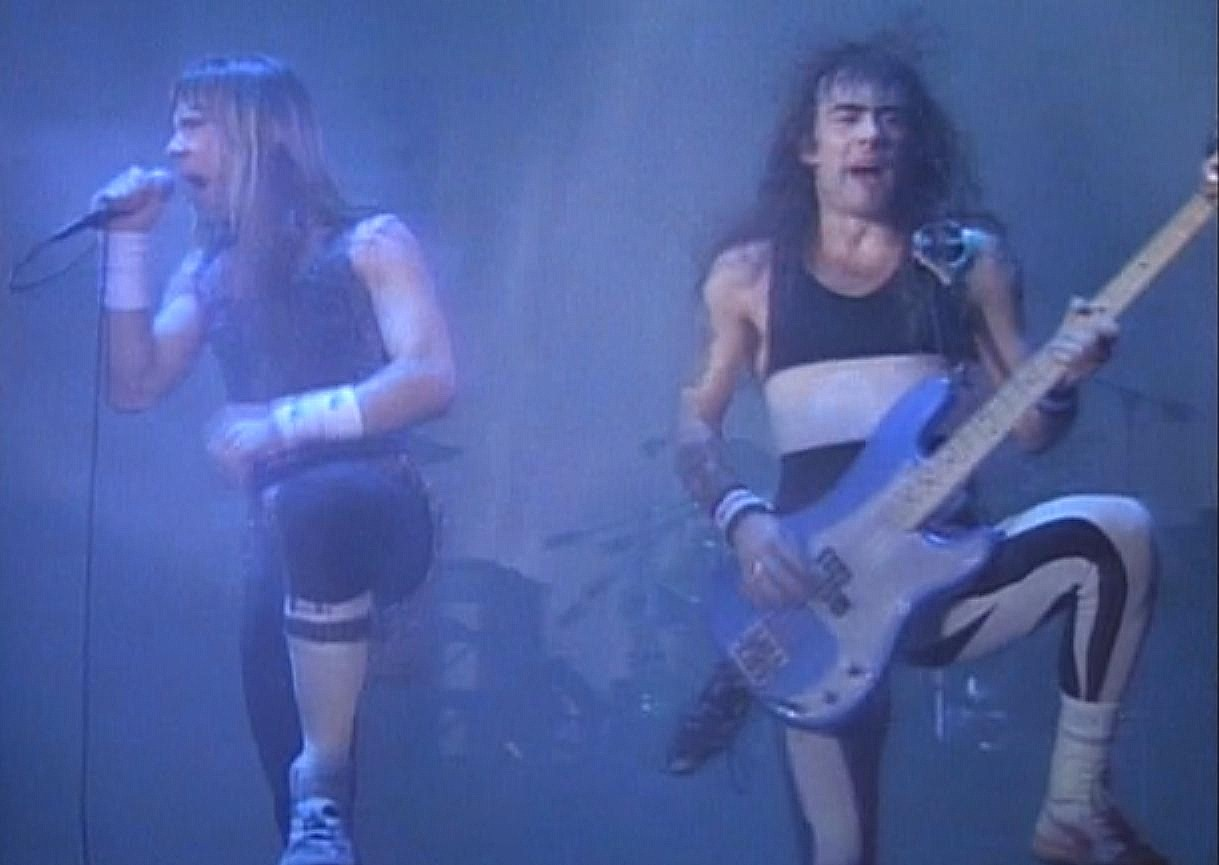
Bruce Dickinson i Steve Harris w 1985 roku

Trasę po Europie Wschodniej upamiętniono w dokumentalnym filmie, emitowanym przez MTV, Behind the Iron Curtain. Okrojona wersja tegoż, znalazła się na identycznie zatytułowanym VHS Iron Maiden, które cieszyło się dużym zainteresowaniem. Największym koncertem tournée był występ w roli jednej z atrakcji największego na świecie festiwalu muzycznego Rock in Rio 1985, gdzie na widowni znajdowało się (w zależności od źródeł) od 350 tys. do ponad pół miliona osób! Ponad sto koncertów w Stanach Zjednoczonych przyciągnęło półtora miliona widzów.
W październiku 1985 roku, ukazał się podwójny album koncertowy oraz towarzyszący mu film video zatytułowany Live After Death, zrealizowany podczas wspomnianych koncertów na Long Beach Arena przed 58 tys. ludzi. Wydawnictwo pilotowały single z koncertowymi wersjami utworów „Running Free” oraz „Run to the Hills / Phantom of the Opera”. Film stał się ogólnoświatowym bestsellerem (pozycja pierwsza po obu stronach Atlantyku), podobnie jak album, który w Wielkiej Brytanii dotarł do pozycji 2 list sprzedaży zaś w USA znalazł się w Top 20 Billboard 200. Po latach album uznany został za jedną z najwybitniejszych płyt koncertowych wszech czasów, na trwałe uwieczniając zarówno potencjał estradowy Iron Maiden, jak i lata świetności klasycznego metalu. Podwójny album był pierwszym wydawnictwem grupy oficjalnie opublikowanym przez państwową wytwórnię Tonpress KAW. Płyta ukazała się w Polsce po prawie trzech latach, które upłynęły od oficjalnej premiery światowej. Licencyjna wersja Live After Death cieszyła się olbrzymim zainteresowaniem, sprzedając się w rekordowym, kilkuset tysięcznym nakładzie.
Pod koniec 1985 r. formacja uchodziła za najintensywniej koncertujący zespół muzyczny na świecie oraz najlepszą i największą formację nurtu heavy metal. Piąty album studyjny, jak również spektakularna trasa koncertowa wywindowały muzyków do rockowej super-ligi, pozwalając kwintetowi na godne zajęcie pozycji niegdyś przynależącej do brytyjskich tytanów ciężkiego rocka, jak Black Sabbath, Deep Purple czy Led Zeppelin. W głosowaniu Public Choice (MJI) przeprowadzonym pod koniec 1985 roku, Iron Maiden tryumfowali w kategorii „Number One Rock Band” w USA, Niemczech, Japonii, Nowej Zelandii, Szwecji, Finlandii, Francji, Holandii oraz Hiszpanii. Trasa "World Slavery Tour 1984/85" portretowała zespół u szczytu możliwości i była największym tego typu przedsięwzięciem w historii rocka. Pracom nad następną płytą towarzyszyły dylematy odnośnie kierunku artystycznego, jaki powinien obrać zespół. Bruce Dickinson usiłował przeforsować pomysł wydania podwójnego albumu studyjnego, z drugim dyskiem, zawierającym materiał o charakterze stricte akustycznym. Idea ta spotkała się z dezaprobatą kolegów, co wokalista odebrał jako osobistą porażkę i przestał angażować się w proces powstawania nowego materiału. Tym razem (obok Harrisa) wiodącym kompozytorem okazał się Adrian Smith, który miał wpływ na brzmienie nowej płyty grupy.
Opublikowany w październiku 1986 r., ozdobiony futurystyczną ilustracją okładkową Somewhere in Time, przynosił kompozycje utrzymane w dotychczasowym stylu, z jedną różnicą – zespół po raz pierwszy użył syntezatorów gitarowych. Album cieszył się ogromną popularnością, docierając do pozycji 2 w Wielkiej Brytanii oraz 11 na liście bestsellerów Billboard 200 w USA, rozchodząc się w Stanach Zjednoczonych w ponad dwumilionowym nakładzie, zaś na całym świecie sprzedając się w niemal 5 mln kopii. Płytę pilotowały dwa single „Wasted Years” oraz „Stranger in a Strange Land” (Top 20 w Wielkiej Brytanii) o nieco łagodniejszym charakterze brzmieniowym, niż miało to do tej pory miejsce. Z Somewhere in Time pochodzą też takie kompozycje, jak koncertowy hymn „Heaven Can Wait”, czy utwór „Alexander the Great”, dedykowany historii życia i podbojów Aleksandra Macedońskiego. Album wyróżniał się unikatowym, niezwykle przestrzennym brzmieniem i futurystyczną atmosferą, zwiastował także dalsze eksperymenty studyjne, oparte na szerszym wykorzystaniu barw syntetycznych wzmacniających efektowne sola gitarowe i riffy.
Zespół udał się w trasę, która charakteryzowała się m.in. efektami specjalnymi. Widownia zobaczyła specjalnie zaprojektowaną estradę, przypominającą fragment kosmicznego miasta, efektownie poruszające się, kaskadowe rampy ze światłami, tradycyjnie już zmieniające się za sceną tła, potężna pirotechnikę, działo laserowe, kilkumetrowego Eddiego – Cyborga, strzelającego z pistoletu, ale największe wrażenie na widzach wywarł gigantyczny, pneumatycznie nadmuchiwany Eddie, podnoszący na głowie perkusję oraz unoszący na ogromnych łapach Steve’a Harrisa i Bruce’a Dickinsona. W USA zgromadzeni mogli oglądać latające w powietrzu, nadmuchiwane statki kosmiczne, olbrzymiego astronautę, balony z ilustracją albumu, a muzyków podziwiać było można na ogromnym telebimie, zamontowanym nad górną rampą świateł. Zespół używał nagłośnienia o mocy 180 tys. wat, ówcześnie największego kiedykolwiek użytego w zamkniętych obiektach. Scenę oświetlało 1200 punktów świetlnych, wykorzystano również kilka podnośników hydraulicznych oraz dodatkowe agregaty prądotwórcze. Do przewiezienia sprzętu formacja potrzebowała siedmiu lub ośmiu specjalnych ciężarówek. Obok entuzjastycznych recenzji koncertowych, których autorzy doceniali rozmach wizualny widowisk, pojawiły się sugestie, jakoby zespół swą popularność i rozpoznawalność zawdzięczał w większym stopniu stronie wizualno-graficznej niż frapującej muzyce.
W Londynie Hammersmith Odeon sprzedano na siedem wieczorów z rzędu (pierwotnie na sześć), znów kilkukrotnie zapełnili Long Beach Arena (52 tys.), w Europie grali w kilkunastotysięcznych salach, zaś sześć koncertów w Polsce zostało wówczas zapamiętane jako najlepsza trasa zachodniego zespołu w tym kraju. Wszystkie występy przyciągnęły nadkomplety fanów, co przełożyło się na obecność ponad 90 tys. bezpośrednich uczestników koncertów i obserwatorów (jak poprzednio 5 – 8 tys. każdorazowo). W krajach Bloku Wschodniego Iron Maiden zdyskontowali sukces sprzed dwóch lat. Dali 10 koncertów dla około 170 tys. fanów, cementując status mega gwiazdy ciężkiego rocka. O wejściówki na koncert grupy w Warszawie zabiegali pracownicy Ambasady ZSRR. 80 koncertów w USA i Kanadzie, odbywających się zazwyczaj w arenach sportowych na 20 tys. miejsc oraz na takich stadionach jak Oakland Alameda Coliseum czy Spartan Stadium, przyciągały rzesze widzów. 159 występów „Somewhere on Tour” 1986/87 zobaczyło około 3 mln widzów. Trasę wieńczył specjalny koncert charytatywny na Wembley Arena, którego celem było wsparcie finansowe dla „The Prince of Wales’s Charitable Foundation”. Muzycy Iron Maiden wystąpili gościnnie wraz z grupą Marillion, jak po latach wspomniał Bruce Dickinson – wówczas poznali osobiście Królową Brytyjską Elżbietę II . Koncert został częściowo wyemitowany przez BBC. 
Dwunastolecie swojego istnienia grupa podsumowała dokumentalnym VHS 12 Wasted Years, które podobnie jaki kilka poprzednio wydanych filmów, cieszyło się dużym powodzeniem (złoty i platynowy certyfikat w Wielkiej Brytanii, Stanach Zjednoczonych i Kanadzie). Zespół na tym etapie miał na koncie około 20 mln sprzedanych płyt, ponad tysiąc zagranych koncertów i sto złotych i platynowych płyt.
Siódmy album studyjny grupy ukazał się w kwietniu 1988 r. Nosił tytuł Seventh Son of a Seventh Son i był dziełem koncepcyjnym, opartym na motywach powieści „Siódmy syn”, Orsona Scotta Carda. Album ten odzwierciedlał fascynacje Steve’a Harrisa zespołami progresywnymi z lat siedemdziesiątych. Nowością, polaryzującą opinie fanów, było stonowane, delikatniejsze niż miało to miejsce do tej pory, brzmienie gitar oraz wykorzystanie, dla podkreślenia atmosfery niektórych nagrań – instrumentów klawiszowych. Na płycie znalazły się klasyczne już dzisiaj utwory, jak otwierający stawkę, oparty na kanwie powieści Aleistera Crowleya – „Moonchild”, tytułowy epicki „Seventh Son of a Seventh Son” drapieżny, wydany na singlu „The Evil That Men Do”, nastrojowa ballada, zwieńczona efektowną kodą „Infinite Dreams”, złowieszcze „Only the Good Die Young” oraz przebojowe, wydane na singlach „Can I Play with Madness” czy „The Clairvoyant.
Album nagrany w „Musicland Studios” w Monachium okazał się największym z dotychczasowych sukcesów komercyjnych zespołu. Jako kolejny po The Number of the Beast longplay, debiutował na pierwszym miejscu brytyjskiej listy przebojów, dotarł w większości krajów do Top 5 zestawień sprzedaży, zaś w Stanach zajął miejsce dwunaste w zestawieniu Billboard 200. Niestety, w przeciwieństwie do poprzedniego albumu nie sprzedawał się w USA aż tak dobrze, osiągając nakład 1,2 mln kopii, będąc szóstym z kolei albumem grupy, który zdobył status platynowej płyty. Jednak Steve Harris czuł się rozczarowany niniejszym wynikiem, przyznając, iż (...) nie tyle martwiła mnie niższa sprzedaż, bo w końcu zdobyliśmy platynową płytę, ale wydawało mi się, że [Amerykanie – przyp. autor] po prostu jej nie rozumieją. Promujące krążek single były największym w dotychczasowej karierze sukcesem grupy, zarówno w Anglii (Top 3 oraz Top 5 zestawień), jak i w wielu innych krajach świata. Dziennikarze okazali się jednomyślni co do jego wartości, najnowsza propozycja studyjna zespołu już w roku premiery została uznana za największe osiągnięcie artystyczne, zaś Iron Maiden byli postrzegani w kategoriach „brytyjskiej instytucji muzycznej”.
Trasa promująca album, zatytułowana „7th Tour of a 7th Tour”, po raz kolejny udowadniała, że formacja zasłużyła na miano „największego zespołu metalowego świata”. Iron Maiden tym razem zagrali tylko 103 koncerty, które ponownie zobaczyło około 2,8 mln osób w Ameryce Północnej oraz Europie. Muzycy występowali na ogromnej, specjalnie skonstruowanej scenie, przypominającej kaskadowy lodowiec, otoczonej przez kilka gór lodowych, nad którymi zawisła potężna konstrukcja świateł, zbudowana z niemal 1600 żarówek. Obecni mogli zobaczyć dwa wcielenia Eddiego, który raz wyłaniał się zza obrotowej makiety lodowca – jako prorok znany z wkładki do LP, zaś w kulminacyjnym momencie przedstawienia nad estradą górował Eddie wyjęty wprost z okładki albumu, prezentując zgromadzonej widowni swojego potomka, a wszystko to przy wtórze efektów świetlnych, stroboskopowych i kanonad pirotechniki Choć przedstawienie imponowało rozmachem, to wielu krytyków muzycznych zarzuciło wówczas grupie, przekraczanie wszelkich granic estradowego kiczu, znanego z prześmiewczego filmu quasi-dokumentalnego „Oto Spinal Tap”.
60 koncertów w Ameryce Północnej znów odbywało się w wielkich arenach (po raz pierwszy w hali LA Forum) i na dwudziestotysięcznych amfiteatrach, natomiast jako zespół supportujący wystąpili zdobywający właśnie międzynarodową sławę Guns N’ Roses. W Europie Iron Maiden zagrali m.in. cykl koncertów w Wielkiej Brytanii, Niemczech, Francji, Włoszech, Holandii, Szwajcarii, Grecji, Hiszpanii, Czechosłowacji, na Węgrzech, w roli gwiazdy objazdowego festiwalu Monsters of Rock 1988, podczas których frekwencja sięgała od 20 do ponad 100 tys. osób. Brytyjczyków poprzedzały takie tuzy, jak Kiss, David Lee Roth, Megadeth, Metallica, Anthrax, Guns N’ Roses, Trust oraz Helloween. Szacuje się, iż czternaście spektakli festiwalowych zobaczyło wówczas 750 tys. widzów. „Monsters of Rock” zorganizowany na błoniach Koning Willem II Stadion w holenderskim Tilburgu, przyciągnął około 50 tys. widzów, co stanowiło rekord w regionie dla występu artystów reprezentujących ciężki rock.
Punktem kulminacyjnym trasy okazał się występ Iron Maiden w roli gwiazdy Monsters of Rock w Donington Park, 20 sierpnia 1988. Zagrali wówczas dla najliczniejszego audytorium w historii imprezy, szacowanego na co najmniej 107 tys. widzów. Grupa wykorzystała podówczas najpotężniejszą aparaturę nagłaśniającą świata, generującą ponad pół miliona mocy znamionowej na kanał oraz dźwięk o natężeniu 125 dB. Do jej przewiezienia potrzebnych było szesnaście TIRów. Fakt ten doczekał się wpisu do „Księgi Rekordów Guinnessa” w 1990 r.
Na sukcesie imprezy cieniem położył się wypadek, kiedy to w panującym ścisku śmierć poniosło dwóch kilkunastoletnich uczestników, zaś jeden z poważnie rannych – Gary Dobson, został wybudzony z dwumiesięcznej śpiączki za pomocą muzyki Iron Maiden. Trasa trwała do grudnia 1988 r. i objęła również szereg koncertów w zamkniętych obiektach oraz kolejny objazd Wielkiej Brytanii, podczas którego kilkanaście koncertów (z czego aż sześć w Londynie) grupy, zobaczyło ponad 120 tys. widzów. Iron Maiden dali dwa wyprzedane występy w NEC Arena w Birmingham, które zostały w całości zarejestrowane, na potrzeby opublikowania kolejnego VHS oraz albumu koncertowego, podsumowującego trasę. Pełna wersja audiowizualna owego zapisu została opublikowana ćwierć wieku później. Z końcem 1988 roku podpisano również nowy kontrakt wydawniczy z amerykańskim oddziałem Sony, Epic Records – rezygnując z dalszego reprezentowania swoich interesów w Stanach Zjednoczonych przez Capitol Records. Epic reprezentował zespół przez kolejne pięć lat, do momentu podpisania kolejnej umowy z niezależną wytwórnią Castle Music Communications (CMC) w 1994 roku, gwarantującą możliwość ogólnokrajowej dystrybucji płyt dzięki umowie z BMG Records.

### 1989–1999: Kryzysy i powroty

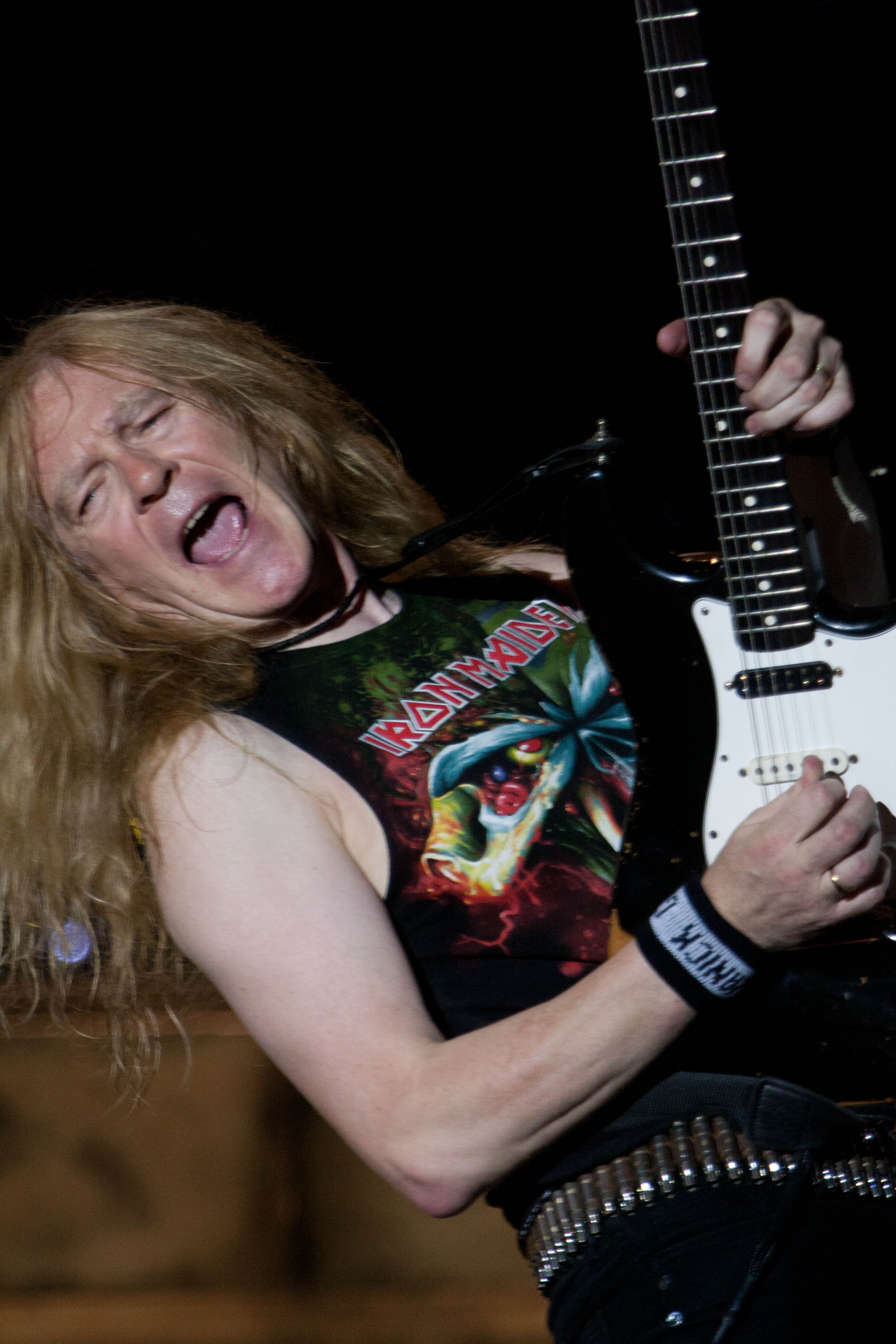
Janick Gers dołączył do Iron Maiden w 1990 roku

Rok 1989 oznaczał przerwę w działalności artystycznej i koncertowej formacji. Jedynie w listopadzie ukazał się singiel „Infinite Dreams” plasujący się na pozycji szóstej brytyjskich list, promując kolejne koncertowe VHS Maiden England. Film portretował zespół podczas dwóch wyprzedanych koncertów w NEC Arena Birmingham, dediutował się na czołowych pozycjach list bestsellerów po obu stronach Atlantyku. W Wielkiej Brytanii wydawnictwo w ciągu kilku miesięcy osiągnęło nakład 75 tys. kopii, przynosząc grupie potrójnie platynowy certyfikat.
W 1989 roku muzycy Iron Maiden wzięli udział w projekcie „Rock Aid Armenia” (znanym również pod nazwą Live Aid Armenia) – humanitarnym przedsięwzięciu brytyjskiego przemysłu muzycznego. Celem projektu było zebranie funduszów na pomoc osobom dotkniętym trzęsieniem ziemi w Armenii w 1988. Przedsięwzięcie promował singel z nową wersją standardu „Smoke on the Water” grupy Deep Purple, w którego nagraniu, oprócz części muzyków Deep Purple, uczestniczyli wykonawcy znani z karier solowych i z innych zespołów, m.in.: Bryan Adams, Bruce Dickinson (Iron Maiden), Geoff Downes i Chris Squire (Yes), Keith Emerson, David Gilmour (Pink Floyd), Tony Iommi (Black Sabbath), Alex Lifeson (Rush), Brian May i Roger Taylor (Queen), Paul Rodgers.
Utwór znalazł się w 1990 roku na płycie zatytułowanej The Earthquake Album oraz na The Earthquake Video Cztery wersje utworu (w tym jedna z 2010) zostały wydane w formie płyty Smoke on the Water: Metropolis Sessions w roku 2010. Płyta okazała się pierwszym brytyjskim albumem charytatywnym, który zdobył tytuł złotej płyty. Steve Harris oraz Nicko McBrain wzięli również udział w nagraniu specjalnej wersji standardu „Rock ‘n Roll” formacji Led Zeppelin. Oprócz singla oraz albumu przygotowano również zestaw teledysków poszczególnych formacji uczestniczących w projekcie oraz film dokumentalny o tragicznych wydarzeniach z 1988 roku.  Kontynuacją inicjatywy z 1989 był projekt WhoCares, w którym wzięli udział: Tonny Iommi (Black Sabbath), Ian Gillian, Jon Lord (Deep Purple), Nicko McBrain (Iron Maiden), Jason Newsted (ex – Metallica) oraz Mikko „Linde” Lindstrom (HIM).
W połowie 1990 roku album Seventh Son of a Seventh Son sprzedał się w około 4,5 mln kopii, zaś nakład bestsellerowego The Number of the Beast szacowano na bliski 6 mln sprzedanych płyt. Lata 80. XX w formacja zamykała mając na koncie co najmniej 25,5 mln sprzedanych albumów, z czego 10 mln w USA, ponad 5 mln nośników video sprzedano jedynie w Ameryce, co przekładało się na sześć złotych i platynowych certyfikatów. Osiągnięcia te przypieczętowały status grupy jako najważniejszego przedstawiciela gatunku heavy metal. Na kolejny rok przypadła dziesiąta rocznica ukazania się debiutanckiego albumu, obchodzono ją z należytym rozmachem, m.in. ukazał się dziesięciopłytowy boks The First Ten Years Up The Irons, zawierający nagrania z dwudziestu kolejnych maxi-singli, uzupełnione o wypowiedzi Nicko McBraina przynoszące wspomnienia z poszczególnych lat kariery. Wydane osobno podwójne maxi-single znalazły się w Top 10 cotygodniowych notowań bestsellerów w Wielkiej Brytanii, w okresie luty – kwiecień 1990 roku. Formacja podsumowała także swój dorobek audio-wizualny wydając identycznie zatytułowaną kasetę video z przekrojowym zestawem wszystkich wideoklipów promocyjnych.
W 1990 roku muzycy postanowili również nagrać kolejny album studyjny. Miał on nawiązywać brzmieniowo i klimatycznie do pierwszych płyt z lat 1980–1982. Podczas nagrywania albumu z powodu różnic na tle artystycznym usunięto z grupy Adriana Smitha. Jego następcą został Janick Gers znany ze współpracy z Ianem Gillanem, White Spirit oraz udziału w nagrywaniu debiutanckiej solowej płyty Bruce’a Dickinsona, Tattooed Millionaire. W tym składzie nagrano album No Prayer for the Dying. Płyta znacząco różniła się od swej poprzedniczki. Album nagrywano, nie jak to miało miejsce do tej pory w renomowanych studiach, lecz za pomocą przenośnego studia Rolling Stone Mobile, używanego w latach 70. XX w przez The Rolling Stones, zamontowanego w specjalnie zaakomodowanym budynku gospodarczym na terenie posiadłości lidera formacji, Harrisa. Zmiany obejmowały zarówno brzmienie – melodie stały się bardziej surowe, jak i teksty – pojawił się w nich wyraźny podtekst polityczny. Płytę promowały dwa single, „Holy Smoke” (numer 3 w Wielkiej Brytanii) oraz „Bring Your Daughter… To The Slaughter” – pierwszy w historii grupy numer jeden w Wielkiej Brytanii, gdzie zajmował szczyt zestawień przez dwa tygodnie. Żaden inny zespół reprezentujący ciężki rock nie osiągnął podobnego sukcesu na listach w UK, w pierwszym tygodniu notowań po Bożym Narodzeniu. Iron Maiden ustanowili kolejne rekordy w Wielkiej Brytanii: sześć singli w Top 5 bestsellerów, 10 podwójnych maxi-singli w Top 10, najwyższa pozycja w historii dla debiutującego na listach singla wydanego przez zespół rockowy, największa liczba albumów w Top 10 bestsellerów dla wykonawcy brytyjskiego, wykluczywszy The Rolling Stones, The Beatles i Queen, 20 kolejno wydanych singli na listach bestsellerów. Ponadto Bruce Dickinson, jako kompozytor otrzymał anty-nagrodę Złotą Malinę oraz nominację do American Music Awards w kategorii „Best Rock Song”. Wszystko to za oryginalną interpretację wspomnianego „Bring Your Daughter… To The Slaughter”. W 1992 roku kompozycja odebrała nominację do Brit Awards w kategorii „Best British Single.
Iron Maiden wyruszyli w trasę „No Prayer on the Road 1990/91”, w ramach której dali około 120 koncertów, zarówno w wielkich arenach, jak i bardziej kameralnych miejscach. 33 koncerty na terytorium Europy kontynentalnej zobaczyło aż 530 tys. widzów zaś w każdym z obiektów grupa ustanowiła rekord frekwencji. Muzycy zrezygnowali z rozbudowanej oprawy, z jakiej słynęli w minionej dekadzie, stawiając na wizualną surowość i koncentrując się na samej muzyce. Mimo to tournée cieszyło się wielkim powodzeniem, znaczonym wyprzedanymi koncertami oraz występami w roli gwiazdy prestiżowych imprez we Francji (Bol d’Or), Danii (po raz pierwszy jako gwiazda Roskilde Festival dla 65 tys.) oraz Szwajcarii, latem 1991 roku. Zespół po raz kolejny z rzędu przyciągnął ponad 2 mln widzów.
Promowany podczas trasy album, nie odniósł aż tak znaczącego sukcesu komercyjnego, jak wiele poprzednich – jednak dotarł na pozycję 2 w Wielkiej Brytanii oraz 17 na amerykańskiej liście Billboardu, do 1992 roku sprzedano około 2,8 mln egzemplarzy płyty. Dobra passa Iron Maiden trwała dalej, bowiem album okazał się drugim, najchętniej kupowanym krążkiem z ciężkim rockiem w 1990 roku. No Prayer for the Dying w miesiąc po premierze pokrył się złotem w UK, USA i Kanadzie. Krytycy, jak i fani ocenili płytę jako wyraźnie słabszą i pozbawioną ambitnych pomysłów, tak dobrze znanych z poprzednich wydawnictw. Wielu fanów odebrało nową propozycje grupy jako przejaw artystycznego i twórczego kryzysu. Z końcem 1991 roku zespół miał już na koncie 32 mln sprzedanych albumów oraz status legendy gatunku i prawdopodobnie najbardziej wpływowej formacji heavy rocka debiutującej na przełomie lat 70/80. XX wieku.
Sytuację poprawił następny album Fear of the Dark, który debiutował na pierwszym miejscu brytyjskiej listy przebojów oraz ostatecznie zajął wysokie 8. miejsce na liście amerykańskiego Billboardu. Album nagrano w prywatnym studio należącym do Steve’a Harrisa (nazywanym Barnyard Studios) po raz ostatni z udziałem Martina Bircha. Przebojami z albumu były utwory „Fear of the Dark”, zbliżający się do thrash metalu „Be Quick or Be Dead” (singel pilotujący, numer dwa na listach brytyjskich) przebojowy, wydany na singlu „From Here to Eternity” nastrojowy, epicki „Afraid To Shoot Strangers” czy wydana również na singlu ballada „Wasting Love”. Płyta sprzedawała się najlepiej od lat, przyczyniając się do odzyskania dawnej reputacji grupy. Do maja 1993 r. album znalazł ponad 3 mln nabywców. Na fali sukcesu pojawiła się również kompilacja teledysków zatytułowana From There To Eternity, przygotowana z myślą o odbiorcy amerykańskim.
Trasa „Fear Of The Dark Tour 1992” oraz jej kontynuacja w postaci „Real Live Tour 1993” była w znacznej mierze powrotem do wizualnego splendoru minionej dekady, wiodła przez pięć kontynentów i ostatecznie zamknęła się w 114 koncertach, które zobaczyło około 4,2 mln widzów (wliczając w ten wynik uczestników imprez specjalnych i abonentów PPV). Iron Maiden po raz pierwszy odbyli długą trasę po Ameryce Południowej, występując na tamtejszych stadionach z kompleksem Ginásio do Maracanãzinho włącznie. W Europie zespół zagrał cykl koncertów w Niemczech, Wielkiej Brytanii, Włoszech, Hiszpanii, Francji jako gwiazda objazdowego Monsters Of Rock Festival. Po raz drugi wystąpili wówczas w Donington Park przed około 80 tys. ludzi. W 1993 r. kontynuowali koncertowy pochód przez Stary Kontynent, dając krótki recital na niebiletowanym, włoskim MAYDAY Festival 1993, odbywającym się na San Giovanni In Laterano Square, który co roku przyciąga około 1,4 miliona osób. Trasę zakończyły trzy koncerty na Stadionie Olimpijskim w Moskwie, o całkowitej pojemności 45 tys. miejsc.
Objazd świata podsumowały aż trzy koncertowe wydawnictwa: A Real Live One, A Real Dead One oraz Live at Donington 1992. Ostatni z koncertów wydano również w wersji wizualnej. Albumy pilotowały single „Fear Of The Dark – Live” oraz „Hallowed Be Thy Name”, płytki gościły w zestawieniu Top 10 najpopularniejszych singli w Wielkiej Brytanii. Tymczasem stosunki interpersonalne pomiędzy członkami Iron Maiden uległy radykalnemu pogorszeniu. Po zakończonej trasie koncertowej grupę, z powodu odmiennej wizji artystycznej, opuścił Bruce Dickinson. Specjalnie dla fanów zorganizowano dwa wyreżyserowane koncerty w londyńskich Pinewood Studios, z udziałem znanego iluzjonisty telewizyjnego Simona Drakea, podczas których zaprezentowano mroczny spektakl, przepełniony scenami tortur znanych z horrorów gore, uwieńczony egzekucją Dickinsona w żelaznej dziewicy. Widowisko transmitowała stacja MTV w opcji pay-per-view, co spotkało się ze znacznym odzewem publiczności. W roku 1994 ukazała się kaseta video z zapisem przedstawienia, zatytułowana Raising Hell Fani otrzymali także specjalną, limitowaną wersję wydawniczą kasety video „Maiden England”, wyposażoną w pojedynczy dysk CD z zapisem wybranych utworów, pochodzących z koncertów w Birmingham. Tytułowy utwór z albumu Fear of the Dark odebrał nominację do amerykańskiej nagrody muzycznej Grammy, w kategorii „Best Metal Performance” już wówczas zespół maił na koncie 1480 koncertów dla około 25 mln widzów, na pięciu kontynentach świata – co stanowiło rekord w historii gatunku metal.
Zaskoczony decyzją frontmana Steve Harris, rozważał możliwość zamknięcia działalności formacji. Od tego zamiaru odwiódł go Dave Murray, który zaproponował znalezienie nowego wokalisty. Na apel managementu o zgłaszanie swojej kandydatury na frontmana grupy, odpowiedziało osiem tysięcy potencjalnych następców Dickinsona, z czego 1500 nadesłało profesjonalnie zrealizowane nagrania wokaliz do kompozycji Iron Maiden. Najpoważniejszymi kandydatami na to stanowisko byli Doogie White, Damian Wilson oraz Blaze Bayley, wcześniej wokalista grupy Wolfsbane, która otwierała koncerty Iron Maiden na brytyjskiej części trasy w 1990 r. Ostatecznie zastępcą Dickinsona został wspomniany Bayley. W tym składzie zespół nagrał album The X Factor, który sygnalizował zmianę stylu muzycznego grupy, na co wpływ miała m.in. osobista tragedia Steve’a Harrisa (basista borykał się z problemami rodzinnymi). Album charakteryzował się niezwykle mrocznym, posępnym klimatem, spotęgowanym niskim głosem wokalisty o uśrednionej skali oraz pełnymi zadumy tekstami, poruszającymi problemy egzystencjalne.

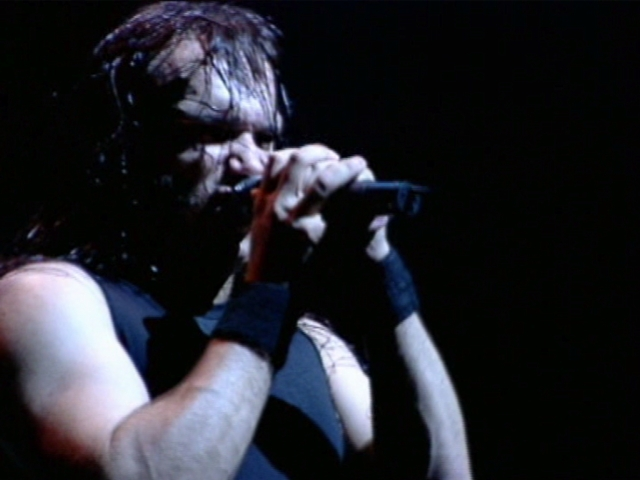
Blaze Bayley, trasa promująca album The X Factor

W zasadzie tylko promujące album single „Man on the Edge” oraz „Lord of the Flies” nawiązywały do przebojowości, z której formacja słynęła. Pierwszy z nich dotarł do Top 10 zestawienia w Wielkiej Brytanii oraz pierwszych pięciu najlepiej sprzedających się singli w Europie. Niestety, album wzbudził nieporównywalnie mniejsze zainteresowanie od poprzednich płyt, docierając w Wielkiej Brytanii do pozycji ósmej i zaledwie 147 w notowaniu Billboard 200. Po roku sprzedał się w niskim, jak na standardy Iron Maiden nakładzie, szacowanym na zaledwie 1,3 mln kopii. Promująca płytę trasa „The X Factour 1995/1996” trwała ponad rok, obejmowała pięć kontynentów i 145 koncertów, grupa dotarła po raz pierwszy do takich miejsc jak Południowa Afryka czy Izrael. Zespół po części zaprezentował widowisko nawiązujące do przedstawień z lat 80., jednakże dużo bardziej okrojone, choćby z uwagi na konieczność występowania w znacznie mniejszych obiektach, niż miało to miejsce przed laty.
23 października Iron Maiden po dziewięciu latach nieobecności pojawili się na stołecznym Torwarze, spotykając się z ciepłym przyjęciem ze strony polskiej widowni. Znakomite przyjęcie czekało też na muzyków we Francji, Grecji, Hiszpanii, Włoszech czy całej Ameryce Południowej, gdzie występowali, w ogromnych salach i na stadionach. Największym koncertem tego etapu trasy był występ w roli gwiazdy Monsters Of Rock Festival 1996, w brazylijskim São Paulo dla 60 tys. widzów. We wrześniu 1996 roku EMI Records podsumowali dwudziestolecie działalności estradowej grupy okolicznościową składanką Best of the Beast, wydaną w kilku wersjach i pilotowaną singlem z nową kompozycją „Virus”. Muzycy otrzymali pamiątkowe reliefy, w uznaniu za sprzedaż 42,3 mln kopii wydanych w tym okresie dziesięciu albumów studyjnych z etykietką brytyjskiej wytwórni oraz jej oddziałów. Uwzględniając nakład albumów dystrybuowanych przez pozostałe wytwórnie (Epic, CMC/BMG) 13 katalogowych płyt długogrających sprzedano na całym świecie w ponad 45 mln egzemplarzy. Po dwudziestu latach działalności formacja mogła poszczycić się szeregiem wyróżnień i nagród, w tym ponad 150-cioma złotymi i platynowymi płytami. We wrześniu 1996 roku zespół został wprowadzony do Madame Tussaud's Rock Circus. W ten sposób upamiętniono Iron Maiden pośród innych słynnych artystów utrwalonych m.in. w postaci figur woskowych, na wideo wraz z historycznymi pamiątkami. Odciski dłoni członków ówczesnego składu formacji utrwalono na "Wall of Hands" pośród odcisków rąk nagrodzonych przedstawicieli muzyki popularnej. W związku z obchodami stulecia EMI w 1997 roku, na limitowanym CD pojawił się wywiad-rzeka z popularnej wówczas serii In Profile, w którym przypominano historię kwintetu od początków jego istnienia. W tym samym okresie zespół zorganizował specjalny koncert internetowy dla zarejestrowanych użytkowników wybranych platform audio-wizualnych.
Kolejny album studyjny ukazał się dopiero w marcu 1998 roku i z założenia miał być powrotem do klasycznych brzmień Iron Maiden. Krążek zatytułowany Virtual XI, pilotowany jedenastominutowym singlem „The Angel and the Gambler”, okazał się rozczarowaniem i komercyjnym fiaskiem. Nie zdołał osiągnąć nakładu miliona kopii pomimo promowania dziewięciomiesięczną trasą oraz specjalnymi spotkaniami futbolowymi, w których uczestniczyli muzycy i gwiazdy piłki nożnej. Produkcja i miksowanie albumu, po raz kolejny okazały się przerastać Steve’a Harrisa, który to podjął się obowiązków producenta wraz z Nigelem Greenem. Dodatkowo podczas trasy koncertowej u Bayleya pojawiły się problemy z głosem.
Zgodnie z zapowiedziami muzyków, trasa „Virtual XI World Tour 1998” objęła cały glob i w założeniu miała stanowić powrót do estradowej widowiskowości, z jakiej Iron Maiden słynęli. Niestety, znów zamiary managementu weryfikowały rozmiary obiektów, w jakich formacja grała w Wielkiej Brytanii, USA czy Niemczech, zwykle mieszczących do zaledwie kilku tysięcy ludzi. W wielu miastach zagrali w dziesięciotysięcznych obiektach i na stadionach, jak miało to miejsce podczas koncertów w Ameryce Południowej. W Argentynie wystąpili dla 70 tys. widzów jako gwiazda wyprzedanego Monsters Of Rock Festival 1998. We wrześniu zespół znów pojawił się w Polsce, w katowickim Spodku. W tym samym czasie ukazał się również singiel „Futureal”, cieszący się sporym powodzeniem (Top 10 w Wielkiej Brytanii, przez dwa tygodnie na szczycie notowań US Metal Radio) oraz zremasterowana, wzbogacona o ścieżki multimedialne, kolekcja dwunastu klasycznych albumów formacji, wydanych w latach 1980–1993.

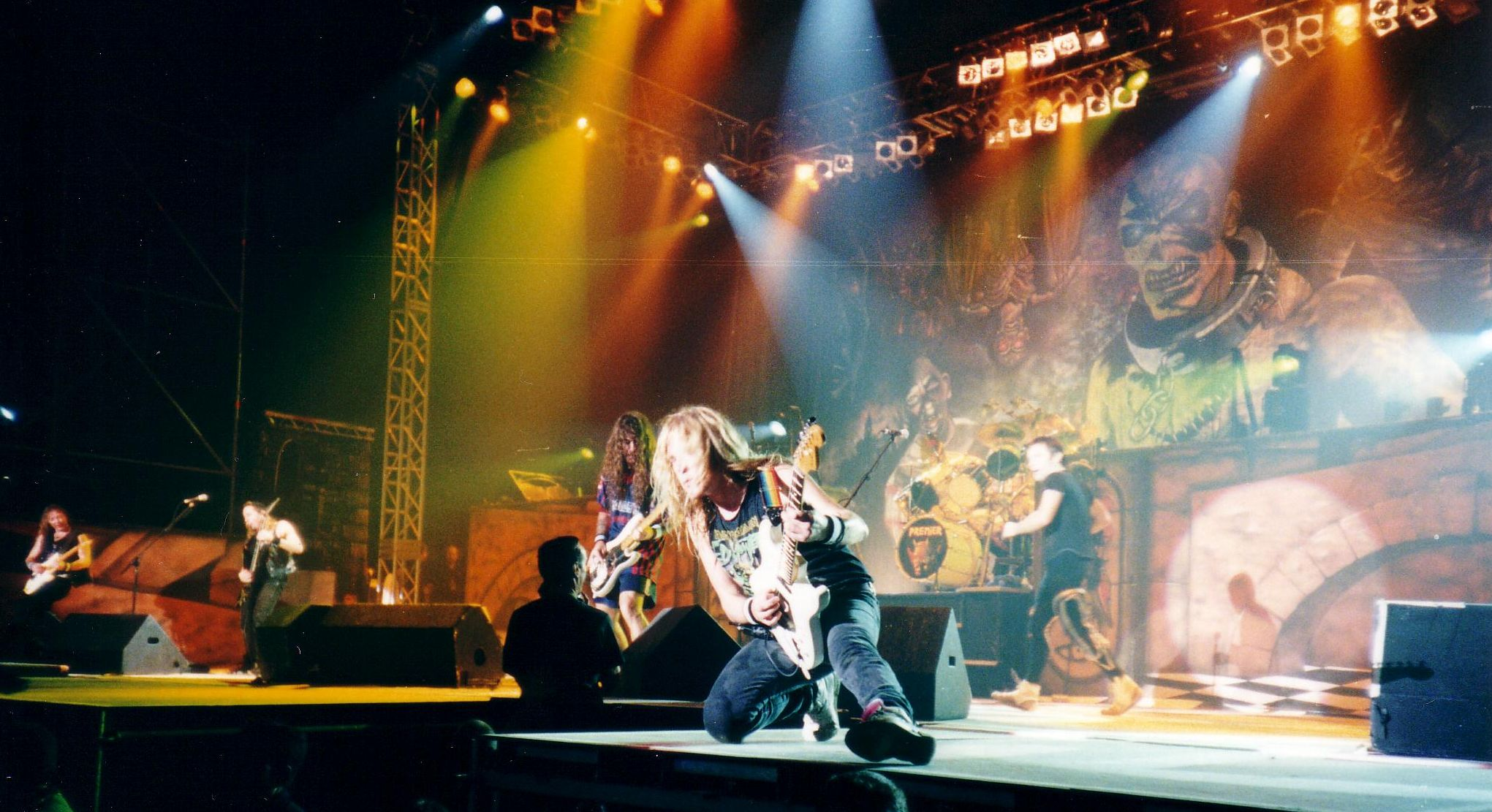
Iron Maiden w 1999 roku

Jako że Steve Harris nie widział dalszych perspektyw dla działalności artystycznej Iron Maiden, w grudniu 1998 podjął decyzję o rozwiązaniu formacji, o czym powiadomił menedżera Roda Smallwooda. Ten jednak nie podał informacji do publicznej wiadomości, natomiast doprowadził do istotnej dla dalszych losów grupy zmiany. W lutym 1999 r.do zespołu powrócił Bruce Dickinson oraz Adrian Smith. Informacja ta zelektryzowała fanów na całym świecie, zaś grupa – od tej pory będąca sekstetem, zapowiedziała serię trzydziestu koncertów w USA i Europie, promujących zarówno powrót oryginalnych członków Iron Maiden, jak i nowe wydawnictwo – grę komputerową Ed Hunter, z soundtrackiem składającym się z największych przebojów zespołu, wybranych w internetowym głosowaniu przez fanów. Choć gra nie mogła imponować poziomem zaawansowania grafiki i szybko okazała się przestarzałą, samo opublikowanie przez wykonawcę muzycznego, pierwszej w pełni zintegrowanej gry elektronicznej na PC, okazało się przedsięwzięciem pionierskim oraz inspirującym w kontekście całego przemysłu muzycznego.
W ramach trasy „The Ed Hunter Tour 1999” zespół zaprezentował konceptualne widowisko oparte na elementach promowanej gry komputerowej oraz wizualizacjach, związanych z przekraczaniem kolejnych poziomów Ed Hunter. Koncerty cieszyły się dużą popularnością. Zespół nawiązał także współpracę z producentem Kevinem Shirleyem, znanym ze współpracy z Aerosmith, Dream Theater czy Silverchair. Jeszcze przed wyruszeniem w trasę koncertową, management zespołu renegocjował kontrakt wydawniczy na rynek amerykański z Sony Music, zaś na giełdę brytyjską trafiły obligacje Iron Maiden o wartości ponad 30 mln USD, wystawione pod zabezpieczenie merchandisu i wydawnictw audio-wizualnych. Muzycy zostali wyróżnieni kolejnym tytułem: Brytyjskiego Zespołu Heavymetalowego, Który Odniósł Największy Sukces przyznanym przez Channel 4 TV. Top 10 zestawienia stworzono na podstawie notowań na listach bestsellerów poszczególnych wydawnictw audio – wizualnych oraz ilości wyprzedanych koncertów przez artystów brytyjskich reprezentujących heavy rock/metal. Iron Maiden wyprzedzili Black Sabbath/Ozzy Osbourne’a, Deep Purple, Def Leppard, Rainbow, Whitesnake, Motorhead, Saxon, Judas Priest oraz UFO.

### 1999–2007: Powrót na szczyt

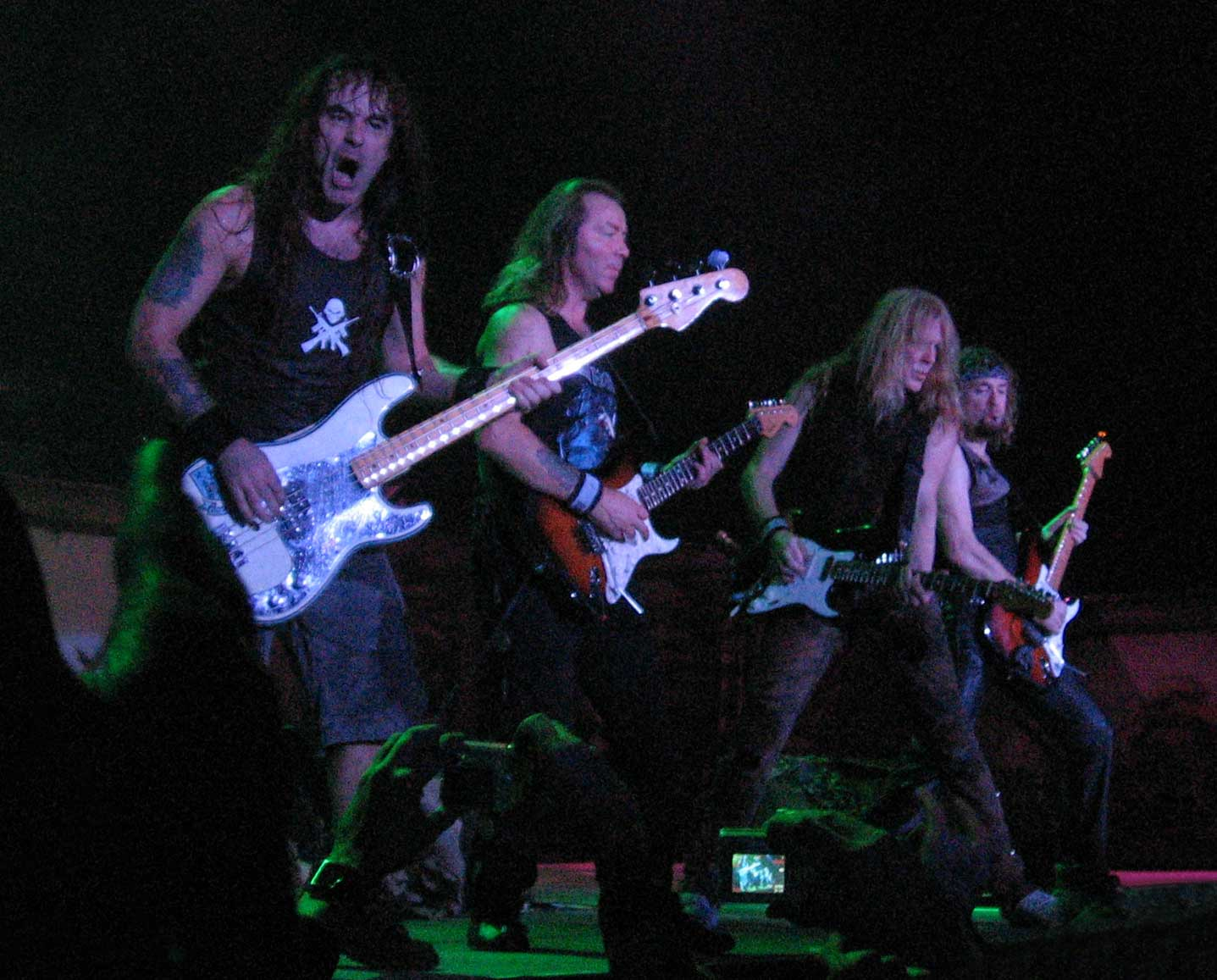
Od lewej: Steve Harris, Dave Murray, Janick Gers i Adrian Smith

W listopadzie 1999 roku sekstet pod okiem Shirleya rozpoczął sesję nagraniową nowego albumu w paryskich Guillaume Tell Studios. Jedną z inspiracji do powstania pilotującego płytę singla „The Wicker Man, był brytyjski film z roku 1973 o tym samym tytule, zaś tytuł nowego albumu Brave New World zaczerpnięto z powieści „Nowy wspaniały świat” Aldousa Huxleya. Album wyróżniał się klasycznym brzmieniem, progresywnymi strukturami melodycznymi oraz dynamiką przywołującą ducha klasycznych płyt formacji. Singiel trafił do Top 10 brytyjskiego zestawienia, zaś krążek uplasował się na pozycji 7 w Wielkiej Brytanii oraz 39 w Stanach Zjednoczonych, docierając również do czołówki bestsellerów w wielu krajach, przynosząc Iron Maiden wiele złotych płyt, również w Polsce.
Trasa promująca „Brave New World Tour” wiodła przez niemal sto koncertów odbywających się w wielkich halach, na stadionach i amfiteatrach oraz prestiżowych festiwalach, na których Brytyjczycy byli główną atrakcją (Dynamo Festival, Roskilde Festival, With Full Force Festival). Grupa była również gwiazdą kilkudziesięciu koncertów festiwalowych, odbywających się pod szyldem autorskiej imprezy „Metal 2000 Festival”, obejmującej Europę oraz obie Ameryki. 20 i 21 czerwca 2000 roku formacja dała dwa wyprzedane koncerty w Polsce (Torwar oraz Spodek) natomiast po raz pierwszy zespół wystąpił również w Estonii i na Ukrainie, prezentując widowisko pełne rozmachu i przyciągając na kolejne przystanki trasy od kilkunastu do kilkudziesięciu tysięcy widzów. Powrót Iron Maiden na wielkie sceny stał się faktem, a popularność grupy zaczęła od tamtej pory zdecydowanie rosnąć. Zwieńczeniem koncertowych wojaży okazała się trasa po stadionach Ameryki Południowej oraz występ jako gwiazdy brazylijskiego Rock In Rio Festival 2001, 19 stycznia 2001 przed co najmniej 250 tys. osób. Koncert zespołu w Santiago de Chile przyciągnął rekordową. ponad 50 tys. publiczność. Trasę sumarycznie zobaczyło około 3,2 mln widzów. W lutym 2001 zespół otrzymał dwie nominacje do nagrody Grammy, w tym samym roku został również uhonorowany prestiżowym wyróżnieniem Ivor Novello Awards, przyznawanym za wybitne osiągnięcia na arenie międzynarodowej. Album The Number of the Beast został również uwieczniony w serii dokumentalnej „Classic Albums”, realizowanej przez Eagle Vision dla uhonorowania twórców najważniejszych albumów muzycznych.
W marcu 2002 r. ukazały się album koncertowy oraz DVD zatytułowane Rock in Rio, przynoszące zapis wspomnianego koncertu z Rio de Janeiro. DVD na całym świecie dotarło na szczyty list bestsellerów, przynosząc grupie szereg złotych i platynowych płyt oraz wyróżnień krytyków muzycznych, było również pierwszym rockowym DVD wyróżnionym w Polsce złotą płytą. Rok 2002 upłynął muzykom na gromadzeniu nowych pomysłów, zaś aktywność koncertowa sprowadziła się do zorganizowania cyklu trzech koncertów w Brixton Academy, z których dochód został przeznaczony na rzecz fundacji Clive Aid, gromadzącej fundusze niezbędne do zorganizowania pomocy dawnemu perkusiście grupy, Clive’owi Burrowi cierpiącemu na stwardnienie rozsiane. Na ten sam cel również przeznaczone zostały wpływy ze sprzedaży singla „Run to the Hills”, zawierającego utwór tytułowy w wersjach z 1982 oraz 2001 roku. W latach 2005 oraz 2007 zespół zorganizował kolejne odsłony imprezy charytatywnej CA, podobnie jak w przypadku koncertów z 2002 roku, występy były transmitowane poprzez łącza internetowe każdorazowo dla kilkuset tysięcy widzów, na żywo obserwujących zmagania sceniczne muzyków oraz wspierających finansowo całe przedsięwzięcie. Na jesieni 2002 r. ukazała się kompilacja największych przebojów zespołu Edward the Great oraz ściśle limitowany, specjalny boks kolekcjonerski Eddie’s Archive – wyposażony w trzy albumy kompilacyjno – koncertowe (Beast Over Hammersmith, BBC Archives oraz Best of the ‘B’ Sides), pergamin z drzewem genealogicznym grupy, pierścień oraz zdobiony kielich. Płyty CD były dostępne wyłącznie jako część boksu, zespół nie zdecydował się na ich osobne wydanie, co miało podkreślać unikatowość i ekskluzywność przedsięwzięcia.
Działalność koncertową muzycy wznowili w maju 2003 roku, wyruszając w trasę „Give Me Ed… ‘Til I’m Dead Tour”, podczas której zaproponowali set – listę złożoną z największych przebojów. Trasa wiodąca przez Europę oraz Amerykę Północną promowała kolejne DVD, Visions of the Beast – zawierające wszystkie do tamtej pory zrealizowane teledyski w wersjach cyfrowo zremasterowanych oraz ich wersje alternatywne. Zarówno kompilacja teledysków, jak i trasa okazały się wielkim sukcesem komercyjnym. Zestaw DVD uzyskał kilkukrotnie status platyny w Wielkiej Brytanii, USA, Kanadzie, Finlandii i innych miejscach świata, zaś 56 koncertów przyciągnęło łącznie około 1,3 mln osób. Już tradycyjnie zespół odwiedził Polskę (trzeci czerwca, Spodek w Katowicach) zaś w rozpisce koncertowej znalazły się wielkie festiwale, jak Roskilde Festival, Rock am Ring / Rock im Park, gdzie sprzedano 150 tys. biletów łącznie, Graspop Metal Meeting, Heineken Jamming Festival (100 tys.) czy reaktywowany w Donington Park, Download Festival, gdzie na widowni znajdowało się prawie 50 tys. osób. Koncerty zagrane latem 2003 roku były pierwszym etapem większej całości zatytułowanej „Death on the Road World Tour 2003/04”.
W tym czasie grupa miała już przygotowany kolejny album studyjny, z którego utwór „Wildest Dreams” prezentowano podczas letnich koncertów. Wyprodukowany przez Kevina Shirleya, trzynasty krążek Dance of Death ukazał się we wrześniu i okazał się sukcesem komercyjnym, debiutując na szczycie list bestsellerów w sześciu krajach i osiągając 2 pozycję list bestsellerów w Anglii oraz 18 na amerykańskim Billboard 200. Płyta po latach pamiętana jest z orkiestralnego, pełnego rozmachu utworu tytułowego, dramatycznej opowieści „Paschendale”, akustycznej ballady „Journeyman”, dedykowanego okrutnemu losowi sekty Katarów Montségur oraz z dwóch przebojowych singli: „Wildest Dreams” oraz „Rainmaker”, które uplasowały się w brytyjskim Top 10 bestsellerów.
Promując album zespół wyruszył w trasę „Dance of Death World Tour 2003/04”, która obejmowała 52 koncerty w europejskich, amerykańskich i japońskich arenach sportowych oraz trafiła na pięćdziesięciotysięczne stadiony Argentyny, Brazylii i Chile. Koncert w Dortmundzie, w Westfalenhalle był transmitowany przez telewizję muzyczną Viva oraz rejestrowany na potrzeby kolejnego albumu koncertowego i DVD. W listopadzie Iron Maiden wystąpili we wrocławskiej Hali Ludowej, gdzie supportowała ich polska formacja Kat. Zapis ich koncertu opublikowano na albumie Somewhere in Poland oraz na DVD. Był to ostatni, "kameralny" koncert Iron Maiden w Polsce, zorganizowany w dziesięciotysięcznej hali i wyprzedany w kilka dni.
Trasa wyróżniała się teatralnym rozmachem oraz wykorzystaniem wielu efektów naturalistycznych. Oprócz zapisu jednego z koncertów, uwieczniono również proces komponowania albumu, przygotowania estrady, a także przeprowadzono liczne wywiady z managementem grupy, obsługą techniczną i z fanami. Wszystko to oraz koncert w dwóch wersjach audio przynosiło potrójne wydawnictwo DVD oraz 2 CD Death on the Road, które miało premierę dopiero w 2005 roku. Wcześniej, w 2004 r. ukazał się singiel „No More Lies” oraz specjalna wersja DVD – Audio Dance of Death. Trasa została niemal całkowicie wyprzedana, koncerty wraz z imprezami z serii „SoccerSix” przyciągnęły niemal 1,2 mln fanów. Trzy lipcowe imprezy charytatywne z cyklu „SoccerSix Music & Game” służyły zebraniu środków na pomoc dzieciom dotkniętym chorobami nowotworowymi. W rozgrywkach uczestniczyli m.in. muzycy grupy oraz inni artyści z branży i znani piłkarze. Zmagania sportowe urozmaicono muzyką grupy. Spotkania przyciągnęły łącznie 230 tys. widzów zaś bilet - cegiełka miał cenę symboliczną. Transmisja z poszczególnych rozgrywek została wyemitowana w systemie PPV z wykorzystaniem telewizji cyfrowej oraz internetu. Z oferty skorzystało około 500 tys. widzów. Trasa „Dance of Death Tour” stanowiła drugą część cyklu koncertowego „Death on the Road World Tour”, związanego z promocją trzynastego albumu studyjnego. W latach 2023/24 Iron Maiden wystąpili 109 razy na czterech kontynentach, gromadząc publiczność oszacowaną na 2,55 mln widzów, wśród których uwzględniono uczestników „SoccerSix Music & Game” oraz abonentów PPV.  
Grupa odebrała także prestiżową nagrodę Nordoff Robbins Silver Clef za wybitne osiągnięcia na polu działalności Charytatywnej. Oprócz wysokich pozycji w podsumowaniach roku zamieszczonych przez branżowe magazyny, Iron Maiden otrzymali nagrodę MPMA Best in Metal od Metal Packaging Manufacturers Association UK, za najlepiej opakowane wydawnictwo - Eddie's Archive Anniversary Casket. W listopadzie zespół opublikował także pierwsze z serii historycznych DVD, podsumowujących kolejne etapy kariery History of Iron Maiden Part 1: Early Days. Dwie płyty przynosiły łącznie 280 minut materiału, na który składały się amatorski zapis koncertu z klubu Ruskin Arms z kwietnia 1980 roku, prawie kompletny koncert z Hammersmith Odeon z 1982 roku, pierwszy profesjonalnie zrealizowany film koncertowy Live at the Rainbow, fragment występów Iron Maiden na „Rock & Pop Festival 1983” w Westfalenhalle oraz archiwalny materiał z lat 1979–1983.
DVD pilotowało wznowienie singla „The Number of the Beast”, który uplasował się na pozycji 3 brytyjskich list bestsellerów. Film dotarł na czołowe pozycje zestawień w dwudziestu krajach, po raz kolejny przynosząc muzykom szereg złotych i platynowych płyt. W roku 2005 grupa wyruszyła w pierwszą z cyklu kilku kolejnych tras o charakterze „historycznym”, podczas których zarówno repertuar, jak i oprawa koncertów nawiązywały do epoki zaprezentowanej na DVD z archiwaliami. Podczas „Eddie Rips Up the World Tour” muzycy wykonywali utwory wyłącznie z pierwszych czterech albumów studyjnych, zaś 48 koncertów tournée objęły występy stadionowe, festiwalowe i koncerty w arenach sportowych. W ciągu 90 minut sprzedano niemal 60 tys. biletów na Ullevi Stadium w Göteborgu, koncert był transmitowany przez łącza satelitarne dla 60 milionów widzów.
Iron Maiden również wystąpili dla polskiej publiczności na chorzowskim Stadionie Śląskim jako gwiazda Mystic Festival. Anglicy zagrali dla 185 tys. osób na niemieckich Rock am Ring / Rock im Park, 154 tys. łącznie na Reading and Leeds Festivals w Anglii, Graspop Metal Meeting, Gods of Metal czy też odbyli znaczące dla umocnienia pozycji grupy w USA tournée jako co-headliner największego festiwalu muzycznego w Ameryce Północnej Ozzfest, wraz z Black Sabbath. Audytoria w Ameryce Północnej liczyły od 25 do około 55 tys. widzów, natomiast podczas ostatniego koncertu w San Bernardino, doszło do incydentu zainicjowanego przez żonę Ozzyego Osbourne’a, Sharon. Muzycy zostali obrzuceni jajkami i wyzwiskami, kilkakrotnie wyłączano im prąd. Publiczność wyczuwając nieprzypadkowość tych działań do końca występu wspierała Iron Maiden, zaś media zdecydowanie stanęły po stronie kapeli Steve’a Harrisa. Prowokacja mająca na celu dyskredytację formacji w konsekwencji uwiarygodniła ją w oczach amerykańskich fanów, zaś zespół został włączony do „Hollywood RockWalk” mieszczącym się na Sunset Boulevard w Los Angeles. Muzycy po raz drugi dali charytatywny koncert na rzecz The Clive Burr MS Trust Fund, tym razem w londyńskim Hammersmith Apollo. 48 koncertów przyciągnęło około 1,8 mln widzów. Sukces pierwszej trasy historycznej w historii formacji, uczyniła z Iron Maiden zespół stadionowy.

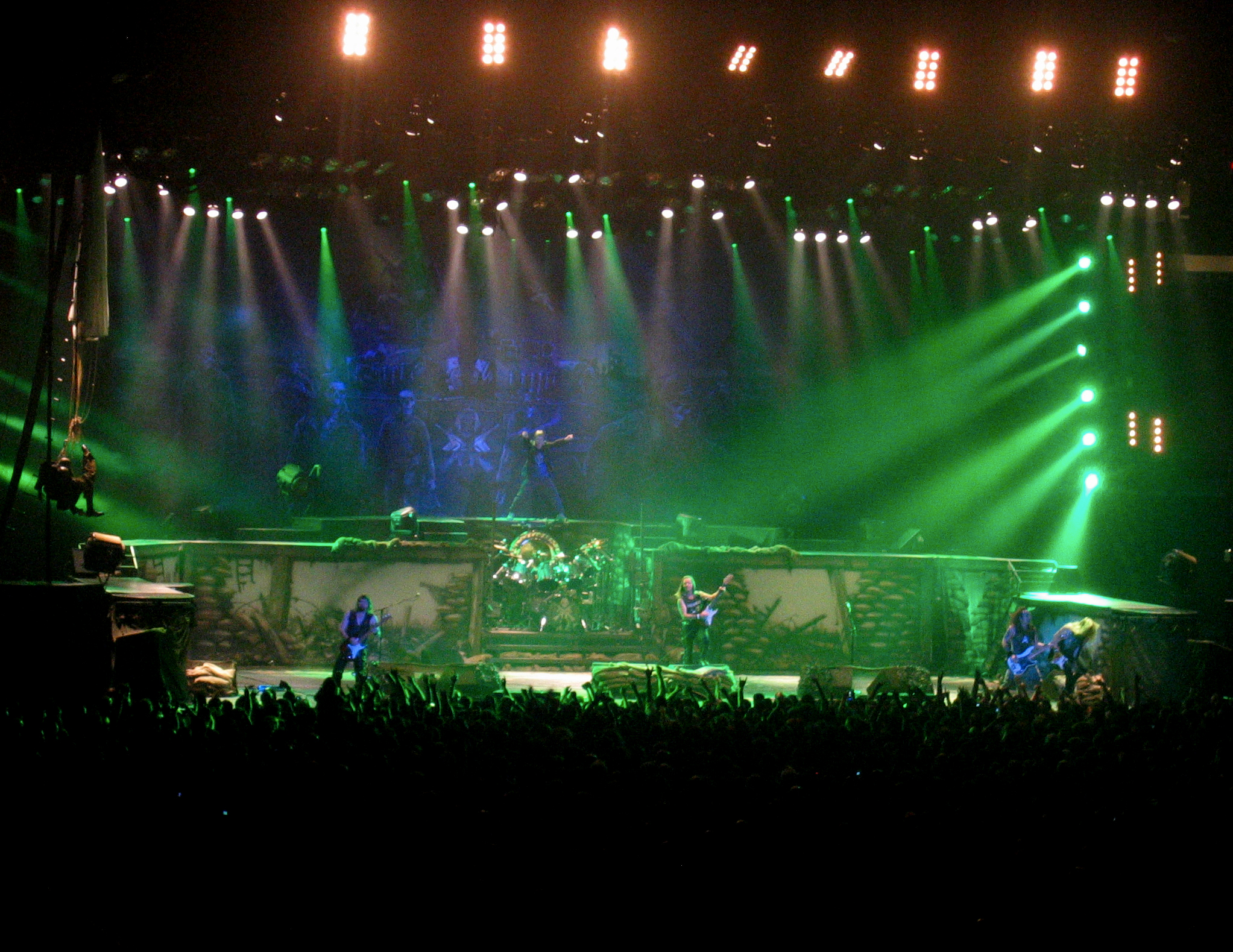
Trasa „A Matter of Life and Death World Tour”

Z końcem roku rozpoczęli także pracę nad kolejnym albumem, zatytułowanym A Matter of Life and Death. Czternasty album studyjny ukazał się na jesieni 2006 roku, zarówno ilustracja okładkowa, jak i tematyka tekstów piosenek dotykała wzajemnych powiązań pomiędzy religią a wojną na różnych etapach rozwoju ludzkości. Muzyka okazała się bardziej mroczną i trudniejszą w odbiorze, niż miało to miejsce w przypadku kilku poprzednich płyt, mimo to nowa propozycja studyjna odniosła sukces komercyjny i artystyczny. A Matter of Life and Death w kilkunastu krajach świata debiutował na szczytowych pozycjach bestsellerów (również w Polsce), w Wielkiej Brytanii i wielu innych krajach dotarła do TOP 5 zestawień, zaś w USA znalazła się w TOP 10 notowań Billboard 200. Album przyniósł grupie kolejne złote i platynowe płyty oraz wiele nagród i nominacji (Bandit Award, Metal Hammer Award, Rock Hard Award czy Classic Rock Roll of Honour Awards). Płytę pilotowały single „The Reincarnation of Benjamin Breeg” oraz „Different World”, które zdobyły sporą popularność (Top 10 w Anglii, Europie i USA).
Od września 2006 roku Iron Maiden ruszyli w trasę „A Matter of Life and Death World Tour 2006/07”, grając wyprzedane koncerty w wielkich arenach Azji, Ameryki Północnej i Europy. Zamiast wielu evergreenów muzycy postanowili zaprezentować zawartość albumu w całości, nawiązując do tradycji wielkich legend art. rocka lat 70. W Szwecji 60 tys. biletów na cztery koncerty halowe sprzedano w 45 min, nie inaczej było w przypadku trasy po Wielkiej Brytanii (dziewięć koncertów dla 150 tys. widzów). Druga część trasy przypadła na rok 2007 i była powiązana z obchodami ćwierćwiecza wydania najpopularniejszego albumu grupy, The Number of the Beast. W nawiązaniu do wspomnianego jubileuszu, zorganizowano szereg koncertów pod egidą autorskiego festiwalu „The Beast Fest ’07”, odbywających się w wybranych krajach Azji i Europy. Zespół występował na stadionach w Bułgarii (45 tys.), Czechach, Serbii, Słowenii, Niemczech oraz Włoszech (Stadion Olimpijski w Rzymie). Po raz kolejny europejska publiczność mogła oglądać grupę w roli headlinerów wielkich festiwali, m.in. Graspop Metal Meeting, Fields of Rock, Heineken Jamming Festival gdzie pojawiło się 155 tys. widzów, w końcu po raz czwarty w karierze, w Donington Park na Download Festival 2007 przed niemal 85 tys. widzów.
Z dużym zainteresowaniem spotkały się koncerty Iron Maiden w Indiach oraz w Zjednoczonych Emiratach Arabskich – odpowiednio przed 55 tys. widzów na Bangalore Palace Grounds w Bombaju oraz jako headliner Dubai Desert Rock Festival dla 30 tys. widzów. Trasę promującą album zakończono 24 czerwca 2007 roku występem w londyńskiej Brixton Academy, z którego dochód po raz trzeci i ostatni zasilił konto fundacji The Clive Burr MS Trust. Stan byłego perkusisty Iron Maiden był już bardzo poważny i niestety nie uległ zmianie aż do jego śmierci w 2013 roku. Trasa „A Matter of Life and Death World Tour” objęła ostatecznie 61 koncertów w 26 krajach i przyciągnęła około 1,7 mln widzów. W sierpniu 2007 r. Iron Maiden wraz z managementem pracowali nad kolejnym projektem koncertowym, mającym się okazać najambitniejszym przedsięwzięciem logistycznym w ich karierze.

### 2008–2009: Ed Force One, nowy poziom
Z początkiem roku grupa wyruszyła w drugą w swojej karierze trasę historyczną, podczas której promowano najnowsze DVD Live After Death, a sam zespół przemieszczał się pomiędzy kolejnymi przystankami tournée prywatnym boeingiem nazwanym Ed Force One. Zespół dał 23 koncerty w Azji, Oceanii, Ameryce Północnej oraz Południowej, które przyciągnęły ponad 670 tys. widzów. Muzykom oraz ekipie technicznej towarzyszyła ekipa filmowa pracująca dla Sama Dunna i Scota McFadyena, którzy podjęli się zadania wyreżyserowania dokumentalnego filmu dedykowanego trwającej trasie.
W marcu 2008 grupa zapowiedziała wydanie kolejnego albumu kompilacyjnego. Pojawił się on na rynku muzycznym 12 maja 2008 pod nazwą Somewhere Back in Time. Wydanie kompilacji związane było z sukcesem trasy koncertowej „Somewhere Back in Time World Tour”, a samą płytę można było odsłuchać w całości na oficjalnej stronie zespołu. Inaugurujący trasę koncert w Bombaju (Indie), według lokalnych sprawozdawców przyciągnął nawet stutysięczne audytorium. Oprawa trasy nawiązywała do okresu 1984–1986 łącząc elementy charakterystyczne dla tras „World Slavery Tour” (egipska świątynia i sarkofag) i „Somewhere on Road” (światła oraz Eddie-Cyborg), zawierała również wszystkie najbardziej charakterystyczne dla tamtych lat efekty specjalne. Zespół z ogromnym powodzeniem koncerował także w Stanach Zjednoczonych oraz Europie, często grając dla kilkudziesięciotysięcznych audytoriów na ogromnych stadionach. Po raz pierwszy w historii zagrali indywidualny koncert na ogromnym Twickenham Stadium (82 tys. miejsc) drugim co do wielkości w Zjednoczonym Królestwie. W imprezie uczestniczyło blisko 55 tys. widzów. Tylko siedem koncertów w Skandynawii zobaczyło około 260 tys. widzów, zgromadzonych na takich obiektach jak Ullevi Stadion, Olympic Stadion w Sztokholmie oraz Helsinkach, Ratina Stadion w Finlandii czy Valle Hovin w Oslo. Według Live Nation Scandinavia zespół zgromadził największą publiczność przed jaką kiedykolwiek wystąpił artysta rockowy w tym regionie Europy. Podczas koncertu w roli gwiazdy największego festiwalu heavymetalowego na świecie Wacken Open Air padł rekord frekwencji. Brytyjczyków zobaczyło tam blisko 100 tys. ludzi, zaś 26 koncertów zagranych w Europie przyciągnęło około miliona fanów.

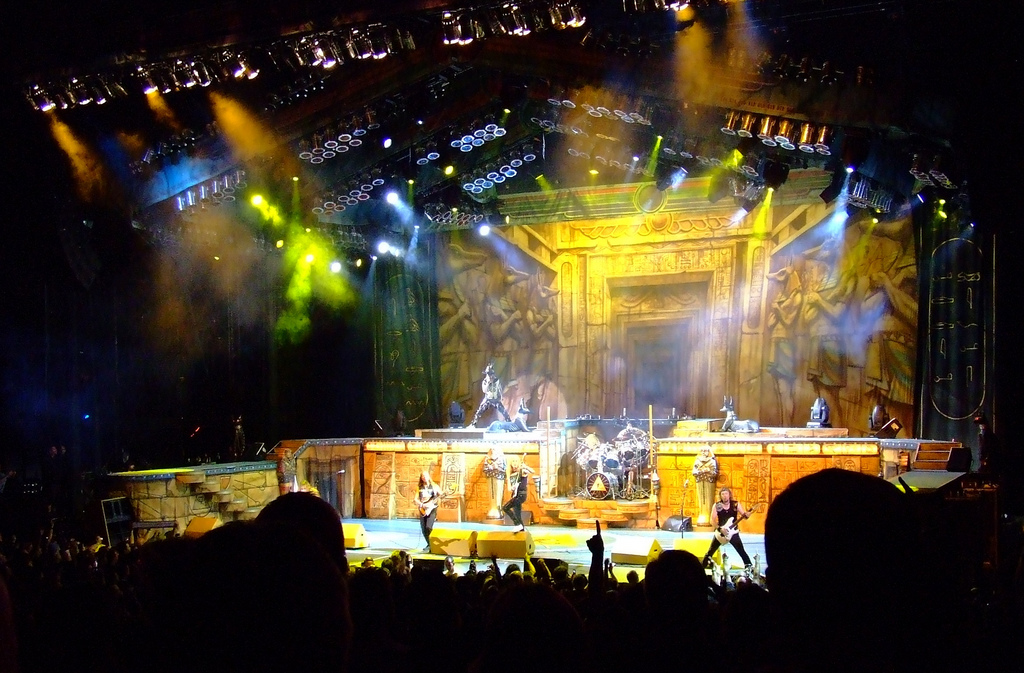
Scenografia podczas trasy 2008/2009

7 sierpnia 2008 zespół zagrał na warszawskim Stadionie Gwardii przed około 33 tys. widzów. Podczas koncertów wchodzących w skład trasy „Somewhere Back in Time World Tour 2008/09” wokalista zespołu zapowiedział nowy studyjny album, po wydaniu którego odbyć się miała kolejna, równie spektakularna trasa koncertowa. 10 listopada 2008 ogłoszono rozszerzenie trasy „Somewhere Back In Time World Tour” o serię koncertów w lutym i marcu 2009 roku. Zespół po raz kolejny obleciał swoim samolotem południową półkulę odwiedzając obie Ameryki, Azję, Oceanię i Europę. Podczas koncertu na Autodromo Interlagos padł rekord frekwencji na indywidualnym show zespołu w karierze. Według różnych źródeł zgromadziło się tam od 65 do 100 tys. widzów. W latach 2008/09 w Ameryce Łacińskiej Iron Maiden dali aż 27 koncertów dla około miliona osób sumarycznie. W ówczesnym czasie nakład wszystkich wydawnictw audio-wizualnych opatrzonych logiem grupy, przekroczył astronomiczną liczbę 125 mln egzemplarzy, z czego sprzedaż 25 albumów długogrających osiągnęła próg 80 mln.
21 kwietnia odbyła się ogólnoświatowa prezentacja filmu dokumentalnego Iron Maiden: Flight 666, opowiadającego o trasie Iron Maiden 2008, zaplanowano seanse w 45 krajach, 500 kinoteatrach 3D 5.1. Uczestniczyło w nich około 300 tys. widzów tego samego dnia EMI zapowiedzieli premierę filmu Iron Maiden: Flight 666 oraz soundtracku, na ogólnodostępnych formatach CD, DVD, Blu-ray i limitowanej wersji winylowej picture discs. W Europie wydawnictwo ukazało się 25 maja 2009. Grupie poświęcono wiele miejsca w czołowych periodykach muzycznych, a DVD trafiło na szczyty zestawień w 25 krajach świata. Z ogromnym zainteresowaniem spotkało się również historyczne DVD Live After Death. Uwzględniając zbiorczą frekwencję podczas ogólnoświatowej prezentacji filmu koncertowego Iron Maiden: Flight 666, wszystkie 91 eventów historycznej trasy zobaczyło około 3,2 mln widzów.

### 2010–2012: Ostateczna granica?
12 stycznia 2010 zespół wraz z producentem Kevinem Shirleyem wszedł do studia Compass Point na Bahamach, by zarejestrować materiał na swój 15 album studyjny, który został zatytułowany The Final Frontier. Wydawnictwo ostatecznie ukazało się 16 sierpnia 2010 roku. Dokładnie ósmego czerwca 2010 roku o pierwszej w nocy, na stronie głównej grupy, został udostępniony singiel noszący tytuł „El Dorado”. Iron Maiden na przełomie 2010 i 2011 roku świętowali spektakularną trasą koncertową 35-lecie działalności. Zespół zapowiedział swój udział w objazdowym festiwalu Sonisphere 2010 jako headliner koncertów w Wielkiej Brytanii (Knebworth House) odbywającego się 30/31 lipca i pierwszego sierpnia, 7 sierpnia w Szwecji oraz Finlandii dzień później. Brytyjczykom towarzyszyć mieli m.in.: Heaven & Hell, Slayer, Anthrax, Mastodon, Iggy Pop & The Stoogies, Alice Cooper i Mötley Crüe. 25 koncertów zagranych w 2010 r. w Ameryce Północnej, okazało się ogromnym sukcesem komercyjnym, grupa wystąpiła jako gwiazda Bluefest Cisco Festival w Ottawie oraz Festival d’eté Quebec odbywającym się na Plains of Abraham, przed 125 tys. widzów. Iron Maiden supportowani przez Dream Theater, regularnie występowali w USA i Kanadzie przed dwudziestotysięcznymi audytoriami. Tylko 36 koncertów, jakie formacja dała w 2010 roku, przyciągnęło nawet 1,3 mln widzów.
Po zakończeniu trasy północnoamerykańskiej formacja dała jedenaście koncertów na Starym Kontynencie. Wystąpili m.in. w roli headlinera szwedzkiej, fińskiej oraz brytyjskiej odsłony Sonisphere Festival, podczas których średnia frekwencji sięgała 65 tys. widzów. Po raz drugi uświetnili swoją obecnością niemiecki Wacken Open Air 2010, gdzie zgromadziło się 100 tys. osób, wystąpili również jako headliner belgijskiego Pukkelpop Festival i węgierskiego Sziget Festival przed 80 tys. widzów. Muzycy dotarli także do rumuńskiej Transylwanii, gdzie na ich koncert przybyło około 45 tys. widzów. Podczas pierwszego etapu trasy zespół wykonywał jedynie singlowy El Dorado, jako utwór promujący najnowszy album The Final Frontier. Trasa reprezentująca repertuar nowego albumu przypadała na rok 2011, obejmując festiwale w Europie, w Azji Południowo-Wschodniej oraz w Ameryce Północnej.
Piętnasty album studyjny The Final Frontier okazał się najlepiej notowaną pozycją w karierze zespołu, ostatecznie docierając do pozycji pierwszej list bestsellerów w 30 krajach świata, w efekcie przynosząc grupie szereg złotych i platynowych płyt, również w Polsce. Na tym etapie kariery zespół miał już na koncie około 450 złotych i platynowych płyt. W formie elektronicznej oraz jako single promocyjne dla mediów, ukazały się „Coming Home” oraz „The Final Frontier”. Album, choć odebrany jako dowód progresji stylistycznej muzyki formacji, wzbudził skrajne opinie wśród fanów, którzy zarzucili muzykom odejście od stricte heavymetalowego kierunku na rzecz poszukiwań quasi-progresywnych. Promująca płytę kompozycja „El Dorado” została nominowana do nagrody Grammy w kategorii „Best Hardrock Performance”, w lutym 2011 przyznano Brytyjczykom pierwszą w ich karierze amerykańską statuetkę.
Tymczasem zespół rozpoczął kolejny etap trasy zatytułowany „Around The World In 66 Days”, obejmujący 27 koncertów w Azji, Oceanii, Europie i obu Amerykach, podczas którego zagrali dla około 770 tys. widzów. Kolejny raz Iron Maiden wraz z ekipą przemieszczali się specjalnie przygotowanym samolotem Ed Force One. Brytyjczycy wystąpili m.in. jako headliner Soundwave Festival 2011 w Australii (trasa australijska to siedem koncertów dla 200 tys. ludzi), dali dwa koncerty typu open air w Indonezji, po raz pierwszy dotarli też do Korei Południowej, natomiast z uwagi na skutki katastrofy ekologicznej i skażenie atmosfery promieniowaniem atomowym w Japonii, zostali zmuszeni do odwołania dwóch wyprzedanych koncertów na Saitama Arena o pojemności 25 tys. miejsc. Koncerty w Ameryce Południowej odbywały się z reguły na wyprzedanych, wielkich stadionach, takich jak meksykański Foro Sol, brazylijski Estádio do Morumbi, peruwiański Universitario San Marcos, kolumbijski park Simon Bolivar, argentyński Velez Sarsfield czy największy w Chile, Estadio Nacional de Chile. Chilijski koncert został sfilmowany na potrzeby kolejnego DVD. Podczas koncertu w São Paulo na wspomnianym Estádio do Morumbi, Iron Maiden oglądało około 80 tys. widzów, co stanowiło rekord dla wykonawcy z kręgu ciężkiego rocka.
Ostatnim etapem trasy były występy na Starym Kontynencie, w tym objazd aren w Niemczech i Wielkiej Brytanii, gdzie jedenaście koncertów zespołu przyciągnęło około 160 tys. osób. Do historii przeszło siedem koncertów w roli headlinera objazdowego Sonisphere Festival w Polsce, Czechach, Włoszech, Turcji, Hiszpanii, Szwajcarii oraz Grecji – przyciągających kilkudziesięciotysięczne audytoria. Po raz czwarty w karierze Brytyjczycy zagrali jako headliner Roskilde Festival dla 150 tys. widzów, prawie 100 tys. osób było obecnych podczas pierwszego w karierze występu, jako jednej z gwiazd belgijskiego Werchter Festival. Podsumowując etap skandynawski trasy, warto dodać, iż w latach 2010–2011 formacja dała siedem koncertów stadionowo-festiwalowych dla 480 tys. fanów gromadząc jednocześnie rekordową w Skandynawii publiczność!
Trasa „The Final Frontier World Tour 2010/11” zakończyła się dwoma wyprzedanymi koncertami w londyńskiej O2 Arena, po 103 występach dla około trzech milionów osób w 39 krajach. Na 26 marca 2012 zapowiedziano premierę koncertowego albumu oraz DVD, zatytułowanego En Vivo! (2012). Wydawnictwa audio-video upamiętniają koncert na Estadio Nacional de Chile w Santiago, przed ponad 50 tys. osób – oraz przebieg trasy koncertowej „Around The World In 66 Days 2011”. Wydany w marcu 2012 roku film dokumentalno-koncertowy, okazał się kolejnym sukcesem komercyjnym, docierając do czołówki zestawień sprzedaży w około 30 krajach i przynosząc zespołowi szereg wyróżnień. Było to piąte z kolei tego typu wydawnictwo, które cieszyło się międzynarodową popularnością.

### 2012–2014: Maiden England – reaktywacja

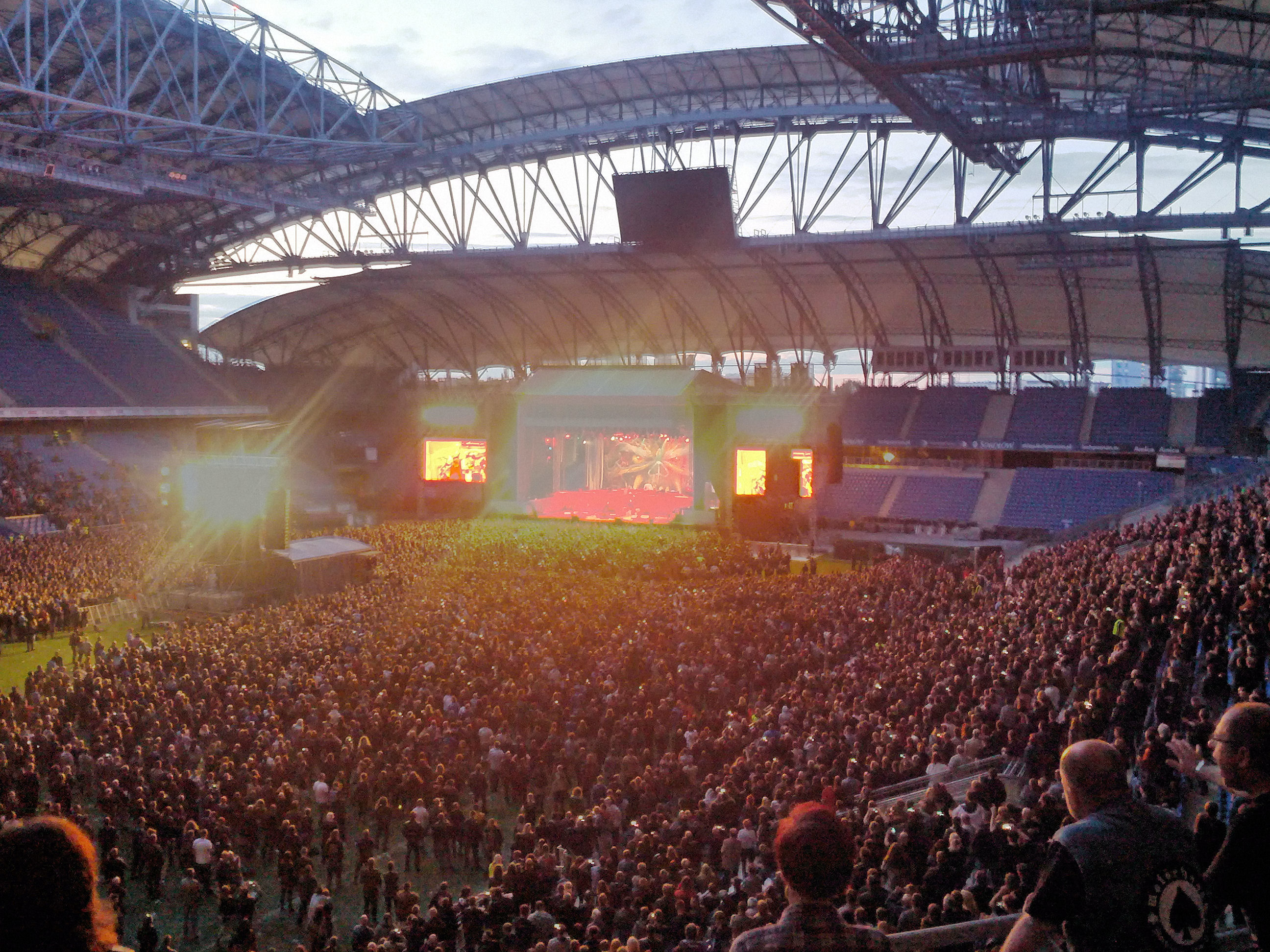
Koncert na Stadionie Miejskim w Poznaniu, 2014

Z początkiem 2012 roku rozpoczęto intensywne przygotowania do kolejnej, historycznej trasy koncertowej, która ostatecznie trwała przez trzy kolejne lata. 18 lutego 2012 grupa ogłosiła kolejne koncerty. Tym razem ponad 30 spektakli zaplanowanych na okres czerwiec – sierpień miało obejmować wyłącznie Amerykę Północną. Trasa „Maiden England World Tour 2012/13” promowała kolejne (już trzecie) retrospektywne DVD grupy, History Of Iron Maiden Part III: Maiden England. Na rok 2013 zarezerwowano kilkadziesiąt koncertów w pozostałych częściach globu, m.in. w Ameryce Południowej, gdzie Iron Maiden po raz trzeci w karierze byli gwiazdą festiwalu Rock In Rio w Brazylii. Ponad 90 tys. biletów na ten koncert sprzedano w niespełna dwie godziny. Grupa zorganizowała nawet swój własny festiwal metalowy „Battle of San Bernardino 2013”, w którym uczestniczyło około 45 tys. widzów. Oprawa koncertów została pomyślana jako odzwierciedlenie gigantycznej produkcji scenicznej z 1988 roku, kiedy to Iron Maiden promowali legendarny album Seventh Son of a Seventh Son (1988). Według wielu naocznych świadków ówczesna produkcja koncertowa należała do najbardziej spektakularnych w dziejach grupy. Koncerty zagrane w Ameryce Północnej okazały się sukcesem artystycznym i komercyjnym.
Management ogłosił, że latem 2013 roku grupa ruszy w objazd Starego Kontynentu, dając rekordowy, już piąty w karierze show w roli headlinera Download Festival 2013 w Donington Park przed około 120 tys. osób. Następnie anonsowano winylowe re-edycje ośmiu klasycznych albumów formacji w ekskluzywnej wersji PLP Heavy Weight Vinyl. W ciągu kolejnych miesięcy ogłoszono szereg koncertów stadionowo-festiwalowych w poszczególnych krajach Europy. Iron Maiden jako pierwszy zespół rockowy miał wystąpić na Friends Arena, nowym stadionie sportowym w Sztokholmie, sprzedając ponad 53 tys. biletów w ciągu 45 minut.
Na lipiec 2013 roku formacja zarezerwowała dwa koncerty w największych arenach widowiskowych w Polsce. Na 3 lipca zarezerwowano łódzką Atlas Arena, zaś dzień później Iron Maiden zawitać mieli do gdańskiej Ergo Arena. Muzycy odwiedzili te miasta po raz ostatni we wrześniu 1986 roku podczas trasy „Somewhere on Tour”.

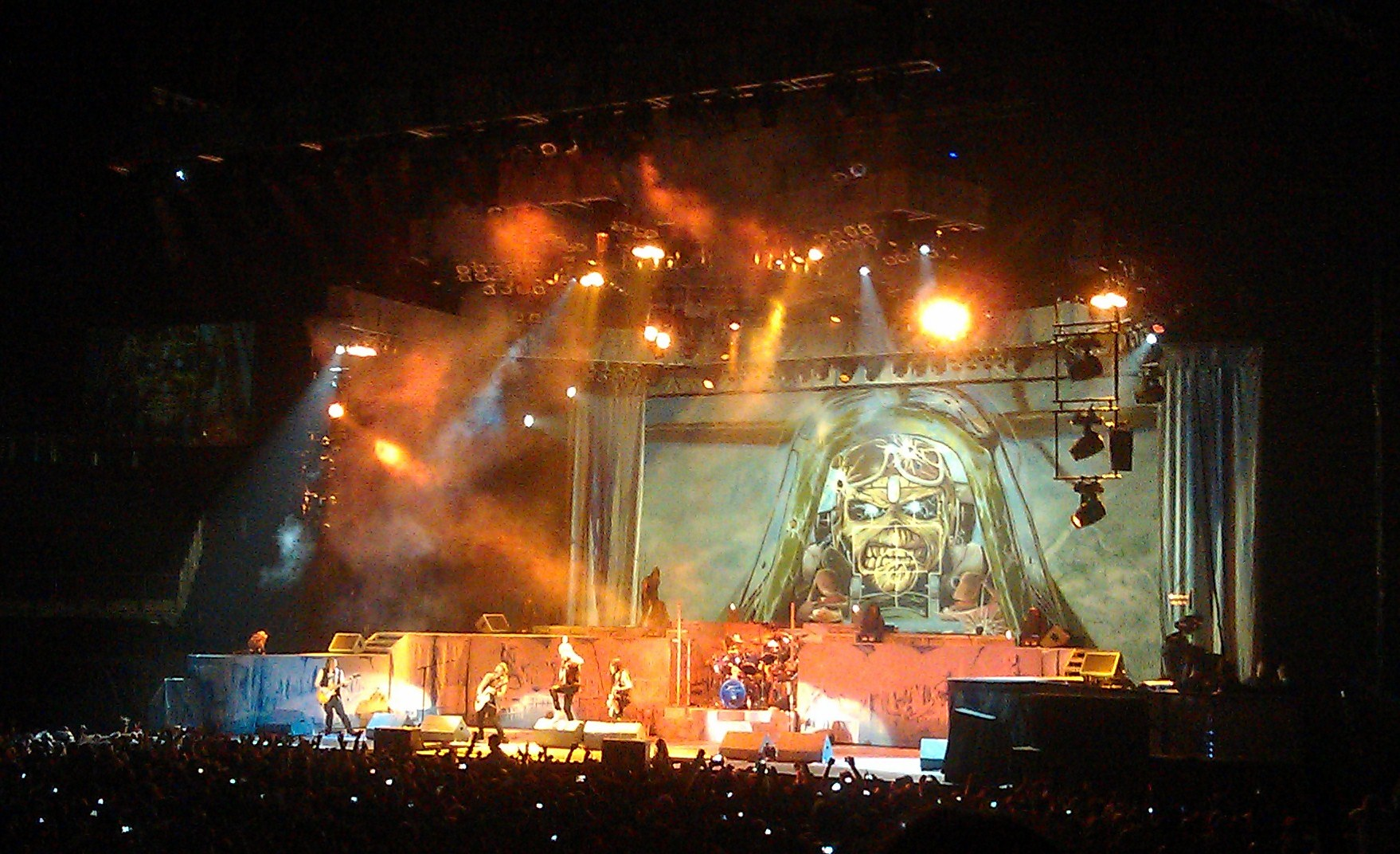
Iron Maiden na scenie w 2013 roku

W związku z sukcesem dotychczasowych osiemdziesięciu koncertów trasy „Maiden England 2012/13”, które przyciągnęły łącznie ponad 2,2 mln osób – kierownictwo zespołu podjęło decyzję o przedłużeniu trasy w roku 2014 o kolejne 20 występów na największych festiwalach oraz w wybranych arenach i stadionach Europy. Trzeci w historii koncert Iron Maiden w Poznaniu odbył się 24 czerwca 2014 na poznańskim Stadionie Miejskim. Poprzedziły go występy szwedzkiego zespołu Ghost oraz amerykańskiej legendy thrash metalu – Slayer. Zespół był gwiazdą prestiżowych festiwali m.in. Bravalla Festival, Rock Im Park/Rock Am Ring (łącznie 200 tys. widzów), Hellfest (100 tys. widzów), Main Square Arras, Nova Rock Festival czy Forta Rock Festival. Ostatnim koncertem trasy, był występ przed 65 tys. widzów w roli headlinera Sonisphere Festival, w angielskim Knebworth Park. W okresie 2013 – 2014 sekstet dał siedem koncertów stadionowo-festiwalowych w Skandynawii, gromadząc łącznie 280 tys. widzów. Było to kolejne potwierdzenie dominującej pozycji grupy w regionie. Reasumując, 101 koncertów trasy „Maiden England World Tour 2012–2014” przyciągnęło ostatecznie około 3,15 mln osób w 32 państwach Ameryki Północnej, Południowej oraz Starego Kontynentu, co uczyniło tournée najbardziej spektakularnym i najlepiej przyjętym od chwili ukonstytuowania się sześcioosobowego składu w lutym 1999 roku. Padł również kolejny rekord w historii tras formacji. Według Live Nation Scandinavia, 104 koncerty zagrane w Skandynawii w przedziale czasowym 1980 – 2014, zobaczyło ponad 2,5 mln widzów (10,3% populacji) co stanowiło kolejne potwierdzenie dominującej pozycji grupy w regionie.
Z początkiem października 2014 na rynku wydawniczym pojawiły się kolekcjonerskie reedycje pierwszych ośmiu klasycznych albumów grupy oraz towarzyszących im siedmiocalowych singlii, wydanych na wysokojakościowym winylu (180 g). Dźwięk odtworzono z oryginalnych taśm-matek i poddano remasteringowi w „Abbey Road Studios” w Londynie, uzyskując najwyższą wierność audiofilską względem oryginału. Odtworzono także oryginalną szatę graficzną ilustracji okładkowych, tak aby możliwie najwierniej uwieczniała ona dzieło Dereka Riggsa, legendarnego grafika zespołu. We wrześniu grupa przystąpiła do pracy nad szesnastym albumem studyjnym. Proces rejestracji materiału zainicjowano w Paryżu, w asyście etatowego producenta Maiden, Kevina Shirleya. Rejestrację albumu zakończono w połowie grudnia, o czym za pośrednictwem osobistego profilu na FB poinformował producent.

### 2015–2017: Księga dusz – 40 lat

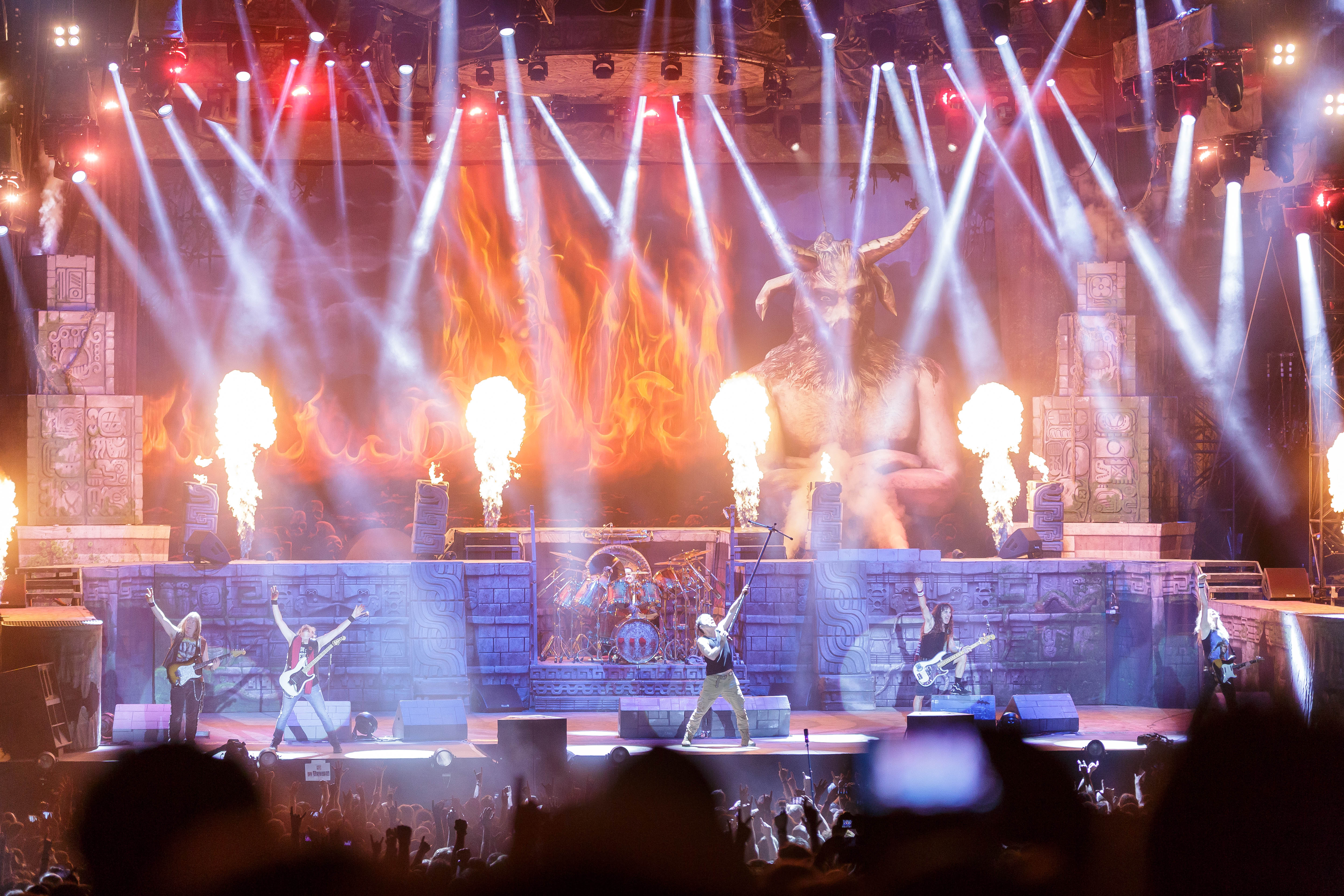
Iron Maiden w 2016 roku

Na lata 2015/2016 przypadła czterdziesta rocznica istnienia brytyjskiej formacji. W lutym 2015 na stronie grupy znalazła się informacja, iż u Bruce’a Dickinsona wykryto niewielki guzek nowotworowy, znajdujący się we wczesnym stadium, umiejscowiony w tylnej części języka. Wokalista poddał się intensywnej radio- oraz chemioterapii. W marcu Nicko McBrain potwierdził, że szesnasty album studyjny jest gotowy do wydania, lecz wszelkie plany promocyjne i koncertowe zespołu były uwarunkowane stanem zdrowia wokalisty, który sukcesywnie się poprawiał. W kolejnych tygodniach artyści zostali uhonorowani nagrodami „Bandit Award” oraz „O2 Silver Clef Award”. W kwietniu 19 zremasteryzowanych w technologii 24 bits/96 kHz albumów Iron Maiden zostało udostępnionych za pośrednictwem specjalnej witryny na platformie iTunes, ponadto katalog grupy przystosowany do wymogów rozdzielczości Hi-Res FLAC przez Tony’ego Newtona i Ade Emsleya w Abbey Road Studios, trafił do odbiorców za pośrednictwem Onkyo Music.
15 maja poinformowano, iż Bruce Dickinson został całkowicie wyleczony z choroby nowotworowej. Jak twierdził manager grupy, Rod Smallwood, powrót do pełnej sprawności i kondycji fizycznej miał zająć wokaliście kilka miesięcy, co przesądzało o przeniesieniu trasy promującej nowy album na początek 2016 roku. Rynkową premierę szesnastego albumu studyjnego grupy przewidziano na drugą połowę 2015 roku. 18 czerwca 2015 ogłoszono, że nowy album będzie nosił nazwę The Book of Souls, ukaże się 4 września 2015 i będzie pierwszym studyjnym albumem dwupłytowym zespołu. 14 sierpnia miała miejsce ogólnoświatowa premiera singla „Speed of Light” oraz teledysku wyreżyserowanego przez Lexiego Leona z The Brewery Productions. Obraz w konwencji gry elektronicznej rodem z lat 80. XX wieku ukazywał przemiany formacji na przestrzeni 40 lat kariery. W przeciągu kilku dni zobaczyło go na kanale YouTube około 5 mln widzów.
25 sierpnia 2015 zespół poinformował, że w 2016 roku rusza w trasę koncertową prywatnym jumbo jetem. Wokalista Bruce Dickinson po raz kolejny miał zostać kapitanem i pilotem Boeinga 747 – 400 Jumbo Jet (znanym też jako „Królowa Niebios”) i przemierzyć 6 kontynentów, pokonując prawie 88,5 tysiąca kilometrów dookoła globu, zaś “The Book of Souls World Tour” miał odwiedzić około 35 krajów, w tym po raz pierwszy Chiny oraz Salwador. Czterosilnikowa maszyna okazała się prawie dwa razy większa i ponad trzy razy cięższa od poprzedniego Boeinga 757, używanego podczas tras w latach 2008, 2009 i 2011. Nowy „Ed Force One” mógł zabrać na pokład zespół, ekipę i prawie 25 ton sprzętu elektronicznego.
Według managementu członkowie Iron Maiden przygotowywali się do rozpoczynającej się pod koniec lutego trasy w Stanach Zjednoczonych, następnie na początku marca formacja skierowała się do Ameryki Środkowej, gdzie zaplanowano koncerty m.in. w Meksyku, Salwadorze i Kostaryce. Następnie „Ed Force One” obrał kierunek na Amerykę Południową (koncerty w Argentynie, Chile, kilka sztukami w Brazylii), aby pod koniec marca powrócić do USA, a następnie w pierwszych dwóch tygodniach kwietnia przylecieć do Kanady. Z końcem kwietnia zespół ponownie zagrał koncerty w Japonii, następnie pierwsze koncerty w Chinach, aby później skierować się do Nowej Zelandii i Australii, gdzie seria koncertów została zaplanowana na pierwszą połowę maja 2016 r. Według planów kierownictwa „Ed Force One” zawitał do Afryki (pierwsze koncerty z Dickinsonem po 20 latach od inaugurującej trasę „The X Factour 1995” wizyty z Blazem Bayleyem), które były ostatnim przystankiem przed koncertami w Europie, zaplanowanymi na okres od końca maja do początku sierpnia. Scenografia wykorzystywana w trakcie tournée przypominała ogromną świątynię Majów, zaś efekty specjalne i ogólne wrażenia związane z uczestnictwem w spektaklach, opisano jako powrót Iron Maiden w wielkim stylu po rocznej przerwie i poważnej chorobie frontmana.
Album The Book of Souls (2015) spotkał się z pozytywnym odzewem zarówno ze strony krytyków muzycznych, jak i fanów. W pierwszym tygodniu po premierze osiągnął pozycją pierwszą sprzedaży w 24 krajach, a w następnych tygodniach trafić łącznie na szczyt zestawień w 46 krajach (biorąc pod uwagę zarówno sprzedaż nośników fizycznych, jak i plików cyfrowych). The Book of Souls (2015) znalazł się ostatecznie na szczycie zestawień w: Argentynie, Austrii, Belgii, Brazylii, Chorwacji, Czechach, Finlandii, Niemczech, Grecji, Węgrzech, Izraelu, Włoszech, Japonii, Meksyku, Holandii, Norwegii, Polsce, Portugalii, Serbii, Słowenii, Hiszpanii, Szwecji, Szwajcarii, Wielkiej Brytanii, Boliwii, Rosji, Estonii, Bułgarii, Chile, Kolumbii, Kostaryce, Ekwadorze, Salwadorze, Gwatemali, Indiach, UEA, Litwie, Luksemburgu, Nepalu, Nikaragui, Panamie, Papui-Nowej Gwinei, Paragwaju, Peru, Rumunii, Słowacji. 16 album studyjny przyniósł grupie dziesiątki prestiżowych nagród i wyróżnień w tym ponad 20 „Srebrnych”, „Złotych” oraz „Platynowych” certyfikatów – również w Polsce. Kolejnymi singlami promocyjnymi okazały się ozdobiony zabawnym teledyskiem koncertowym „Death Or Glory” oraz ponad 18-minutowy „Empire of the Clouds” (wydany z okazji cyklicznych obchodów „Record Store Day 2016”).
Jesienią 2015 roku management ogłosił kilkadziesiąt koncertów trasy „The Book of Souls World Tour 2016”, obejmującej sześć kontynentów i 35 państw, w tym 24 koncert na Stadionie Wrocław 3 lipca 2016 roku. W rozpisce nie zabrakło lokalizacji, w których zespół występował wielokrotnie, m.in. Graspop Metal Meeting (po raz siódmy jako headliner), Wacken Open Air (po raz trzeci), Download Festival w Donington (po raz szósty) oraz w Paryżu czy Sonisphere Festival. Polski koncert trasy okazał się największym samodzielnym (poza festiwalami) występem, jaki formacja dała w tym kraju. W koncercie, który grupa dała 3 lipca 2016 na Stadionie Wrocław, uczestniczyło niemal 40 tys. widzów. Fani po raz kolejny otrzymali grę „Legacy of the Beast” przeznaczoną na IPody i telefony komórkowe wyposażone w program Android. Soundtrack do niej stanowiły koncertowe, niepublikowane dotąd wersje wielu standardów grupy.
Przypadająca na rok 2016 trasa ostatecznie objęła 72 występy w 36 krajach świata, ulokowanych na sześciu kontynentach. Ostatni koncert zagrany w jej ramach, miał miejsce czwartego sierpnia na Wacken Open Air w Niemczech, uczestniczyło w nim około 100 tys. widzów. Występ był transmitowany via Wacken TV oraz Arte TV, dzięki czemu zobaczyło go ponad 27 milionów widzów. Internetowy, odpłatny streaming show w czasie rzeczywistym, pozwolił na pobicie rekordu 550 tys. odbiorców, co łącznie z ponad 1,7 mln fanów fizycznie uczestniczących w koncertach 2016 r., przełożyło się na osiągnięcie jednego z najlepszych wyników frekwencyjnych w ujęciu rocznym (około 2,3 mln widzów). Steve Harris anonsował europejską trasę solowego projektu British Lion, w ramach której pojawiły się dwie polskie daty – Kraków i Gdańsk. Członkowie Iron Maiden w wywiadach potwierdzili, iż w roku 2017 fani mogli spodziewać się kilkudziesięciu koncertów, w ramach grupa będzie kontynuować trasę „The Book of Souls World Tour 2016/17”.

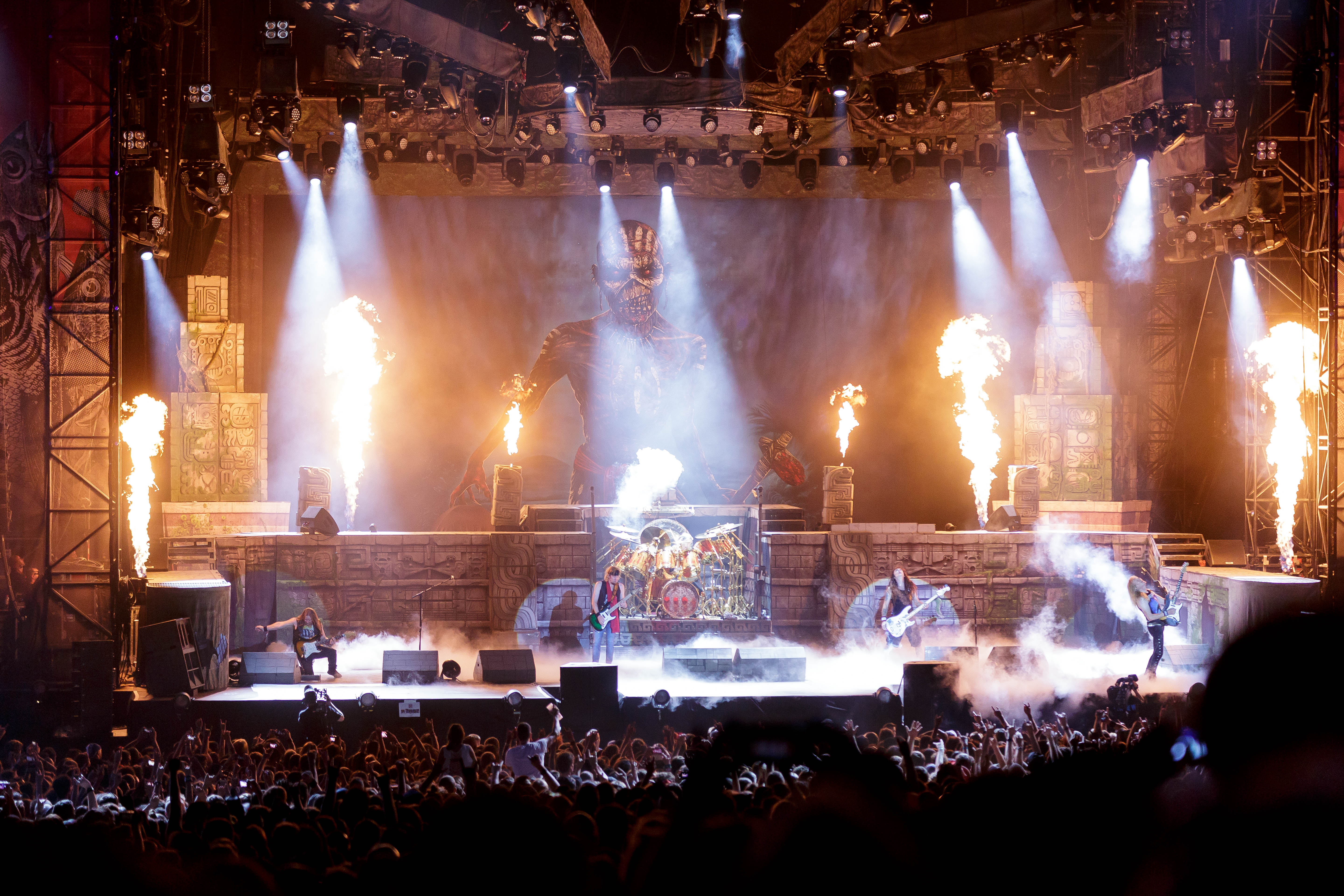
Efekty specjalne

23 września anonsowano 18 koncertów w Niemczech, Belgii oraz UK będących kontynuacją wspomnianej trasy na rok 2017. 13 koncertów w Wielkiej Brytanii złożyło się na największą (pod względem poziomu zainteresowania publiczności) trasę halową, jaką zespół miał odbyć na Wyspach Brytyjskich w dotychczasowej karierze. Zaznaczono, że będą to jedyne koncerty europejskie formacji w nadchodzącym roku. Management wprowadził pełną kontrolę nad dystrybucją elektronicznych biletów na trasę po arenach Wielkiej Brytanii. Decyzja ta okazała się niezwykle trafną, bowiem sprzedaż biletów „z drugiej ręki” spadła o 95%, dzięki temu że fani mogli kupić bilety niemal wyłącznie po cenie wyjściowej. Tylko w ciągu jednego dnia sprzedano około 120 tys. kart wstępu na koncerty brytyjskie zabookowane na kwiecień 2017 roku. W połowie stycznia 2017 roku ogłoszono daty 25 letnich koncertów w Ameryce Północnej, na tamtejszych arenach sportowych i amfiteatrach o pojemności ponad 20 tys. miejsc. Ze względu na ogromne zainteresowanie, management zdecydował się na dodanie drugiego występu w Barclays Center na Brooklynie, zaplanowanego na 22 lipca 2017 r. Koncert ten był zwieńczeniem trasy „The Book of Souls World Tour 2016/17”. Występy zabookowane na 2017 rok zostały niemal całkowicie wyprzedane, w tym wiele w rekordowym czasie. W ciągu 56 godzin od chwili rozpoczęcia sprzedaży kart wstępu na 25 koncertów w USA i Kanadzie, rozeszło się 265 tysięcy biletów. Ze względu na fakt, że większość ze 118 koncertów trasy odbywało się w arenach widowiskowo-sportowych, tournée przyjęło charakter bardziej kameralny, niż kilka poprzednich tras. Już pod koniec lutego 2017 roku stało się jasne, że wszystkie koncerty trasy przyciągną przynajmniej 2,5 mln widzów. 24 marca 2017 ogłoszono, że kolejne 12 albumów katalogowych, począwszy od No Prayer for the Dying (1990) a skończywszy na koncertowym En Vivo! (2012) ukaże się na 180 gramowym, audiofilskim winylu. Była to kontynuacja serii wznowień zapoczątkowanej jeszcze w 2014 roku. Reedycje zostały przeznaczone do dystrybucji rynkowej w trzech transzach, odpowiednio: 19 maja, 23 czerwca, 21 lipca 2017. Management przewidział również możliwość zakupu specjalnego boxu, który pomieściłby wszystkie płyty – łącznie z wydaną w 2015 roku The Book of Souls. Co znamienne, w rekomendowanej serii nie zdecydowano się na wznowienie albumów Live at Donington oraz zestawu A Real Live One / A Real Dead One z 1993 roku. W wywiadzie dla Music Week z 2 maja 2017 roku, manager zespołu Rod Smallwood potwierdził, iż nakład albumów długogrających Iron Maiden przekroczył próg 100 mln sprzedanych kopii.
Trasa promująca podwójny album studyjny The Book of Souls, dobiegła końca 22 lipca 2017 roku, po dwóch koncertach na Brooklinie, w hali Barclays Center. Ostatecznie w ramach koncertów z cyklu „The Book of Souls World Tour 2016/17” muzycy zagrali 117 razy na sześciu kontynentach, w 39 krajach, przyciągając około 3,2 mln widzów (w tym 550 tys. uczestników specjalnej transmisji live z Wacken Open Air). Średnio w każdym ze spektakli uczestniczyło ponad 27 tys. osób, przy czym aż 74 występy zabookowano w arenach widowiskowo-sportowych. Na oficjalnej witrynie zespołu ukazała się zapowiedź autobiografii Bruce’a Dickinson’a “What Does This Button Do”. Oczekiwana od kilku lat książka cieszyła się zainteresowaniem, w Wielkiej Brytanii zadebiutowała na pozycji #1 zestawienia bestsellerów Sunday Times, autobiografia ukazała się również w wersji polskojęzycznej nakładem wydawnictwa SQN. Gra “Legacy of the Beast” w ciągu kilkunastu miesięcy obecności na rynku zdobyła popularność, będąc również konsekwentnie aktualizowaną. Począwszy od lipca 2017 roku na łamach najpopularniejszego na świecie magazynu SF/Fantasy „Heavy Metal”, drukowano w pięciu odcinkach komiks oparty na scenach znanych z promowanej gry.
Pamiątką z tournée był koncertowy album The Book of Souls: Live Chapter opublikowany 17 listopada 2017 roku. Wydawnictwo ukazało się w kilku wersjach: limitowanej, audiofilskiej wersji winylową 3 LP 180 gram, jako podwójny booklet (analogiczne rozwiązanie jak The Book of Souls) – dla mniej wymagających nabywców adresowano standardowy 2CD i Digital Download dostępny odpłatnie. Na dwóch krążkach CD znalazło się 15 kompozycji, zarejestrowanych zarówno w arenach sportowych, jak i przed ogromnymi audytoriami zgromadzonymi na stadionach i festiwalach, których headlinerami byli Iron Maiden. Za brzmienie tym razem odpowiadali Steve Harris i Tony Newton. Promujący całość koncertowy teledysk do „Speed Of Light” (nagrany w Kapsztadzie, RPA) zwiastował produkt wysokiej jakości.
Podobnie jak w przypadku Flight 666 z 2009 roku i tym razem przygotowano koncertową kompilację nagrań zarejestrowanych w czasie tej samej trasy na kilku kontynentach (w przypadku The Book of Souls: Live Chapter aż sześciu!) oraz w różnych państwach globu i w wybranych miastach. Niezmiennymi pozostają set – lista (zachowano wersję z 2017 roku) i kondycja kapeli. S. Harris zadbał o trafny dobór wersji finalnych poszczególnych kompozycji, pochodzących z takich miejsc jak np. RPA, Polska, El Salvador, Kanada. Nie zabrakło również polskiego akcentu w programie płyty. Utwór „Death Or Glory” został zarejestrowany we Wrocławiu. 11 listopada 2017 roku o godzinie 19:00 czasu brytyjskiego (GMT), odbyła się internetowa premiera filmu „The Book of Souls: Live Chapter”. Streamingu dokonano via youtube.com/Iron Maiden – oficjalnego kanału YT formacji. Było to pierwsze tego typu przedsięwzięcie w historii grupy. W późniejszym czasie film udostępniono w opcji Digital Download, co stanowiło akt wdzięczności ze strony kierownictwa, za cztery dekady lojalności trzech pokoleń słuchaczy. Premierze filmu, adekwatnie do okoliczności, nadano tytuł „Stream For Me, YouTube”!

### 2018–2022: Dziedzictwo legendy
13 listopada 2017 r. ogłoszono daty europejskich koncertów, będących częścią światowej trasy „Legacy of the Beast World Tour 2018/19”. Etap europejski tournée miał rozpocząć się 26 maja w Tallinnie, w Estonii, a zakończyć się w londyńskiej O2 Arena 10 sierpnia. Pośród 34 ujawnionych dat znalazło się również miejsce na kolejną wizytę w Polsce, koncert zabookowano na 27 lipca 2018 roku w Tauron Arenie. Pomysł na tournée został zainspirowany grą komórkową i komiksem o tej samej nazwie. Scenografia zawierała wiele różnych, ale powiązanych ze sobą „światów”, zaś repertuar obejmował materiał z lat 80. XX wieku, z kilkoma niespodziankami z późniejszych albumów. Trasa była pierwszą w historii muzyki, całkowicie opartą na fabule oraz postaciach znanych z gry RPG. Wejściówki na pierwszy koncert zespołu w krakowskiej Tauron Arenie wyprzedały się błyskawicznie, dlatego w stosunkowo krótkim czasie postanowiono ogłosić kolejny występ, który miał miejsce na 28 lipca 2018 roku. Gościem specjalnym podczas polskich koncertów był zespół Tremonti, który dołączył do Iron Maiden także we Francji, Włoszech, Szwajcarii, Portugalii, Hiszpanii i w Chorwacji. Wraz z ogłoszeniem drugiego koncertu w Krakowie, harmonogram trasy „Legacy Of The Beast Tour” na rok 2018 został zamknięty.

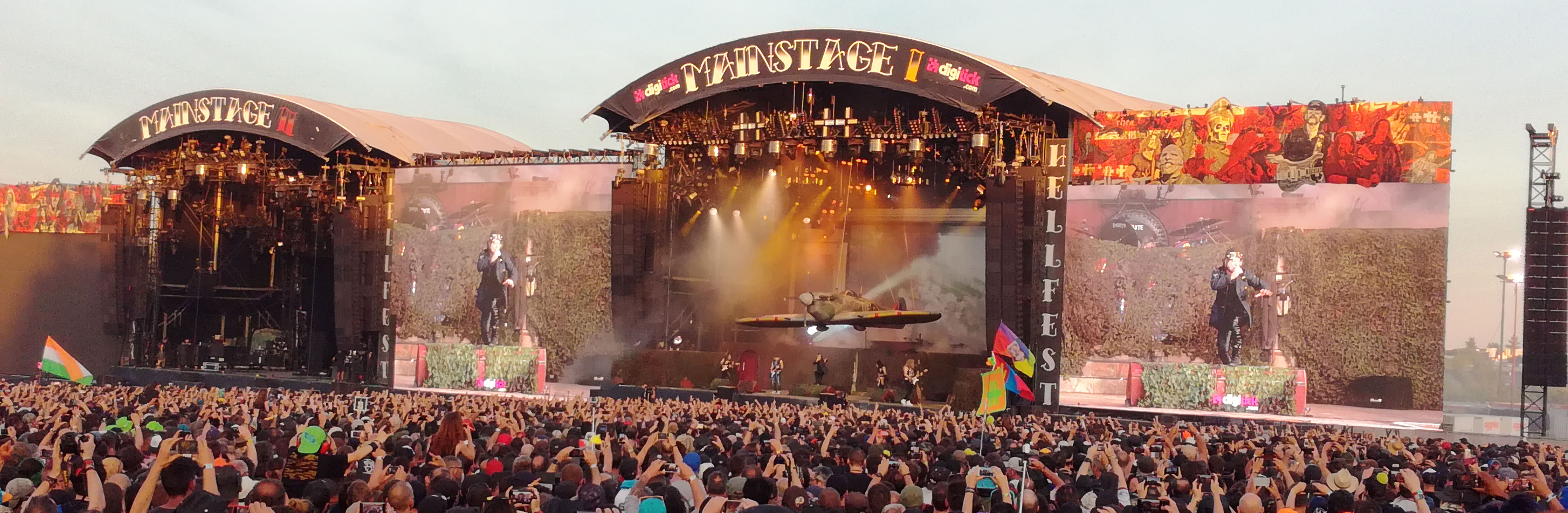
Iron Maiden podczas Hellfest 2018

Manager Rod Smallwood stwierdził: Nasi fani wiedzą, iż mamy ustalony bardzo konkrety cykl tras, bowiem odkąd Bruce i Adrian powrócili do Iron Maiden na początku XXI wieku – przeplatamy trasy poświęcone nowym albumom z trasami pełnymi historii i hitów. Uwielbiamy pracować w ten sposób z wielu powodów, nie tylko dlatego, że daje to zespołowi możliwość zagrania zarówno nowego materiału, jak i starych, uwielbianych utworów, które chcą usłyszeć fani. Dzięki temu trasy pozostają świeże, nie tylko dla fanów, ale również dla nas. Wizerunek tej trasy pełnej historii/hitów zdecydowaliśmy się zbudować wokół hasła Legacy of the Beast, co dało nam możliwość kreatywnego wykorzystania nowych pomysłów i dobrej zabawy, zwłaszcza z Eddiem! Nie chcę zbyt wiele zdradzać w tym momencie, ale zgodnie z tradycją Iron Maiden pracujemy nad mnóstwem różnych scen i mamy nadzieję, że zapewni to naszym fanom niezapomniane wrażenia, kiedy zobaczą to bardzo specjalne show. Zespół połączył promocję albumu The Book of Souls (2015) z jednoczesną, synchroniczną kampanią marketingową o charakterze frontalnym, obejmującą grę Legacy of the Beast, w końcu film The Book of Souls: Live Chapter (2017). Ogłoszenie trasy, korelowało z obchodami 40–lecia działalności, które można odliczać oraz interpretować na kilka różnych sposobów: 2015 rok to 40 lat istnienia formacji od chwili jej założenia 25 grudnia 1975 r., rok 2016 to 40 lat działalności estradowej – pierwszy koncert odbył się 1 maja 1976 r., 2017: 40 lat wizerunku estradowego (Prowler’77 – proto Eddie), na rok 2018 przypada 40 lat aktywności studyjnej (sesja 1978/79 Spaceword Studios) w roku 2019 zespół obchodził 40 – lecie działalności wydawniczej: listopad 1979 – kontrakt z EMI Rec, w końcu w kwietniu 2020 roku minie równo 40 lat od rynkowej premiery debiutanckiego albumu studyjnego Iron Maiden. Trasy „The Book of Souls World Tour 2016/17” oraz kolejna: „Legacy of the Beast World Tour” wzajemnie uzupełniały się, natomiast w kontekście kilkuletniej promocji wspomnianej gry i wieloetapowo rozumianych obchodów 40-lecia działalności Iron Maiden, koncerty obu tras traktowano zbiorczo, jako nierozerwalną część planu marketingowego, obejmującego również promocję wspomnianego filmu koncertowego na YT (każdy z 15 utworów został w zaledwie dwie doby po premierze przekonwertowany na osobny klip promocyjny).
Nieprzypadkowy okazał się również dobór poszczególnych miejsc i obiektów, które pokrywały się z europejskim tournée 2016 r. Sekstet znów miał zagrać w Berlinie na Waldbühne, w Monachium jako headliner festiwalu RockAvaria, po raz pierwszy od 1984 roku zabookowano kolejną po zaledwie roku czasu trasę po największych halach sportowych w Wielkiej Brytanii, oprócz Genting Arena w Birmingham, SSE w Belfaście – koncerty w Manchesterze, Londynie, Aberdeen i Newcastle zostały zabookowane dokładnie w tych samych obiektach. Na londyńskiej O2 Arena mieli zagrać już po raz ósmy w karierze przed kompletem widzów. Po raz kolejny byli headlinerami na Volt Festival, Graspop (dziewiąty raz), Hellfest, kolejny raz GelreDome (po raz trzeci) w Arnhem, czy Arena de Unita w Trieście. W Hiszpanii zaplanowano tylko jeden koncert na Wanda Metropolitano Stadium (pierwszy koncert rockowy na nowym obiekcie) nowością były występy na Trondheim Rocks, Firenze Rocks, Sweden Rock czy bułgarskim Hills of Rock na terenach miejskich Rowing Canal Plovdiv. Do miejsc, na których mieli zagrać po raz pierwszy indywidualne spektakle, należały Letňany Airport w Pradze, Tauron Arena w Krakowie, Dalhs Arena w Norwegii, Royal Arena w Kopenhadze, Tele2 Arena w Szwecji, Saku Arena w Estonii (powrót po 18 latach), AccorHotels Arena w Paryżu (dawniej Bercy), Geneva Arena, San Siro Hippodrome, Freiburg Messegelande oraz Hannover Messe Plaza w Niemczech. W wielu przypadkach grupa wystąpiła na o wiele większych obiektach niż przed dwoma laty. Na Starym Kontynencie koncertowali trzeci rok z rzędu, dając łącznie 89 występów dla około 2,7 mln widzów.
24 listopada 2017 bilety na europejski odcinek trasy trafiły do otwartej sprzedaży. Po zaledwie kilku minutach podwojono poszczególne daty w Paryżu, Londynie i Helsinkach. Jak poinformowali dystrybutorzy, karty wstępu rozchodziły się bardzo szybko dosłownie wszędzie, np. na stadion Tele2 Arena w Sztokholmie, zaś po zaledwie paru godzinach zabrakło głównej puli biletów na Sweden Rock Festival oraz Hellfest 2018. Rewelacyjnie przebiegała sprzedaż biletów w Madrycie, gdzie po kilku dniach rozeszło się ich 45 tys. na 60 tys. dostępnych miejsc. Ogromne zainteresowanie towarzyszyło również sprzedaży wejściówek na festiwale, w tym Trondheim Rocks 2018 czy rekordowy frekwencyjnie Graspop Metal Meeting 2018. Trasa została okrzyknięta zarówno przez dziennikarzy, jak i fanów najbardziej teatralną, widowiskową oraz dopracowaną wizualnie w dotychczasowej historii grupy. Redakcja „Berliner B. Z Newspaper” określiła występy grupy mianem: Doskonale wyreżyserowanej i wystawionej heavymetalowej opery. Brytyjski „Metal Hammer” reportaż z koncertu na Tele2 Arena w Sztokholmie opatrzył wymownym tytułem: Największy show na ziemi. Pierwsze 26 koncertów europejskiego odcinka tournée zgromadziło co najmniej 750 tys. widzów, zaś wszystkie 38 występów zagranych w 2018 roku przyciągnęło około 1,16 mln fanów, trasa została całkowicie wyprzedana, zaś wszystkie koncerty festiwalowe z Brytyjczykami jako headlinerem odnotowały rekordowy poziom zainteresowania. Na jesieni ogłoszono, iż grupa po raz czwarty w historii będzie jednym z headlinerów największego na świecie festiwalu muzycznego Rock In Rio Festival 2019, odbywającego się w macierzystym mieście w Brazylii.
12 października 2018 roku firmy Parlaphone Records / BMG rozpoczęły promocję kolekcji reedycji 16 albumów studyjnych formacji, przeznaczonych do publikacji na okres 16 listopada 2018 – czerwiec 2019. Albumy zaplanowano do wydania w partiach złożonych z czterech, kolejnych tytułów dyskograficznych. Dźwięk odtworzono z oryginalnych taśm matek, zaś poligrafia poszczególnych krążków została oparta na rozwiązaniach graficznych znanych z oryginalnych, brytyjskich edycji albumów. Wszystkie tytuły opublikowano w formie digipaków, zaś wybrany album z każdej partii wydano w wersji kolekcjonerskiej, zawierającej figurkę maskotki grupy, nawiązującą do ilustracji okładkowej płyty oraz unikatową naszywkę. Poszczególne tytuły zostały również udostępnione w bezstratnych wersjach cyfrowych. Zespół już od kilku lat rozważał możliwość publikacji serii zremasterowanych albumów na CD, jednak dopiero najnowocześniejsza technologia, którą wykorzystano do odświeżenia brzmienia całego back-katalogu w 2015 roku (Abbey Road Studios, Londyn), pozwalała na uzyskanie optymalnego efektu, znacznie przewyższając jakościowo powszechnie dostępne reedycje z 1998 roku. Kolekcja została wydana z myślą o młodszej generacji odbiorców, którzy dopiero poznawali muzykę formacji.
W pierwszej połowie listopada ogłoszono cykl 36 koncertów w Ameryce Północnej. Po raz pierwszy w historii grupy, sprzedaż biletów na obiekty o średniej pojemności oscylującej wokół 20 tys. miejsc, rozpoczęto na ponad osiem miesięcy przed startem trasy 18 lipca 2019 r. na Florydzie. Trasa obejmująca 33 miasta Stanów Zjednoczonych oraz Kanady okazała się największym sukcesem komercyjnym grupy w tym regionie, przynosząc dochód około 34 mln USD. Iron Maiden zagrali dla kilkuset tysięcy fanów, zarabiając z każdego koncertu ponad milion dolarów. Kolejny sukces grupa odniosła w Ameryce Łacińskiej, gdzie koncerty w sześciu miastach Meksyku, Brazylii, Argentyny i Chile zobaczyło ponad pół miliona widzów!
Koncert w roli headlinera festiwalu Rock In Rio 2019 został wyprzedany w rekordowym czasie, przyciągając rekordową, ponad stutysięczną widownię. W stolicy Chile, Santiago, Iron Maiden wystąpili dla niemal 100 tys. widzów na Estadio Nacional de Chile i Arena Movistar. 44 koncerty, które zagrali w 2019 roku, przyciągnęły około 1,16 mln fanów w obu Amerykach. Zespół został włączony do Santiago MA Walk of Stars, gdzie muzyków uhonorowano dedykowanym symbolem gwiazdy. Według niezależnych dziennikarzy, krytyków muzycznych i agentów grupy, Iron Maiden w okresie 2008 – 2019 dali 494 koncerty, w ramach pięciu światowych tras, które przyciągnęły łącznie około 14,6 mln widzów. W roku 2019 minęło 20 lat, od kiedy Anglicy powrócili w sześcioosobowym składzie. W latach 1999–2019 zespół dał 840 koncertów dla około 25 mln widzów, co przekładało się na średnią ponad 29 tys. co wieczór. Na jesieni przeprowadzono wśród amerykańskiej publiczności referendum, którego rezultaty wskazywały na Iron Maiden, jako jednego z najbardziej pożądanych artystów w „Rock and Roll Hall of Fame”.

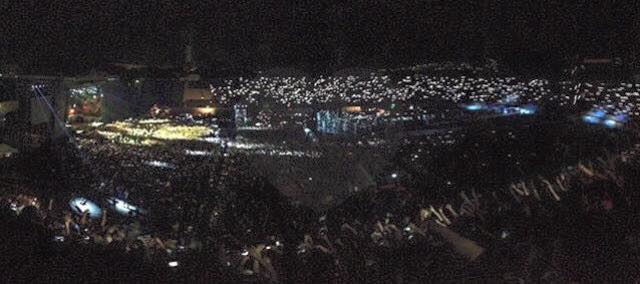
Iron Maiden na ogromnym stadionie

Ostatecznie 82 koncerty „Legacy of the Beast World Tour 2018/2019” obejrzało ponad 2,3 mln fanów w Europie oraz obu Amerykach. W obliczu sukcesu komercyjnego oraz artystycznego, management formacji zdecydował o przedłużaniu trasy o kolejny, trzeci już z rzędu rok. Oprócz Europy, gdzie po raz siódmy Iron Maiden zagrać mieli w Donington, jako headliner Download Festival, zespół planował odwiedzić Azję oraz Oceanię, co w kontekście tras retrospektywnych zdarzyć się miało po raz pierwszy. Siódmego listopada 2019 ogłoszono 33 koncerty składające się na ostatni etap trasy. Wynajęto stadiony w Rosji, Polsce, Czechach (po raz czwarty dawny Synot Tip Aréna), Hiszpanii, Portugalii, Szwecji (Stadion Ullevi wynajęto po raz piąty), we Włoszech, Austrii, Niemczech, Francji czy Holandii. Trasa miała obejmować również wybrane festiwale, których Brytyjczycy byli gwiazdą m.in. po raz dziesiąty (!) mieli pojawić się na Graspop Festival w belgijskim Dessel. Iron Maiden zdecydowali się odwiedzić Filipiny, po czterech latach powrócić do Japonii oraz Oceanii, zaś po ćwierćwieczu odwiedzić Izrael, by w oryginalnym składzie zagrać na Bloomfield Stadium. Choć na starym kontynencie zaplanowano koncerty w wielu miastach, których nie objęła trasa europejska w 2018 roku, to w szeregu przypadków sekstet miał zamiar zagrać w tych samych miastach oraz obiektach, co przed dwoma laty. Zdecydowana większość koncertów zaplanowanych na 2020 rok została wyprzedana na wiele miesięcy przed planowanym stratem trasy. Uczestnictwem we wszystkich 35 koncertach trasy zainteresowanych było ponad milion osób, co trafnie ukazywało skalę całego przedsięwzięcia. Plany zespołu pokrzyżowały wydarzenia związane z postępującą pandemią koronawirusa COVID-19. Wstępnie przełożono występy w Australii i Nowej Zelandii, organizatorzy zdecydowali się na anulowanie Download Festival w Donington oraz innych festiwali. Był to jedynie początek zmian, które wymusiła na przemyśle rozrywkowym ogólnoświatowa sytuacja, w wyniku której odwołaniu ulegały kolejne imprezy. Management rozpoczął procedurę przeniesienia poszczególnych koncertów na rok 2021. Ostatecznie z pierwotnego rozkładu tournee pozostało kilkanaście największych koncertów stadionowych w wybranych krajach Europy, które przełożono na okres czerwiec – lipiec 2021 r.
Wychodząc naprzeciw oczekiwaniom widzów, zdecydowano się na udział w wirtualnej edycji Download Festival 2020, transmitowanej przez Download TV. Zgodnie z oryginalnym rozkładem imprezy, siódmy koncert Iron Maiden w roli headlinera festiwalu, zapowiedziano na 13 czerwca 2020. Występ ten na kilku platformach obejrzało ponad 500 tys. widzów. W ramach trzydniowego cyklu „Wacken World Wide – Live Stream” nadano również transmisję z archiwalnego koncertu na Wacken Open Air Festival 2016. Według doniesień serwisu Pollstar przedsięwzięcie uzyskało ponad 11 mln wyświetleń, z biegiem czasu pojawiły się kolejne transmisje koncertów, które zespół zagrał jako headliner rozmaitych festiwali. Brytyjski sekstet wraz z The Rolling Stones, Muse, Paulem McCartneyem i Coldplay, dołączył do grona 1500 artystów, którzy wystosowali specjalny list – manifest do Brytyjskiego Ministerstwa Kultury, w którym apelowali o wsparcie dla właścicieli obiektów muzycznych, managerów i artystów w okresie pandemii COVID-19.
Na 20 listopada 2020 roku zapowiedziano premierę kolejnego, trzynastego albumu koncertowego w historii grupy. Dwupłytowy zestaw Nights of the Dead, Legacy of the Beast: Live in Mexico City przyniósł ponad sto minut muzyki, zarejestrowanej podczas trzech wyprzedanych, stadionowych koncertów w Meksyku (27, 29, 30 września 2019 – Palacio de los Deportes) dla łącznego audytorium szacowanego na około 78 tys. widzów. Zestaw stanowił kolekcjonerską pamiątkę z trasy „Legacy of the Beast World Tour 2018/19/20”, swego rodzaju namiastkę uczestnictwa w spektaklach jej trzeciego etapu z 2020 roku, który został ostatecznie odwołany w dobie eskalacji pandemii koronawirusa. W pierwotnym zamyśle grupa nosiła się z zamiarem zarejestrowania materiału audio – wizualnego podczas jednego ze stadionowych koncertów, które miały się odbyć latem 2020 roku w Europie. Fani mieli otrzymać wysokiej jakości zapis dokumentujący spektakularną trasę. Wydarzenia związane z pandemią koronawirusa pokrzyżowały plany muzyków, zmuszając ich do odwołania oraz przełożenia na kolejny rok części koncertów. Formacja dysponowała zaledwie surowymi zapisami ze stołu mikserskiego (soundboard recordings) o wydaniu zapisu wizualnego nie było zatem mowy. W maju 2020 roku postanowiono przejrzeć zachowany materiał audio. Zdaniem Steve’a Harrisa: Kiedy ostatnia cześć naszej trasy „Legacy” została odwołana z powodu pandemii koronawirusa, wszyscy w zespole byliśmy bardzo rozczarowani i przygnębieni, podobnie zresztą jak nasi fani. Bardzo liczyliśmy na to, by dotrzeć z tymi występami do kolejnych krajów i chociaż udało się ustalić nowe daty większości europejskich koncertów na 2021 rok, pomyśleliśmy, że przesłuchamy zapis dotychczasowych show, by sprawdzić, czy nie uda się przygotować jakiejś koncertowej pamiątki, którą wszyscy będą mogli się cieszyć. Opublikowany 20 listopada 2020 r. album koncertowy okazał się kolekcjonerską ciekawostką, której ukazanie się spowodowała potrzeba dostarczenia wydawnictwa, które podsumowywałoby trasę koncertową, tym bardziej iż los dalszych koncertów stał pod znakiem zapytania. Komplikacje logistyczne związane z dystrybucją płyty stanowiły istotną przeszkodę w dobie lockdownów ogłoszonych w wielu miejscach świata. 13 album koncertowy Brytyjczyków był produktem czasów w jakich powstał. Rynkowej premierze krążka nie towarzyszyły tradycyjnie rozumiane zabiegi promocyjne (teledyski, wywiady, akcja reklamowa) mimo to płyta przeznaczona dla najbardziej oddanych fanów – kolekcjonerów, zajęła jedne z najwyższych pozycji na listach bestsellerów spośród wszystkich albumów koncertowych Iron Maideni.
Jesienią 2020 r. anonsowano kolejne cztery stadionowe występy europejskie w Bazylei, Zagrzebiu, Budapeszcie oraz Frankfurcie, zamykając w ten sposób rozkład trzeciej odsłony „Legacy of the Beast World Tour”, teoretycznie zaplanowanej na lato 2021 roku. Zapowiedziano również powrót zespołu do Brazylii jako headlinera festiwalu Rock in Rio 2021. W założeniu miał to być już piąty koncert formacji na największym festiwalu muzycznym świata. W styczniu 2021 roku na łamach dziennika „The Times” pojawił się list otwarty, podpisany przez ponad stu najbardziej znanych artystów brytyjskich reprezentujących niemal wszystkie odmiany muzyki, będący protestem przeciw niekorzystnym regulacjom prawnym wynikającym z przyjętej umowy brexitowej. Muzycy protestowali przeciwko pojawieniu się luki prawnej, w wyniku której muzycy z Wielkiej Brytanii byliby zmuszeni do wnoszenia dodatkowych opłat związanych z organizacją koncertów na terenie państw Unii Europejskiej. 10 lutego grupa otrzymała oficjalną nominację do „Rock and Roll Hall of Fame”, jednak decyzja ta spotkała się z obojętnością ze strony muzyków oraz kierownictwa. Zespół wziął udział w kampanii Stagehand’s#ILoveLive, której celem była zbiórka funduszy na rzecz wsparcia brytyjskich pracowników technicznych sektora muzycznego, nieaktywnych zawodowo w dobie pandemii.
Pierwszego marca 2021 anonsowano występ grupy w roli headlinera Download Festival w Donington, 11 czerwca 2022. Z powodu obowiązujących obostrzeń i restrykcji dotyczących organizacji imprez masowych, trzeci etap trasy zaplanowany na 2021 r. został przeniesiony na rok kolejny. Nowa rozpiska trasy stanowiła w dużej mierze rekonstrukcję serii koncertów planowanych pierwotnie na 2020 rok. W kwietniu 2021 roku byli członkowie zespołu: Paul Di’Anno, Blaze Bayley oraz legendarny twórca ikonicznych ilustracji okładkowych Derek Riggs, zostali nominowani i ostatecznie włączeni do prestiżowej Metal Hall of Fame w Anaheim. Wszczęto starania o uhonorowanie wszystkich członków grupy w najbliższej przyszłości. Według wielu źródeł wszystkie wydawnictwa audio-wizualne Iron Maiden sprzedały się na całym świecie w ponad 200 milionach kopii, wliczając w to regularne albumy, single, kasety VHS, płyty DVD, wydawnictwa promocyjne oraz wszelkiego rodzaju kompilacje nagrań.

### 2021–2022: Dziedzictwo Senjutsu
15 lipca 2021 Iron Maiden opublikowali wideoklip do pierwszego od sześciu lat nowego utworu, zatytułowanego „The Writing on the Wall”. Animowany teledysk wyreżyserował Nicos Livesey. Obraz w ciągu 24 godzin od premiery na platformie YouTube uzyskał rekordową dla zespołu liczbę dwóch milionów wyświetleń. Videoclip został nominowany do UK Music Video Awards 2021 w kategorii „Najlepsze Animowane Video Muzyczne”. 19 lipca zapowiedziano wydanie siedemnastego albumu studyjnego grupy, zatytułowanego Senjutsu. Rynkową premierę przewidziano na 3 września 2021 roku. Producentem drugiego w karierze grupy podwójnego albumu studyjnego był Kevin Shirley, zaś nagrań dokonano wiosną 2019 roku w paryskich Guillaume Tell Studios. Album został udostępniony w siedmiu formatach wydawniczych. 19 sierpnia na platformach streamingowych udostępniono drugi singel promocyjny, zatytułowany „Stratego”. Album Senjutsu spotkał się z pozytywnym odzewem ze strony większości fanów, jak i krytyków muzycznych, ostatecznie docierając na szczyty list bestsellerów w 27 krajach, w tym w Belgii (Walonii oraz Flandrii), Chile, Brazylii, Boliwii, Kolumbii, Meksyku, Bułgarii, Rumunii, Grecji, Austrii, Szwajcarii, Niemczech, Węgrzech, Chorwacji, Malezji, Serbii, Indonezji, Rosji, Republice Południowej Afryki, Finlandii, Włoszech, Portugalii, Hiszpanii, Szwecji, Tajlandii, Indiach oraz Korei Południowej. W zestawieniu sprzedaży albumów fizycznych w UK i USA dwupłytowe wydawnictwo zajęło pierwszą pozycję, odnotowaną ponadto na European Album Chart Top 200. Senjutsu znalazł się również w Top 3 bestsellerów w USA – najwyżej w dotychczasowej historii grupy. W Ameryce Południowej płyta trafiła do sprzedaży dopiero w tydzień po oficjalnym terminie. W tym samym czasie co album Iron Maiden na listach bestsellerów znalazły się najnowsze wydawnictwa najpopularniejszych przedstawicieli sceny pop oraz rap w rodzaju Drake, Kanye West, Imagine Dragons czy Billie Eilish. Sumarycznie siedemnasty album grupy dotarł do pierwszej trójki bestsellerów w 55 krajach świata oraz do Top 5 bestsellerów w 63 krajach. Album Senjutsu został wyróżniony tytułem „Best Metal Album of 2021” nadanym przez amerykański magazyn Rolling Stone oraz zajął czołowe pozycje w analogicznych zestawieniach na całym świecie. Siedemnaste wydawnictwo studyjne zdobyło około dwudziestu wyróżnień i nagród branżowych. Z końcem 2021 roku Iron Maiden obok takich artystów jak Ed Sheeran czy Dua Lipa, w znacznym stopniu przyczynili się do wygenerowania przez firmę Warner Music Group ponad miliardowego dochodu czwarty kwartał z rzędu. Amerykański Pollstar opublikował zestawienie „Top 50 Największych Artystów Koncertowych Ostatnigo 40-lecia” przynoszące skumulowane dane dotyczące sprzedaży biletów netto na koncerty w Ameryce Północnej. W zestawieniu znaleźli się Iron Maiden z wynikiem 9,2 mln kart wstępu sprzedanych w USA, Kanadzie oraz Meksyku w okresie 1981 – 2021.

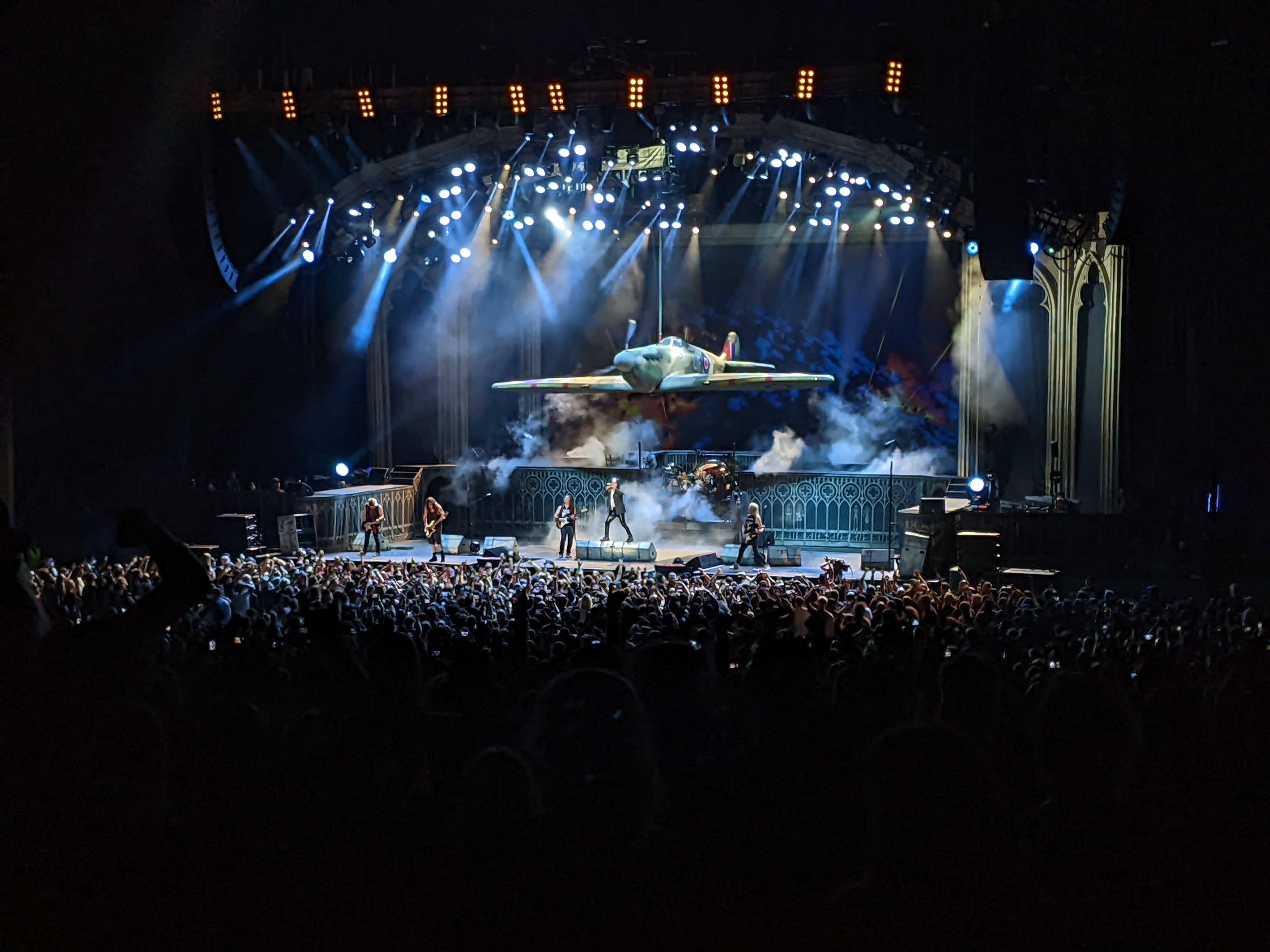
Iron Maiden na żywo w USA

Pierwszego grudnia zespół ogłosił 30 dodatkowych koncertów w Ameryce Północnej oraz Europie. Stanowiły one dopełnienie trasy „Legacy of the Beast World Tour 2022”, która została wzbogacona o dodatkowy świat sceniczny, odnoszący się do albumu Senjutsu. Bruce Dickinson oraz Rod Smallwood zdecydowali, iż zbliżające się koncerty będą formą promocji ostatniego albumu studyjnego, zaś fani ujrzą wszystkie efekty specjalne z jakich zasłynęła trasa oraz kompletnie nowe rozwiązania nawiązujące do siedemnastego albumu studyjnego. W zamierzeniu managementu „Legacy of the Beast World Tour 2018 – 2022” miała być największą i najbardziej spektakularną trasą w historii formacji. Teoretycznie 140 koncertów miało zobaczyć ponad 3,5 mln widzów. Planowano również zagranie osobnej trasy dedykowanej albumowi Senjutsu. Bruce Dickinson zamierzał zaprezentować zawartość podwójnego wydawnictwa studyjnego w całości (82 minuty) podczas serii koncertów o bardziej kameralnym charakterze. Konflikt zbrojny pomiędzy Rosją a Ukrainą zmusił kierownictwo grupy do odwołania stadionowych koncertów w Kijowie i Moskwie. Po wyprzedaniu piątego koncertu grupy w roli headlinera Rock in Rio Festival 2022, dodano trzy stadionowe koncerty w São Paulo (Estádio do Morumbi), Kurytybie (Pedreira Paulo Leminski) oraz po raz pierwszy w mieście Ribeirão Preto na stadionie Arena EuroBike. Kierownictwo festiwalu Bloodstock Open Air w kooperacji z Rock and Metal Museum (RAM) UK, zorganizowało specjalną wystawę dedykowaną brytyjskiej formacji. Zwiedzający mogli zobaczyć grafiki stworzone przez Marka Wilkinsona oraz profesjonalne fotosy z trasy „Legacy of the Beast World Tour” autorstwa Johna McMurtriego.
Europejski etap tournee 2022 wiódł głównie przez stadiony sportowe oraz festiwale. W koncert na Stadionie Olimpijskim w Atenach (OAKA Stadium) wzięło udział około 50 tys. fanów. Podczas prezentacji utworu „The Number of the Beast” fani rozpalili race i świece dymne, prowokując ostrą reakcję Bruce’a Dickinsona, która odbiła się szerokim echem w mediach. Podczas pierwszego etapu trasy „Legacy of the Beast World Tour 2018” Iron Maiden również zagrali w Grecji dla blisko 50 tys. fanów zgromadzonych na Terra Vibe Park. Trasa europejska zamknęła się w 31 zabookowanych koncertach, które przyciągnęły blisko 1,1 mln widzów. Siódmy występ formacji w roli headlinera największego brytyjskiego festiwalu ciężkiego rocka w Donington, przyciągnął około 100 tys. fanów! Według Bruce’a Dickinsona była to najlepsza, najbardziej oblegana oraz całkowicie wyprzedana trasa europejska w historii grupy. Koncert na warszawskim Stadionie Narodowym PGE przyciągnął około 60 tys. ludzi, ustanawiając rekord dla pojedynczego występu Iron Maiden w Polsce, jak i całej trasy w tym regionie Europy.
Pięć koncertów w Ameryce Łacińskiej zgromadziło około 350 tys. widzów. Wszystkie spektakle zostały kompletnie wyprzedane, w tym piąty w historii grupy jako headlinera festiwalu Rock in Rio dla rekordowej widowni ponad 100 tys. widzów. Jesienią 2022 r. kapela dała 24 koncerty w USA i Kanadzie, koncentrując się niemal wyłącznie na tzw. rynkach „B” i „C”. Grupa przyciągnęła kilkaset tysięcy widzów. W niektórych miastach koncerty Iron Maiden odbyły się po wieloletniej przerwie. 67 koncertów w Europie i UK zobaczyło sumarycznie około 2,26 mln widzów, ponad 700 tys. fanów oglądało 10 koncertów w Ameryce Południowej, zaś 63 koncerty jakie muzycy zagrali w Ameryce Północnej ponad 1,2 mln widzów w Meksyku, Kanadzie i USA. Zespół zrezygnował z odwiedzenia Azji oraz Oceanii ze względu na rosnące koszty logistyki oraz nieustabilizowaną sytuację epidemiologiczną. 58 koncertów, które odbyły się w 2022 roku zobaczyło ponad 1,88 mln widzów.
Trasa „Legacy of the Beast World Tour” okazała się najdłuższą od 1995 r. („The X-Factour”) zaś w jej ramach zespół zagrał największą liczbę koncertów z Brucem Dickinsonem od pamiętnej „Somewhere on Tour 1986/87”. Tournee trwające do 27 października 2022 roku ostatecznie wzbudziło zainteresowanie około 4,2 mln widzów, co stanowiło rekord w dotychczasowej historii Iron Maiden. 18 koncertów w roli headlinera festiwali zobaczyło około 1,1 mln osób. Średnio w każdym ze 140 spektakli uczestniczyło około 30 tys. osób. Tournee zostało uhonorowane specjalnym wyróżnieniem CAA & K2 Award, przyznanym za sprzedaż ponad 3 milionów kart wstępu na indywidualne koncerty zespołu (bez festiwali). Grupa otrzymała również specjalny relief upamiętniający sprzedaż na całym świecie ponad 100 mln egzemplarzy siedemnastu albumów studyjnych.

### 2023–2024: Z przeszłości w przyszłość
Na początku października 2022 r. management zespołu ujawnił plany związane z kolejnym tournee. Trasa „The Future Past Tour 2023” została zaplanowana jako kolejny etap promocji albumu Senjutsu oraz powrót do materiału z ikonicznej płyty Somewhere in Time z 1986 r. Jak twierdził Steve Harris: Po wydaniu naszego najnowszego albumu, Senjutsu, zaktualizowaliśmy nieco obecną trasę „Legacy of the Beast”, otwierając koncerty pierwszymi trzema utworami w scenerii Japanese Palace. Ponieważ powtarzanie tego w przypadku trasy z albumem Senjutsu nie ma zbyt wiele sensu, pomyśleliśmy o innych opcjach i postanowiliśmy wrócić do czasów Somewhere in Time, ponieważ ta trasa nie pojawiała się w różnych retrospektywnych trasach historycznych, które odbyliśmy. Zostały one oparte na naszych filmach z koncertów z lat 80. i niestety nie sfilmowaliśmy tej trasy (obwiniaj menedżera!). Przez lata otrzymaliśmy od fanów mnóstwo próśb o wiele utworów, więc teraz je zagramy, plus oczywiście kilka innych, o których wiemy, że Wam się spodobają! Szczególnie satysfakcjonujące będzie też zagranie w końcu niektórych z bardziej epickich utworów z Senjutsu. Według managera formacji, Roda Smallwooda: Połączenie dwóch albumów, naszym zdaniem jest bardzo ekscytujące. Wiemy, że fani chcą po raz pierwszy usłyszeć te epickie kawałki z Senjutsu na żywo i uważamy, że połączenie ich z kultowym albumem, takim jak Somewhere in Time, stworzy kolejną naprawdę wyjątkową trasę dla starych i nowych fanów! Oczywiście w przypadku nowej trasy albumowej w Europie i Wielkiej Brytanii wrócimy w dużej mierze do względnej intymności aren koncertowych i wiemy, że fani też będą z tego bardzo zadowoleni! Jednocześnie manager grupy potwierdził, iż trasa przedłuży się o kolejny, 2024 rok.

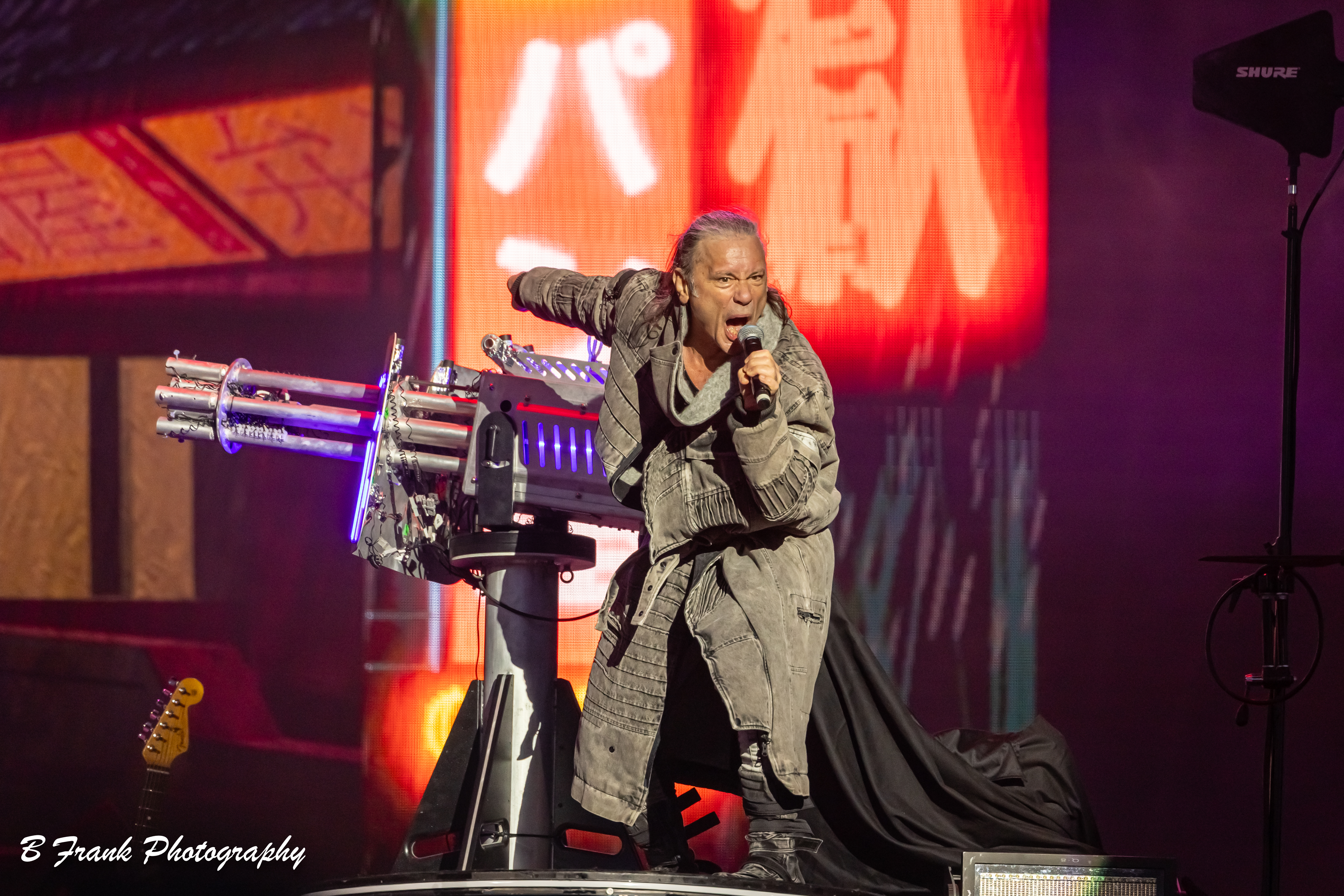
Bruce Dickinson w 2023 roku

Zgodnie z zapowiedziami Iron Maiden rozpoczęli proces ogłaszania kolejnych dat przewidzianych na rok 2023. Wśród nich znalazły się m.in. koncerty w Wielkiej Brytanii, Niemczech, Polsce (13 i 14 czerwca w Tauron Arena Kraków), Szwajcarii, Holandii czy Belgii. Ogłoszono również występy festiwalowe w roli headlinera Sweden Rock Festival, Wacken Open Air (po raz czwarty w karierze), Hellfest (po raz trzeci) czy Return of the Gods we Włoszech. Bilety na Wacken sprzedano w rekordowym czasie pięciu godzin, niemal natychmiast zniknęły również wejściówki na Hellfest, zaś koncerty w arenach sportowych wyprzedawano na etapie przedsprzedaży. Wszystkie 33 koncerty etapu europejskiego zostały całkowicie wyprzedane. Korzystając z przerwy pomiędzy trasami, Bruce Dickinson zapowiedział na styczeń 2023 r. kolejną odsłonę „An Evening with Bruce Dickinson” w wybranych miastach Europy. 18 listopada 2022 r. ukazała się specjalna trójpłytowa edycja albumu The Number of the Beast zawierająca koncertowy materiał znany z albumu Beast Over Hammersmith zarejestrowanego w 1982 r. Wydawnictwo pilotował singel z utworem „Total Eclipse” udostępniony na platformach streamingowych. Publikacja wiązała się z obchodami 40-lecia rynkowej premiery trzeciego albumu studyjnego formacji.
Na początku stycznia 2023 r. brytyjska Royal Mail uhonorowała Iron Maiden specjalnymi seriami znaczków pocztowych i pocztówek jako wyraz upamiętnienia roli formacji w kształtowaniu brytyjskiej muzyki rockowej oraz wyróżniało postać Eddiego, jako szeroko rozpoznawalnej poza granicami gatunku heavy metal. Wcześniej podobne kolekcje upamiętniały najznamienitszych artystów, jak The Beatles, David Bowie, Queen, Elton John, Paul McCartney, The Rolling Stones, Pink Floyd czy Cliff Richard. Iron Maiden jako pierwszych spośród wykonawców heavymetalowych spotkał ten zaszczyt, byli też piątym zespołem brytyjskim wyróżnionym przez Royal Mail. 1 lutego zespół odebrał drugą nominację do Rock and Roll Hall of Fame co spotkało się z entuzjastyczną reakcją kierownictwa tej instytucji, natomiast muzycy i menedżement grupy po raz kolejny nie zaregowali na nominację, publicznie bojkotując możliwość pojawienia się wśród wyróżnionych artystów. Iron Maiden znaleźli się wśród sześciu headlinerów festiwalu Power Trip 2023, będącego odpowiednikiem dedykowanego klasycznemu rockowi Desert Trip Festival, również zorganizowanego na terenach Empire Polo Club w kalifornijskim mieście Indio. Po raz pierwszy w historii ciężkiego rocka w ciągu jednego weekendu 6 – 8 października 2023 roku, z pełnowymiarowymi koncertami miało wystąpić sześciu największych artystów w całej branży: AC/DC (powrót po siedmiu latach), Metallica, Iron Maiden, Guns 'N Roses, Judas Priest i progresywni wizjonerzy z Tool. Zaproszeni artyści reprezentowali niemal pełny przekrój stylistyczny głównego nurtu ciężkiej muzyki.
28 maja koncertem w Lublanie (Słowenia) formacja rozpoczęła 25. światową trasę koncertową „The Future Past Tour”. W repertuarze występów po raz pierwszy w historii znalazł się oczekiwany od 37 lat utwór „Alexander the Great”. W przeciwieństwie do poprzedniej trasy muzycy rzadziej wykonywali przebojowe kompozycje z naciskiem na utwory epickie o progresywnym zacięciu, przeznaczone dla zdeklarowanych fanów. Zgodnie z zapowiedziami Bruce’a Dickinsona tournee miało bardziej ekskluzywny charakter, obejmując niemal wyłącznie występy w zamkniętych arenach sportowych o pojemności do 20 tys. widzów. W porównaniu z kilkoma poprzednimi trasami ilość efektów specjalnych i rekwizytów została ograniczona, zaś koncept widowiska miał służyć skupieniu odbiorcy na samej muzyce. Oprawa wizualna estrady nawiązywała do stylu cyberpunk kojarzonego z klasycznym filmem SF „Blade Runner”. Wystrój całości przywodził na myśl dystopijne miasto przyszłości, zwieńczone rampami świateł ułożonymi w kształt piramidy. Zarówno górny poziom estrady, jak i zestaw oświetleniowy okalały węże świetlne LED, zmieniające barwę w zależności o klimatu kompozycji. Tradycyjnie na skrzydłach sceny widniały telebimy, zaś po raz pierwszy zespół zdecydował się na wykorzystanie dodatkowych ekranów ustawionych symetrycznie w głębi estrady. W trakcie koncertów wyświetlano na nich wizualizacje oraz teledyski, pogłębiając efekt trójwymiarowości. 33 koncerty składające się na etap europejski odniosły sukces komercyjny oraz artystyczny. Imprezy zgromadziły rekordowe ilości widzów, zaś w opinii krytyków zespół zaprezentował najlepszą formę od lat. W lipcu 2023 roku ogłoszono, iż certyfikaty sprzedaży albumów audio-wizualnych otrzymane przez muzyków w Wielkiej Brytanii, opiewają na ponad 5 mln kopii, co stanowiło rekord dla wykonawcy nurtu heavy metal.
Pierwszego sierpnia 2023 roku zespół został włączony w poczet Alei Gwiazd Olympiapark München. Europejski odcinek trasy zakończył się występem grupy na fesiwalu Wacken Open Air, którego headlinerem byli po raz czwarty w karierze. Niemiecki festiwal został zakłócony przez niekorzystne warunki atmosferyczne (wielodobowe ulewne deszcze) organizator ze względów bezpieczeństwa wpuścił na teren imprezy zaledwie połowę uczestników, wstrzymano transport samochodowy i wyłączono z dostępności pola namiotowe. Wywołało to niezadowolenie ze strony uczestników, którzy pomimo posiadania biletu pozostali poza strefą festiwalu. Do tego typu kuriozalnej sytuacji doszło po raz pierwszy w historii największego festiwalu metalowego na świecie. Swoistą rekompensatę stanowiła transmisja z występu Iron Maiden (uzupełniona o wywiady) która przyciągnęła na wybranych platformach blisko 600 tys. abonentów. Perkusista Nicko McBrain uczestniczył w tournee po przebytym w styczniu 2023 roku udarze mózgu. O zajściu i rekonwalescencji muzyk poinformował fanów w specjalnym komunikacie, opublikowanym dopiero po zakończeniu serii koncertów.
Szóstego października formacja wystąpiła jako jedna z gwiazd amerykańskiego Power Trip Festival. Koncert sekstetu w Indio zobaczyło nawet 100 tys. widzów, co okazało się największym występem grupy w roli headlinera festiwalu w Stanach Zjednoczonych. Był to także ostatni koncert jaki muzycy dali w 2023 roku. 37 koncertów zagranych podczas pierwszego etapu trasy "The Future Past Tour" przyciągnęło około miliona widzów. "The Future Past Tour 2023" stanowiła jako swoiste dopełnienie "Legacy of the Beast Tour". W latach 2018 – 2023 (wyłączając okres pandemii) zespół dał 177 koncertów dla sumarycznej liczby 5,2 mln widzów, był to rekord w historii formacji.
W połowie października ogłoszono kolejne koncerty trasy. We wrześniu 2024 roku zespół miał odwiedzić Oceanię i Japonię, po raz ostatni muzycy koncertowali w tym regionie w 2016 roku. W dalszej kolejności ogłoszono 24 koncerty w Ameryce Północnej oraz piąty w historii grupy koncert na Estadio Nacional de Chile. Do historii grupy wpisały się podwojone daty koncertów w wybranych miastach Ameryki Połudiowej. Ze względu na rosnące zapotrzebowanie już na etapie przedsprzedaży dodano drugi koncert na Stadionie Narodowym w Santiago. W krótkim okresie sprzedano ponad 100 tys. biletów na oba koncerty łącznie, był to rekord w historii formacji. Koncerty na Estadio Nacional de Santiago przeszły do historii, jako największe tego typu wydarzenie w Chile z udziałem wykonawców reprezentujących ciężki rock. Ostatecznie Iron Maiden zagrali dla około 150 tys. fanów wypełniających ogromny stadion do granic pojemności! Brytyjska formacja była pierwszą grupą metalową w historii, która tego dokonała. Pierwszy od 13 lat koncert w Bogocie na stadionie El Campin wyprzedał się już na etapie przedsprzedaży, ostatecznie gromadząc 60 tys. widzów. Zespół pobił wszelkie dotychczasowe rekordy sprzedaży biletów na kolumbijskie koncerty artysty zagranicznego, ustanowione przez takich artystów jak The Rolling Stones, Madonna, The Weekend, Ed Sheeran czy Coldplay. Koncert na stadionie Allianz Parque w São Paulo (55 tys.) został wyprzedany w ciągu dwóch minut (!) już pierwszego dnia przedsprzedaży. Organizator dodał drugi występ zorganizowany dzień później, miał to być już piąty występ w historii grupy na tym obiekcie, wcześniej znanym jako Estádio Palestra Itália. W ciągu zaledwie trzech godzin sprzedano komplet ponad 50 tys. biletów na stadionowy koncert w Buenos Aires. Nigdy przedtem bilety na koncerty zespołu w Argentynie nie rozchodziły się tak szybko, datę w stolicy kraju podwojono.  
Nicko McBrain został zaproszony aby dołączyć do prestiżowego The Massed Bands of His Majesty’s Royal Marines podczas koncertów 52nd Mountbatten Festival of Music (MFM) zaplanowanych na 8 i 9 marca 2024 w Royal Albert Hall. Perkusista Iron Maiden wraz z orkiestrą stworzoną przez stu wybranych muzyków tworzących zespoły Royal Marines (członkowie Corps of Drums) zaprezentować miał standardy muzyki brytyjskiej, marsze wojskowe oraz klasyki Iron Maiden. Gośćmi honorowymi cyklicznej imprezy są przedstawiciele brytyjskiej rodziny królewskiej, udział w przedsięwzięciu jest od lat postrzegany jako wydarzenie wysoce prestiżowe. Dochody z koncertów zasilają konta Royal Navy i Royal Marines Charities oraz Young Lives vs Cancer Charity. 24 marca Bruce Dickinson otrzymał oficjalny tytuł Honorowego Obywatela Miasta Kurytyba, w związku z zasługami dla rozwoju regionu i kultury muzycznej jako wokalista Iron Maiden. Klasyczna kompozycja "Phantom of the Opera" znana z debiutanckiego albumu formacji (Iron Maiden, 1980) w interpretacji szwedzkiej grupy Ghost, odebrała nominację do nagrody Grammy.
45 wyprzedanych koncertów "The Future Past Tour 2024" przyciągnęło około miliona widzów w krajach Azji, Oceanii oraz obu Ameryk. Wszystkie 82 koncerty trasy zaprezentowane w latach 2023 - 2024, zobaczyło ostatecznie około 2,1 mln widzów na pięciu kontynentach świata. Trasa została całkowicie wyprzedana. Kompozycje z albumu Senjutsu były prezentowane podczas dwóch tras ("Legacy of the Beast Tour" i "The Future Past Tour") zagranych w latach 2022 - 2024, podczas 140 koncertów w 38 krajach, dla łącznego audytorium ponad 4 mln widzów, co przełożyło się na średnią rzędu 29 tys. widzów. Była to rekordowa publiczność, przed którą promowano nowy album studyjny w dotychczasowej historii grupy. Koncerty zagrane szóstego i siódmego grudnia 2024 na Allianz Parque w Sao Paulo, okazały się jednocześnie ostatnimi występami zespołu z perkusistą Nicko McBrainem. Muzyk po 42 latach intensywnej współpracy zdecydował się na rezygnację z uczestnictwa w trasach koncertowych. Ostatecznie grupa wystąpiła dla 120 tys. fanów zgromadzonych podczas dwóch brazylijskich koncertów łącznie. 8 grudnia 2024 roku na oficjalnej stronie formacji ogłoszono, iż na czas koncertów następcą legendarnego perkusisty został Simon Dawson, znany z wielu projektów pobocznych oraz występów w grupie British Lion, kierowanej przez Steve'a Harrisa.

### 2025–2026: Złoty jubileusz
19 września 2024 roku, Iron Maiden ogłosili 28 koncertów europejskiego etapu trasy "Run for Your Lives World Tour" przypadającej na okres 2025 – 2026. Początek trasy europejskiej zaplanowany został na 27 maja 2025 r. w Budapeszcie, a całość zamykał koncert na warszawskim Stadionie Narodowym przypadający na 2 sierpnia. Trasa wiązała się z obchodami 50-tej rocznicy działalności grupy, bowiem Steve Harris założył zespół w grudniu 1975 roku. Złoty jubileusz formacji, sprawił iż przygotowano przekrojowy repertuar oparty na pierwszych dziewięciu albumach studyjnych, z uwzględnieniem najbardziej znanych przebojów jak i mniej oczywistych kompozycji. W ciągu wielu miesięcy poprzedzających koncerty, zbudowano również  spektakularną oprawę wizualną, dzięki której doświadczenie koncertowe Iron Maiden przenosiło widzów na nowy poziom. Grupa zorganizowała głównie koncerty na stadionach sportowych i otwartym powietrzu, choć nie zabrakło kilku występów w arenach sportowych.  
Trasa europejska zapowiedziana na 2025 rok, przyniosła jeden z największych rozkładów koncertów stadionowych (typu otwartego i zamkniętego) oraz plenerowych w dotychcasowej historii tego typu przedsięwzięć formacji. Po raz pierwszy wynajęto wiedeński Ernst-Happel Stadion, London Stadium w stolicy UK, Viking Stadion w Stavanger, Stadio Euganeo w Padwie, Malahide Castle Park w Dublinie, Co-op Live Arena w Manchesterze czy Veltis Arena w Gelsenkirchen. W innych miastach zabukowano koncerty na wielokrotnie odwiedzanych przez zespół obiektach.
Przedsprzedaż biletów dla członków Fan Klubu na europejski etap 2025 r., była największą w dotychczasowej historii zespołu. Bilety na koncerty we wszystkich arenach sportowych sprzedawano w ciągu paru minut lub kilkudziesięciu sekund. Ogromny popyt wymusił podwojenie dat w Berlinie, Paryżu oraz Budapeszcie. Stadionowe koncerty w Finlandii, Szwecji (dwa wieczory), Hiszpanii, Niemczech, Austrii, Szwajcarii, Norwegii wyprzedawały się w rekordowym czasie po kilku minutach otwarcia sprzedaży. Tak wielkie zainteresowanie było bezprecedensowym wydarzeniem w dotychczasowej historii Iron Maiden. Po raz jedenasty w historii Iron Maiden zostali headlinerami belgijskiego "Graspop Festival". 32 koncerty były w stanie zgromadzić ponad milion widzów, tymczasem w pierwszym dniu sprzedaży rozeszło się blisko milion kart wstępu, co stanowiło rekordowe osiągnięcie dla zespołu. 24 koncerty zostały wstępnie wyprzedane w krótkim czasie. W marcu 2025 r., w Mexico City, otwarto pierwszy z sieci sklepów pop - up Eddie's Vault, dystrybuujących oficjalny merchandise grupy, w tym unikalne wesje produktów. Iron Maiden dołączyli do grona artystów posiadających dedykowane sklepy z gadżetami.  
14 marca 2025 r. Universal Pictures Content Group ogłosili światową premierę oficjalnego filmu dokumentalnego dedykowanego Iron Maiden. Dzieło zawierało ekskluzywne wywiady z byłymi i obecnymi członkami zespołu, nigdy wcześniej niepublikowane materiały filmowe oraz ożywiało maskotkę Eddiego za pomocą spektakularnej animacji 3D. Universal Pictures Content Group otrzymalio globalne prawa, a Universal Pictures International odpowiadałi za dystrybucję kinową filmu na całym świecie, zaplanowaną na jesień 2025 r., co zbiegało się z 50-tą rocznicą istnienia zespołu. Oficjalny dokument został wyreżyserowany przez Malcolma Venville’a (znanego z „Churchill at War”), zaś wyprodukowany przez Dominica Freemana (m.in. „Spirits in the Forest – A Depeche Mode Film”). Helen Parker, Executive Vice President w Universal Pictures Content Group, pełniła funkcję producenta wykonawczego. 50-letnią historię Iron Maiden, opowiedziano z perspektywy zespołu oraz najbardziej oddanych zwolenników – od wieloletnich superfanów po uznane postacie ze świata filmu i muzyki, takie jak Javier Bardem, Lars Ulrich czy Gene Simmons. Twórcy przeanalizowali ruch kulturowy, który Iron Maiden pomógł ukształtować, oraz trwałe dziedzictwo zarówno formacji utrwalone zarówno w muzyce, jak i subkulturze odbiorców, kwestionując stereotypowe postrzeganie szerszego znaczenia muzyki rockowej i heavy metalu dla współczesnej kultury.  
Również w marcu oficyna wydawnicza Thames & Hudson ogłosiła publikację książki "Iron Maiden: Infinite Dreams – The Official Visual History", będącej wizualną celebracją pierwszych 50 lat Iron Maiden, w ramach której opisano ewolucję najbardziej prestiżowego zespołu heavy metalowego, weraz z niezrównanym wkładem członków zespołu i kierownictwa jedenego z najbardziej wpływowych i najlepiej sprzedających się zespołów w Wielkiej Brytanii, który stał się największym zespołem metalowym na świecie. Uporządkowana chronologicznie "Iron Maiden: Infinite Dreams", przynosi historię grupy od pierwszych koncertów w pubach w 1975 r. i pierwszego kontraktu płytowego w 1979 r., poprzez nagrywanie i reakcję na przełomowe albumy, w tym debiutanckiego albumu, światowego przełomu z 1982 r. w postaci The Number of the Beast i podbijającego stadiony Seventh Son Of A Seventh Son, aż po podwójny album Senjutsu z 2021 r. i nadchodzącą trasę "Run For Your Lives World Tour". Z końcem kwietnia 2025 r. ujawniono, iż na 32 koncerty europejskie sprzedano znacznie ponad milion biletów. Kierownictwo formacji poprosiło fanów aby unikali zbyt intensywnego filmowania koncertów podczas zbliżającego się tournee.   
Tournee związane z obchodami 50-lecia istnienia formacji, okazało się najodważniejszym i najbardziej zaawansowanym technologicznie przedsięwzięciem spośród dotychczasowych. Zespół zrezygnował z tradycyjnej scenografii oraz elementów nadmuchiwanych na korzyść oprawy multimedialnej, stworzonej za pomocą siedmiu ekranów immersyjnych, zamontowanych na całej konstrukcji estrady. Aparatura oświetleniowa, pirotechniczna, efekty specjalne, rozbudowany podest sceniczny - były największymi w historii formacji. Oszałamiająca oprawa wizualna przyciągała konceptualnymi animacjami, klipami i filmami 3D, stworzonymi z wykorzystaniem możliwości AI, co przekładało się na w pełni realistyczny efekt końcowy. Była to pierwsza w historii grupy trasa, w ramach której użyto najnowocześniejszej technologii, dzięki której stworzono zupełnie nową jakość, zmieniającą reguły gry.
Europejski etap trasy obfitował w największą ilość wyprzedanych koncertów stadionowych w dotychczasowej historii sekstetu. Koncert na Stadionie Olimpijskim w Londynie, przeszedł do historii jako największy samodzielny występ grupy w UK, oraz najpotężniejszy pojedynczy koncert Iron Maiden na stadionie sportowym. 28 czerwca 2025 roku zespół oklaskiwało ponad 80 tys. widzów. 
W lipcu 2025 r., w związku z obchodami 50-lecia działalności formacji, Brytyjska Mennica Królewska (British Royal Mint) wydała serię monet o różnych nominałach, będącą formą uhonorowania międzynarodowej sławy formacji, jej wpływu na pokolenia słuchaczy, wkład w propagowanie kultury anglosaskiej, oraz jednej z największych karier w historii brytyjskiej muzyki. Do tamtej pory wyróżnienie to przypadło w udziale jedynie niewielkiej liczbie artystów, jak Queen, Elton John, członkowie The Beatles czy David Bowie. Iron Maiden byli pierwszym zespołem reprezentującym muzykę heavymetalową, którego spotkał ten zaszczyt.
Ostatecznie wszystkie 32 koncerty europejskiego odcinka tournee 2025 zgromadziły aż 1,426 mln fanów, co przełożyło się na rekordową średnią 44,5 tys. co wieczór. Koncert na stadionie PGE Narodowy w Warszawie przeszedł do historii, jako największy, jaki Iron Maiden zagrali w Polsce. Występ wieńczący europejską trasę 2025 roku zgromadził około 72,5 tys. widzów.

## Rankingi, nagrody i wyróżnienia
Na przestrzeni kilkudziesięciu lat światowej kariery, poszczególni członkowie formacji zostali laureatami setek nagród muzycznych, włączając w to m.in. Grammy Awards i jej ekwiwalenty przyznawane w wielu krajach, Brit Awards 2009, Silver Clef Award, Public Choice International, Classic Rock Roll of Honours Awards, Top.HR Music Awards, Spanish Music Awards, Žebřík Music Awards, Metal Hammer Golden Gods Awards, Nordoff Robbins Award, Ivor Novello Awards – za wybitne osiągnięcia na arenie międzynarodowej i wkład w rozwój muzyki brytyjskiej oraz wiele innych. W 2005 roku Iron Maiden zostali wprowadzeni do Hollywood Rock Walk of Fame oraz Kerrang! Hall of Fame zaś w 2011 roku do BPI Hall of Fame. Członkowie formacji zostali również włączeni do prestiżowej Metal Hall of Fame i Rock in Rio Wall of Fame. Iron Maiden są również częścią stałych ekspozycji w Rock and Roll Hall of Fame, British Music Experience, Metal Across America oraz Wacken Hall of Fame. Liczne pamiątki związane z aktywnością formacji znajdują się w lokalach Hard Rock Cafe na całym świecie, w tym w Polsce. Maskotka grupy jest częścią ekspozycji Rock Legends Wax Museum zlokalizowanym w kanadyjskim Ontario. Poszczególni muzycy formacji mogą również poszczycić się nagrodami i wyróżnieniami państwowymi oraz okolicznościowymi na wielu płaszczyznach aktywności. Grupa figurowała również w wielu innych zestawieniach i rankingach, często zajmując czołowe pozycje.

## Charakter działalności, styl i wpływ na gatunek
Iron Maiden są uważani za jeden z najważniejszych zespołów stylu heavy metal w historii. Jako pionierzy nurtu „NWOBHM” uważani są obecnie za ikonę muzyki rockowej i metalowej, a ich wizerunek oraz brzmienie zainspirowało literalnie tysiące wykonawców reprezentujących rozmaite odłamy heavy metalu oraz heavy rocka w ostatnich 40 latach profesjonalnej aktywności estradowej Brytyjczyków. Dokonania formacji ukonstytuowały wzorzec rozwojowy dla nowoczesnego heavy metalu. Stworzona przez muzyków mieszanina punk rocka, wczesnego metalu i rocka progresywnego, połączona z porywającym atakiem gitarowej wirtuozerii, sekcji rytmicznej i ekspresyjnych partii wokalnych, stanowiła kamień milowy w ewolucji gatunku. MTV uznała ich za czwarty pod względem istotności dla rozwoju ciężkiego rocka zespół w historii, zaś w 2005 roku zostali włączeni do „Rockwalk Of Fame” w Kalifornii. Stacja VH1 Classic wyróżniła Iron Maiden jako trzeci pod względem ważności zespół heavymetalowy wszech czasów. Zespół znalazł się w Top 10 zestawienia „Najlepszych Grup w Historii”, opublikowanego przez opiniotwórczy portal LOUDERSOUND.COM. Iron Maiden zostali odnotowani w Top 30 zestawienia „Najpopularniejszych Grup Wszech Czasów”, opublikowanym przez amerykański portal 247wallst.com. Klasyczne albumy formacji były wielokrotnie notowane w czołówkach zestawień rockowych oraz metalowych płyt wszech czasów.
Powstały wydawnictwa i przedsięwzięcia zrealizowane w hołdzie dla brytyjskiej formacji. Reinterpretacje dokonań formacji składają się na szeroki wachlarz wariantów stylistycznych, jak: liczne podgatunki rocka i metalu, soul, pop, klasyka, muzyka symfoniczna, alternatywna, elektro, techno, industrial, hip-hop, rap, reggae, ska, jazz, chorały, pastisze, muzyka fortepianowa, muzyka dawna, smyczkowa, muzyka dawna czy wersje akustyczne z zastosowaniem szerokiego spektrum instrumentów klasycznych.
Podobnie jak muzyka, niezwykle wpływowymi okazały się wizerunek i towarzysząca mu estetyka, stworzona w latach 80. XX w. przez Dereka Riggsa oraz popularna czcionka (METAL LORD™) kojarzona z klasycznym logo grupy. Logotyp został oparty na charakterystycznym kroju liter, użytym na afiszach kinowych reklamujących film SF „Człowiek, który spadł na ziemię” (1976), w którym rolę główną zagrał David Bowie. Czcionka, spopularyzowana na świecie dzięki grafikom wykorzystywanym przez Iron Maiden, jest bardzo często wykorzystywana na potrzeby tworzenia logotypów witryn muzycznych, sklepów z gadżetami, artykułów prasowych oraz imprez związanych tematycznie z subkulturą heavymetalową czy rockową. Iron Maiden są uznawani za brytyjską instytucję, jeden z największych zespołów koncertowych w historii, ponadczasową markę. Grupa niezmiennie pozostaje wierna wypracowanej przez lata stylistyce muzycznej oraz konwencji estetycznej, unikając kompromisów, zdradzających tendencje do koniunkturalizmu i komercjalizacji, korelujących ze zmieniającymi się trendami. Dla milionów odbiorców zespół pozostaje synonimem terminu „heavy metal”.
W plebiscycie związanym z obchodami „Diamentowego Jubileuszu Panowania Królowej Brytyjskiej” album The Number Of The Beast (1982) został uznany za najlepszy krążek brytyjski. Ogromny sukces albumu oraz utworu The Number of the Beast w znacznym stopniu przyczynił się do rozpowszechnienia biblijnego Numeru Bestii 666, jako trwałego elementu heavymetalowej symboliki wizualnej oraz kanwy lirycznej wielu kompozycji i albumów reprezentujących szeroko pojętą muzykę ekstremalną. Płyty nagrane przez zespół w tzw. okresie klasycznym (1980 – 1988) zalicza się w poczet najwybitniejszych osiągnięć w historii ciężkiego rocka. Iron Maiden wprowadzili do heavy metalu elementy znane z dokonań kultury wyższego rzędu (historiografia, kinematografia, literatura czy filozofia) oraz wzbogacili ten dość hermetyczny subgatunek rocka o szereg elementów progresywnych, epickich czy nawet lirycznych. Iron Maiden to bezspornie jeden z najsilniej inspirujących się filozofią, mitologią, historią, klasyką literatury oraz kinematografii zespołów w historii muzyki popularnej, inspirując w tym kontekście rzesze mniej lub bardziej utalentowanych naśladowców, zwłaszcza w obrębie gatunku. Ostatecznie to Brytyjczycy uczynili z heavy metalu sztukę, którą zaczęto docenić ze względu na walory artystyczne oparte na spuściźnie kultury wyższego rzędu. Zdaniem wybitnych specjalistów oraz uznanych na całym świecie dziennikarzy muzycznych, autorów licznych biografii i opracowań z dziedziny szeroko pojętego rocka, jak Joe Shooman, Neil Daniels, Geoff Barton, Martin Popoff, Malcolm Dome, Eddie Trunk, Mick Wall, Garry Bushell, Chris Welch, Masa Itoh czy Dom Lawson, Iron Maiden będąc pionierami swoich czasów wraz z innymi, klasycznymi formacjami brytyjskimi Black Sabbath, Judas Priest, Motorhead oraz wzorującymi się na szkole „NWOBHM”, amerykańskimi grupami Metallica i Slayer, w najszerszym wymiarze wpłynęli na zdefiniowanie i wieloletni rozwój zjawiska określanego terminem „heavy metal”. Działalność Iron Maiden, wpływ formacji na szeroko pojętą kulturę oraz jej twórczość, stały się przedmiotem wielu badań z zakresu socjologii, antropologii kulturowej, muzykologii oraz pokrewnych im subdyscyplin nauk humanistycznych i społecznych. Na kanwie rezultatów prowadzonych analiz powstały liczne opracowania oraz artykuły o charakterze popularnonaukowym lub stricte naukowym.
Według gremium dziennikarzy oraz artystów nominujących do „Rock and Roll Hall of Fame”, Iron Maiden w latach 80. XX wieku wydali siedem wysokooktanowych albumów studyjnych, które umocniły pozycję formacji jako jednego z największych zespołów rockowych świata, tworząc wzorzec tego, jak powinny wyglądać, brzmieć i organizować trasy koncertowe zespoły heavymetalowe. Dzięki mieszaninie punku, wczesnego metalu i rocka progresywnego z porywającym atakiem bliźniaczych gitar, sekcji rytmicznej i wokalu, mogli w każdej chwili wznieść się na wyżyny, aby zabrać publiczność w ekspresyjną, klimatyczną podróż. Każdy kolejny album wytyczał ścieżkę rozwoju dla muzyki metalowej i poszerzał granice gatunku, inspirując niezliczone rzesze wykonawców.
Według redakcji amerykańskiego magazynu Rolling Stone twórcy Iron Maiden wprowadzili do metalu nastrój optymizmu, nadziei, siły i romantycznego dramatyzmu w przeciwieństwie do właściwych twórców gatunku z połowy lat 70. (m.in. Black Sabbath, Cream i Judas Priest) preferujących mroczne klimaty. Po wydaniu debiutanckiego albumu w 1980 roku, Iron Maiden poszerzyli słownictwo heavy metalu i pośrednio, rocka o nowe formy wyrazu. Krytyk muzyczny Lester Bangs na łamach „The Rolling Stone Illustrated History of Rock & Roll” opisał metal jako (...) dźwiękowy odpowiednik tarana i dodał: Kiedy lata siedemdziesiąte dobiegały końca, wydawało się, że heavy metal już go osiągnął tym bardziej w erze punk rocka. Wspomniana książka ukazała się na początku 1980 roku, zatem jej autor nie miał jeszcze okazji usłyszeć muzyki Iron Maiden, którzy brzmieli nie tylko jak wspomniany taran, ale także (...) myśliwiec, tysiąc szarżujących koni i syrena przeciwlotnicza, a wszystko to działo się jednocześnie.
Jak przyznaje redakcja portalu metalinjection.com klasyczna twórczość Brytyjczyków jest kamieniem węgielnym współczesnego metalu. Lars Urlich, lider oraz współtwórca Metalliki wielokrotnie wypowiadał się odnośnie niebagatelnego wpływu Brytyjczyków na swój zespół oraz rozwój heavy metalu: Oni bardziej niż jakikolwiek inny zespół, przyczynili się do otwarcia drzwi dla heavy metalu w latach osiemdziesiątych… Nigdy się nie poddali i w rezultacie stali się wielką inspiracją dla zespołów, takich jak nasz… Byli zawsze o kilka kroków przed innymi, mieli lepsze okładki, show, marketing niż ktokolwiek inny. Zainspirowali Metallikę bardziej niż ktokolwiek inny. Wywarli ogromny wpływ na nasz zespół i metal w ogóle. Gitarzysta Metalliki, Kirk Hammett, przyznał, iż jego ulubioną ilustracją okładkową jest ta znana z debiutanckiego albumu brytyjskiej formacji, zaś zawarty na tej płycie utwór „Phantom of the Opera” wywarł największy wpływ na rozwój jego techniki gry. Zdaniem K. Hammetta charakterystyczne dla „Phantom of the Opera” elementy można zauważyć w brzmieniu Metalliki nawet obecnie. Pogląd ten potwierdza Charlie Benante, perkusista grupy Anthrax: Iron Maiden, któż ich nie zna? Zmienili oblicze nurtu Heavy Metal, wraz z „Eddiem”. Mam dla nich wiele szacunku, sprawili, iż każdy kolejny zespół metalowy chciał osiągnąć to, co oni. Maiden reprezentowali coś kompletnie innego, byli ogromnym wyzwaniem i inspiracją. To był kompletnie nowy styl Hard Rocka oraz Metalu, oparty na punkowym drive z progresywnym podejściem i harmoniami gitarowymi. Ustanowili nowe reguły gry. Często powtarzam: „Bez Maiden, nie ma BIG 4"! Były basista Metalliki, Jason Newsted, stwierdził iż dwie kapele miały ogromny wpływ na to, co osiągnęła Metallica. Według muzyka był to hardrockowy AC/DC i heavymetalowcy z Iron Maiden. Kerry King, gitarzysta, kompozytor i współzałożyciel grupy Slayer, wskazał na albumy Killers oraz The Number of the Beast jako jedne z najbardziej perfekcyjnych w gatunku, zaś brytyjską formację postrzegał jako jedno z największych źródeł inspiracji w swoich muzycznych poszukiwaniach.
Muzycy reprezentujący nurt thrash metal wielokrotnie podkreślają zasługi byłego perkusisty zespołu, Clive’a Burra, dla przedefiniowania brzmienia sekcji rytmicznej współczesnego metalu. Jak twierdzą Scott Ian i Mike Portnoy, nieżyjący już perkusista Iron Maiden zasługuje na szczególne uznanie za stworzenie wzorca roli perkusji we współczesnym heavy metalu. Blackie Lawless, lider amerykańskiej formacji W.A.S.P, stwierdził iż bardzo niewielu muzyków   historii gry na perkusji pozostawiło tak charakterystyczny ślad, jak Nicko McBrain, którego wszystkie nagrody, trofea i zasługi okazują się zbyt liczne, by je wymienić. Geddy Lee, kanadyjski muzyk oraz kompozytor, znany z wieloletniej działalności w grupie Rush, uznawał McBraina za jednego z najbardziej utalentowanych i prawdziwie ikonicznych perkusistów w historii rocka i heavy metalu.
Serj Tankian, lider oraz wokalista grupy System of a Down, uważa iż spektakl jaki Iron Maiden zaprezentowali podczas World Slavery Tour wywarł na nim ogromne wrażenie, porównywalne z przedstawieniem The Wall, grupy Pink Floyd. Od tego momentu amerykańsko - armeński artysta zainteresował się sceną metalową, zaś charakterystyczne galopady Iron Maiden wywarły znaczący wpływ na twórczość SOAD. Zdaniem muzyka cały rock znalazł się pod wpływem Brytyjczyków. Jerry Cantrell, współzałożyciel oraz gitarzysta grupy Alice in Chains, twierdzi iż jego fascynacja Iron Maiden wywarła znaczny wpływ na brzmienie amerykańskiej legendy grunge. Oprócz wpływu muzyki Brytyjczyków na niektóre kompozycje Alice in Chains, Cantrell przyznał, iż duet Smith/Murray stanowił dla niego wzorzec, który zamierzał implementować na gruncie swojego zespołu. Pierwsze trzy albumy studyjne Iron Maiden oraz styl gry poszczególnych gitarzystów, wywarły znaczący wpływ na ukształtowanie drogi muzycznej Stone'a Gossarda - współzałożyciela oraz gitarzysty grupy Pearl Jam.  
Według Keitha Wilforda, Iron Maiden byli jednym z pierwszych wykonawców rockowych, który w najszerszym stopniu zaczął wykorzystywać technologię oraz media interaktywne w celach promocyjnych, w czasach kiedy Internet dopiero zyskiwał na popularności. Grupa nie tylko jako jedna z pierwszych na szeroką skalę zaczęła wykorzystywać Internet (już w 1995 roku), lecz dzięki stworzeniu pierwszej w historii gry PC zintegrowanej z muzyką i wizerunkiem artysty muzycznego, stali się na tym polu pionierami, inspirując powstanie wszystkich tego typu projektów. Zakres wpływów grupy wykracza poza sferę stricte muzyczną i subkulturową. Pomysły zaimplementowane przez management, jak i kierownictwo sceny stały się inspiracją dla kolejnych wykonawców, reprezentujących szeroko pojętą muzykę rockową. Managerski tandem Smallwood/Taylor należy do najbardziej szanowanych i zasłużonych w branży muzycznej, stając się inspiracją dla przedsiębiorców pragnących rozwijać działalność rynkową „na własnych warunkach”.
Zespół od samego początku wypracował niezwykle charakterystyczny, oryginalny styl muzyczny w ramach prezentowanego gatunku. Zdaniem Geoffa Bartona muzyka zespołu stanowiła istotny pomost pomiędzy opartą na rhythm ‘n bluesie klasyczną szkołą heavy rocka przełomu lat 60. i 70. XX wieku a współcześnie rozumianym heavy metalem, charakteryzującym się sub-gatunkową dywersyfikacją oraz eklektyzmem stylistyczno-brzmieniowym. Gitarzysta grupy, Adrian Smith, tak wypowiedział się o jej stylu muzycznym: Ludzie mówią, iż Maiden to metal i przypuszczam, że mają rację, ale w naszej muzyce można się doszukać wielu innych inspiracji. Choćby takich, pochodzących z muzyki folk. Na swój sposób w naszym stylu znajdziesz dużo wpływów bluesa, szczególnie w solówkach, w skalach. Muzyka Maiden jest dość wyjątkowa. To miszmasz wielu różnych rzeczy. Znajdziesz nawet wpływy progresywne, jazzowe, muzyki klasycznej.
John Tucker (dziennikarz muzyczny) zauważył, iż: Maiden jako pierwszy zespół metalowy w historii połączył w sobie kilka skrajności – punkowego wokalistę, metalową kapelę i progresywne podejście do struktury kompozycji, (…)potem rozwijały to takie kapele, jak choćby Metallica i cały nurt thrash metalu. Według byłego redaktora niemieckiego magazynu „Rock Hard”, Götza Kühnemunda, Iron Maiden był (i jest) inspiracją dla wszystkich heavymetalowych zespołów, które dzisiaj znamy, ponieważ jest to grupa rdzennie heavymetalowa. Jest on równie ważny dla tych, którzy grają power metal, speed, thrash, death, black, hard rock – wszystko. Maiden wziął hard rocka z lat 70., wprowadził go w lata 80. i stworzył nowy gatunek, który wcześniej nie istniał. To Maiden wprowadził podejście „zrób to sam” (DIY) do całej muzyki rockowej. To Iron Maiden spopularyzował w metalu harmonie gitarowe. Wiele istniejących obecnie zespołów metalowych ma dwóch gitarzystów, którzy używają podwójnych harmonii gitarowych i w tym zakresie inspirują się Iron Maiden.
Jörg Pistorius, niemiecki dziennikarz muzyczny, twierdził iż: Żaden pojedynczy zespół nie może twierdzić, że stworzył lub wymyślił heavy metal. Jest jednak taki, który go ukształtował i był w dużej mierze odpowiedzialny za uczynienie go rozpoznawalnym na całym świecie stylem i segmentem rynku o dużym potencjale sprzedażowym. (…) Iron Maiden grało szybkie gitarowe figury skrzące się energią, połączone z harmonijnymi melodiami i refrenami, które można było natychmiast zaśpiewać. Żaden zespół nie ukształtował heavy metalu tak bardzo jak Iron Maiden.
Ian Christe na łamach opracowania „Sound of the Beast” twierdził, iż Iron Maiden są odpowiedzialni za dalszy rozwój gatunku, realizowany pod egidą „Nowej Fali Brytyjskiego Heavy Metalu”. Jak twierdził (…) za największy rozwój gatunku metal odpowiada Iron Maiden, razem z Judas Priest. Podczas gdy AC/DC oraz Black Sabbath pozostały pierwotne, mroczne, to właśnie Iron Maiden oraz Judas Priest przekształcili bliźniacze harmonie gitarowe, tworząc zupełnie nową jakość. Martin Popoff, kanadyjski dziennikarz, zawodowy krytyk muzyczny, autor licznych publikacji dotyczących cięższych odmian rocka, zauważył iż żaden inny zespół reprezentujacy NWOBHM nie wybił się na taką skalę jak formacja Harrisa. Według słów Popoffa (...) Saxon odpadł z peletonu, Motorhead pozostaje zespołem kultowym, Def leppard zupełnie zmienili swój styl, tylko Iron Maiden pozostali na wznoszącej fali. Odnosząc się do pozycji zespołu na muzycznej mapie 2025 r., stwierdził iż o ile Metallica jest największym metalowym zespołem wszech-czasów, ze względu na ogromną produkcję koncertową, innowacyjność promocji i zasięgi, to Iron Maiden ze swoją spuścizną - mogą być uznani za Numer Dwa w historii gatunku.
Michael „Away” Langevin, muzyk prog-metalowej formacji Voivod, twierdzi iż debiutancki album Iron Maiden okazał się wyznacznikiem nowego podejścia do heavy metalu, łącząc ze sobą elementy punk rocka, klasycznego hard rocka i rocka progresywnego, brytyjskiego metalu oraz undergroundowej estetyki, najlepiej wyrażonej przez komiksową szatę graficzną i surowe brzmienie płyty. Była to muzyka nowej generacji, wyznaczająca dalszą drogę dla heavy metalu w tym thrash metalu, w końcu metalu progresywnego. Max Cavalera oraz Andreas Kisser z brazylijskiej grupy Sepultura wskazują na formację Steve’a Harrisa, jako tę która wprowadziła ich w świat heavy metalu oraz zainspirowała do nauki języka angielskiego. Richie Faulkner, gitarzysta Judas Priest, znany również ze współpracy z Lauren Harris – córką lidera Iron Maiden, przyznał iż Steve Harris wywarł na niego znaczący wpływ jeśli chodzi o prezencję sceniczną, podejście do roli koncertów i etykę pracy zawodowej muzyka. Joey Tempest, wokalista szwedzkiej formacji Europe, twierdzi iż Iron Maiden stanowili dla niego i jego kolegów z zespołu istotną inspirację na wczesnym etapie kariery. Według Tempesta: Iron Maiden mieli te melodie i pewną postawę, która nam imponowała. Połączenie heavy metalu z art rockiem i galopującą sekcją rytmiczną, co słychać w naszym hicie "The Final Countdown".
Matt Bellamy, lider brytyjskiej formacji Muse przyznje, iż on i jego koledzy zawsze podziwiali formację Steve’a Harrisa: Iron Maiden był zespołem brytyjskim i nieco punkowym. „Phantom Of The Opera” nie jest tak napuszony i przesadnie klasyczny jak inne metalowe utwory. Jest w nim coś wściekłego i przerażającego. Dlatego zawsze podziwialiśmy Iron Maiden. Zaczerpnęliśmy od nich skalę molową i progresywne podejście do aranży, choć nie brzmimy jak oni i funkcjonujemy w innym gatunku. Bardzo ich szanujemy jako muzyków, szczególnie Steve’a Harrisa, który jest jednym z najlepszych żyjących basistów.
Rosana Milho, znana z występów w japońskiej formacji Lovebites, w następujących sposób opisała rolę debiutanckiego albumu Iron Maiden oraz samej formacji w kształtowaniu muzyki heavymetalowej: Debiutancki album Iron Maiden jest najważniejszym albumem metalowym ostatnich 50-ciu lat. Jest on tak istotny ze względu na swoje bezprecedensowe brzmienie stanowiące fuzję rocka progresywnego, hard rocka oraz punkowej energii. Te album jest kamieniem węgielnym nowego metalu. Muzyka na nim zawarta jest wciąż oryginalna i świeża, to w każdym aspekcie ikoniczny album. Można usłyszeć wpływy Iron Maiden w twórczości rzeszy wykonawców, którzy nastali po nich, jak i w muzyce zupełnie nowych grup na scenie muzycznej. Nie ma przesady w twierdzeniu, iż bez Iron Maiden współczesny metal byłby czymś kompletnie odmiennym.
Rafael Bittencourt, gitarzysta brazylijskiej formacji Angra, postrzega Iron Maiden jako zespół, który ostatecznie zdefiniował power metal jako odrębny podgatunek ciężkiej muzyki. Światowej sławy piosenkarka pop Lady Gaga stwierdziła, iż podziwia to, co Iron Maiden osiągnęli w swojej karierze i zamierza podążać ich ścieżką: Oddanie fanów poruszających się rytmicznie, wymachujących pięściami, oglądających show, kiedy to widzę, widzę paradygmat dla mojej przyszłości i relacji, którą chcę mieć z moimi fanami. Iron Maiden nigdy nie mieli radiowego przeboju a objeżdżają stadiony na całym świecie, a ich fani żyją, oddychają i umierają dla Maiden, i to jest moje marzenie. Nie chcę być nową Madonną, chcę być nowym Iron Maiden. Miley Cyrus przyznała, iż zespół Steve’a Harrisa należy do jej faworytów zaś muzyka zespołu wywarła znaczący wpływ na ukształtowanie jej gustu muzycznego.
K.K. Downing (były gitarzysta i współtwórca formacji Judas Priest) wyznał: Chociaż ich muzyka (Iron Maiden) nie do końca odpowiada mojemu specyficznemu gustowi, nie mogę zaprzeczyć temu, że wywarli nią wielki wpływ na heavy metal i ogólnie muzykę. Jako Brytyjczyk jestem zaś strasznie dumny z tego, co im udało się przez te wszystkie lata osiągnąć i w jaki sposób wypełnili odrębną niszę, którą sami sobie stworzyli. Poza tym zawsze podziwiałem ich za to, że zdołali osiągnąć tak wielki komercyjny sukces za pomocą samej działalności marketingowej. Zdecydowanie nas przewyższyli!
Gene Simmons oraz Paul Stanley, liderzy amerykańskiej formacji KISS słynący z chłodnego stosunku do twórczości innych artystów, wielokrotnie wskazywali na Iron Maiden jako jedną z najważniejszych grup w historii, twierdząc iż od wielu lat nie ma w muzyce rockowej zjawisk na tę miarę. Paul Stanley uznał za przejaw kompletnego obłędu fakt wieloletniego ignorowania zespołu przez komitet Rock and Roll Hall of Fame, tym bardziej iż to właśnie Iron Maiden pomogli w pełni narodzić się nowemu gatunkowi muzyki. Johnny Cash, amerykański muzyk country, piosenkarz i aktor, wielokrotnie wyrażał swój szacunek dla wykonawców heavy metal, w szczególności dla Iron Maiden oraz Metalliki.
Według amerykańskiego wirtuoza gitary, Chrisa Impellitteri, Iron Maiden wywarli wpływ na praktycznie każdy zespół heavymetalowy zarówno swoją muzyką, marką oraz talentem kompozytorskim. Nie wiele zespołów ma wokalistów takich jak Bruce Dickinson, którzy z łatwością mogliby konkurować z niektórymi z największych tenorów w historii, jak Luciano Pavarotti i Andrea Bocelli. Kompozycje Harrisa, bliźniacze gitary Murraya i Smitha oraz perkusja Burra i McBraina, odegrały kluczową rolę w stworzeniu wielu muzycznych arcydzieł i odcisnęły trwały ślad na ciężkiej muzyce, która powstawała po 1980 roku. Nie można zapomnieć również o wkładzie Paula Di’Anno, nawet menadżer Rod Smallwood stał się legendą w branży muzycznej.
W opinii Tobiasa Forge, lidera szwedzkiej formacji Ghost, Iron Maiden wywarli ogromny wpływ na kierowaną przez niego grupę oraz muzykę metalową jako taką. Wpływ ten jest zauważalny na różnych płaszczyznach: muzycznej, estetycznej, tematycznej, wizerunkowej oraz charakterystycznej oprawy koncertów. Według Forge na szczególne wyróżnienie zasługuje kwestia etyki pracy wcielonej w życie przez muzyków brytyjskiej formacji. Artysta zwrócił uwagę, iż wiele kompozycji grupy napisanych zostało w tonacji durowej, co nie jest typowe dla heavy metalu. Joe Parrish, gitarzysta grupy Jethro Tull, powołuje się na Iron Maiden jako trwałą inspirację, dzięki której poznał świat ciężkiej muzyki. Fascynacja ta wywarła trwałe piętno na jego stylu gry i wpłynęła na ukształtowanie gustu muzycznego. 
Sammy Urwin z grupy Employed to Serve stwierdził: (…) ich wpływ jest absolutnie ogromny, Maiden są zabawni. To oni wydają się wyróżniać dla ludzi, zwłaszcza na scenie hardcore. Tutaj każdy interesuje się Sabbatami i Priest, ale to właśnie Maiden może być Marmite pośród tych trzech. Niewątpliwie bardzo wpłynęli na cały metalcore. Wszyscy z Prayer For Cleansing, Unearth i Darkest Hour – wpływ płyt takich jak The Number Of The Beast na tego typu zespoły jest niezaprzeczalny . Mikael Åkerfeldt, lider oraz wokalista i gitarzysta szwedzkiej, progresywno-metalowej formacji Opeth, stwierdził iż trudno podważyć ogrom wpływu pierwszych dwóch płyt zespołu nagranych z Paulem Di'Anno, na dalszy rozwój muzyki metalowej. Zdaniem szwedzkiego muzyka, album Killers jest prawdopodobnie najlepszą, heavymetalową płytą "pierwszego kontaktu" w historii. 
Christian Jost aka Falk Maria Schlegel z niemieckiej formacji Powerwolf wyznał, iż: Piece of Mind łączy wszystko to z czym heavy metal jest kojarzony i co mnie samego fascynuje w tym stylu, czyli pewna ponurość, zdrowa dawka melancholii wzbogacona o pokłady mocy i energii. Mr. Steve Harris i jego Iron Maiden stali za moją decyzją o utworzeniu zespołu heavymetalowego. Chris Shiflett znany z występów w grupie Foo Fighters wyznaje, iż w okresie dorastania Iron Maiden byli dla niego „BOGAMI” i dzięki nim zaczął interesować się ciężką muzyką. Dee Snider, lider amerykańskiej formacji Twisted Sister, przyznał iż charakterystyczny "galopujący" styl Iron Maiden, znany z utworu "Run to the Hills", zainspirował jeden z największych przebojów Amerykanów - "I Wanna Rock" z 1984 roku. Snider zwrócił uwagę na unikalność gry sekcji rytmicznej Harris/Burr, której synchroniczna praca i charakterystyczne brzmienie zainspirowało literalnie tysiące artystów zwłaszcza reprezentujacych pokolenie thrash metalu.   
Tracii Guns, współzałożyciel Guns N’ Roses oraz lider formacji L.A. Guns uznał album Killers za jedno z wydawnictw, które kompletnie zmieniło jego życie. Muzyk określił propozycję Iron Maiden jako hybrydę hard rocka w stylu Thin Lizzy z punkową zaciętością, energią i wysoko oktanowym heavy metalem, co stanowiło nową jakość w momencie publikacji. Duff McKagan, basista Guns N’ Roses wskazał na album The Number of the Beast jako ten, który stanowi kwintesencję terminu „metal” w muzyce rockowej, jako taki odegrał on znaczącą rolę w ukształtowaniu gustu muzycznego basisty.
Neil Daniels przypomina, iż oprócz implementowania do metalu elementów progresywnych oraz epickich na szeroką skalę, jednym z najwymowniejszych przykładów wpływu stylu kompozytorskiego Iron Maiden na heavy metal, jest instrumentalna miniatura „The Ides of March” (skomponowana w latach 1978/79), która rozpoczyna drugi album studyjny grupy zatytułowany Killers (1981). Była ona pierwszą tego typu kompozycją w historii gatunku, opartą na perkusyjnym, marszowym staccato i efektownych, dynamicznych pojedynkach partii gitarowych, stając się wzorcem dla heavymetalowych introdukcji otwierających albumy innych artystów, bądź stanowiących wstęp do właściwego utworu muzycznego. Daniels twierdzi rówmież, iż (…) wpływ Iron Maiden na kolejne generacje grup reprezentujących rock oraz metal jest nie do przecenienia. Gdyby tylko ograniczyć się do skromnego spektrum, Maiden wywarli ogromny wpływ na grupy: Metallica, Slayer, Megadeth, Anthrax, Annihilator oraz młodsze pokolenie, jak Slipknot, Korn, Fozzy, Avenged Sevenfold, In Flames czy Trivium. Tylko ta skromna lista dowodzi trwałości spuścizny formacji.
Brian Slagel, właściciel wytwórni Metal Blade Records, stwierdził: The Number Of The Beast Maidenów jest do dziś idealnym wzorcem albumu metalowego. Wszystko jest perfekcyjne. Dźwięk jest doskonały, piosenki są doskonałe, teksty są doskonałe. To najlepszy album heavy metal, bowiem jest kompletny. Po czterdziestu latach wpływ The Number Of The Beast można usłyszeć w szerokiej gamie współczesnej ciężkiej muzyki i zdecydowanie szybciej mogę wymienić wybitnych muzyków metalowych, którzy nie przytaczają tej płyty jako inspiracji, niż tych których ona zainspirowała. Dla mnie przypadło to na okres kiedy naprawdę mocno zagłębiałem się w całą metalową scenę. Założyłem swoją wytwórnię płytową i był to punkt zwrotny, który zdecydował o tym, co będę robił przez resztę życia! Maiden zmotywowało mnie do zrobienia wszystkiego, co w mojej mocy, aby inni ludzie usłyszeli tę niesamowitą muzykę. To było doświadczenie zmieniające życie .
Według Stjepana Jurasa album Powerslave (1984) ostateczne przypieczętował status formacji jako największego zespołu heavymetalowego wszech czasów. W historii rocka byli już artyści, którzy sprzedawali więcej płyt i zapełniali większe obiekty, jednak Iron Maiden dokonali czegoś o wiele wartościowszego. Liczne odniesienia do klasycznej literatury, kinematografii i szeroko pojętej kultury sprawiły, iż dla milionów odbiorców twórczość grupy spełniała rolę edukacyjną znacznie rozszerzając ich społeczną i emocjonalną inteligencję, kształtując wyobraźnię, inspirując do dalszych poszukiwań i rozwoju, zwłaszcza wówczas kiedy zawodziła tradycyjna formuła programowej edukacji szkolnej. Jako grupa heavymetalowa byli w tym kontekście absolutnymi pionierami, nie tylko inspirując rzesze następców, lecz przyczyniając się do zrewidowania poglądu na wartość i rolę muzyki metalowej w ujęciu globalnym.
Bob McParland, Profesor Języka Angielskiego i Nauk Humanistycznych na Felician College w New Jersey, podjął się kompleksowej analizy utworu „Rime of the Ancient Mariner”. Podsumowując rozważania zawarte na osobistym blogu znawcy literatury angielskiej, warto odnotować, iż zamykająca album Powerslave epicka interpretacja dzieła Taylora Colleridga, stanowi absolutne tour de force Brytyjczyków, zmieniając oblicze gatunku. Muzycy przenieśli klasyczny heavy metal o dość zachowawczej, ‘mechanicznej’ formule na kompletnie inny poziom, pozwalający uznać ten rodzaj ekspresji za pełnowymiarową sztukę. Umiejętność konstruowania narracji, reinterpretacji klasycznego dokonania angielskiej literatury romantycznej, operowania klimatem oraz poziom skorelowania warstwy muzycznej z tekstem, budzi w tym wypadku najwyższe uznanie. Zarówno pod względem aranżacyjnym, kompozycyjnym, jak i zdolności do okiełzania chaosu oraz operowania dramaturgią, znajdujemy tutaj paralele z III Symfonią (Eroica) Ludwiga van Beethovena. Kompozytor operowy Lee Bradshaw jako jedną ze swoich inspiracji wymienia twórczość grupy Iron Maiden. Artysta podkreśla wielowymiarowość twórczości grupy i ewidentne nawiązania do muzyki progresywnej oraz klasycznej.
Gary Holt, jeden z najbardziej utalentowanych gitarzystów metalowych, wyznał iż kontakt z twórczością Iron Maiden stanowił zmianę reguł gry w jego edukacji muzycznej, zaś Steve Harris dla pokoleń metalowych basistów był i wciąż jest absolutnym wzorcem. Charakterystyczne patenty stosowane przez angielskiego basistę udowodniły, iż w gatunku heavy metal gitara basowa może spełniać nie mniej ważną rolę niż gitara prowadząca, co sprawiło iż Harris stał się jedną z pierwszych ikon w historii gatunku. Wraz z perkusistą Nicko McBrainem, basista stworzył niepowtarzalnie brzmiącą sekcję rytmiczną, której praca opiera się na precyzyjnej kooperacji, inspirując rzesze naśladowców do dalszego rozwoju warsztatu muzycznego. Unikatowy styl gry basisty w zestawieniu z brzmieniem innych muzyków, był często nazywany „atakiem prawej dłoni Harrisa vs. reszta świata”. Jubileusz 35–lecia premiery ikonicznego albumu Seventh Son of a Seventh Son okazał się impulsem do powołania projektu „The Legacy – A Tribute To Iron Maiden”, za którego powstanie odpowiadali muzycy grup CETI oraz Wolf Spider. Album wywarł znaczący wpływ na rozwój heavy metalu, zwłaszcza jego klimatycznej czy też atmosferycznej wersji, reprezentowanej przez kolejne pokolenia twórców.
Według brytyjskiego dziennikarza muzycznego Garryego Bushella, zaledwie kilka zespołów w historii muzyki heavymetalowej może poszczycić się tak znaczącym i trwałym wpływem na rozwój gatunku, jak Iron Maiden. Niewielu również może pochwalić się faktem przewodnictwa nowemu nurtowi i podgatunkowi muzycznemu. Iron Maiden jako pierwsi spośród przedstawicieli nowej fali ciężkiej muzyki przełomu lat '70 i '80 XX wieku, popchnęli bezkompromisowy heavy metal w kierunku ogólnoświatowego fenomenu wywierając istotny wpływ także na szereg innych wykonawców (m.in. Metallikę). Scott Penfold, dziennikarz radiowy i krytyk muzyczny, stwierdził iż wpływ [Iron Maiden] na cały gatunek jest nieoceniony, nie tylko zainspirowali kolejne pokolenia zespołów metalowych, ale także zrewolucjonizowali występy na żywo dzięki swoim wyszukanym produkcjom scenicznym, co jeszcze bardziej ugruntowało ich status pionierów heavy metalu.
Steve Harris uważany jest za jednego z najbardziej wpływowych muzyków i kompozytorów w historii ciężkiego rocka. Jest także autorem lwiej części repertuaru Iron Maiden oraz twórcą archetypowego wzorca kompozycji we współczesnym metalu. Oprócz pisania riffów, melodii wokalnych i tekstów do większości piosenek, zajmował się także produkcją i montażem audio – wizualnym. Stworzone przez niego riffy należą do jednych z najbardziej niezapomnianych w historii, czego dowodem są kompozycje takie jak: „The Trooper”, „The Number of the Beast”, „Phantom of the Opera”, „Run to the Hills” czy „Hallowed Be Thy Name”. Twórcę Iron Maiden wielokrotnie tytułowano najlepszym i najbardziej wpływowym basistą metalowym wszech czasów. Jest on również pomysłodawcą niezwykle ekspresyjnych, „galopujących” pochodów basowych. Jego styl kompozytorski został oparty na triolach złożonych z szesnastek oraz ósemek, tworzących intensywne podkłady rytmiczne pod podwójny (następnie potrójny) atak gitarowy. Steve Harris to jeden z nielicznych basistów potrafiących grać niezwykle szybko oraz „gęsto” – wyłącznie palcami! Umiejętność ta stała się ewenementem w kontekście całej sceny heavymetalowej. Według redakcji „Ultimate Classic Rock”: z technicznego punktu widzenia niesamowicie imponujące było uzyskanie tak dużej prędkości i dynamiki brzmienia, bez użycia standardowej kostki do gry. Lider Iron Maiden zainspirował rzesze przyszłych muzyków, w tym tak wybitnych basistów, jak: Cliff Burton, Jason Newsted, Frankie Bello czy Robert Trujillo. Były gitarzysta basowy grupy Whitesnake, Michael Devin, podkreśla unikatowość stylu gry Harrisa  na instrumencie. Jak twierdzi technika prawej dłoni Brytyjczyka stanowiła dla niego tajemnicę, zaś sposób w jaki uzyskiwał charakterystyczny efekt dźwiękowy jest niepodrabialny i jedyny w swoim rodzaju. Devin zauważył, iż w wielu aspektach podejście Harris przypomina techniki stosowane w szkole jazzowej, co czyni z jego gry prawdziwy unikat w całym gatunku.
Sukcesy komercyjne Brytyjczyków znacząco motywowały twórczo literalnie tysiące wykonawców na całym świecie. Zaznacza się, iż wpływ grupy na kształtowanie się gatunku oraz ekstrapolowanie metalowego, kontrowersyjnego wizerunku, a przede wszystkim bezkompromisowej twórczości do świadomości powszechnego odbiorcy, jest obecnie trudny do przecenienia. Począwszy od 1980 roku twórczość oraz estetyka wizualna Iron Maiden, stanowiły żywotną, niezwykle trwałą inspirację, na kanwie której dokonywała się inicjacja w świat heavy metalu, zarówno milionów słuchaczy, jak i muzyków tworzących kolejne zespoły. W nawiązaniu do zasług w kształtowaniu oblicza gatunku, zespół często określany jest mianem Ojców Chrzestnych Brytyjskiego Heavy Metalu oraz The Rolling Stones Metalu, w odróżnieniu od grupy Black Sabbath, która powszechnie uznawana jest za „Ojców Metalu”.

### Iron Maiden vs. RNRHoF
Muzycy wielokrotnie dali się poznać jako przeciwnicy establishmentu i autsajderów przemysłu muzycznego – zwłaszcza w kontekście wpływu przedstawicieli opiniotwórczych instytucji show-biznesu na kwestię wolności wypowiedzi i niezależności artystycznej. Postawę grupy wobec korporacyjnego lobby przemysłu muzycznego obrazuje wypowiedź Bruce’a Dickinsona, w której nazwał on decydentów „Rock and Roll Hall of Fame”: Bandą pieprzonych, świętoszkowatych Amerykanów, którzy nie wiedzieli co to rock, dopokąd ten nie uderzył ich prosto w twarz. Na potwierdzenie tych słów zespół nie wyraził zainteresowania zarówno nominacją, jak i rezultatami głosowania fanów, którzy domagali się przyjęcia Iron Maiden do „RNRHOF”. W kwietniu 2025 roku management grupy wystosował list otwarty do muzeum w Cleveland, w którym poprosił by nigdy więcej formacji nie nominowano do uczestnictwa w bzdurach i siedlisku korupcji. Był to pierwszy taki przypadek w historii, kiedy artyści z własnej woli zrezygnowali z prestiżowego wyróżnienia, na rzecz obrony własnej niezależności. Nie inaczej rzecz się miała z kwestią uczestnictwa muzyków w ceremoniach rozdania statuetek nagrody Grammy. Grupa poprzez bojkot tzw. popkulturowych imprez branżowych, wielokrotnie wyrażała swą dezaprobatę względem świata celebrytów, eksponując własną niezależność i niechęć wobec medialnie sterowanej, sztucznie kreowanej popularności.

## Wizerunek oraz teksty utworów

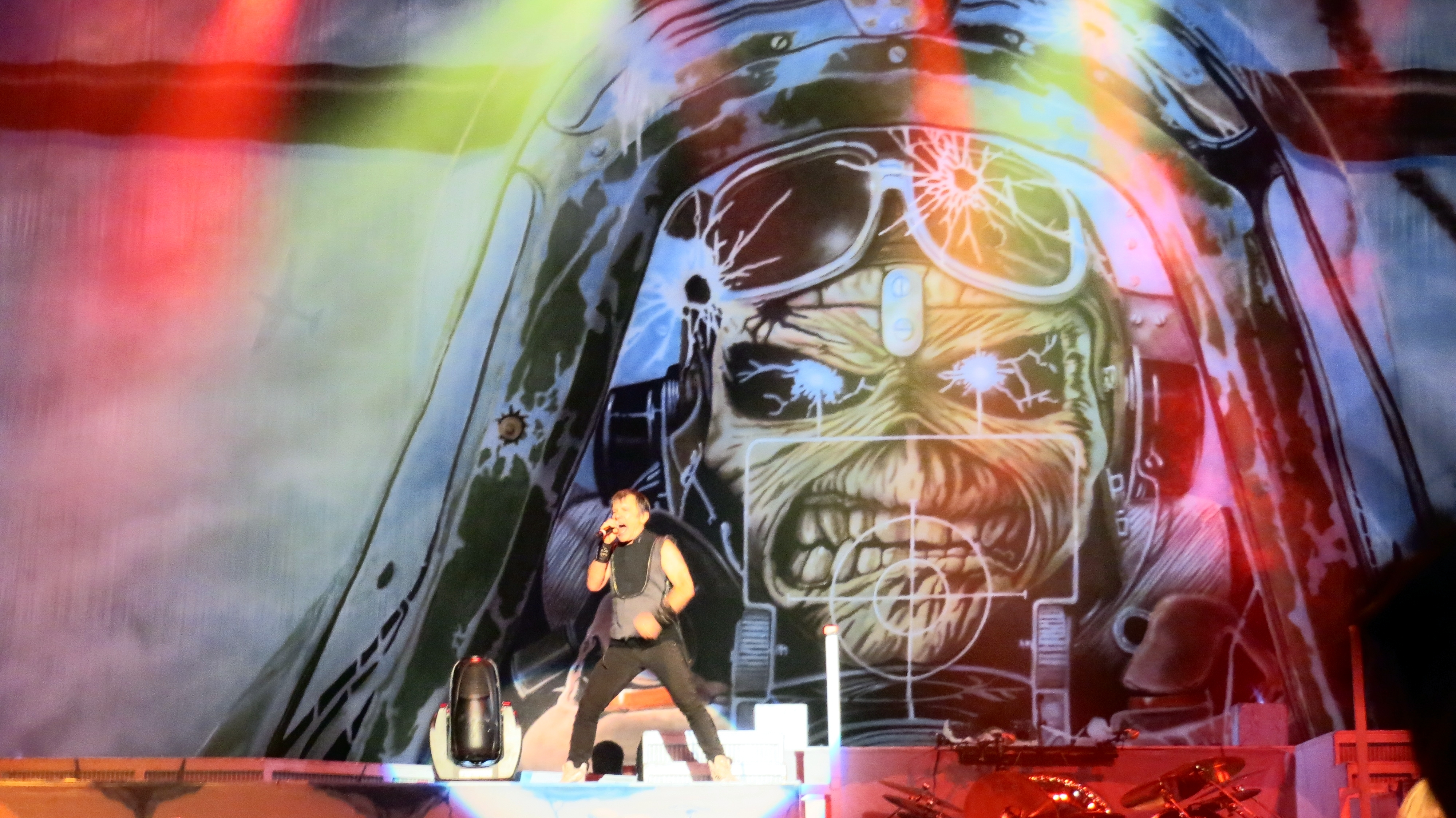
Eddie – integralna część wizerunku formacji

Wizerunek Iron Maiden od początku był oparty na motywie postaci upiornej maskotki o imieniu Eddie, która pojawiała się na gadżetach związanych z formacją oraz podczas widowiskowych koncertów, zmieniając swój wygląd w zależności od promowanego materiału oraz przybierając monstrualne wymiary. Ten swego czasu nowatorski i wpływowy wizerunek od początku wzbudzał kontrowersje, doprowadzając do oskarżeń zespołu o propagowanie satanizmu oraz wpisując muzyków w grono artystów propagujących kulturę kiczu w biznesie muzycznym. Jak przypomina ekspert od heavy metalu – Martin Popoff: (…) od Eddiego na całym świecie rozpoczęła się era metalowych ilustracji, cały ten estetyczny kanon kojarzony z metalem. Grupa jako pierwsza w historii stworzyła najsłynniejszą w branży muzycznej maskotkę, będącą nie tylko integralną częścią wszelkich przedsięwzięć sygnowanych logo IM, lecz stając się swego rodzaju alter ego formacji, ‘ożywającym’ podczas koncertów, w przestrzeni wirtualnej gier, filmów, realizowanych teledysków, stanowiąc integralny element teatralnego aspektu koncertów, w końcu przenikając do świadomości słuchaczy. Jak przypomina kanadyjski dziennikarz, grupy heavy rocka lat '70-tych wyglądały jak The Eagles, nawet okładki płyt nie łączył jakiś jednorodny koncept. Iron Maiden byli pierwszym w historii zespołem z naprawdę heavymetalowymi okładkami płyt, cały image był konsekwentny i jednorodny, idealnie korespondując z etosem NWOBHM, natychmiast wyróżniając się spośród innych ilustracji. Oferta merchandisowa stworzona na tej kanwie należy do największych i najlepiej sprzedających się na świecie, będąc swoistą odpowiedzią na dokonania formacji KISS. Kod wizualny zaimplementowany przez Brytyjczyków do szeroko pojętej kontrkultury metalu oraz rocka był przedmiotem wielu opracowań z zakresu marketingu w muzyce popularnej oraz antropologii kultury współczesnej. Jednym z przykładów jest opracowanie naukowe autorstwa Alvaro Tamarindo (TCC da Universidade Federal Fluminense) zatytułowane „A Face da besta: Um estudo sobre a Comunicação Visual do Iron Maiden” („Oblicze Bestii: Studium komunikacji wizualnej grupy Iron Maiden”) to monografia naukowa, dotycząca wielopłaszczyznowej analizy kodu wizualnego grupy Iron Maiden oraz jego wpływu na estetykę rocka i heavy metalu oraz współczesnej kultury popularnej.
Rynkowy wizerunek grupy od lat egzystuje w oderwaniu od twórczości muzycznej zespołu, wraz z postacią Eddiego stanowiąc autonomiczną markę, znak rozpoznawczy, który nie koniecznie musi być kojarzony z konkretnym przedsięwzięciem artystycznym. Wielu krytyków podnosi problem pauperyzacji oraz infantylizacji medialnego przekazu formacji, będącego skutkiem ubocznym dominacji w świecie kultury masowej wizerunku, często przerysowanego oraz naznaczonego konwencją odczytywanego literalnie kiczu. Okładki wydawnictw zespołu z lat 80. XX wieku przemycały kontekst socjo-kulturowy charakteryzujący ówczesną estetykę, współtworząc jej kanon. Chuck D, założyciel kultowej grupy rapowej Public Enemy, przyznaje: Cały pomysł na album koncepcyjny Public Enemy zaczął się od naszego zdumienia, iż grupy takie jak Iron Maiden potrafiły zamieścić szereg komunikatów i szczegółów na okładkach swoich albumów.
Według Enrique Camposa, stylisty, mangera kreatywnego i eksperta w dziedzinie mody: T-shirty z podobizną Eddiego można zobaczyć wszędzie i na wszystkich ludziach, nawet tych, którzy nigdy nie słyszeli muzyki zespołu. Rock kojarzy się z byciem złym, z życiem na uboczu. Koncepcje, do których część społeczeństwa lubi się przyłączać od czasu do czasu, dlatego widzisz eleganckie dziewczyny z dystryktu Salamanki noszące ich koszulki.
Eddie został oficjalnym patronem brazylijskiego klubu piłkarskiego Forca Jovem Vasco. Według redakcji magazynu Kerrang!, w świecie medialnym słynna maskotka jest bardziej rozpoznawalną postacią, niż jakikolwiek muzyk udzielający się w zespole metalowym. Jej autor, Derek Riggs, nie tylko stworzył najbardziej kultowe okładki w historii gatunku, lecz zapoczątkował ideę zespołów heavymetalowych posiadających maskotki wraz z towarzyszącą im, charakterystyczną oprawą wizualną. Szczegółowe i jednocześnie mroczne panoramy miast oraz scen batalistycznych autorstwa Riggsa, znacznie przyczyniły się do dalszego rozwoju estetyki wizualnej skrajnych podgatunków rocka, optymalnie korespondując z ich klimatem, przekazem oraz charakterystycznym, przesterowanym brzmieniem. Rzeźba przedstawiająca Eddiego w wersji znanej z okładki singla „The Trooper” jest częścią stałej instalacji „Sali Sławy” największego festiwalu metalowego na świecie Wacken Open Air. Maskotka grupy jest częścią ekspozycji Rock Legends Wax Museum zlokalizowanym w kanadyjskim Ontario.
Teksty utworów formacji wymykają się jednoznacznej systematyzacji. Zazwyczaj nawiązują one do postaci i wydarzeń historycznych (np. „Aces High”, „Paschendale”, „Montségur”, „The Trooper”, „Alexander The Great”, „The Longest Day”, „Invasion”, „Brighter Than a 1000 Suns”, „Empire of the Clouds”, „Death or Glory”), mitologii („Flight of Icarus”, „Powerslave”, „If Eternity Should Fail”), czy też korzystają z motywów zaczerpniętych z klasyki literackiej („Brave New World”, „Sign of the Cross”, „Murders in the Rue Morgue”, „To Tame a Land”, „Sun And Steel”, „Phantom of the Opera”, „Rime of the Ancient Mariner”, „Moonchild”, „Seventh Son of a Seventh Son”) oraz filmów („Where Eagles Dare”, „Children of the Damned”, „Tailgunner”, „Clansman”, „Edge of Darkness”, „The Number of the Beast”). Problemów społecznych i obyczajowych („Charlotte the Harlot”, „22 Acacia Avenue”, „Gangland”, „Public Enema Nr. 1”, „Wasting Love”) czy filozoficzno-egzystencjalnych („The Evil That Men Do”, „Hallowed Be Thy Name”, „Total Eclipse”, „Prodigal Son”, „Revelations”, „Dance of Death”, „Journey Man”, „The Legacy”, „For the Greater Good of God”, „The Book of Souls”). Tematyka twórczości Iron Maiden jest zatem niezwykle zróżnicowana. Autorami tekstów byli zazwyczaj Steve Harris, Adrian Smith i Bruce Dickinson; sporadycznie Blaze Bayley i Paul Di’Anno, zaś pozostali członkowie udzielali się w tym zakresie bardzo rzadko albo wcale.
Grupa poruszała także tematy trudne i kontrowersyjne, czego przykładem może być tekst jednego z największych przebojów „Run to the Hills”, dotyczący tragicznego losu Indian, zgotowanego im przez białych przybyszów z Europy. Waubgeshig Rice, uznany autor, były nadawca i miłośnik muzyki, stworzył własną teorię na temat tego, dlaczego utwór Iron Maiden zatytułowany „Run to the Hills” pozostaje tak ważny dla rdzennych Amerykanów, podczas kiedy wiele innych, jak „Indian Outlaw” Tima McGrawa, wypadło już dawno z obiegu. Według Rice’a utwór Maiden: Pojawił się na początku lat 80., w czasie, gdy mało kto w mainstreamowej kulturze popularnej wypowiadał się w obronie rdzennych mieszkańców, zwłaszcza Indian. Zatem mamy tutaj największy zespół heavymetalowy na świecie z kraju kolonizującego, który opisał trudną sytuację rdzennych mieszkańców za sprawą power metalowej piosenki… Zatem posiadanie tak potężnej piosenki, napisanej i wykonanej w naszym imieniu przez ludzi z zewnątrz, mimo że oni wszyscy są przecież białymi Anglikami – było i nadal jest ogromną sprawą i przejawem nie lada odwagi z ich strony.
Iron Maiden uważane jest za jeden z tych zespołów w całej historii muzyki popularnej, który w najszerszym wymiarze inspirował się filozofią, mitologią, historią, klasyką światowej literatury oraz kinematografii. Tematyka utworów była oparta na literackich dokonaniach takich twórców jak Edgar Allan Poe, Aleister Crowley, Frank Herbert, Marek Aureliusz, Owidiusz, Edward L. Beach Jr., Richard C. Rivaz, Platon, Homer, Nostradamus, Jan Ewangelista, Miyamoto Musashi, Robert Burns, John Keats, Dante Alighieri, Andrew Marvell, Robert A. Heinlein, J.R.R.Tolkien, John Milton, Michael Moorcock, Gilbert Keith Chesterton, Orson Scott Card, Gaston Leroux, Samuel Taylor Coleridge, sir Arthur Conan Doyle, Samuel Beckett, Mark Twain, Wolfgang Goethe, Joseph Conrad, Lord Alfred Tennyson, William Shakespare, Arkady Fiedler, Marcel Proust, James Jones, James Joyce, William Blake, Oscar Wilde, Markiz de Sade, Fryderk Nietzsche, John Wyndham, Alistair MacLean, Umberto Eco, Bertrand Russell, William Golding, Aldous Huxley, Arthur C. Clarke, William Wallace, Stephen King, Michael Herr, Stanley Kubrick, J.-H. Rosny, Peter Ackroyd, Phil Rickman, Ramsey Campbell, H.P. Lovecraft, Stendhal, Johann Valentin Andreae, Charlie Fletcher, Alexandre Dumas oraz wielu innych. Inspirację dla muzyków stanowiły również mitologie i podania odległych kultur, biografie wielkich bohaterów oraz opisy wydarzeń historycznych, batalistka, księgi religijne, mistyczno-ezoteryczne czy bieżące wydarzenia o charakterze społeczno-politycznym.
Warstwa liryczna utworów brytyjskiej formacji została również zainspirowana klasycznymi dziełami światowej kinematografii. Do najbardziej znaczących można zaliczyć oryginalne wersje filmowe takich dzieł, jak: Człowiek w żelaznej masce, Upiór w operze, Juliusz Cezar, Omen II, Walka o ogień, Tylko dla orłów, Nostradamus, Pojedynek, Siedmiu samurajów, Więzień, Stąd do wieczności, Samotność długodystansowca, Imię róży, Frankenstein, Gry wojenne, Waleczne serce, Najdłuższy dzień, Czerwony Baron, Wioska przeklętych, Eskadra 633, Enola Gay, 2001: Odyseja kosmiczna, Faraon, Upadek, Czas apokalipsy, Kult, Aleksander Wielki, Dziecko Rosemary, Łowca androidów, Rycerz króla Artura, A gdy zawieje wiatr, How to make a monster, Dramat w głębinach, Dr Who, Czerwone i czarne, Byłem nastoletnim wilkołakiem, Kto wrobił królika Rogera, Koszmar z ulicy Wiązów, Nazajutrz, Pojedynek na szosie, Człowiek, który spadł na ziemię, Projekt Manhattan, Zaklinacz deszczu, Zła czerwona planeta, Godzilla, Zakazana planeta, Umarli w butach, Ścigany, Siódma pieczęć, Czas po czasie, Władca much, Miasto umarłych, Diuna, When Worlds Collide, Człowiek, który chciał być królem, Rob Roy, Szarża lekkiej brygady, Żywot Briana, Vidocq, The Unbeliever, Niewidzialny człowiek, The Great Unknown, Narzeczona diabła, Zawodowiec, Oczy szeroko zamknięte, Niebiosa mogą zaczekać i wiele innych. Inspiracją dla muzyków były również dokumentalne produkcje historyczne, opisujące losy słynnych postaci, przebieg bitew i wojen oraz powiązane z nimi dzieje świata.
Lauro Meller, Profesor Uniwersytetu Federalnego Rio Grande do Norte, poddał drobiazgowej analizie tematykę utworów formacji. Wyniki badań zawarł w publikacji książkowej, zatytułowanej „Iron Maiden: A Journey Through History” wydanej w 2018 roku.

## Oprawa i charakter koncertów

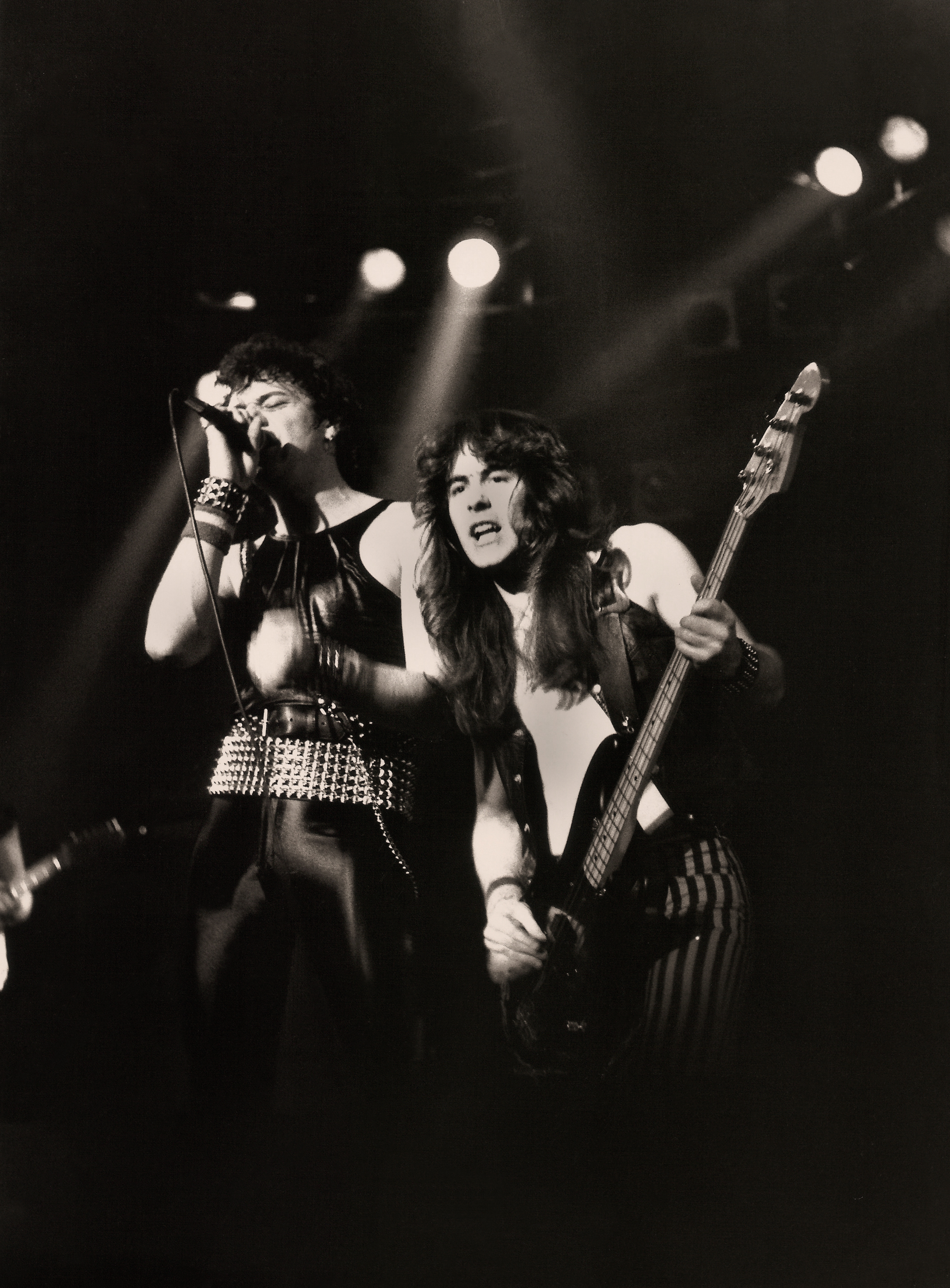
Iron Maiden w pierwszych latach profesjonalnej kariery

W początkach kariery koncerty grupy w zasadzie nie różniły się niczym szczególnym w porównaniu z występami innych przedstawicieli nurtu NWOBHM. Zespół podczas wykonywania kompozycji Iron Maiden zapraszał na estradę kilka osób w maskach Eddiego (maskotka formacji), czemu towarzyszyły jaskrawe światła i dym z suchego lodu.
Kiedy wokalistą grupy został Bruce Dickinson, zespół wystąpił na specjalnie zbudowanej, konceptualnej estradzie, otoczonej rampami świateł i rzędami podestów, zaś publiczności zaprezentowano po raz pierwszy kilkumetrowego Eddiego, który przemierzał estradę. Każda kolejna trasa przynosiła więcej efektów wizualnych i kolejne wcielenia maskotki grupy, która już tradycyjnie ukazywała się dwóch wersjach: mobilnej oraz jako ogromna maskotka wyłaniająca się zza zestawu perkusyjnego. W latach 1984–1988 show Iron Maiden należał do najbardziej spektakularnych w świecie rocka, zaś estrada i otaczające ją rekwizyty rozrosły się do monstrualnych rozmiarów. Odpowiednio była to ogromna egipska świątynia, we wnętrzu której otwierał się wielki sarkofag, międzygwiezdna baza kosmiczna z potężnym Eddiem podnoszącym muzyków na pneumatycznej głowie i łapach w końcu ogromna, lodowa sceneria imponująca swoim rozmachem.

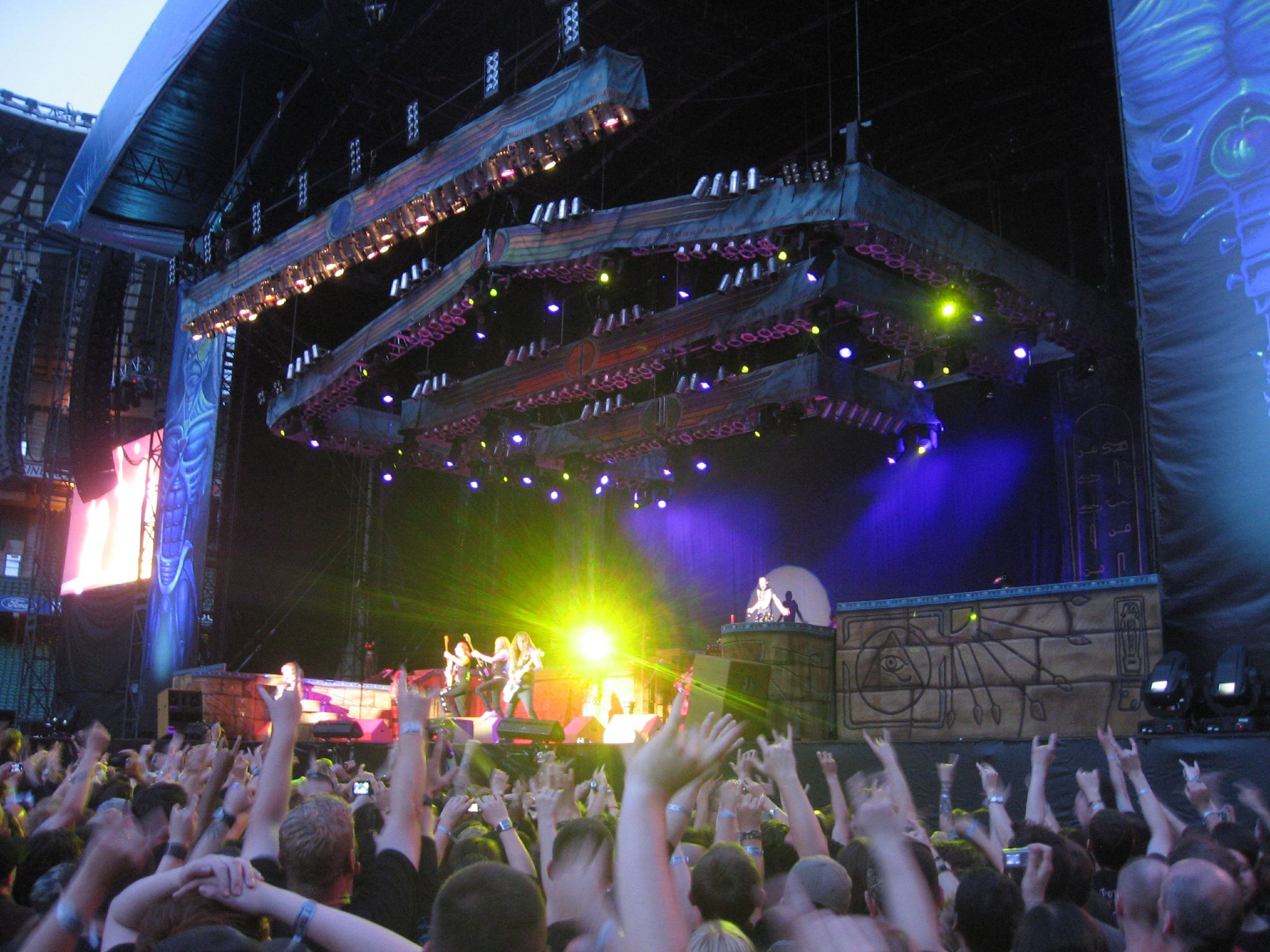
Koncert stadionowy

Począwszy od 1982 roku zespół regularnie występował na całym świecie na ogromnych arenach (często kilka wieczorów z rzędu), stadionach i był gwiazdą ogromnych festiwali w rodzaju Reading Festival, Rock In Rio, Monsters of Rock, Rock & Pop czy Day On The Green Festival w różnych miejscach świata. W 1984 r. jako pierwszy w historii wykonawca zachodni przywieźli ze sobą pełną produkcję estradową do krajów bloku wschodniego, w naturalny sposób wzbudzając ogromny entuzjazm. Trasy zespołu zagrane w latach 1983–1987 były pierwszymi w historii widowisk estradowych, podczas których na szeroką skalę wprowadzono figuralne, ruchome, wielopoziomowe rampy świateł, będące jednocześnie częścią konceptualnej scenografii oraz różnorodne elementy nadmuchiwane wsparte podnośnikami hydraulicznymi. Iron Maiden przyczynili się rozwoju nie tylko estradowego spektaklu na gruncie heavy metalu (heavymetalowy teatr), lecz pomysły zastosowane podczas legendarnych tras lat 80. XX w. z powodzeniem rozwijali artyści reprezentujący różne odmiany stylistyczne muzyki rozrywkowej.
Pod koniec lat 80. XX w. muzycy byli wielokrotnie krytykowani za megalomanię. Odpowiedzią na te zarzuty była niezwykle skromna oprawa trasy „No Prayer For The Dying 1990/91”, podczas której jednak nie zrezygnowano z zaprezentowania fanom Eddiego. Kolejna trasa, „Fear Of The Dark 1992/93”, pomimo zachowania elementów nawiązujących do surowości wizualnej trasy poprzedniej (rzędy wzmacniaczy i kolumn na estradzie) znów zwracała uwagę ogromną sceną, gigantycznymi reprodukcjami najsłynniejszych okładek płytowych, potężnymi wersjami Eddiego, laserami i ogromnym oświetleniem pobierającym moc średniej wielkości miasta.

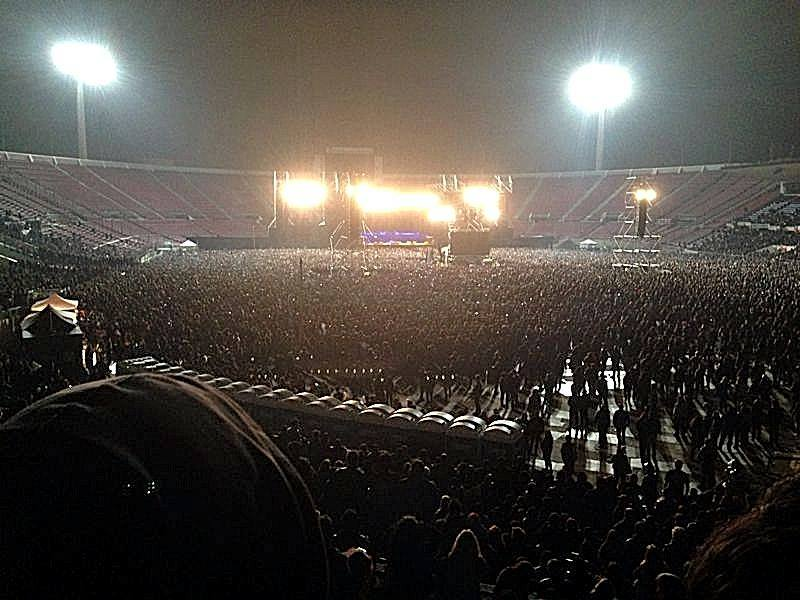
Iron Maiden w XXI w.

Kiedy w zespole zabrakło Bruce’a Dickinsona, koncerty zagrane z jego następcą – Blaze’em Bayleyem nie cieszyły się tak wielką popularnością, co przełożyło się na mniejszy rozmach widowiska – niemniej muzycy starali się nawiązać do najsłynniejszych efektów estradowych sprzed lat. Podczas trasy „Virtual XI 1998” widzowie zobaczyli m.in. ogromnego, pneumatycznego Eddiego, który usiłował objąć całą estradę.
Począwszy od 1999 r. do zespołu powrócili Adrian Smith oraz Bruce Dickinson, a zespół powrócił na wielkie areny sportowe oraz liczne festiwale, występując na wspomnianych obiektach z większą niż wcześniej częstotliwością większą. Zespół na przestrzeni lat pozostał wierny wypracowanej, teatralnej konwencji scenicznej, stanowiąc przeciwwagę dla oprawy opartej na 120 jaskrawych głowach LED i ogromnym telebimie w głębi sceny, przypominającym ekran smartfona (Bruce Dickinson), która na dobre zdominowała estetykę występów estradowych XXI wieku. Perkusista formacji, Nicko McBrain twierdził, iż pomimo licznych sugestii ze strony otoczenia, zespół przez lata dążył do tego aby utrzymać tradycyjny, teatralny, a zarazem bardziej ekskluzywny wymiar oprawy koncertowej. Trasa Legacy of the Beast World Tour obejmująca lata 2018–2020, okazała się najbardziej rozbudowaną, dopracowaną pod względem wizualnym i choreograficznym w dotychczasowej karierze zespołu.
Wiele koncertów formacji zostało na różnych etapach kariery, upamiętnionych na nośnikach VHS oraz DVD. Filmy takie jak Live After Death z zapisem czterech koncertów na Long Beach Arena dla 54 tys. widzów, Behind the Iron Curtain – dokumentujący owacyjnie przyjętą trasę „za Żelazną Kurtyną” z 1984 r., Maiden England – portretujący Iron Maiden podczas trasy promującej album Seventh Son of a Seventh Son w 1988 r., czy bardziej uwspółcześnione, nagrane w sześcioosobowym składzie Rock in Rio – występ jako gwiazdy prestiżowego festiwalu w Brazylii przed ponad 250 tys. widzów oraz dokumentalny film FLIGHT 666 upamiętniający wyprawę grupy samolotem „Ed Force One”, wiodącą przez wszystkie przystanki pierwszego etapu trasy historycznej „Somewhere Back In Time World Tour 2008/09”, przyniosły entuzjastyczne oceny krytyków, wiele nagród oraz wyróżnień, ciesząc się niesłabnącą popularnością.Tym samym Iron Maiden w znacznym stopniu przyczynili się do popularyzacji idei tzw. tras historycznych, nawiązujących repertuarowo oraz wizualnie do określonego etapu kariery poszczególnych legend ciężkiego rocka i metalu.
Na przestrzeni kolejnych dziesięcioleci działalności, widowiska grupy w znacznym stopniu przyczyniły się do utrwalenia i rozwoju teatralno-wizualnego aspektu heavymetalowego spektaklu estradowego, inspirując rzesze wykonawców, reprezentujących rozmaite nurty muzyki rockowej. Wśród artystów, którzy na różnych etapach kariery, przyznawali się do fascynacji wizerunkowo-koncertowym wymiarem działalności Brytyjczyków, znaleźli się członkowie takich grup jak: Metallica, Muse, Megadeth, Slayer, Guns ’N Roses, Disturbed, Pantera, Henry Rollins, Jane’s Addiction, The 69 Eyes, RATM, HIM, The Almighty, Amorphis, Ayreon, Marillion, Dream Theater, Trivium, Queensryche, Fates Warning, Dokken, Hatebreed, Meshuggah, Bloodbath, Stuck Mojo, Alice In Chains, Demons & Wizards, Voivod, Rob Zombie, Nirvana, SOAD, Airbourne, Baron Rojo, Machine Head, Rammstein, Arch Enemy, Carcass, Six Feet Under, Sabaton, QOTSA, ZWAN, P.O.D, Blaze, Tank, Crowbar, Agent Steel, Exciter, Earthshaker, Devin Townsend, Pain of Salvation, Europe, Symphony X, Atreyu, 3 Inches of Blood, Cage, Witchery, Graveworm, Loudness, Powerwolf, Sabbat, Lynch Mob, Rebellion, Crimson Glory, Wolf, Bullet, Portrait, Entombed, Septicflesh, Rotting Christ, Killswitch Engage, Volbeat, In Flames, Nifelheim, Ghost, Overkill, Savatage, Cirith Ungol, Artillery, Tierra Santa, S.O.D, Kreator, Destruction, Quiet Riot, Sodom, Rage, Purgatory, My Dying Bride, Paradise Lost, Moonspell, Darkthrone, Borknagar, Enslaved, Emperor, Enthroned, Necrophobic, Lord Belial, Dark Funeral, Tribulation, Unleashed, Morbid Angel, Pink Cream 69, Angra, Symfonia, Iron Saviour, Riot City, Enforcer, Morgana Lefay, Judas Priest, Skid Row, Anthrax, Exodus, Armored Saint, Forbidden, Wolfsbane, Avenged Sevenfold, FFDP, Marilyn Manson, Helloween, Hammerfall, Sonata Arctica, Sentenced, Abigail, Tribe of Gypsies, Gogmagog, Killers, Therion, Kamelot, Sinergy, Doro, Dark Tranquillity, Black Tide, Coheed And Canbria, Devildriver, Benediction, Sign, Dimmu Borgir, Bal-Sagoth, Mayhem, Old Man’s Child, At the Gages, Soilwork, Mastodon, Gojira, Thunder, Sinner, Primal Fear, Warlock, Skullfist, Candlemass, The Kovenant, DragonForce, Steel Prophet, Sacred Steel, The Iron Maidens, Thomas Zwijsen, Fastway, Steeler, Kruiz, Август, Epidemia, Salamandra, Elegy, Ostrogoth, Pokolgep, Stos, Korba, Undish, Sirrah, Damnation, Moonlight, Aion, Sacriversum, Artrosis, Archeon, Made of Hate, Gutter Sirens, Kruk, Miecz Wikinga, Totem, Citron, Thermit, Destroyers, Wilczy Pająk, Non Iron, Open Fire, Voo Doo, Fatum, Frontside, Clairvoyant, Corruption, Dżem, Crystal Viper, Esquarial, CETI, Vader, Hunter, Monstrum, Scream Maker, Night Mistress, Acid Drinkers, Planet Hell, Fisz Emade, Truchło Strzygi, Hektor, 666 XHE, Mama, KAT, No-Mads, Nocny Kochanek, Turbo, Virgin Snatch, Chainsaw, Pathfinder, Sweet Noise, Holy Death, Black Altar, Behemoth, Krzysztof Zalewski, Zacier, Pretty Maids, Valdemahr, Manowar, Rhapsody, Krokus, Masterplan, Trust, Riot, Battle Beast, Children of Bodom, Edguy, Holy Moses, Stryper, Opeth, Absu, Cannibal Corpse, Angelcorpse, Dissection, Watain, Nile, Cradle of Filth, Helstar, Sepultura, Death, Spiritual Beggars, Threshold, Gamma Ray, Killer, Gotthard, Labyrinth, Cyhra, FOZZY, Running Wild, Pegazus, Dream Evil, Avantasia, Sirenia, After Forever, Nevermore, Unisonic, Freedom Call, Seven Witches, Lacuna Coil, Iced Earth, Metal Church, Sanctuary, Annihilator, Jag Panzer, Waysted, Bad News, Spinal Tap, Testament, Amon Amarth, W.A.S.P, Virgin Steele, Blind Guardian, Within Temptation, Majesty, Manilla Road, Epica, Brainstorm, Shaman, Viper, Vendetta, Stratovarius, Avatar, Angra, Kipiełow, ARIJA, Nightwish, Accept, Haunt, Sum 41, Funeral For A Friend, Nocturnal Rites, Jorn, Bullet For My Valentine, The Darkness, The Raven Age, Wrathchild, Lordi, Incubus, Papa Roach, Korn, Stone Sour, Murderdolls, Slipknot, King Diamond, Liege Lord, Ram, Dio, Lost Horizon, Winger, Flotsam And Jetsam, Angel Dust, Stormwitch, Grave Digger, Lizzy Borden, GWAR, Alter Bridge, Halestorm, Korpiklaani, Samael, Evergrey, Varathron, Nightfall, Finntroll, Turisas, Heaven’s Gate, Tyr, Nylon Maiden, Death Angel, Dark Angel, Kingdom Come, Heavenly, Baby Metal, The Gathering, Sinister, Napalm Death, Carcass, God Dethroned, The Crown, Lamb of God, Primordial, Control Denied, Dew-Scented, As I Lay Dying, Nervosa, Omen, Battle Cry, Ministry, Skyclad, Trollfest, Bring Me The Horizon, The Mission, Tremonti, Orphaned Land, Steve’n’Seagulls, Mago de Oz i wielu innych.
Ocenia się, iż od maja 1976 roku do końca 2022 r. zespół dał 2640 koncertów, dla łącznego audytorium szacowanego na ponad 50 milionów widzów. W toku kariery Brytyjczycy wielokrotnie grali koncerty o charakterze stadionowo-plenerowym w 60 krajach całego świata.

## Iron Maiden w popkulturze
Formacja pozostawała na marginesie zainteresowania mediów głównego nurtu, zaś muzycy i managerowie nie zabiegali o wsparcie z ich strony. Zespół działający na uboczu mainstreamu i afirmując swoją niezależność, przedostał się do świata kultury popularnej m.in. dzięki konsekwentnej tendencji do unikania medialnego „PR”, wchodząc do świata mediów popularnych poniekąd „tylnymi drzwiami”. Według Martina Popoffa wpływ zespołu na popkulturę oraz jego ranga, jako przedstawiciela bezkompromisowego heavy rocka, wzrosły w momencie ukształtowania się sześcioosobowego składu, w miarę jak coraz większe sukcesy odnosiły kolejne albumy i trasy koncertowe zagrane przez sekstet.
Pomimo afirmowanej postawy nazwa formacji była wielokrotnie przytaczana w wielu kompozycjach wykonawców pop – rock, takich jak single Teenage Dirtbag grupy Wheatus, „Back To 80’s” duńskiego zespołu Dance-pop Aqua, czy „Fat Lip” kanadyjskiego Sum 41. Iron Maiden zostali także wymienieni w „Heart Songs” Weezer (z debiutanckiej płyty 2008 Red), Travelling Blues „Psycho Joe” (z 1997 roku), a NOFX powołali się na historię grupy w utworze „Eddie, Bruce i Paul” (z ich albumu Coaster 2009 r.), który Sputnikmusic opisuje jako „nasączona czarnym humorem opowieść o odejściu Paula DiAnno”. Również szwedzki zespół powermetalowy Sabaton umieścił liczne odniesienia do twórczości Brytyjczyków w swoich utworach „Metal Machine” i „Metal Ripper”, parafrazując tytuły różnych piosenek Iron Maiden (czyli „Fear of the Dark” i „Afraid to Shoot Strangers”) oraz fragmenty tekstu z „The Number Of The Beast”. Są to tylko nieliczne przykłady wybrane spośród setek innych.
Wizerunek Iron Maiden (logo oraz Eddie) wielokrotnie pojawiał się w teledyskach i na zdjęciach wykonawców prezentujących szeroki wachlarz stylistyczny od disco pop – po wszelkie odmiany rocka i metalu oraz celebrytów i sportowców. Ogromna kukła z podobizną Eddiego wielokrotnie pojawiała się podczas obchodów karnawału w Rio De Janeiro oraz innych miastach Ameryki Południowej, pośród innych instalacji przypominających najsłynniejsze gwiazdy estrady, filmu, sportu oraz wpływowe osobistości światowej polityki. Podczas przemarszu Orszaku Trzech Króli odbywającego się w 2021 w hiszpańskim mieście Kadyks, obok lalek reprezentujących postacie znane ze świata popkultury, pojawiła się ogromna, nadmuchiwana mumia inspirowana charakterystycznym wizerunkiem maskotki Iron Maiden z 1985 roku. Eddie jest również oficjalnym symbolem młodzieżowego klubu piłki nożnej Forca Jovem Vasco. Charakterystyczne motywy graficzne zespołu wielokrotnie gościły na ogromnych banerach stadionowych, podczas rozgrywek piłki nożnej w wielu krajach świata. Obok szerokiej oferty powszechnie dostępnych gadżetów, których bohaterem stały się kolejne inkarnacje maskotki zespołu, wizerunek Eddiego okazał się popularnym motywem tatuaży, zdobiących rozmaite części ciała tysięcy zwolenników estetyki SF/Fantasy oraz ciężkich odmian muzyki rockowej. W listopadzie 2021 management grupy nawiązał współpracę z Marvel Entertainment, najstarszym i największym na świecie producentem kultowych komiksów. Owocem kolaboracji stała się m.in. seria gadżetów zawierająca wizerunek najbardziej znanych postaci Marvela oraz Eddiego. Według managera Roda Smallwooda fakt ten stanowił spełnienie marzeń o dołączeniu maskotki zespołu do grona superbohaterów popkultury w rodzaju X-Men, Avangers, Spider-Man, Iron Man, Kapitan Ameryka, Venom, Thanos, Thor czy Deadpool. Eddie pojawił się również w serii komiksów Marvela, zatytułowanej The X-Men: Hellfire Gala 1.
„Metal Lord/Iron Maiden”, charakterystyczna czcionka znana z klasycznego logo grupy, rozpowszechniona na świecie przez prace graficzne powiązane z działalnością formacji, trafiła na stałe do kultury masowej, stając się motywem powszechnie wykorzystywanym do tworzenia rozmaitych logotypów. Z okazji obchodów 46-lecia działalności firma Microsoft przypomniała poszczególne logotypy, jakich używała przez kolejne lata istnienia. Logotyp z 1980 roku był wyrazem hołdu dla rosnącej w siłę sceny heavymetalowej, zaś ówczesny krój czcionki nawiązywał do znaków firmowych grup Judas Priest, Montrose czy Iron Maiden. Stworzone przez kibiców logo klubowe Pogoni Szczecin było wzorowane na czcionce brytyjskiej formacji. Bartosz Walaszek powołał do życia projekt Ajronwejder będący parodią stylu muzycznego oraz wizualnego Iron Maiden. Animowane klipy z muzyką projektu promowały kolejne odcinki serialu „Bogdan Boner: Egzorcysta” dostępnego na platformie Netflix.
Kompozycje Iron Maiden zostały wykorzystane na potrzeby realizacji ścieżek dźwiękowych wielu gier wideo, w tym: Carmageddon 2: Carpocalypse Now, Grand Theft Auto: Vice City, Grand Theft Auto: Episodes from Liberty City, Grand Theft Auto IV: The Lost and Damned, Tony Hawk’s Pro Skater 4 (3), SSX on Tour, Madden NFL 10, Angry Birds, World of Warcraft, World of Warplanes, PowerSlave (tytuł zaczerpnięto od identycznie nazwanego albumu grupy), Guardians of the Galaxy, Massive Warfare, World of Tanks i wielu innych w tym autorskiej grze Legacy of the Beast. Muzyka formacji pojawiła się również w soundtrackach do The Guitar Hero oraz pakietach Rock Band, czy seriach instruktażowych gier wideo. Twórca popularnej gry Doom Eternal, Hugo Martin, nie ukrywał, że jedną z inspiracji dla motywów graficznych gry były okładki Iron Maiden. Fiński twórcy gier komputerowych „Rovio Entertainment” połączyli siły z kierownictwem Iron Maiden, celem włączenia maskotki grupy Eddiego, w poczet postaci tworzących specjalną odsłonę gry „Angry Birds Evolution”, związaną z obchodami Halloween w 2017 roku. Współpraca z twórcami gry Angry Birds, mającej wielomilionowe audytorium użytkowników na całym świecie, sprawiła, iż potencjalnie wielu z nich otrzymało szansę na inicjację do świata heavy metalu. Kompozycja „Fear of the Dark” pojawiła się w zwiastunie nowej edycji gry Lords of the Fallen. Maskotka oraz motywy związane z brytyjską formacją pojawiły się w nowej odsłonie gry Dead by Daylight, opublikowanej w związku z siódmą rocznicą jej premiery. Iron Maiden zamknęli trzecią edycję Metal Fest w grze World of Tanks. Bohaterem tej odsłony został Eddie znany z okładki albumu A Matter of Life and Death wraz z militarnymi atrybutami. Skórki oraz efekty wizualne związane z zespołem pojawiły się w popularnej grze Dead by Daylight. Gra w 2024 roku szczyciła się ponad 60 mln użytkowników, zaś manager Kirby Taylor zauważył, iż Eddie jest tak potężną ikoną, że nie mogło go zabraknąć w grze tak samo jak kultowego utworu "Fear of the Dark".
Przeboje grupy pojawiły się na licznych składankach, związanych z rozmaitymi wydarzeniami kulturalnymi, jak podsumowania festiwali, określonego okresu w historii fonografii czy wydawnictw publikowanych na poczet wsparcia akcji charytatywnych. Za przykład może posłużyć seria „This Is Rock” związana ze stuleciem EMI Rec., czy album charytatywny The Earthquake z 1990 r. Piosenki Iron Maiden można było usłyszeć także w filmach, takich jak „Phenomena” (znany w USA jako „Creepers”), licznych horrorach (np. „The Walking Dead – Season 10 Episode 11”, „Chemical Wedding”) i filmach fantasy. Rozliczne wątki odnoszące się do historii Iron Maiden i roli grupy w kształtowaniu gatunku znalazły się w poszczególnych odcinkach serialu „Stranger Things” (postać Eddiego Munsona, nagrania, wydawnictwa i grafiki) natomiast muzyka grupy trafiła na scieżkę dźwiękową produkcji „The Terminal List”. Na październik 2023 r. zapowiedziano rynkową premierę książki „Stranger Things: Flight of Icarus”, której tytuł nawiązuje do jednego z największych przebojów Iron Maiden („Flight of Icarus”) a głównym bohaterem jest wspomniany Eddie Munson, zdeklarowany fan heavy metalu. Amerykański wykonawca alternatywnego country rocka Ryan Adams, umieścił na soundtracku do serialu „Californication Season 6” własną interpretację klasycznego utworu „Wasted Years” Iron Maiden. Artysta w ten sposób złożył osobisty hołd wykonawcom, którzy ukształtowali jego gust muzyczny, w tym Iron Maiden jako zespołowi odpowiedzialnemu z jego inicjację do świata heavy metalu. Klasyczne utwory formacji stanowiły repertuar odbywających się na całym świecie recitali, w ramach których prezentowano najsłynniejsze kompozycje muzyki popularnej w rozmaitych interpretacjach, najczęściej nawiązujących do muzyki klasycznej.
Emitowany przez MTV animowany serial o przygodach dwójki fanów rocka „Beavisa i Butt-heada” zawierał aluzje do twórczości grupy kilka razy wypowiedziane przez głównych bohaterów. Pierwszym teledyskiem heavymetalowym w historii wyemitowanym przez stację MTV był obraz do koncertowej wersji utworu „Iron Maiden” pochodzący z VHS Live at the Rainbow (sierpień 1981). W jednym z odcinków popularnej serii South Park, pojawiła się kompozycja "The Number of the Beast" oraz fabuła częściowo oparta na tekście piosenki. Nie zabrakło również Eddiego - maskotki grupy. We wrześniu 1996 roku zespół został wprowadzony do Madame Tussaud's Rock Circus. Muzykę grupy wykorzystano także w wielu reklamach oraz obrazach dokumentalnych z serii „Headbanger’s Journey”. Konfekcjonalia związane z grupą lub własne interpretacje standardów zespołu wielokrotnie prezentowali uczestnicy międzynarodowych formatów talent show w rodzaju The X Factor, Big Brother, Idol, Got Talent, La Voz Kids, The Voice czy jego rodzimej wersji The Voice of Poland.
Spuścizna Brytyjczyków stała się również inspiracją dla wielu autorów powieści (zwłaszcza SF/Fantasy). Liczne postacie, scenerie, epizody czy nawet całe motywy, które możemy napotkać w grach elektronicznych, filmach i powieściach zwłaszcza z gatunku SF/Fantasy, zostały zainspirowane grafikami płyt oraz tematyką utworów zespołu. Twórcy gry Ion Maiden otarli się nawet o plagiat, na co zareagował management formacji domagając się zmiany imion postaci oraz nazwy gry, którą przemianowano na Ion Fury. Bill Forster – autor „The Transformers” jest zdeklarowanym fanem Iron Maiden, poczynił szereg odniesień do twórczości grupy na łamach swoich powieści, w tym serii „Ark” oraz serii „Allspark” które ukazały się nakładem Almanach. Kolejnymi przykładami wpływu dorobku grupy na warstwę literacką mogą być prace Roberta Corvusa, Antonio Biggio czy polskich autorów, wśród których znaleźli się Adam Froń, Kacper Kotulak, Kazimierz Kyrcz jr., Łukasz Radecki, Jarosław Turowski, Juliusz Wojciechowicz, Leszek P. Błaszkiewicz, Remigiusz Mróz, Marcin Sitko, Rafał Dłużyński, Kornel Mikołajczyk, Anna Musiałowicz, Dominika Tarczoń, Michał J. Walczak, Flora Woźnica, Marek Zychla czy Krzysztof Azarewicz. Opowiadania krajowych autorów zostały skompilowane m.in. w tomikach „Iron Tales” oraz „Iron Tales – The Blood Brothers” jako literacki hołd dla Iron Maiden.
Na przestrzeni kilkudziesięciu lat ilustracje okładkowe oraz symbolika zespołu wielokrotnie pojawiała się w rozmaitych produkcjach telewizyjnych, teledyskach artystów reprezentujących szeroko pojętą muzykę popularną czy publikacjach prasy codziennej. Charakterystyczne ilustracje okładkowe, a zwłaszcza wspomniana maskotka grupy oraz logotyp, stały się częścią garderoby (najczęściej T-shirtów) w jakiej pojawiali się przedstawiciele szeroko pojętej pop-kultury (znani artyści pop, aktorzy, sportowcy, przedstawiciele modelingu, celebryci) zarówno prywatnie, jak i podczas prestiżowych imprez branżowych czy pokazów mody (Berlin, Londyn, Paryż, Los Angeles, Las Vegas, NYC, São Paulo itd). Do jednych z najbardziej znanych postaci wykorzystujących merchendise Iron Maiden na potrzeby wizerunkowe należą: Harry Styles, Post Malone, Lady Gaga, Paris Hilton, Rihanna, Madonna, Rowan Atkinson, Taylor Swift, Dua Lipa, Taylor Hill, Selena Gomez, David Beckham, David Hasselhoff, Diego Maradona, Goran Bogdan, Lauren Wood, Kelly Rowland, Taryn Manning, Olivia Munn, Candice Swanepoel, Travis Scott, Cameron Diaz, Dolph Ziggler, Justin Bieber, Hilary Duff, Emilia Mernes, Lou Dorchen, Kirsten Dunst, Nicole Kidman, Drew Barrymore, Charlize Theron, Lindsay Lohan, Michael Clifford, Miley Cyrus, Holly Madison, David Banks, Jaden Smith, Ann-Catherine Lacroix, Michael Fassbender, Sam Worthington, Taylor Momsen, Kat Von D, Fearne Cotton, Keith Urban, Behati Prinsloo, Amy Poehler, Paul Gascoigne, Marc Overmars, Faustino Asprilla, Mundur Thorvaldsson, Juicy J, Kourtney Kardashian, Asia Argento, DJ Mustard, Odell Beckham Jr., Eyal Booker, Ashley Tisdale, Evan Ross, Anwar Hadid, Andreina Mendez, Snotty Nose Rez Kids',' Tananai, Mike Weatherley, Noemi Eelicha, Ann Sydney, Kylie Jenner, Pilar Rubio, Slaven Bilic, Pablo Zabaleta, Anushka Sharma, Terry Butcher, Ian Wright, Patric Vieira, Celine Aagaard, Paul Mariner, Stuart Pearce, Iggy Azalea',' Bjorn Einar Romoren, Thiago Cionek, Radosław Majdan (cykl reality show „Iron Majdan”), Magdalena Cielecka (serial „Chyłka”), Łukasz Czepiela, Andrey Rublev, Rachel Sheherazade, Saif Ali Khan, Angela Simmons, Eli Roth, Niykee Heaton, Lalisa Manobal, Belinda, Gul Panag, Delilah Hamlin, Hayley Vernon, Marianne Theodorsen, Lorena Improta, Lucy Spraggan, Benicio del Toro, Chico Horta, Scout Willis oraz wielu innych.
Reżyser Mauricio Levia-Cock (znany z emitowanych przez Netflix produkcji Green Frontier oraz Capital Noise) we współpracy z Fidelo Films stworzył fabularyzowany para-dokument „Night of the Beast”, opowiadający o perypetiach dwóch nastoletnich fanów grupy, próbujących zdobyć bilety na pierwszy w historii występ formacji w rodzinnej Kolumbii. Film został oparty na prawdziwej historii, która miała miejsce w 2008 roku. Nabywcą praw do emisji obrazu została niemiecka firma M-Appeal. Ta sama platforma wyemitowała dramat psychologiczny "Rebel Ridge", w którego ścieżce dźwiękowej znalazł się utwór "The Number of the Beast".  Fabuła brytyjskiej komedii „Shooters” (pol. „Kombinatorzy”) została oparta na autentycznej historii z 1980 roku, kiedy to ambitny, lecz niedoświadczony promotor postanowił zorganizować koncert Iron Maiden w miasteczku Dundee. Utwór „The Trooper” oraz elementy wizerunku zespołu pojawiły się w młodzieżowej komedii muzycznej zatytułowanej „Metal Lords” transmitowanej przez Netflix. Sieć telewizji cyfrowej REELZ Music wyemitowała cykl programów zatytułowany „Frontmeni”, dedykowany najsłynniejszym postaciom ciężkiego rocka, jeden z odcinków poświęcono historii życia Bruce’a Dickinsona. Wyemitowano również cykl programów biograficznych „Breaking the Band” dedykowany najsłynniejszym grupom rockowym w historii. Jednym z bohaterów była formacja Steve’a Harrisa. Na początku stycznia 2021 r. podczas zakończenia audiencji generalnej w Auli Pawła IV, Papież Franciszek został uhonorowany pokazem cyrkowym z udziałem ponad 25 artystów Ronny Roller Circus, któremu towarzyszyło m.in. zaprezentowanie klasycznego utworu „The Trooper”, jednego z największych standardów brytyjskiej formacji. Był to pierwszy w historii przypadek, kiedy kompozycja artysty reprezentującego heavy metal zabrzmiała w Watykanie.
Iron Maiden w obiegu popkultury zaistnieli nie tylko dzięki pośredniemu wykorzystaniu ich twórczości i wizerunku, ale także dzięki aktywności wokalisty grupy, Bruce’a Dickinsona jako miłośnika i popularyzatora awiacji, mówcy motywacyjnego, prelegenta wielu konferencji biznesowych, honorowego pułkownika RAFu, właściciela przedsiębiorstwa lotniczego, udziałowca projektu Airlander, biznesmena, komentatora sportowego, dziennikarza i reportera MTV, sportowca (szermierz), browarnika, bestsellerowego powieściopisarza, scenarzysty, oraz prezentera radiowego prowadzącego audycje „BBC 6 Music”, czy też medialnym doniesieniom o pilotowaniu samolotu „Ed Force One” wykorzystywanego podczas tras zespołu. Frontman Iron Maiden prowadził program „Friday Rock Show” emitowany w stacji radiowej BBC w latach 2002–2010. Dickinson był także gospodarzem serii zatytułowanej „Masters of Rock” emitowanej przez „BBC Radio 2” w okresie 2003 – 2007. Utwory wykonywane przez wokalistę zespołu oraz jego epizodyczne występy aktorskie znalazły się m.in. w produkcjach „The Chemical Wedding”, „The Dope Opera”, „The Club Paradise”, „Mr Bean’s Elected” czy „A Nightmare on Elm Street: The Dream Child”. Pasja lotnicza Dickinsona oraz talent do opowiadania historii znalazły odzwierciedlenie we „Flying Heavy Metal” (pięcioczęściowy dokument z cyklu „Discovery Series”) czy w wielu innych produkcjach tematycznych. W latach 2021–2022 na platformach społecznościowych opublikowano podcast „Psycho Schizo Espresso”, którego głównym bohaterem był Bruce Dickinson. Tematykę poszczególnych odcinków stanowiły zjawiska nie dające się wyjaśnić w sposób racjonalny, wyemitowano również wywiady z kontrowersyjnymi ludźmi. Niemiecka fundacja, której celem jest potrzeba niesienia pomocy młodzieży dotkniętej problemami psychicznymi, została nazwana „Run to the Hills” od jednego z największych przebojów Iron Maiden. Według prezesa instytucji, slogan „Run to the Hills” ma motywować do pokonywania trudności osobistych.
Muzykę zespołu zamieszczono również w soundtracku przesłanym przez NASA w kierunku marsjańskiego łazika Curiosity. W celu restartu urządzenia wykorzystano utwór „The Trooper” z 1983 roku. Nawałnice żelaznego deszczu zaobserwowane na nowo odkrytej planecie WASP-76b, zostały opisane przez zespół astronomów z European Southern Observatory, jako (…) idealna oprawa estradowa dla koncertu Iron Maiden. Począwszy od 2013 roku na światowym rynku browarniczym pojawiały się rozmaite warianty piwa Trooper Ale, wyprodukowanego przez Robinsons Brewery we współpracy z zespołem. Trunek – spośród podobnych produktów alkoholowych sygnowanych logiem słynnych wykonawców muzycznych – zyskał ogromną popularność przekładającą się na sprzedaż kilkudziesięciu milionów litrów. Firma BMW we współpracy z Motorrad Bögel GmbH stworzyła kustomizowany model motocykla IRON R18 inspirowany unikatowym stylem muzycznym i wizualnym Iron Maiden.
Na platformie Netflix wyemitowano serial animowany „BASTARD!! – Heavy Metal, Dark Fantasy”, którego akcja rozgrywa się w różnych światach muzyki heavy metal. Jeden z nich nosi nazwę „Maiden World” nawiązując do brytyjskiej formacji. Na rynku multimedialnym pojawiła się specjalna aplikacja Thunderflix stworzona przez Samuela Doueka, która stanowiła rodzaj audio-wizualnej biblioteki muzycznej dedykowanej słynnym wykonawcom szeroko pojętego heavy rocka. Aplikacja nazywana ‘metalowym Netfixem’ przyniosła wieloformatowy materiał filmowy w jakości HD, dostępny na całym świecie. Jednym z głównych bohaterów oferty uczyniono grupę Iron Maiden.
Największa brytyjska rozgłośnia rockowa Planet Rock Radio, dedykowała ostatni tydzień czerwca 2025 roku, upamiętnieniu 50-lecia istnienia formacji. Wyemitowano historyczny dokument dedykowany największym osiągnięciom zespołu, zaproszono gości specjalnych, którzy opisali karierę Iron Maiden własnymi słowami.

## Inspiracje muzyczne
Steve Harris, basista Iron Maiden i główny autor tekstów, twierdzi, że na jego gust muzyczny wpływ miały takie formacje jak: Black Sabbath, Deep Purple, Led Zeppelin, Uriah Heep, Pink Floyd, Genesis, Yes, Jethro Tull, Thin Lizzy, UFO czy Wishbone Ash. W 2010 roku Harris powiedział: Myślę, że jeśli ktoś chce zrozumieć wczesne nagrania Maiden, w szczególności harmonie gitarowe, to wszystko, co musisz zrobić, to posłuchać albumu Argus Wishbone Ash. Oczywiście Thin Lizzy też, ale nie tak bardzo. Elementy prog-rocka też były bardzo ważne, bo jestem wielkim zwolennikiem takich zespołów jak Genesis czy Jethro Tull. Musisz zatem połączyć wszystko to z ciężkimi riffami i nadać muzyce prędkości i masz Iron Maiden.
W 2004 roku Harris wyjaśnił, że ciężar brzmienia zespołu został zainspirowany przez dokonania „Black Sabbath i Deep Purple z odrobiną wpływów Led Zeppelin”. Oprócz tego Harris uderzając w struny wyłącznie palcami (nigdy nie używał kostki) wypracował własny styl gry, który gitarzysta Janick Gers opisuje jako grę na basie tak, jakby bass był jednocześnie gitarą rytmiczną. S. Harris jest także odpowiedzialny za charakterystyczny „galopujący stylu zespołu”, który można usłyszeć w takich standardach, jak „The Trooper” i „Run to the Hills”. Muzyk jest jednym z pierwszych w historii basistów – liderów, którzy napisali ponad 80% tekstów i repertuaru muzycznego swojej grupy, tworząc kompletnie nowe brzmienie.
Gitarzyści zespołu, Dave Murray, Adrian Smith oraz Janick Gers wyróżniają się indywidualnie zdefiniowanymi inspiracjami oraz wypracowanym przez lata stylem gry. Dave Murray jest najbardziej znany z eksponowania techniki legato, do której, jak twierdzi, dorastał w sposób naturalny. Inspiracją dla jego stylu gry był Jimi Hendrix, a fascynacja Amerykaninem sięga czasów dzieciństwa Murraya. Gitarzysta Iron Maiden nie ukrywa, że wbrew powszechnie panującym opiniom u podłoża jego gry leży klasyczny rythm ‘n blues, nie zaś, jak to by oczekiwali fani Iron Maiden, heavy metal. Z kolei Adrian Smith był od najmłodszych lat pod wpływem stylu gry Johnny’ego Wintera i Pata Traversa oraz Michaela Schenkera, co wpłynęło na potrzebę eksponowania linii melodycznej w jego stylu gry.
Janick Gers preferuje bardziej improwizowany styl, w dużej mierze inspirowany przez Ritchiego Blackmore’a, pozostający w opozycji (kontrapunktując) do „rytmicznego” brzmienia zagrywek Smitha.
Wokalista Bruce Dickinson, który zazwyczaj działa we współpracy z Adrianem Smithem, wyróżnia się wokalem o operowym zacięciu, inspirowanym przez pionierskie dokonania Arthura Browna, Petera Hammilla, Iana Andersona oraz Iana Gillana.
Perkusista Nicko McBrain reprezentuje klasyczną szkołę perkusyjną, opartą na dokonaniach Ringo Starra, Johna Bonhama, Iana Paice’a czy Cozy’ego Powella. Gra McBraina zdradza inklinacje w kierunku typowego dla klasycznej szkoły jazzowej synkopowania oraz zagrywek stosowanych w rythm ‘n bluesie. Chociaż Nicko McBrain napisał tylko jeden utwór dla Iron Maiden („New Frontier” na albumie Dance of Death z 2003 r.), Harris często opiera się na jego wskazówkach przy opracowywaniu partii dla sekcji rytmicznej w poszczególnych kompozycjach grupy.
Znane są także inspiracje byłych członków Iron Maiden. Dennis Stratton, gitarzysta który towarzyszył Dave’owi Murrayowi na pierwszym albumie Iron Maiden z roku 1980, inspirował się dokonaniami Jeffa Becka, Santany, Rory’ego Gallaghera, albumami Status Quo, Eagles czy Journey.
Nieżyjący perkusista Clive Burr, który zaznaczył swoją obecność na trzech pierwszych klasycznych płytach, poszukiwał inspiracji w dokonaniach Johna Bonhama, Billa Warda oraz Billa Brouforda. Perkusiści takich formacji jak Slayer, Testament, Accept, Iced Earth, Nevermore, Helloween, Death, Morbid Angel, Metallica, Anthrax, Kreator, Deicide, Machine Head, Emperor, Mayhem, Sodom, Running Wild, Shadows Fall czy Avenged Sevenfold zaznaczają, że gra Burra w znacznym stopniu ukształtowała ich autorski styl.
Paul Di’Anno, który zaśpiewał na pierwszych dwóch albumach Iron Maiden, inspirował się wokalistami zespołów nurtu punk rock, zwłaszcza UK Subs, The Clash, Sex Pistols, Ramones, czy też wykonawcami spod znaku glam rocka jak Gary Glitter czy Marc Bolan. Zastępujący Bruce’a Dickinsona w okresie 1994–1998 Blaze Bayley inspirował się dokonaniami Ronniego Dio, Iana Gillana, Kiss, Davida Coverdale’a czy Dickinsona.

## Merchandise
Zespół Iron Maiden słynie z olbrzymiej oraz nieustannie rozrastającej się oferty merchandisowej, będącej jednocześnie jedną z najbardziej charakterystycznych na rynku. Początków aktywności grupy na tym polu można doszukiwać się w połowie 1979 roku, kiedy to zdeklarowany fan zespołu Keith Wilford, został prezesem FC Iron Maiden oraz jako pierwszy postanowił stworzyć koszulki opatrzone charakterystycznym logo. Lawina pomysłów ruszyła na przełomie 1979/1980 roku, kiedy plastyk Derek Riggs na prośbę managera Roda Smallwooda stworzył postać makabrycznej maskotki imieniem Eddie The Head, w długofalowej perspektywie stymulując możliwość wielowątkowej kontynuacji multimedialnej promocji kapeli, z wykorzystaniem tej jakże charakterystycznej postaci. Od tamtej pory Eddie stanowi integralną część wizerunku estradowego i medialnego grupy, będąc bohaterem grafik zdobiących niemal każde wydawnictwo oraz towarzysząc przedsięwzięciom, które firmują muzycy formacji. Zarówno działalność managerska, jak i wpływ, jaki wywarło kierownictwa zespołu na kreowanie oferty merchandisingowej, uznawane są za pionierskie i przełomowe w kontekście całego gatunku. W dużej mierze to dzięki umiejętnie kreowanemu merchandisingowi, Iron Maiden w połowie ósmej dekady XX wieku stali się największym zespołem metalowym świata. Bez względu na liczne kontrowersje, jakie na przestrzeni kolejnych dekad wzbudzał image Iron Maiden, powstała na jego bazie oferta merchandisingowa jest jedną z najbardziej imponujących w historii. Całościowo obejmuje ona kilkanaście tysięcy wersji wszelkich możliwych gadżetów, wydawnictw i innych produktów wraz z ich reedycjami, na których w ciągu kilkudziesięciu minionych lat pojawiło się logo brytyjskiej formacji. Jej różnorodność i wszechstronność można porównywać z nie mniej imponującą ofertą amerykańskiej grupy KISS.

### Gadżety
Ogromna oferta merchandisu grupy bezustannie rozrasta się od 1979 roku. Dla porządku formalnego można ją podzielić na wiele kategorii, wśród których warto wyróżnić szeroką kafeterie wyrobów tekstylnych, wyroby obuwnicze, odzieży alternatywnej, ozdoby, zabawki, materiały drukowane i nalepki, wyroby galanteryjne, gadżety elektroniczne, wyroby artystyczne, rękodzielnictwo, wyroby użytkowe, przeznaczone do wystroju wnętrz, szeroką ofertę gadżetów sportowych, rekreacyjnych, wyroby spożywcze, wyroby kosmetyczne i środki higieny, gadżety i zabawki dla dzieci i młodzieży, wyroby piśmiennicze, gadżety z zakresu mody damskiej, wyroby oparte na metalach szlachetnych, ozdoby i gadżety furniturowe, produkty szkolne, fotograficzne, kolekcjonerskie, motoryzacyjne, modelarskie, akcesoria do sprzętu audio, tematyczne (np. związane z trasami, wydarzeniami), instrumenty muzyczne wraz z akcesoriami, użytkowe, papeteryjne, dedykowane znaczki pocztowe, pocztówki, karty płatnicze, karty pamięci, karty kodowe, bilety i migawki, karty telefoniczne, akcesoria do urządzeń mobilnych i telekomunikacyjnych, automaty do gier, gry planszowe, lalki, standy oraz figurki, buttony, akcesoria oświetleniowe, wypoczynkowe i sportowe, chronometry. W ofercie zespołu nie zabrakło również e-produktów czy propozycji gadżetów związanych z życiem intymnym człowieka (prezerwatywy, galanteria i odzież erotyczna). Dobre pojęcie o wielkości i wszechstronności produktów grupy, dają oferty aukcyjne Iron Maiden zamieszczone na platformach w rodzaju EBay czy Allegro.
Dużą popularnością cieszyły się również spersonalizowane repliki nagród oraz wyróżnień dedykowanych grupie, szeroko pojętych pamiątek z epoki czy firmowanych przez członków formacji akcesoriów estradowych oraz ścisłe limitowanych edycji katalogowych wydawnictw audio – wizualnych. W latach 80. firmy odzieżowe Nike oraz Puma SE objęły patronat mediowy nad organizacją tras grupy, ukazały się również limitowane serie gadżetów powstałych w kooperacji z tymi i innymi, popularnymi markami. Wraz z wprowadzeniem na rynek wyrobów alkoholowych z logo grupy, pojawiła się szeroka oferta gadżetów powiązanych z kulturą konsumpcji, wystrojem barowym, przechowywaniem produktów, w tym propozycje dedykowanych grupie wyrobów szklanych, naczyń, akcesoriów browarniczych. Oficjalny sklep grupy zawiera jedynie niewielką część oferty, jednakże najczęściej jest on podzielony na kilka paneli tematycznych, pozwalających na selektywne wyszukiwanie propozycji produktów w zależności od wybranej kategorii z globalnej oferty. Na rynku ogólnoświatowym produkty grupy dostępne są w ofercie najlepszych dystrybutorów gadżetów muzycznych. Gadżety grupy powstawały w kooperacji z takimi potentatami rynku, jak Bravado, NECA, Stern Pinball, Incendium, Super7, Nodding Frog, Global Merchandising Services, Funko Pop, EMP, Rock Merch, Backstreet, Merch, CMON, Represent Clo i wieloma innymi. W 2022 roku ukazały się kolejne serie gadżetów grupy sygnowane przez Funko Pop cieszące się ogromną popularnością. We współpracy z amerykańskim potentatem CMON powstały zestawy do gier planszowych kompatybilne z ofertami Zombicide, Ankh, Kthulhu, Massive Darkness, Rising Sun, będące hołdem dla maskotki grupy – Eddiego, określonej przez wydawcę mianem „Największej Ikony Heavy Metalu Wszech Czasów”. Zestawy zawierały miniatury nawiązujące do poszczególnych wcieleń maskotki znanych z wydawnictw grupy, które można było wykorzystać w dedykowanych grach planszowych, także w wersjach limitowanych. Była to pierwsza tak szeroka oferta związana z artystą nurtu heavy metal. W 2023 roku ukazała się specjalna wersja legendarnej gry planszowej Monopol (Monopoly) dedykowana brytyjskiej formacji. Wydana przez USAopoly (The Op Games) „Iron Maiden Monopoly” wiodła przez realia logistyczne największych tras w historii formacji, pozwalając na wybór obiektów, hoteli, instrumentów, środków transportu i scenerii koncertów. Tym samym Iron Maiden dołączyli do takich artystów jak ABBA, Queen, Metallica, AC/DC, David Bowie, KISS, The Rolling Stones, The Beatles, Elvis Presley, którym dedykowano oficjalne wersje Monopolu.
Gargantuiczny wybór gadżetów opatrzonych logo formacji sprawił, iż wielu fanów stało się zapalonymi kolekcjonerami, których zbiory zawierają nierzadko setki lub tysiące produktów. Duet Marco Gamba & Nicole Visinti opisali i skatalogowali własne kolekcje na łamach książkowej serii „Iron Maiden: Companion” (2000 – 2004), która była swego czasu dostępna również w Polsce. W sieci można natrafić na sporo witryn tematycznych, zawierających opisy poszczególnych kolekcji. W latach 80. XX w. niektóre gadżety zespołu cieszyły się tak ogromnym zainteresowaniem, iż w kontekście danego terytorium sprzedawano ich więcej niż merchandisu imperium „Walta Disneya”. Plakat reklamujący trasę i płytę Somewhere in Time (1986) sprzedawał się (w tej kategorii produktów) najlepiej na świecie. Gadżety grupy bywały i ciągle są powielane i dystrybuowane nielegalnie przez pirackich wytwórców, zespół już w latach 80. usilnie starał się ukrócić ten proceder. W koszulkach z logo i charakterystycznym wizerunkiem grupy widywani byli tacy celebryci, jak Lady Gaga, Madonna, Miley Cyrus, Paul Gascoigne, David Beckham, Ronnie Wood, Candice Swanepeel, Hilary Duff, Lindsay Lohan, Juicy J, Justin Bieber, Rihanna, Michael Clifford, DJ Mustard, Holly Madison, Taylor Momsen, Amy Poehler, Jaden Smith, Drew Barrymore oraz wielu innych.

### Gry
Już w 1995 roku management formacji nosił się z zamiarem przeniesienia maskotki grupy – Eddiego oraz światów fantasy znanych z okładek poszczególnych wydawnictw firmowanych logo zespołu, w realia gier komputerowych, które zdobywały wówczas olbrzymią popularność. Pierwszym krokiem w tym kierunku było stworzenie gry „Melt”, której bohaterem stała się wspomniana maskotka. Gra powstała we współpracy z Sony PlayStation i została zaplanowana do wydania na jesieni 1996 roku. Jednakże zespół postanowił wycofać grę z rynku, ze względu na problemy techniczne, niezadowalającą jakość i mało frapującą fabułę.
Ostatecznie jednak do pomysłu wrócono przy okazji powrotu zespołu w sześcioosobowym składzie, w lutym 1999 roku. Tym razem gra „Ed Hunter” została integralną częścią identycznie zatytułowanej kompilacji. Jej promocji służyć miała trasa koncertowa „The Ed Hunter Tour 1999”. Grę stworzono we współpracy z Synthetic Dimensions, przenosiła ona użytkownika w realia znane z ilustracji poszczególnych wydawnictw formacji, gdzie wcielał się on w maskotkę grupy, walczącą z różnego rodzaju czarnymi charakterami. Aplikacja została stworzona z myślą o użytkownikach komputerów PC oraz Macintosh. Zabawa polegała na zlikwidowaniu jak największej ilości wrogów oraz kolekcjonowaniu bonusów (dodatkowe życie, różne rodzaje broni, opcje przejść) zaś towarzyszyła jej ścieżka dźwiękowa skompilowana dzięki głosom fanów. Odbiorcy przyjęli ofertę grupy z mieszanymi uczuciami, po raz kolejny poruszono problem negatywnego wpływu gier PC na psychikę młodych użytkowników (desensytyzacja) i kwestię promocji zachowań przemocowych, jako formy nowoczesnej rozrywki.
Przy okazji promocji kolejnych wydawnictw dyskograficznych formacji, kierownictwo wielokrotnie posługiwało się propozycjami prostych gier komputerowych, natomiast w 2009 roku brano pod uwagę możliwość stworzenia specjalnej gry komputerowej, przenoszącej użytkowników w świat skandynawskiej mitologii z różnymi wariantami maskotki grupy. Dopiero w 2015 roku, w obliczu obchodów 40-lecia istnienia Iron Maiden oraz premiery albumu The Book of Souls, Phantom Music Management w porozumieniu z Nodding Frog oraz 50cc Games stworzyli grę przeznaczoną dla użytkowników platform mobilnych, wyposażonych w oprogramowanie Android oraz IOS. Gra „Legacy of the Beast” została udostępniona za darmo, można ją było ściągnąć z platform ITunes, Apple czy Google Play. Od czerwca 2016 roku trwa proces intensywnej promocji gry, której tytuł i fabuła zainspirowała nawet specjalną trasę koncertową rekapitulującą dotychczasową karierę formacji. Przez kolejne miesiące, systematycznie dodawano warianty nowych postaci, światów, opcji oraz inkarnacji głównego bohatera – Eddiego. Gra rozwijała się wraz z postępem tras koncertowych grupy. W listopadzie 2017 w realia „Legacy of the Beast” implementowano sekwencje z niezwykle popularnej gry „Angry Birds Evolution” wydanej przez Rovio Entertainment. Aplikacja zainspirowała serię identycznie zatytułowanych komiksów, wydawanych we współpracy z kultowym „Heavy Metal Magazine”. Ukazała się również rozbudowana oferta gadżetów inspirowana postaciami i artefaktami znanymi z gry. „Legacy of the Beast” stała się niezwykle skutecznym narzędziem promocyjnym wzbudzając zainteresowanie odbiorców. Do 2021 roku grą zainteresowało się ponad cztery miliony użytkowników. 
Począwszy od 2021 Iron Maiden zapraszali innych artystów do współpracy przy tworzeniu nowych bohaterów gry „Legacy of the Beast”. Jako pierwsza pojawiła się grupa Amon Amarth i jej Beserker Viking, następnie zaproszono Cristinę Scabbię z grupy Lacuna Coil, dzięki czemu pojawiła się The Shadow Sorceress, w końcu bohater wzorowany na Papie Emeritusie z grupy Ghost. W 2022 roku dołączyła grupa Disturbed, oddając na potrzeby gry swoją maskotkę znaną jako The Guy, która wraz z Eddiem mogła prowadzić walkę z siłami ciemności. W dalszej kolejności nawiązano współpracę z niemiecką formacją Powerwolf. Efektem kolaboracji było wprowadzenie do gry postaci Vârcolaca i wydarzenia Macht Der Wölfe (Power of the Wolf) jako kolejnej atrakcji. Queen Beast to kolejna postać pojawiająca się w grze, stworzona w kooperacji ze szwedzką formacją Arch Enemy. Amerykańska formacja FFDP jako kolejna udostępniła swój wizerunek na potrzeby gry. W październiku 2022 r. Iron Maiden nawiązli współpracę z formacją Avenged Sevenfold, w wyniku której w grze pojawił się motyw Death Bats Dungeon. W marcu 2023 r. zespół nawiązał współpracę z managementem formacji Motörhead, owocem kooperacji było pojawienie się w grze postaci Snaggletootha znanego z okładek płyt formacji Lemmyego Kilmistera. Efektem współpracy z grupą Anthrax było pojawienie się w grze etapu Among the Living Dungeons oraz postaci NOT Man znanej z okładek płyt amerykańskiej formacji. W lipcu 2023 r. do współpracy zaproszono szwedzką grupę In Flames, zaś w grze pojawiła się maskotka formacji nazywana The Jesterhead oraz całkowicie nowy etap In the Dark. We wrześniu Iron Maiden ogłosili kooperację z amerykańską grupą Nekrogoblikon. W listopadzie 2023 r. w ofercie pojawiła się postać amerykańskiej legendy rocka, Alice'a Coopera. 
W grudniu 2024 r. ogłoszono  zamknięcie projektu "Legacy of the Beast", po ponad ośmiu latach grę wycofano z oferty, ostatecznie korzystało z niej 6,5 mln użytkowników, co sprawiło iż była to najpopularniejsza gra stworzona przez zespół rockowy i największe tego typu przedsięwzięcie zespołu metalowego. W latach 2016 - 2024, kiedy projekt "Legacy of the Beast" był rozwijany i intensywnie promowany, Iron Maiden zagrali trzy ogólnoświatowe trasy, w ramach których dali 339 koncertów, które przyciągnęły około 9,5 mln widzów. Stanowiło to największe przedsięwzięcie związane z promocją gry firmowanej przez artystę muzycznego. W tym czasie zespół nawiązał współpracę z twórcami gry Massive Warfare.
W 2025 roku zespół nawiązał współpracę z brazylijską wytwórnią gier WildFire, w wyniku której w nowej odsłonie serii War Machines pojawły się liczne nawiązania do grafik i postaci znanych z uniwersum Iron Maiden. Kooperacja była częścią obchodów 50-lecia istnienia formacji. 

### Komiksy
Postać Eddiego wydaje się być niemal modelowym archetypem bohatera komiksowego. Na przestrzeni lat pojawiały się mniej lub bardziej udane próby stworzenia komiksów z jego udziałem, jednak management formacji nie autoryzował żadnego z wydawnictw. Dopiero sukces gry mobilnej „Legacy of the Beast” skłonił kierownictwo grupy do stworzenia identycznie zatytułowanej serii komiksów, opatrzonych różnymi wariantami ilustracyjnymi, opartej na fabule wspomnianej gry. W październiku 2017 roku pojawiła się pierwsza transza zeszytów, przynosząca grafiki zaczerpnięte z gry oraz korelująca z jej przebiegiem i udostępnionymi opcjami. Kolejne odsłony cieszyły się dużym powodzeniem, zostały stworzone i opublikowane w kooperacji z amerykańskim, kultowym wydawnictwem branżowym „Heavy Metal Publishing”. Na jesieni 2018 roku ukazały się również edycje zbiorcze poszczególnych zeszytów, dostępne w formacie książkowym. Komiks, podobnie jak wspomniana gra, stały się punktem wyjścia do stworzenia szerokiej kafeterii dedykowanych gadżetów m.in. wielu wariantów lalek, figurek i butonów z różnymi wcieleniami Eddiego.
Twórcy komiksu:
- Autor opowiadania: Llexi Leon
- Scenariusz: Ian Edginton
- Szkice: Kevin J West
- Ilustracja okładkowa: Santi Casas
- Ilustracje w tuszu: Jason Gorder
- Kolorystyka: Raúl Manriquez
- Czcionka: Jacob Bascle

W listopadzie 2023 roku miała swoją premierę specjalnie wydana powieść ilustrowana dedykowana legendarnemu albumowi Piece of Mind. Publikacja ukazała się nakładem amerykańskiego wydawnictwa Z2comics. Wzbogacona o unikalne gadżety książka, upamiętniała 40-lecie debiutu rynkowego płyty. Zdaniem Josha Bernsteina, prezydenta Z2, intencją stojącą za ukazaniem się "Piece Of Mind - The Official 40th Anniversary Art Book" było złożenie hołdu jednemu z największych zespołów metalowych w historii muzyki za jego niebagatelny wpływ na muzykę rockową, kulturę i sztukę.

## Działalność pozaartystyczna

### Działalność charytatywna
Od początku profesjonalnej kariery Iron Maiden angażowali się w przedsięwzięcia charytatywne mające na celu niesienie wsparcia ofiarom chorób, pokrzywdzonym przez los czy ofiarom nałogów. Dla przykładu całkowity dochód ze sprzedaży singla „Running Free – Live” (1985) został przeznaczony na konto kampanii antyheroinowej. Muzycy wzięli również udział w przedsięwzięciu „Hear ‘n Aid” zorganizowanym przez Ronniego Jamesa Dio, z którego całkowity dochód przeznaczono na rzecz dzieci głodujących w Afryce. Wielokrotnie dochód ze sprzedaży biletów, handlu czy wydawnictw audiowizualnych grupy, był przeznaczany na poczet wsparcia ofiar wojen lub kataklizmów, tj. trzęsienia ziemi w Armenii w 1988 (w ramach Rock Aid Armenia), Kalifornii, katastrofy w Japonii 2011 itp.
W roku 2002 zespół powołał do życia fundację Clive Aid MS Sclerosis Fund mającą na celu gromadzenie funduszy na poczet niesienia pomocy byłemu perkusiście cierpiącemu na stwardnienie rozsiane oraz innym osobom dotkniętym tą przypadłością. W konsekwencji grupa dała szereg koncertów w londyńskich halach Brixton Academy oraz Hammersmith Odeon, z których całkowity dochód został przeznaczony na konto fundacji.Iron Maiden współpracują również z Teenage Cancer Trust, Children Of The Night, Green Forests, Sunflower Jam, Childline, Nordoff Robbins Trust, Just Givin’. Management zespołu organizuje specjalne aukcje charytatywne, na których licytowane są unikatowe przedmioty kolekcjonerskie na rzecz pomocy potrzebującym. W roku 2004, za zaangażowanie w działalność charytatywną, Iron Maiden zostali uhonorowany prestiżową nagrodą „Nordoff Robbins Silver Clef”. 

### The TruAnts
W maju 2009 roku Rod Smallwood powołał do życia fundację "The Truants" w celu gromadzenia funduszy na rzecz pomocy dzieciom dotkniętym niepełnosprawnością oraz chorobami nowotworowymi. Fundacja organizuje wyczerpujące rajdy rowerowe w odległych terytoriach globu, z których dochód (gromadzony na zasadach zindywidualizowanego sponsoringu) służy m.in. wsparciu organizacji pomocowych jak Teenage Cancer Trust, Childline, Nordoff Robbins Trust czy Save the Children. W 2012 roku powołano do życia siostrzaną organizację pod nazwą Heavy Metal TruAnts, wspieraną przez współpracowników Smallwooda i fanów muzyki na całym świecie. Organizowane przez HM TruAnts każdego roku eskapady rowerowe, skupiają się wokół festiwalu Download w Donington Park. 

### TROOPER ALE™
Począwszy od 1979 r., kiedy to Keith Wilfort aktywizował oficjalny Fan Club grupy, Iron Maiden rozwijali ofertę gadżetów służących promocji albumów, tras koncertowych, poszczególnych wydarzeń związanych z działalnością zespołu. W połowie lat 80. XX w. sprzedaż gadżetów z wizerunkiem grupy (logo, Eddie) na świecie była większa, niż podobnej oferty promującej postacie znane z filmów Walta Disneya.
Oficjalny sklep zespołu („Official Eddie’s Megastore”) oferuje szeroki asortyment produktów związanych z Iron Maiden, natomiast na świecie oferta formacji należy do największej w branży. Do tradycji należy zaopatrywanie się przez fanów w tzw. koszulki eventowe przed każdym koncertem formacji. Fani oprócz plakatów, flag, naszywek czy koszulek z wizerunkiem Eddiego, chętnie zaopatrują się również w lalki, będące replikami maskotki znanymi z jej wcieleń na klasycznych już ilustracjach albumowych czy singlowych. Serię takich miniaturek wydały kilkukrotnie m.in. NECA czy SUPER7.

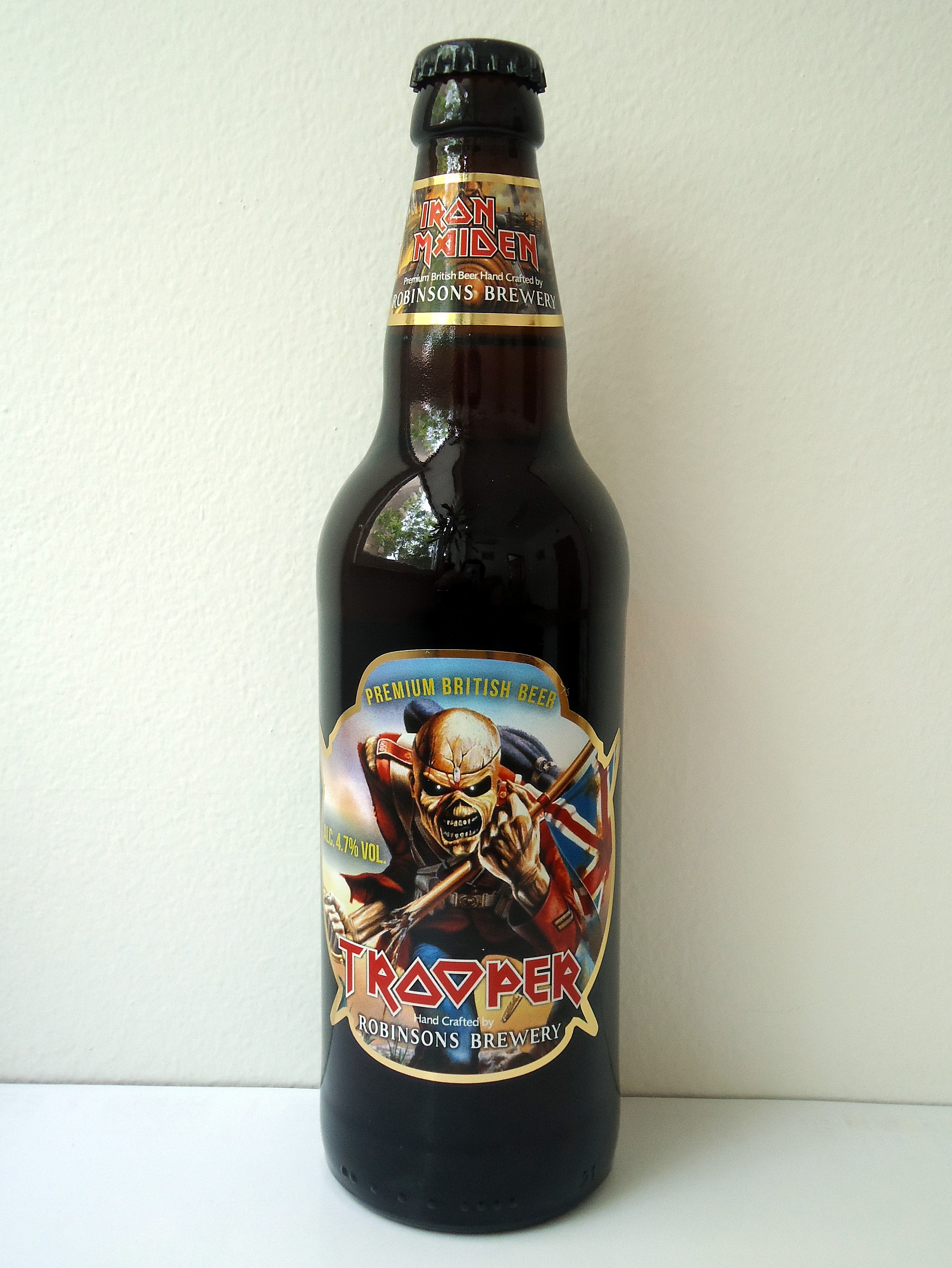
Piwo z napisem „Trooper” na etykiecie

Od 1988 r. zespół oferuje kolejne edycje limitowanej marki wina „Eddie’s Evil Brew”, które cieszy się uznaniem wśród koneserów, zaś począwszy od 2013 r. grupa wprowadziła do dystrybucji piwo Trooper™ Ale warzone według receptury wokalisty formacji, Bruce’a Dickinsona.
Dystrybucją napoju piwnego zajęły się browary „Robinsons Brewery”. W ciągu roku od wprowadzenia Troopera na rynek sprzedano ponad pięć milionów pint. Udostępnienie Troopera na rynkach innych państw, w tym USA, zaplanowano na styczeń 2015. Jak twierdzą przedstawiciele „Robbinsons Brewery”, na promocję marki „Trooper” nie wydawano nawet centa. W przeciągu dwóch lat obecności na rynku, sprzedaż trunku przekroczyła próg 10 milionów pint brytyjskich, znaczący sukces spowodował, że na październik 2015 r. zapowiedziano nową wersję piwa, zawierającą 6,6% alkoholu, o nazwie „Trooper 666”. W 2016 roku „Trooper Beer” osiągnęło sprzedaż szacowaną na około 16 mln pint piwnych, aby z końcem 2017 r. przekroczyć próg 18 mln. Management Iron Maiden oraz „Robbinsons Brewery” postanowili z tej okazji nadać nowy wizerunek etykietom z nazwą produktu. Kolejną odmianę smakową piwa zatytułowaną „Hallowed”, podobnie jak poprzednie – Iron Maiden stworzyło wspólnie z brytyjskim browarem Robinsons. Tym razem było to piwo w stylu belgijskim, udostępnione jedynie w limitowanej ilości. „Hallowed” zawierało 6% alkoholu i sprzedawano je przez cztery, kolejne miesiące począwszy od października 2017 roku.
Na pierwsze dni lutego 2018 roku anonsowano premierę piątej odsłony piwa „Trooper” noszącej nazwę „Trooper – Light Brigade”. Podobnie, jak w przypadku tytułowej kompozycji, inspiracją stał się wiersz „Szarża lekkiej brygady” zaś na pomysł kolejnej edycji piwa wpadło kierownictwo zespołu i fundacja „Help For Heroes” niosąca pomoc weteranom frontowym na całym świecie. W okresie ponad 4,5 roku od momentu rynkowego debiutu pierwszej wersji „Trooper Ale”, piwo z logo Iron Maiden sprzedało się w ilości znacznie przekraczającej 25 mln pint. W lutym 2019 roku na rynku pojawiła się szósta wersja Trooper Ale sygnowanego logo grupy – „Trooper Nitro”, przeznaczona głównie do dystrybucji w sieciach pubów oraz klubów. Nowa odmiana piwa została wzbogacona domieszką azotu oraz CO2, okazała się również pierwszą propozycją z całej gamy produktów które ukazały się w 2019 roku. Poszczególne wersje „Trooper Beer” trafiły do 56 krajów świata. Na 6 maja 2019 roku, dokładnie w 6 rocznicę pojawienia się marki „Trooper”, zaplanowano premierę 6 produktu z rodziny piw opatrzonych logotypem grupy. „Sun And Steel Sake Trooper, vol. 4,8%” to podwójnie fermentowany lager stworzony z domieszką sake opartą na autentycznych, japońskich drożdżach. Nazwa produktu pochodzi od identycznie zatytułowanej kompozycji, która znalazła się w repertuarze albumu Piece of Mind z 1983 roku. Piwo „Trooper Sake Sun And Steel” powstało dzięki współpracy z George’em Yuso, właścicielem rodzinnych browarów „Okunomatsu Saké”, mieszczących się w Fukushimie i mających za sobą ponad 300 lat tradycji wytwórczej. Kompozycja „Sun and Steel”, której piwo zawdzięcza nazwę, została zainspirowana biografią słynnego, japońskiego samuraja Miyamoto Musashiego. Początkowo piwo było dostępne jedynie na rynku brytyjskim, aby z końcem roku trafić do międzynarodowej dystrybucji.
Kolejną odmianą trunku firmowana przez zespół było piwo Trooper Brasil IPA, które zostało stworzone i opracowane przez Bruce’a Dickinsona, we współpracy z brazylijskimi browarami Bodebrown. Tak powstało dedykowane brazylijskim fanom piwo sesyjne IPA zawierające 5% alkoholu, charakteryzujące się niską goryczką przełamaną czterema rodzajami słodu. Trooper Brasil IPA wyróżniało się łagodnym smakiem słodu, białego chleba oraz aromatem subtelnych nut kakao, białej czekolady i mango. Piwo zostało udostępnione do sprzedaży na terenie całej Brazylii. W październiku 2019 r. na światowym runku ukazała się limitowana edycja piwa Trooper Day of the Dead, sprzedawana w październiku i listopadzie w nawiązaniu do obchodów Halloween. Był to już dziesiąty produkt browarniczy sygnowany przez zespół. W marcu 2020 r. ukazały się kolejne wersje piwa z serii Trooper: Fear of the Dark stout oraz Trooper IPA, będące odmianami ciemnego piwa górnej fermentacji. Trzynastym produktem z serii Trooper Ale było puszkowane piwo Trooper Australia XPA, dostępne wyłącznie na tamtejszym rynku za sprawą lokalnych browarów NOMAD. W 2021 r. nawiązano współpracę ze szkockim browarem BrewDog, której owocem stał się India Pale Lager dostępny pod nazwą Hellcat. W maju grupa otrzymała specjalną nagrodę od Robinsons Brewery, za sprzedaż w ciągu ośmiu lat współpracy ponad 30 mln pint piwa „Trooper”. Kolejnym produktem związanym z promocją siedemnastego albumu studyjnego okazało się piwo Senjutsu Sun and Steel. W kwietniu 2022 r. w sprzedaży ukazały się kolejne produkty browarnicze sygnowane nazwą grupy. Trooper Beer (5%) oraz Running Free Non Alcoholic Beer zostały stworzone w kooperacji ze szwedzkimi browarami Nils Oscar, jako piwa przeznaczone na rynek lokalny. We wrześniu premierę rynkową miało piwo Trooper Aces High będące owocem współpracy z brazylijskimi browarami Bodebrown.
5 kwietnia 2023 r. zespół nawiązał współpracę z niemieckimi browarami CREW Republic, w wyniku czego okazała się kolejna wersja piwa Trooper nosząca nazwę Progressive Lager. Do momentu ukazania się kolejnego wariantu na rynku, piwo Iron Maiden rozeszło się w ilości dobrze ponad 35 mln pint, co stanowiło rekord dla napojów alkoholowych sygnowanych przez wykonawcę muzycznego. Nawiązanie współpracy z pionierskimi browarami w Niemczech wynikało z ogromnego wzrostu zainteresowania zespołem w kraju, czego przejawem były błyskawicznie wyprzedane trasy koncertowe wiodące przez największe areny sportowe, stadiony i festiwale odbywające się w Niemczech. W związku z obchodami dziesięciolecia obecności piwa Trooper na rynku, ukazała się specjalna oferta Trooper X Imperial Stout (10% ABV) sprzedawanego w pamiątkowym opakowaniu. W ciągu dziesięciu lat piwa z rodziny Trooper Ale zdobyły 23 międzynarodowe nagrody. W marcu 2024 roku ogłoszono premierę kolejnego piwa, stworzonego z myślą o hiszpańskich fanach grupy. Trunek nazwano Trooper Basque Ale. Jedenastą rocznicę rynkowego debiutu piwa zespołu, uczczono kolejnym wariantem napoju, noszącym nazwę Trooper Pale Ale. Z końcem lipca 2024 roku rynkową premierę miały kolejne produkty stworzone we współpracy z australijskimi browarami NOMAD. Linię piwa Trooper uzupełniły Trooper Future Past oraz Trooper Strange Land.
W 2024 roku Iron Maiden nawiązali współpracę z importerem i dystrybutorem Ehrmanns Wine, aby stworzyć wino inspirowane utworem "Darkest Hour" z 2021 roku. "Iron Maiden Darkest Red" to czerwony Douro DOC (również z rocznika 2021) pochodzącego od historycznego producenta Van Zeller Wine Collection. W ciągu dziesięciu miesięcy od momentu wprowadzenia na rynek, sprzedano ponad 400 tys. butelek wina "Darkest Hour" . Z początkiem 2025 roku ukazał się specjalny boks The Future Pack z czterema smakami piwa, sygnowany przez browar Bodebrown. Produkt dedykowano sukcesowi trasy The Future Past Tour 2023/24. Na 28 lutego zapowiedziano rynkową premierę serii piw Revelations powstałej jako rezultat kooperacji pomiędzy Trooper Beer a szwedzkimi browarami Nils Oscar i The Bishops Arms. Do końca kwietnia 2025 roku sprzedano ponad 40 mln pint piwa sygnowanego logiem Iron Maiden. 25 marca 2025 roku anonsowano premierę Trooper Progressive Lager: Run For Your Lives wyprodukowanego we współpracy z niemieckimi browarami CREW Republic. Nazwa trunku nawiązuje do trasy koncertowej odbywającej się w 2025 roku, zaś specjalna wersja piwa była częścią obchodów 50-lecia istnienia heavymetalowej formacji. W drugiej połowie maja ukazało się piwo Trooper Saturn stworzone we współpracy z czeskimi browarami Elektrárna. Owocem współpracy mięczy Trooper Ale a Pinter Beer USA okazało się piwo Trooper REMIXED, dystrybuowane wyłącznie na terenie UK oraz USA. 12 czerwca rynkową premierę miało piwo Trooper Prophecy powstałe w rezultacie kooperacji ze szwedzkimi browarami Nils Oscar.

### Ed Force One oraz Airlander

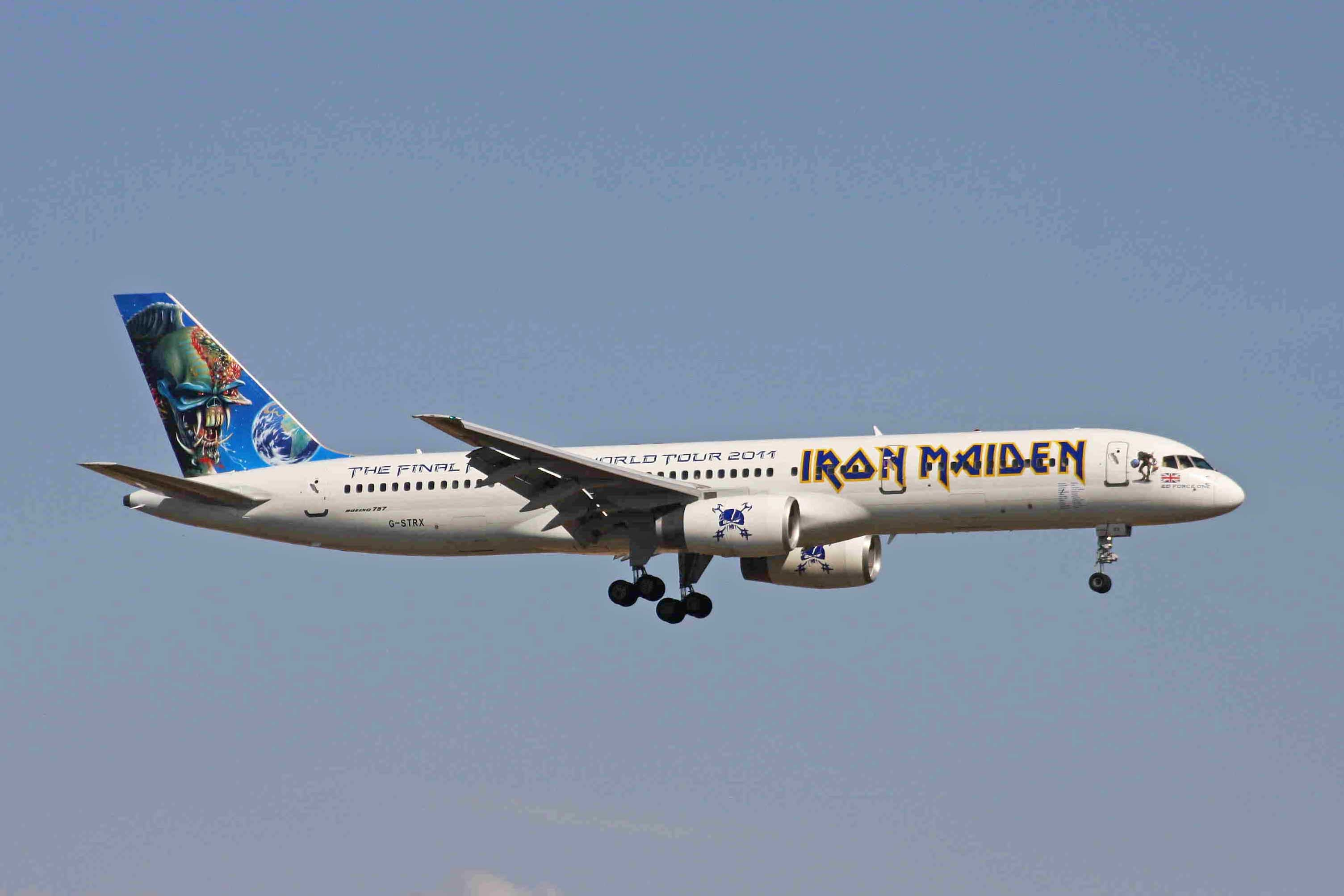
Ed Force One w powietrzu

W celu rozwiązania problemów logistycznych zespół podczas trasy koncertowej „Somewhere Back In Time World Tour” 2008 oraz rok później wykorzystywał specjalnie przystosowany samolot Boeing 757 latający w liniach Astreaus Airlines. Samolot pilotowany przez wokalistę Bruce’a Dickinsona mógł zabrać na pokład sto osób obsługi technicznej oraz 11 ton sprzętu muzycznego. Dzięki takiemu rozwiązaniu Iron Maiden mogli dotrzeć do wielu krajów, w których ze względów logistycznych nie byli w stanie wystąpić do tamtej pory. Nazwa samolotu (Ed Force One) została wybrana w konkursie ogłoszonym na oficjalnej stronie grupy. Użycie ogromnego samolotu z logo grupy i grafiką nawiązującą do tematyki trasy promocyjnej było również zabiegiem marketingowym mającym na celu przyciągnięcie uwagi mediów i wpisanie grupy w poczet legendarnych mega gwiazd rocka lat 70. XX w., które zwykły przemieszczać się pomiędzy koncertami prywatnymi odrzutowcami (Led Zeppelin, Deep Purple czy The Rolling Stones).
Podczas pierwotnego etapu trasy 2008 został nakręcony film dokumentalny Flight 666 prezentujący pracę towarzyszącą realizacji tournée i jego rozmach. W 2011 r. Iron Maiden wyruszyli w trasę „Around The World In 66”, podczas której dali 29 koncertów dla prawie 700 tys. widzów. Osiągnięcie tego rezultatu nie byłoby możliwe bez ponownego wykorzystania samolotu zespołu, tym razem nieco większego modelu (G-STRX), tradycyjnie ozdobionego grafikami związanymi z promocją albumu The Final Frontier. O podróży wspomnianym Boeingiem opowiada film dokumentalny „Behind The Beast” będący częścią programu wydawnictwa DVD En Vivo!.

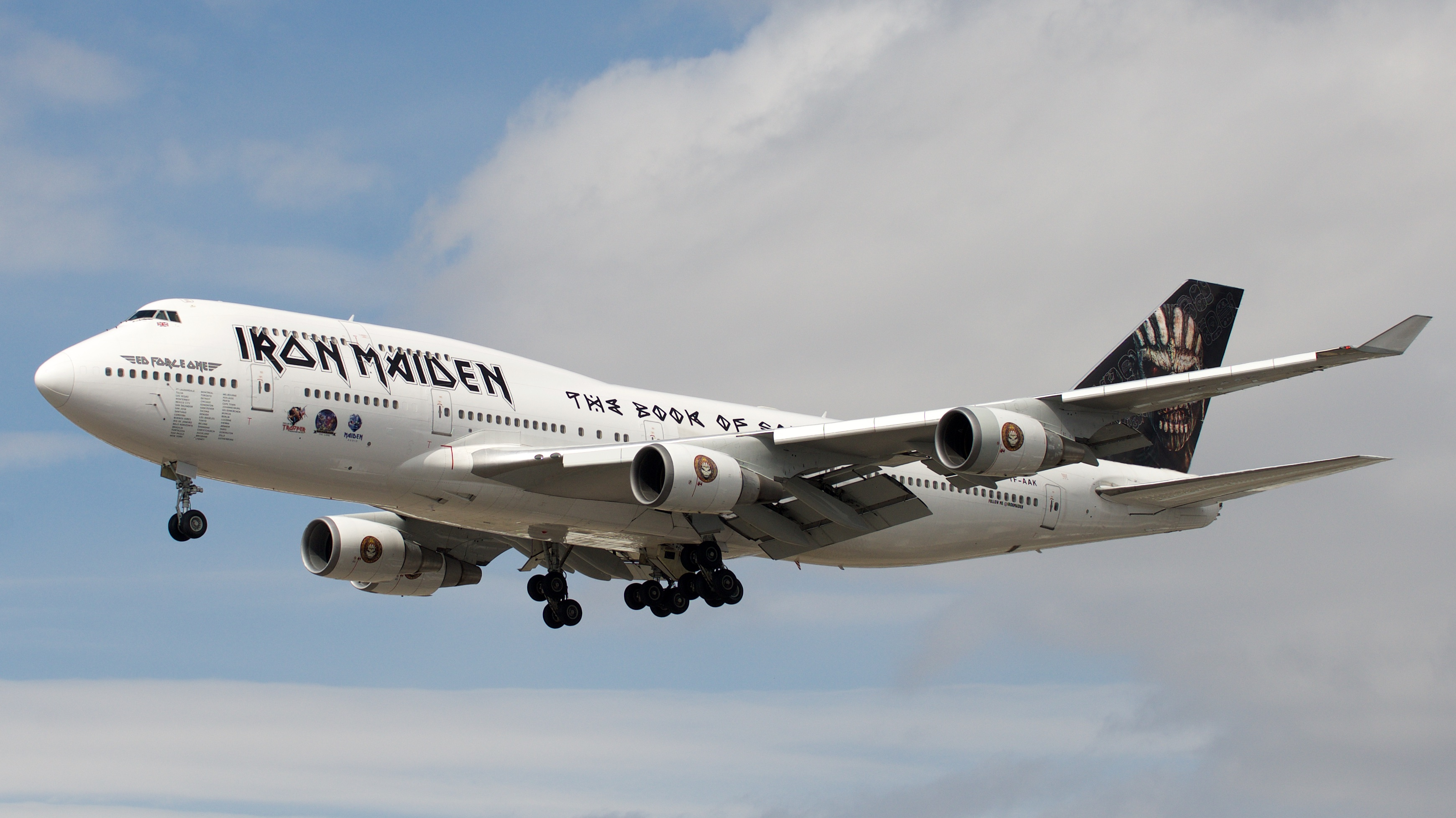
Ed Force One JJ nad Toronto w 2016 roku

Kolejnym modelem samolotu pasażerskiego, używanym przez zespół podczas trasy „The Book of Souls World Tour 2016” jest Boeing 747-400, Jumbo Jet. Iron Maiden wykorzystali ten samolot podczas tras koncertowych obchodząc 40-lecie działalności estradowej (1976–2016), kiedy to pokonując prawie 88,5 tysiąca kilometrów, dotarli do 35 krajów na sześciu kontynentach. Modele Boeinga wykorzystywane przez grupę podczas tras, były serwisowane oraz przygotowywane w firmie CAERDAV (wcześniej jako Cardiff Aviation), której właścicielem jest Bruce Dickinson. Dzięki samolotowi wykorzystanemu w latach 2008, 2009, 2011 i 2016 czterokrotnie, zespół dotarł do kilkudziesięciu krajów, położonych na sześciu kontynentach, by zagrać łącznie 154 koncerty dla 4,3 mln widzów. Boeing 747-400 z którego zespół korzystał w 2016 roku, 9 lat później został zezłomowany i pocięty na pamiątkowe zawieszki sprzedawane w cenie 66.6 € w różnych wersjach kolorystycznych. Gadżet ten został stworzony w wyniku współpracy Iron Maiden z niemiecką firmą Aviationtag.
Począwszy od 2016 roku Dickinson był jednym z inwestorów projektu Airlander 10, którego misja polegała na stworzeniu największego statku powietrznego świata o napędzie hybrydowym. W styczniu 2019 roku rozpoczęto masową produkcję Airlanderów. Ze względu na unikatowość oferty oraz niebywały komfort podróży, gigantyczny, luksusowy sterowiec nazwano „podniebnym, pięciogwiazdkowym hotelem” czy też „latającą rezydencją”. W styczniu 2022 r. Bruce Dickinson w wywiadzie dla Associated Press wyznał, że już nie będzie pilotował samolotu zespołu podczas nadchodzących tras. Według Federalnej Administracji Lotnictwa (FAA) i Międzynarodowej Organizacji Lotnictwa Cywilnego (ICAO) piloci komercyjni muszą przejść na emeryturę w wieku 65 lat. Obecnie nie ma maksymalnej granicy wieku dla pilota prywatnego lub pilota sił powietrznych.

### Działalność managerska i wydawnicza
Kampania managerska „Sanctuary Management” została powołana do życia w 1979 r. przez managera Iron Maiden, Roda Smallwooda oraz jego partnera biznesowego Andyego Taylora, którego Smallwood po raz pierwszy spotkał, studiując prawo i zarządzanie na Trinity College. Smallwood niedługo przedtem poznał Iron Maiden, którzy poszukiwali profesjonalnego kierownictwa oraz wydawcy. Nazwa „Sanctuary” (tłum. schronienie) została zaczerpnięta od jednego ze standardów grupy, w interpretacji Smallwooda miała ona być synonimem niezależności decyzyjnej i artystycznej formacji. Prężnie rozwijająca się kariera Iron Maiden pozwalała na zwiększenie aktywów finansowych „Sanctuary Music Ltd.”, która przejęła kontrolę finansową i artystyczną nad dorobkiem i funkcjonowaniem Iron Maiden oraz reprezentowała takich artystów jak W.A.S.P czy Helloween. W latach 1989–1991 „Sanctuary” po części była własnością Zomba Group, która odpowiadała za egzekwowanie praw autorskich oraz publikacje muzyki i tekstów Iron Maiden do 2001.
W tym okresie firma przejęła kilka mniejszych, niezależnych wytwórni, jak „Castle Communications”, Noise Records czy należąca do Steve’a Harrisa „Beast Rec.”, podpisała kontrakt wydawniczy z BMG/SONY i rozpoczęła kilkuletnią działalność podczas największej i najprężniej rozwijającej się wytwórni/kampanii managerskiej Sanctuary Records. W 2002 r. back katalog Iron Maiden został opublikowany przez Sanctuary Records w porozumieniu z Columbia/SME Records w USA. W roku 2003 w poczet zarządu firmy wszedł Mathew Knowles, ojciec Beyoncé i manager Destiny’s Child. Działalność wydawnicza i aktywność promocyjna zaczęła pochłaniać coraz większe koszty, co ze względu na pogarszającą się sytuację na światowym rynku muzycznym, zaczęła przynosić straty. Pod koniec roku 2006 zarówno Taylor, jak i Smallwood zrezygnowali z kierowania spółką z uwagi na potrzebę zaangażowania się w interesy Iron Maiden. W 2007 r., kiedy to Sanctuary Records borykała się z ogromnymi problemami finansowymi, posiadała prawa do dystrybucji ponad 155 tys. utworów muzycznych oraz innych dóbr chronionych prawem do własności intelektualnej.
W roku 2008 prawa do katalogu wydawniczego Sanctuary Records przejęła Universal Music Group od BMG w zamian za prawo do używania logo Sanctuary oraz umożliwiając dystrybucję na terenie USA oraz Rosji. Prawa do dystrybucji i używania marki firmy wyceniono na 46 milionów funtów.
Do artystów reprezentowanych przez Sanctuary Records oraz jej filie, należeli m.in.: Aberfeldy, Alan Price and The Electric Blues Company, Allman Brothers Band (album Hittin’ the Note), Angelou, Anthrax, Apollyon Sun, The Ataris, Atomkraft, Andy Bell, Belle and Sebastian – Rough Trade Records, Biohazard, Bizarre – Urban Division, Black Sabbath (poza USA i Kanadą), Blondie, Blue Nile, Blue Öyster Cult, Blues Traveler, Brides of Destruction, The Charlatans – Creole Records, Corrosion of Conformity, The Cranberries, The Damned, Bruce Dickinson, Rob Dickinson, Dio, Peter DiStefano, Dokken, DragonForce, Drowning Pool, De La Soul – Urban Division, Earth, Wind and Fire – Urban Division, Emerson, Lake & Palmer (poza USA, Kanadą oraz Japonią), Engerica, Europe, Ex Cathedra, The Fall, Fun Lovin’ Criminals, Gamma Ray, The Gathering, Thea Gilmore, Gizmachi, Gorky’s Zygotic Mynci, Gravity Kills, Adam Green, Groove Armada, Guns N’ Roses, Helloween, Humble Pie, Idlewild – Pye Records, Billy Idol, Ill Scarlett, Iron Maiden (tylko na terenie Ameryki Północnej w połączeniu z Sony), Jane’s Addiction, Jimmy Chamberlin Complex, Jo O’Meara, Jo Boxers, Elton John, Journey, King Crimson, The Kinks, Kiss, Living Colour, Lowgold, Lynyrd Skynyrd, Manic Street Preachers, Marillion (USA oraz Wielka Brytania), The Marmalade, Christine McVie (oprócz Ameryki Północnej), Meat Loaf, Megadeth, Ministry, Morrissey – Attack Records, Alison Moyet, Sally Oldfield, William Orbit, Orange Goblin, Dolores O’Riordan, Kelly Osbourne, Overkill, Pet Shop Boys, Photek, Pitchshifter, Robert Plant and the Strange Sensation, Play, Queensrÿche, Joey Ramone, Ray J, Rollins Band, Bruce Ruffin, The RZA, Saint Etienne, Scorpions, The Small Faces, Simple Minds, Status Quo, Stratovarius, The Strokes – Rough Trade Records (tylko Wielka Brytania), Styx, Super Furry Animals, Tangerine Dream (albumy z okresu „Pink Years” oraz „Blue Years”), Tegan and Sara, Tesla, 3 Colours Red, Uriah Heep, Venom, Virgin Steele, Ween, Widespread Panic, Within Temptation (tylko Wielka Brytania), Wu-Tang Clan, Neil Young.
W 2008 r. tandem Smallwood/Taylor powołał do życia nowe przedsięwzięcie managerskie „Phantom Music Management”, które reprezentuje interesy Iron Maiden do chwili obecnej. Rodowi Smallwoodowi od dwóch lat partneruje w przedsięwzięciu Johnnie Allan. Od 2019 roku management oraz inni współpracownicy formacji związani są również z innowacyjną firmą muzyczną Explorer1 Music.

### Hotelarstwo
W maju 2009 roku managerowie grupy: Rod Smallwood, Andy Taylor oraz frontman Iron Maiden Bruce Dickinson wsparli finansowo budowę ekskluzywnego hotelu „Sanctum Soho”. Pierwotnie przybytek restauracyjno-wypoczynkowy był zaprojektowany z myślą o gwiazdach rocka oraz przedstawicielach przemysłu estradowego, do nich skierowano również niezwykle wyrafinowaną ofertę hotelu. Począwszy od 2012 r. „Sanctum Soho” stało się miejscem przeznaczonym również dla gości chcących wypoczywać w warunkach ekonomicznie przystępniejszych, określanych jako standardowe.
„Sanctum Soho” zlokalizowany na 20 Warwick Street, Londyn W1B 5NF, w angielskim Soho, jest hotelem 4,5-gwiazdkowym (Sanctum Soho Hotel 4.5), posiada 30 pokoi, apartamenty, sale konferencyjne, udogodnienia dla niepełnosprawnych, jacuzzi, basen, restaurację najwyższego standardu, salon-bar, pokoje dla niepalących, pokoje dla rodzin. „Sanctum Soho” w ramach swoich usług oferuje zajęcia dla dzieci i młodzieży (obiekt przyjazny rodzinie), czyszczenie chemiczne, konwenty, konferencje kulturalno-oświatowe oraz imprezy artystyczne. W przeliczeniu na PLN rozpiętość cenowa opłat za jedna noc wynosi od 954 zł do 2531 zł.

### Restauracja barbecue
Perkusista Iron Maiden Nicko McBrain jest właścicielem restauracji barbecue „Rock ‘N Roll Ribs” zlokalizowanej na Florydzie w Coral Springs. „R ‘N R Ribs” powstała na kanwie dwóch pasji muzyka: kulinariów oraz muzyki. Współpartnerem McBraina jest specjalista od barbecue (zdobywca amerykańskich nagród) Mitch Tanne. Specjalnością restauracji są żeberka „Baby Back Ribs” oraz sosy. Gościom towarzyszy muzyka rockandrollowa. Zdaniem perkusisty ważna jest atmosfera, która ma odzwierciedlać „dziką i zabawną” frajdę z przebywania w centrum koncertu rockowego, z dostępem za kulisy imprezy, gdzie każdy czuje się jak VIP.
Wnętrze restauracji zdobi kilkaset pamiątek związanych z karierą Iron Maiden. Dziesiątki złotych i platynowych płyt, liczne statuetki, oryginalne plakaty, stare instrumenty i stroje muzyków, liczne werble i podpisane przez McBraina żele perkusyjne oraz gadżety związane z Eddiem. Kilka razy w roku perkusista organizuje też specjalne jam sessions dla gości, podczas których można podziwiać jego grę.

### Sport i rekreacja

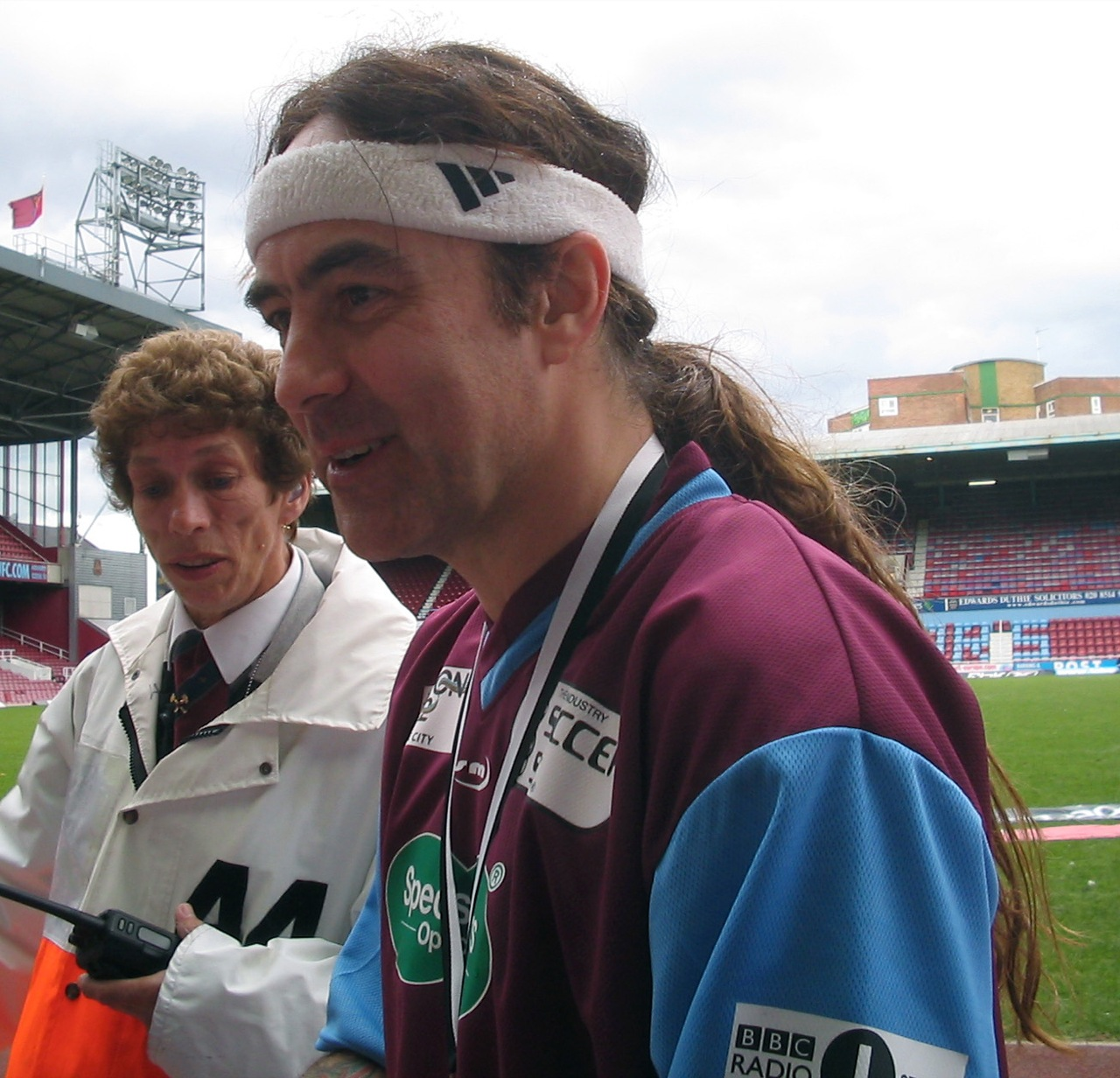
Steve Harris na piłkarskiej murawie

Muzycy Iron Maiden od najwcześniejszych lat działalności przejawiali zainteresowania w zakresie sportu i rekreacji, w szczególności do towarzyskich spotkań futbolowych. W latach osiemdziesiątych muzycy formacji często łączyli przedkoncertowe spotkania integracyjno-towarzyskie z tradycją rozgrywania meczów piłkarskich. Inicjatorem pomysłu był szef grupy Steve Harris. Uczestniczyli w nich członkowie zespołu oraz ekipa techniczna. Drużyna rywali składała się z muzyków formacji, którzy towarzyszyli Brytyjczykom w trasie, tudzież przedstawicieli mediów i biznesu muzycznego krajów, w których występowali. Iron Maiden zmierzyli się na murawie z członkami takich grup jak m.in. Scorpions, Def Leppard, Saxon. Mecze odbyły się również w Polsce. W roku 1984 i 1986 odbyły się one przy niemal pełnych stadionach we Wrocławiu i Zabrzu, zaś w 1995 roku artyści wystąpili w towarzyskim spotkaniu z dziennikarzami miesięcznika „Teraz Rock” na Stadionie Gwardii w Warszawie.
Bruce Dickinson zaangażował się również w intensywne treningi fechtunku, które w efekcie uczyniły go siódmym szermierzem w Wielkiej Brytanii. Wokalista powołał także do życia firmę Duellists Prod. produkującą specjalistyczne gadżety dla szermierzy.
Dave Murray oraz Nicko McBrain w przeciwieństwie do reszty muzyków zespołu są zwolennikami gry w golfa, natomiast Adrian Smith od lat jest wędkarzem oraz tenisistą. Gitarzyście Iron Maiden często partnerował na korcie mistrz Wimbledonu z 1987 r. Pat Cash.
W lutym oraz marcu 1998 r. w ramach promocji albumu Virtual XI zespół wyruszył w futbolowe tournée z własnym teamem, w skład którego oprócz muzyków weszli tak wybitni piłkarze jak Stuart Pearce, Faustino Asprilla, Paul Gascoigne, Ian Wright, Patrick Vieira, oraz Marc Overmars. Mecze rozgrywano w arenach i na stadionach w wielu krajach Starego Kontynentu.
W nowym millenium muzycy uczestniczyli w wielu prestiżowych imprezach sportowych, podczas których przedstawiciele świata sztuki wspierali szczytne inicjatywy. Imprezy tego typu miały miejsce w latach 2003–2007, a członkowie Iron Maiden otrzymali na nich kilka prestiżowych nagród. Management zespołu wspiera m.in. West Ham United, World Cup Songs czy ostatnio Rosslyn Park UK. Grupa współpracuje ze wspomnianym klubem angielskiej premier league również na gruncie marketingowym. Jednym z owoców współpracy stała się specjalnie zaprojektowana linia strojów piłkarskich, której nazwa nawiązuje do tytułu utworu grupy Die With Your Boots On z 1983 r.

### Centrum perkusyjne: DRUM ONE

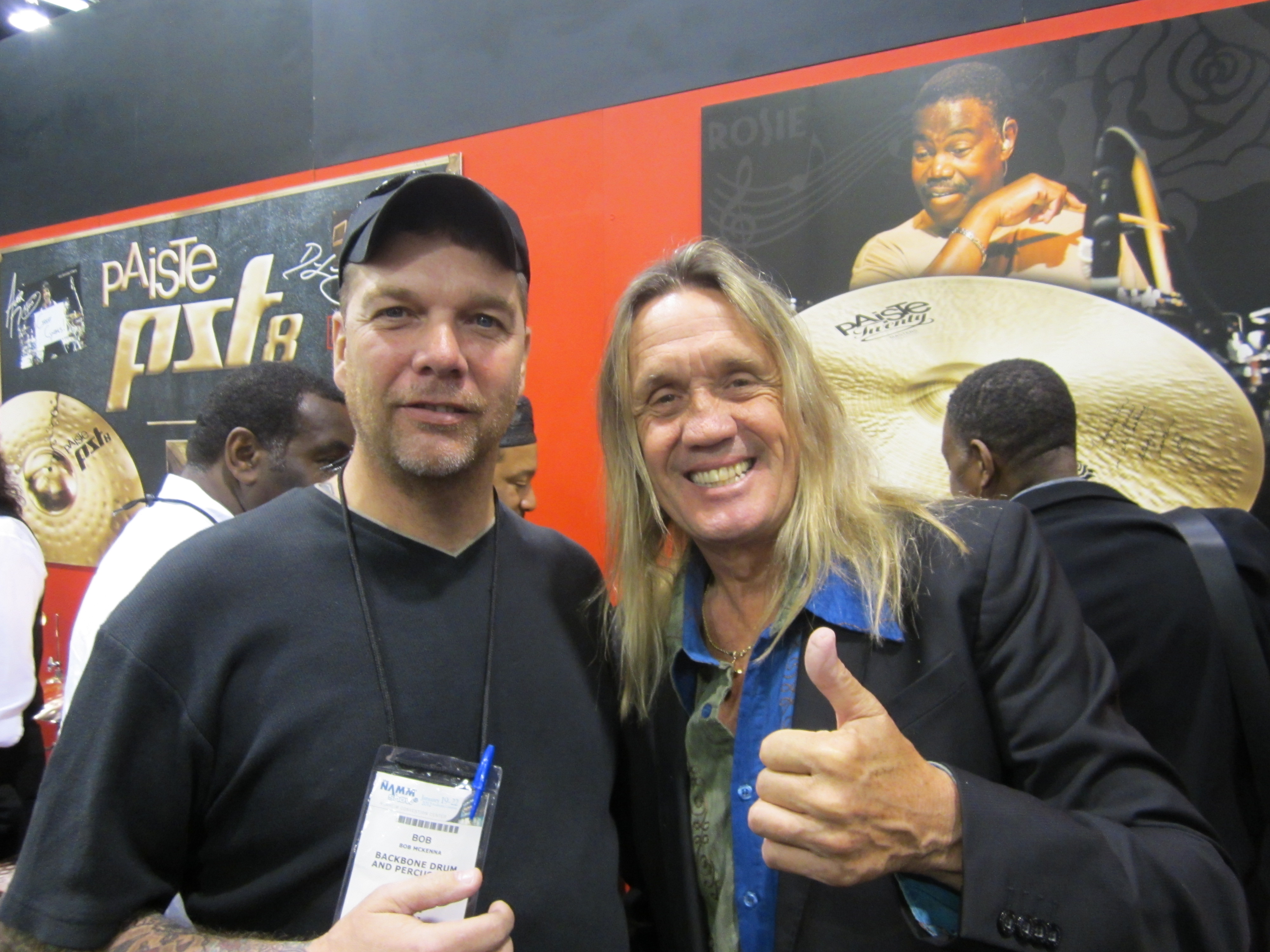
Nicko McBrain podczas targów NAMM 2016

Nicko McBrain był jedną z gwiazd muzycznych targów NAMM 2018. 25 stycznia, kiedy „Zegar Atomowy” po raz pierwszy od 1984 roku wskazał stan „23:58”, perkusista udzielił długiego wywiadu, w którym ogłosił uruchomienie swojego pierwszego centrum perkusyjnego „Nicko McBrain’s DRUM ONE”. Sklep – centrum muzyczne, zlokalizowany w Manchesterze, stolicy handlu nieruchomościami północnej Anglii, na terenie posiadłości biznesowej Trafford Park, oferuje Planet Paiste, największą w Wielkiej Brytanii salę wystawową Paiste i Sonorsphere, gdzie klienci znajdą największy wybór produktów Sonora w UK. Poza wyszczególnionymi wszystkie liczące się marki perkusyjne i bębnowe miały być dostępne dla zainteresowanych. Dawniej „Manchester Drum Center”, funkcjonujący od 1983 roku, od teraz funkcjonować miał jako „Drum One” Nicko McBraina, który przejął firmę 1 listopada 2017 roku po przejściu na emeryturę wieloletniego właściciela i operatora Roba Pearsona. Firma kontynuowała działalność pod nazwą „Drum Centre” do chwili oficjalnego uruchomienia Drum One 25 stycznia 2018 roku. W ramach projektu Nicko połączył siły z Craigiem Buckleyem, byłym GM w Premier Drums, który został jego partnerem strategicznym w branży.
Sam McGoran długoterminowy menedżer w „Drum Center” pozostaje menedżerem sprzedaży i udziałowcem. Nicko nie krył entuzjazmu: Planujemy ciągłą obecność w Internecie dzięki wyjątkowo przemyślanej stronie internetowej i sklepowi internetowemu, który zostanie uruchomiony do wiosny 2018 roku. Jesteśmy bardzo zaangażowani, aby faktyczny sklep stał się poniekąd centrum społecznościowym dla perkusistów, będziemy organizować regularne wydarzenia w sklepie, prowadzone przez producentów i kliniki, które odbędą się w lokalnych miejscach. Chcemy, aby perkusiści przyszli i spędzali czas w sklepie, bez względu na to czy kupują, czy nie. ‘Drum One’ będzie przygodą i chcemy, aby jak najwięcej perkusistów stało się jej częścią! Centrum „Nicko McBrain’s Drum ONE” zostało otwarte od 1 lutego 2018.
Od tej pory salon sprzedaży – centrum perkusyjne przynosi szeroką gamę usług, atrakcji oraz osprzętu perkusyjnego, wykraczając poza standardy funkcjonowania charakteryzujące standardowy punkt handlowy z instrumentami. W salonie można napotkać na szeroki wybór produktów takich marek, jak: DrumOne, DW, Zildjian, Vater, Pro Mark, Remo, Yamaha, CODE, Evans, Aquarian, Gibraltar, Sonor, Paiste, Mapex, Pearl, Ludwig, Gretsch, Tama, Drum Workshop, Vic Firth, Worldmax oraz wielu innych. Główna oferta została podzielona na dwa osobne segmenty, powiązane z ekspozycjami produktów firm Sonor (Sonorsphere) oraz Paiste (Planet Paiste). „Nicko Mcbrain’s Drum One” czynnie uczestniczy i patronuje licznym klinikom perkusyjnym, meetingom gwiazd – legend instrumentu, seminariom i warsztatom muzycznym, targom sprzętu, demonstracjom umiejętności oraz treningom i szkoleniom, przeznaczonym zarówno dla profesjonalistów i amatorów, w końcu transakcjom wymiany czy też odsprzedaży sprzętu nowego i używanego w ramach „DrumOne Adventure”. Właściciel zadbał o przystępność cenową, elastyczność rozliczeń ratalnych, atrakcyjność promocji oraz dostępność wszystkich produktów składających się na bieżącą ofertę salonu. Zainteresowani mogą wypróbować oraz nabyć osprzęt pozwalający na udoskonalenie zestawów, lub ich gruntowną modernizację. Salon szybko zyskał wielu sympatyków oraz uznanie profesjonalnych muzyków, którzy przyznali, iż imponująca kafeteria produktów Paiste i Sonor należy do najlepszych na Wyspach Brytyjskich. „Drum One” stwarza również możliwość zapoznania się z prototypowymi modelami instrumentów oraz wieloma nowinkami rynkowymi. Na specjalnie przygotowanym stanowisku ekspozycyjnym można zobaczyć oryginalne modele zestawów perkusyjnych, z których korzystał na przestrzeni lat Nicko McBrain, grając w Iron Maiden. W październiku 2018 roku, przy okazji imprezy An Evening With Ian Paice, której gospodarzem był Nicko McBrain – właściciel „Drum One”, ujawniono iż zespoły, w których grają obaj perkusiści (Deep Purple oraz Iron Maiden) sprzedały łącznie ponad 250 milionów albumów długogrających, z czego w około 135 mln kopii sprzedano płyty wydane przez kolegów Iana Paice’a. W listopadzie 2019 roku perkusista został ogólnoświatowym ambasadorem marki firmy „British Drum Co.”, z którą związał się po latach współpracy z Paiste oraz Sonor. Począwszy od 1982 r., kiedy Nicko nawiązał współpracę z Iron Maiden, sprzedano ponad 100 mln albumów grupy nagranych z jego udziałem. W styczniu 2020 r. rynkową premierę miały pierwsze produkty będące owocem współpracy perkusisty z brytyjską firmą. Należały do nich sygnowane nazwiskiem muzyka werble Icarus i Talisman oraz profesjonalny zestaw perkusyjny McBrain Icarus. Instrumenty reklamowano m.in. podczas targów muzycznych NAMM 2020 w USA.

## Fani

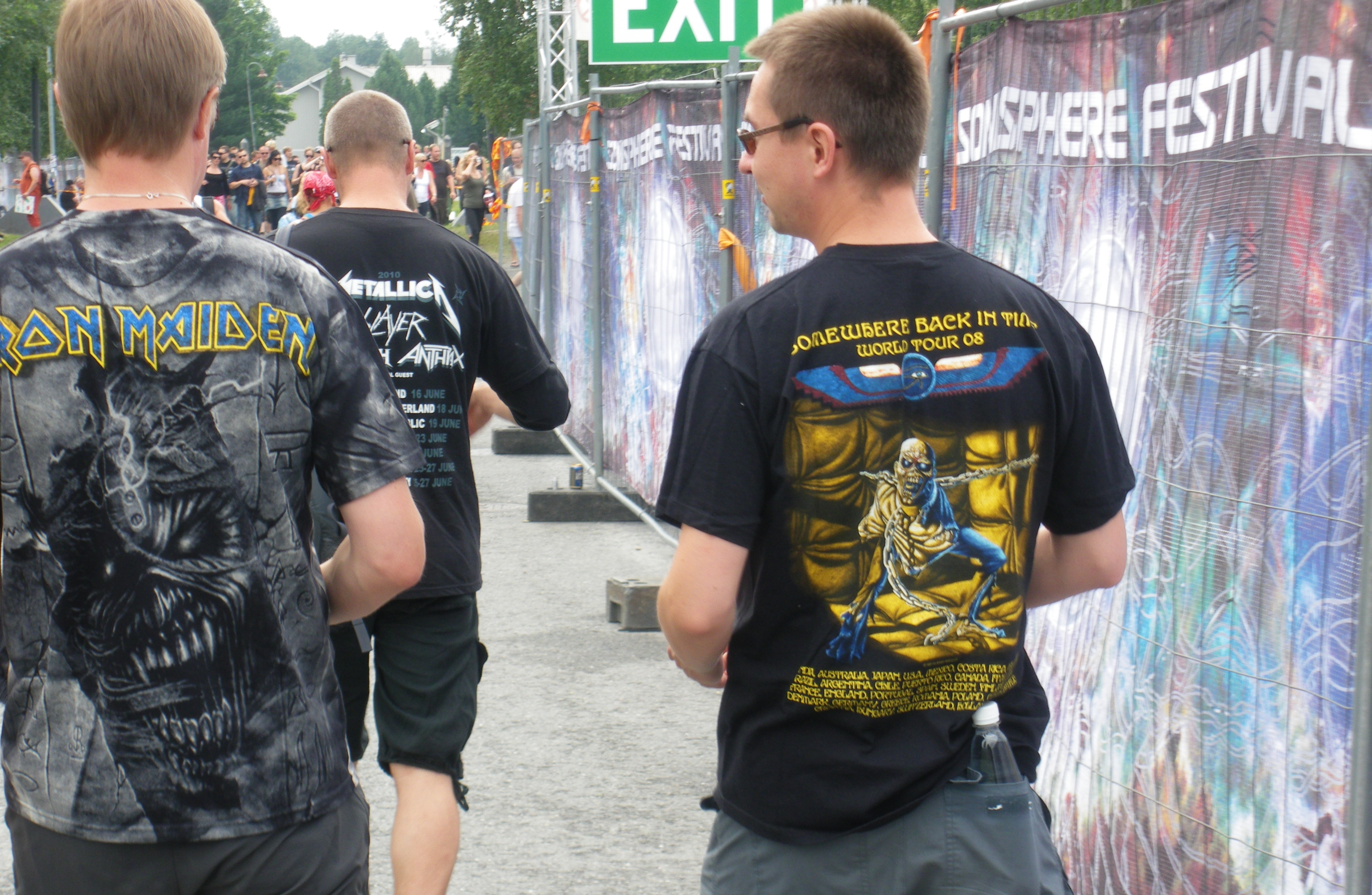
Fani Iron Maiden

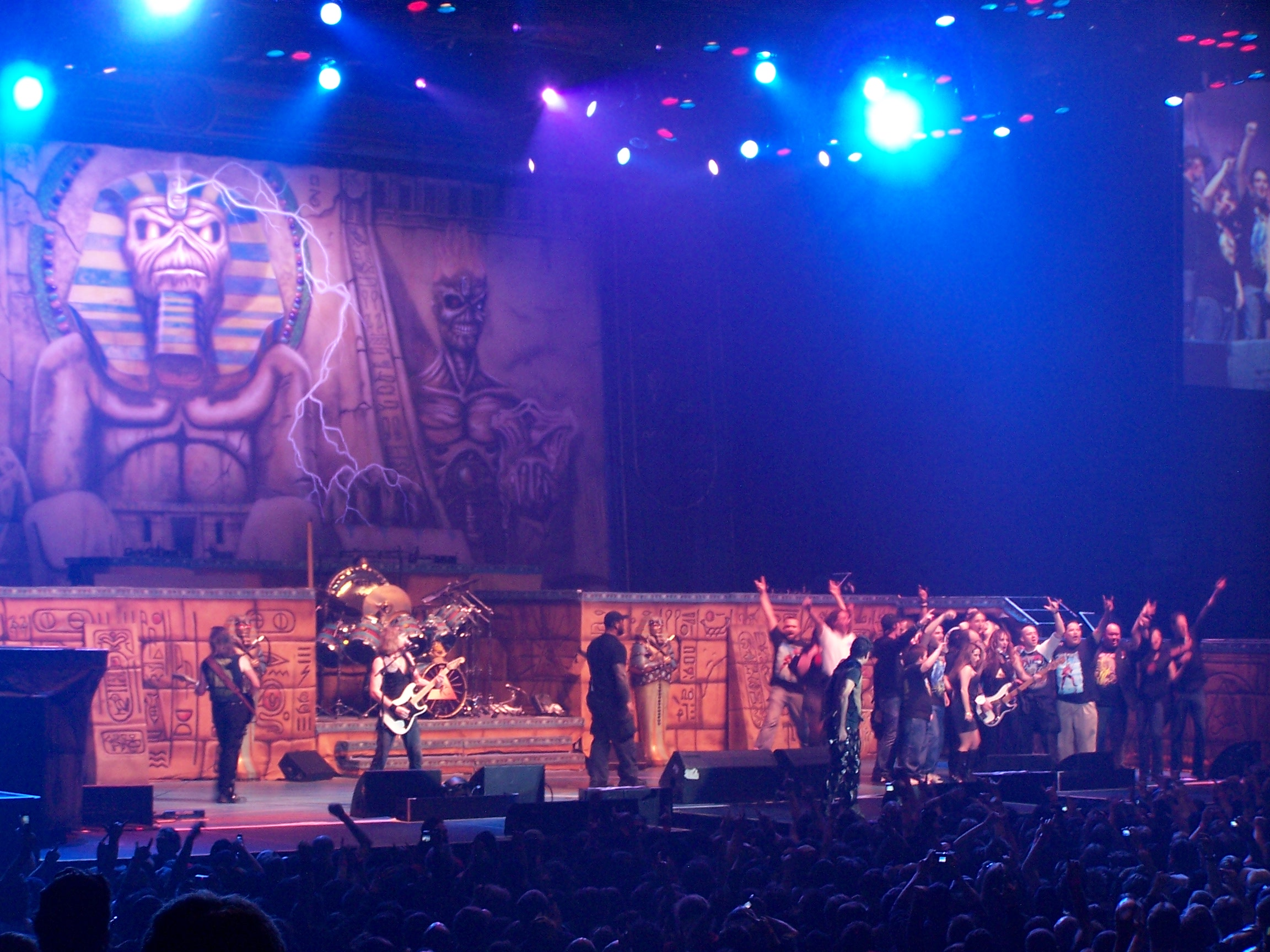
Fani na estradzie z Iron Maiden

Począwszy od pierwszych koncertów zespół przyciągał zainteresowanie sympatyków ciężkiego rocka. Okazywali oni swoją sympatię m.in. poprzez samodzielnie sporządzanie plakaty reklamujących imprezy, koszulek i gadżetów. Wszyscy współpracownicy Iron Maiden tworzący w tamtych latach team „The Killer Krew”, byli rekrutowani spośród społeczności fanów, którzy towarzyszyli zespołowi. Należeli do nich późniejszy szef Iron Maiden FC Keith Wilfort, oświetleniowiec Dave Lights czy nagłośnieniowiec Doug Hall. Wraz z rozwojem kariery, proporcjonalnie do sukcesów rosła baza fanów grupy na całym świecie, by swoje apogeum osiągnąć w połowie lat osiemdziesiątych, kiedy to zwolenników muzyki Iron Maiden zrzeszały sieci fan klubów obejmujących cały świat.
W Chicago powstała organizacja „Chicago Mutants”, która w latach 80. przemierzała za zespołem całą Amerykę Północną, aby dotrzeć na możliwie największą liczbę koncertów określonej trasy.
Szef duńskiego FC Iron Maiden, Rasmus Stavnsborg posiada największą na świecie kolekcję gadżetów związanych z zespołem, która zajmuje wielopokojowy, piętrowy dom oraz inne pomieszczenia FC. Jego kolekcja dwukrotnie trafiła do Księgi Rekordów Guinnessa – w 2012 oraz 2013 roku, kiedy to okazało się, że liczba pamiątek po Iron Maiden przekroczyła liczbę 4500 egzemplarzy.
Innym znanym na świecie fanem grupy jest ewangelicki pastor Marcos Motolo, nazywany w Brazylii „Frater Iron Maiden”. Jego ciało zdobi ponad 170 tatuaży dedykowanych zespołowi, zaś od lat jest on prezesem brazylijskiego FC „Pieces Of Maiden”, który zrzesza około 560 tys. osób. W 2013 roku Motolo został uwieczniony na kartach Księgi Rekordów Guinnessa jako osoba, która posiada największą liczbę tatuaży dedykowanych jednemu artyście. Marco Motolo ochrzcił również swojego syna imieniem lidera formacji, basisty Steve’a Harrisa. Potomek pastora nazywa się Steve Harris Motolo.
Jedną z najlepiej poinformowanych osób odnośnie do historii grupy, w tym prolegomen towarzyszącym poszczególnym wydarzeniom w jej historii, jest Stjepan Juras – szef chorwackiego FC Iron Maiden – Firma. Jest on autorem kilkudziesięciu artykułów oraz książek szczegółowo podejmujących szereg aspektów w historii działalności formacji: począwszy od kompleksowych biografii dedykowanych członkom zespołu, poprzez fenomen popularności formacji w różnych częściach świata, skończywszy na analizie poszczególnych wydawnictw audio – wizualnych i kolejnych etapów kariery. Książki wydawane przez Chorwata ukazują się m.in. w limitowanych, kolekcjonerskich wersjach, zaś informacje w nich zawarte stały się punktem wyjścia oraz inspiracją dla wielu artykułów dotyczących historii grupy, publikowanych na łamach popularnych magazynów muzycznych. Jako szef lokalnego FC współuczestniczył w organizacji licznych zlotów fanów i wyjazdów zagranicznych na wybrane koncerty grupy. Stjepan Juras wywarł nieprzeceniony wpływ na popularyzowanie twórczości zespołu zwłaszcza na Bałkanach.
Aktywność fanów zespołu przejawia się także w tworzeniu internetowych stron tematycznych, forów i blogów internetowych oraz profilów FB dedykowanych brytyjskiej formacji oraz jej członkom. Do najpopularniejszych z nich należą m.in. Iron Maiden Brasil, Iron Maiden 666, Maiden Fans Spain, Maiden France, Iron Maiden Bulgaria, Maiden Fans, Maiden Denmark. W Polsce największym portalem przeznaczonym dla fanów grupy i powiązanym z nim forum, posiadającym ponad 5000 użytkowników, jest SANKTUARIUM FC.
Działający od 1979 r. oficjalny fanklub Iron Maiden zrzesza zwolenników grupy z całego świata i cyklicznie wydaje magazyn, na bieżąco relacjonując wydarzenia dotyczące formacji. Oficjalne forum liczy 160 tys. użytkowników, co umożliwia wymianę informacji oraz dzielenie się doświadczeniami pomiędzy fanami rozsianymi na całym globie.
Od lat 80. fani grupy, nazywani „Troopers”, „Maiden Heads” lub „Killers” pozdrawiają się drukowanym na okładkach albumów oraz spotykanym na merchandisie Iron Maiden sloganem „Up The Irons!” Od roku 2008 na koncertach pojawiają się także bannery z napisem „Iron Maiden Is My Religion!”, tradycję tę zainicjowali fani brazylijscy. Co więcej, maskotką brazylijskiego fanklubu piłkarskiego FC FORZA jest od lat Eddie, który często gości na transparentach i flagach powiewających podczas spotkań piłkarskich.
Również do często praktykowanego zwyczaju należą prośby o zmianę imienia własnego lub członków rodziny na synonimy nazwy „Iron Maiden” lub nawiązujące do maskotki grupy, Eddiego. Jednym z licznych przykładów jest Kalil Silva, który zaprezentował swój dowód osobisty z nowo zarejestrowanym imieniem Iron Maiden Silva. Fani zespołu stworzyli również setki tzw. cover bandów, czyli grup grających w hołdzie słynnym Brytyjczykom, nagrywających płyty i regularnie koncertujących na całym świecie. Do jednych z najpopularniejszych tego typu formacji należy żeński The Iron Maidens, ponadto Hi-On Maiden, Bloodbrothers, Made In Iron, The Powerslaves, Up The Irons, Prowlers, Iron Maidnem, Iron Maiden Revival.
Zespół docenia rolę, jaką odegrali w budowaniu ich sukcesu fani, często specjalnie dla nich organizując zloty, konwenty, spotkania związane z publikacją kolejnych wydawnictw, odpowiadając na pytania i udzielając wywiadów redaktorom fanklubowych magazynów czy organizując konkursy, w wyniku których wyłaniano spośród publiczności osoby mogące znaleźć się w wyznaczonym momencie (zwykle był to utwór „Heaven Can Wait”) na estradzie. Management organizował także loterie fantowe, w których można było zdobyć bilety VIP na prestiżowe koncerty, podpisane przez muzyków gadżety, złote i platynowe płyty. Odbywają się również przeloty na koncerty samolotem Ed Force One organizowane dla członków fanklubów. Fani po zakończonej podróży otrzymują pamiątkowe gadżety oraz prezenty. W wyjątkowych przypadkach laureaci konkursów mogą uczestniczyć w poszczególnych etapach tras, podglądając od zaplecza pracę Iron Maiden.
W lipcu 2022 r. uruchomiono specjalny pociąg dowożący wybranych 300 fanów na koncert w Göteborgu. Wagony ozdobiono gafikami z logo zespołu, ilustarcją znaną z płyty Senjutsu a uczestnikom podróży rozdano specjalne upominki. Pociąg linii TRAIN666 miał kursować wyłącznie w dniu koncertu, lecz ostatecznie stał się stałą atrakcją, z której korzystali wszyscy podróżni.
Dominic Lawson, redaktor brytyjskiego „Metal Hammera”, jako czternastoletni młodzieniec uczestniczył w serii siedmiu koncertów w Hammersmith Odeon, które miały miejsce podczas brytyjskiego etapu tournée „Somewhere on Tour”, w 1986 r. Po latach przypomniano kulisy tego wydarzenia na łamach „Metal Hammer”. Wedle powszechnej opinii fani zespołu należą do najlojalniejszych i najbardziej oddanych w historii gatunku, zdaniem kierownictwa grupy to właśnie lojalni zwolennicy formacji byli jej najlepszymi agentami PR. Fascynacja działalnością grupy oraz charakterystyczną oprawą graficzną, towarzyszącą Brytyjczykom od 1979 roku, przełożyła się na niebywałe zaangażowanie twórcze tysięcy fanów, publikujących niezliczone prace artystyczne, clipy, filmy, instalacje, gadżety powszechnego użytku, ilustracje czy nawet utwory muzyczne i literackie, których bohaterem jest zespół oraz Eddie The Head. Fani Iron Maiden z biegiem czasu stali się najlepszymi agentami PR, o jakich zespół mógł marzyć. Imponująca kariera grupy była efektem oddolnego zaangażowania i lojalności publiczności, nie zaś działań promocyjnych, których targetem mieliby być odbiorcy muzycznego mainstreamu, koniunkturalnych zagrywek menadżerów od kreatywnego marketingu czy „skandali” zaaranżowanych na potrzeby mediów.
W listopadzie 2022 r. niemiecki potentat telewizyjny ARD wyemitował cykl dokumentów zatytułowany „Jak heavy metal uratował mi życie”, opowiadający o roli muzyki w życiu fanów. Jeden z odcinków został dedykowany fanom Iron Maiden. Utalentowani artystycznie zwolenicy grupy są autorami licznych graffiti, murali i instalacji artystycznych dedykowanych grupie, zdobiących zabudowania na całym świecie. Grafiki nawiązujące do estetyki zespołu można znaleźć m.in. w Londynie, Birmingham, Nottingham, Dublinie, Nancy, Paryżu, Berlinie, Dortmundzie, Los Angeles, Dallas, Nowym Yorku, Toronto, Ottawie, Mexico City, Bogocie, Sao Paulo, Buenos Aires, Santiago de Chile, Tokyo, Pradze, Budapeszcie, Warszawie, Mediolanie, Madrycie, Lizbonie, Helsinkach, Stockholmie, Oslo, Atenach oraz wielu innych miastach świata. 

### Centralna baza książek
W związku z obchodami 50-lecia istnienia zespołu, w lutym 2025 roku powołano centralną bazę informacyjną dla wszystkich książek związanych z Iron Maiden. Była to pierwsza tego typu witryna internetowa, dzięki której skatalogowano autorów i ich książki dotyczące z heavymetalowej instytucji, jakie kiedykolwiek opublikowano, ze szczególnym uwzględnieniem niezależnych wydawnictw oraz tytułów aktualnie dostępnych w sprzedaży. Za zainicjowanie i administrowanie całym przedsięwzięciem odpowiedzialny był twórca wielu publikacji o zespole – Stjepan Juras.
Wszyscy autorzy opublikowanych książek dotyczących Iron Maiden, jak i wszelkie ich publikacje (oficjalne i nieoficjalne) podlegają procesowi sukcesywnego uzupełniania i prezentacji czytelnikom. Witryna zawiera rekomendacje („autor miesiąca” i „książka miesiąca”), wywiady z autorami, wiadomości edytorskie, ujawnia plany wydawnicze oraz daje możliwość opiniowania poszczególnych publikacji. Central Station for Iron Maiden Related Books oferuje również prawo do skorzystania z całkowicie bezpłatnej promocji dla autorów, jak i pomocy w sprzedaży nowych tytułów. Centralna Baza stała się powszechnie dostępnym, sukcesywnie uzupełnianym oraz wiarygodnym źródłem wiedzy o brytyjskiej formacji i jej dokonaniach.

## Posądzenia o propagowanie satanizmu
Szeroko pojęta kultura rocka, jak i twórczość najsłynniejszych przedstawicieli gatunku, wielokrotnie bywały przedmiotem namysłu oraz obiektem insynuacji ze strony przedstawicieli konserwatywnej frakcji teologicznej. Nie inaczej rzecz się miała w przypadku angielskiej formacji. Po premierze najpopularniejszego albumu The Number of the Beast w 1982 r., przedstawiciele prawicowego stronnictwa religijnego w USA oskarżyli grupę o celowe propagowanie satanizmu oraz negatywny wpływ na młodzież amerykańską. Krytyka dotyczyła tekstów do utworu tytułowego oraz „Children Of The Damned”, które według ewangelistów Pasa Biblijnego USA miały nawoływać do oddawania czci diabłu. Dochodziło również do licznych aktów dezaprobaty twórczości zespołu, w ramach których manifestowano sprzeciw wobec zgubnego wpływu Iron Maiden oraz innych przedstawicieli ciężkiego rocka, czego przejawem było palenie płyt czy też rozbijanie ich młotkami.
Premiera trzeciego albumu studyjnego formacji przypadła na okres Satanic panic w Stanach Zjednoczonych, co w ogromnej mierze przyczyniło się do utrwalenia negatywnej percepcji zarówno nowego wydawnictwa, jak i samej działalności artystów heavymetalowych. W 1982 roku stacja MTV ocenzurowała teledysk do utworu „The Number of the Beast”, jako zbyt drastyczny i zawierający nieodpowiednie dla młodego odbiorcy sceny, mogące źle oddziaływać na psychikę. Wspomniane, „szkodliwe” kadry pochodziły z klasycznych, przedwojennych horrorów, które szerokiej widowni były znane od dziesięcioleci.
Jimmy Swaggart, słynny amerykański tele-ewangelista, opublikował m.in. książkę „Music: the new pornography”, na okładce której znalazło się zdjęcie Steve’a Harrisa, zaś jej zawartość przynosiła liczne oskarżenia dotyczące zepsucia młodych ludzi będące konsekwencjami słuchania muzyki heavymetalowej, zwłaszcza w wykonaniu takich grup jak właśnie Iron Maiden. Francuski teolog René Laureant na łamach opracowania „Szatan, mit czy rzeczywistość” dopatrywał się ‘satanizmu bez osłonek’ m.in. w twórczości Iron Maiden, twierdząc iż: Najpopularniejszą płytą (metalową) lat osiemdziesiątych stała się The Number of the Beast („Liczba Bestii”, czyli 666; Ap 13, 18) zespołu Iron Maiden, której towarzyszyła ofiara składana szatanowi. Autor nazwał wspomniany album najpopularniejszą płytą satanistyczną w historii.
Amerykański kardynał John O’Connor, odnosząc się bezpośrednio do nauczania Jana Pawła II, jednoznacznie potępił twórczość grup reprezentujących styl heavy metal, za szczególnie groźne uznając dokonania Ozzy Osbourne’a, Black Sabbath, Iron Maiden czy Motley Crue. W Stanach Zjednoczonych księża zwracali się do młodzieży, by ta nie uczestniczyła w koncertach popularnych grup grających ciężkiego rocka, tj. Iron Maiden, AC/DC czy Ozzy’ego Osbourne’a. W 1992 r. przedstawiciele Kościoła Katolickiego w Chile doprowadzili nawet do odwołania koncertu Iron Maiden w Santiago de Chile, zakaz uzasadniano troską o kondycję moralną tamtejszej młodzieży. Protesty towarzyszyły także koncertowi w stolicy Chile, który odbył się w 1996 roku, jednak tym razem nie odwołano widowiska.
Muzycy wielokrotnie zaprzeczali rzekomym powiązaniom z ruchem satanistycznym oraz demonstrowali sprzeciw wobec podobnych insynuacji, tłumacząc, że inspiracją dla utworu „The Number of the Beast” był horror Omen II oraz koszmarny sen Steve’a Harrisa. Kontrowersje wzbudzał również wizerunek grupy, który mógł uchodzić za swoistą apoteozę zła i przemocy. W odpowiedzi na (jak to ujęli muzycy) „fanatyczne bzdury” przed utworem „Still Life” zamieszczonym w programie albumu Piece of Mind z 1983 r., pojawiła się nagrana w rewersie wypowiedź perkusisty Nicko McBraina brzmiąca następująco: „(…) nie dotykaj tego, czego nie rozumiesz”. Wiele lat później muzyk został „ponownie narodzonym chrześcijaninem” i pozostaje aktywny na kanwie ewangelizacyjnej, jednak posądzenia o pro-satanistyczne inklinacje powracały do grupy wielokrotnie, nawet na późniejszych etapach kariery.
W latach 2018 oraz 2022, kiedy to grupa wystąpiła dwukrotnie przed rekordową (50 tys.) widownią w Grecji, przedstawiciele Greckiego Kościoła Prawosławnego oskarżyli muzyków o sprowadzenie ognia, który spowodował lokalne pożary oraz zorganizowanie masowych mszy satanistycznych w ramach koncertów. O insynuacjach hierarchów kościelnych rozpisywała się prasa, temat został podchwycony przez państwowe media. Twórczość grupy poddano wnikliwej analizie pod kątem identyfikacji symboliki satanistycznej.

## Skład
| Lata      | Członkowie      | Członkowie  | Członkowie      | Członkowie   | Członkowie   | Członkowie    | Nagrania |
| Lata      | wokalista       | gitarzysta  | gitarzysta      | gitarzysta   | basista      | perkusista    | Nagrania |
| --------- | --------------- | ----------- | --------------- | ------------ | ------------ | ------------- | --- |
| 1977–1979 | Paul Di’Anno    | Dave Murray | –               | –            | Steve Harris | Doug Sampson  | Soundhouse Tapes |
| 1980      | Paul Di’Anno    | Dave Murray | Dennis Stratton | –            | Steve Harris | Clive Burr    | Iron Maiden, Live!! +one, BBC Archives |
| 1980–1981 | Paul Di’Anno    | Dave Murray | Adrian Smith    | –            | Steve Harris | Clive Burr    | Killers, Maiden Japan |
| 1981–1983 | Bruce Dickinson | Dave Murray | Adrian Smith    | –            | Steve Harris | Clive Burr    | The Number of the Beast, Beast Over Hammersmith, BBC Archives |
| 1983–1990 | Bruce Dickinson | Dave Murray | Adrian Smith    | –            | Steve Harris | Nicko McBrain | Piece of Mind, Powerslave, Live After Death, Somewhere in Time, Seventh Son of a Seventh Son, BBC Archives, Maiden England |
| 1990–1993 | Bruce Dickinson | Dave Murray | Janick Gers     | –            | Steve Harris | Nicko McBrain | No Prayer for the Dying, Fear of the Dark, A Real Live One, A Real Dead One, Live at Donington |
| 1994–1999 | Blaze Bayley    | Dave Murray | Janick Gers     | –            | Steve Harris | Nicko McBrain | The X Factor, Virtual XI, Best of the Beast |
| od 1999   | Bruce Dickinson | Dave Murray | Janick Gers     | Adrian Smith | Steve Harris | Nicko McBrain | Brave New World, Rock in Rio, Dance of Death, No More Lies, Death on the Road, A Matter of Life and Death, The Final Frontier, Flight 666: The Original Soundtrack, En Vivo!, The Book of Souls, The Book of Souls: Live Chapter, Nights of the Dead, Legacy of the Beast: Live in Mexico City |

## Dyskografia

### Albumy studyjne
- Iron Maiden (1980)
- Killers (1981)
- The Number of the Beast (1982)
- Piece of Mind (1983)
- Powerslave (1984)
- Somewhere in Time (1986)
- Seventh Son of a Seventh Son (1988)
- No Prayer for the Dying (1990)
- Fear of the Dark (1992)
- The X Factor (1995)
- Virtual XI (1998)
- Brave New World (2000)
- Dance of Death (2003)
- A Matter of Life and Death (2006)
- The Final Frontier (2010)
- The Book of Souls (2015)
- Senjutsu (2021)

## Trasy koncertowe
| Nazwa Tournee                                                                           | Czas trwania                          | Promowany album                                                | Nagranie albumu                                              | Koncerty | Extra Aud+          | Audytorium* |
| --------------------------------------------------------------------------------------- | ------------------------------------- | -------------------------------------------------------------- | ------------------------------------------------------------ | -------- | ------------------- | ----------- |
| Early Days Tour                                                                         | 1 maja 1976 – 10 sierpnia 1979        | The Soundhouse Tapes                                           | –                                                            | 100      | 0                   | 0           |
| Iron Maiden Tour (w tym Metal for Muthas Tour)                                          | 17 sierpnia 1979 – 21 grudnia 1980    | The Soundhouse Tapes BBC Archives Metal for Muthas Iron Maiden | Live!! +one BBC Archives Live at the Rainbow (film)          | 225      | 0                   | 1.500.000   |
| Killer World Tour (w tym Genghis Khan Tour)                                             | 17 lutego 1981 – 23 grudnia 1981      | Killers                                                        | Maiden Japan                                                 | 138      | 0                   | 1.700.000   |
| The Beast on the Road ᛋ                                                                 | 25 lutego 1982 – 10 grudnia 1982      | The Number of the Beast                                        | Beast Over Hammersmith BBC Archives                          | 187      | 200.000             | 2.800.000   |
| World Piece Tour ᛋ (w tym Brain Damage Tour)                                            | 28 kwietnia 1983 – 18 grudnia 1983    | Piece of Mind                                                  | Video Pieces (film)                                          | 147      | 0                   | 2.800.000   |
| World Slavery Tour ᛋ                                                                    | 9 sierpnia 1984 – 5 lipca 1985        | Powerslave                                                     | Behind the Iron Curtain (film) Live After Death              | 200      | 800.000             | 3.800.000   |
| Somewhere on Tour ᛋ                                                                     | 10 września 1986 – 21 maja 1987       | Somewhere in Time                                              | –                                                            | 159      | 600.000             | 3.000.000   |
| 7th Tour of a 7th Tour ᛋ (w tym „Monsters of Rock” Tour)                                | 28 kwietnia 1988 – 12 grudnia 1988    | Seventh Son of a Seventh Son                                   | Maiden England                                               | 103      | 0                   | 2.800.000   |
| No Prayer on the Road ᛋ (w tym Intercity Express Tour) (w tym No Prayer for the Summer) | 19 września 1990 – 21 września 1991   | No Prayer for the Dying                                        | –                                                            | 122      | 0                   | 2.500.000   |
| Fear of the Dark Tour (w tym „Monsters of Rock” Tour) ᛋ•                                | 3 czerwca 1992 – 4 listopada 1992     | Fear of the Dark                                               | A Real Live One A Real Dead One Live at Donington            | 67       | 0                   | 1.700.000   |
| Real Live Tour (Fear of the Dark Tour II) ᛋ•                                            | 25 marca 1993 – 28 sierpnia 1993      | Fear of the Dark A Real Live One                               | A Real Dead One Raising Hell                                 | 47       | 1.400.000 1.000.000 | 2.500.000   |
| The X Factour (w tym The X Factour Summer)                                              | 28 września 1995 – 7 września 1996    | The X Factor                                                   | Best of the Beast                                            | 145      | 200.000             | 1.750.000   |
| Virtual XI World Tour (w tym Metal Mania Tour)                                          | 22 kwietnia 1998 – 12 grudnia 1998    | Virtual XI                                                     | –                                                            | 104      | 0                   | 1.650.000   |
| The Ed Hunter Tour (w tym Ed HunTour)                                                   | 11 lipca 1999 – 1 października 1999   | Ed Hunter                                                      | –                                                            | 32       | 0                   | 550.000     |
| Brave New World Tour ᛋ (w tym Metal 2000 Tour)                                          | 2 czerwca 2000 – 21 marca 2002        | Brave New World                                                | Rock in Rio                                                  | 97       | 600.000             | 3.200.000   |
| Give Me Ed… ’Til I’m Dead Tour (Death on the Road Tour I) ᛋ•                            | 23 maja 2003 – 30 sierpnia 2003       | Visions of the Beast Edward the Great Dance of Death           | –                                                            | 56       | 0                   | 1.350.000   |
| Dance of Death Tour (Death on the Road Tour II) ᛋ•                                      | 19 października 2003 – 8 lutego 2004  | Dance of Death                                                 | Death on the Road                                            | 53       | 500.000             | 1.200.000   |
| Eddie Rips Up the World Tour ᛋ (w tym Ozzfest Tour)                                     | 28 maja 2005 – 31 sierpnia 2005       | HOIM 1: The Early Days                                         | –                                                            | 48       | 100.000             | 1.800.000   |
| A Matter of Life and Death Tour (w tym A Matter of the Beast)                           | 4 października 2006 – 24 czerwca 2007 | A Matter of Life and Death The Number of the Beast             | –                                                            | 61       | 200.000             | 1.750.000   |
| Somewhere Back in Time World Tour ᛋ                                                     | 2 lutego 2008 – 2 kwietnia 2009       | HOIM 2: Live After Death                                       | Flight 666                                                   | 91       | 350.000             | 3.200.000   |
| The Final Frontier World Tour ᛋ                                                         | 9 czerwca 2010 – 6 sierpnia 2011      | The Final Frontier                                             | En Vivo!                                                     | 103      | 0                   | 3.100.000   |
| Maiden England World Tour ᛋ                                                             | 21 czerwca 2012 – 5 lipca 2014        | HOIM 3: Maiden England                                         | –                                                            | 101      | 0                   | 3.150.000   |
| The Book of Souls World Tour ᛋ                                                          | 24 lutego 2016 – 22 lipca 2017        | The Book of Souls                                              | The Book of Souls: Live Chapter                              | 117      | 600.000             | 3.200.000   |
| Legacy of the Beast World Tour ᛋ (w tym Senjutsu World Tour) ᛋ•                         | 26 maja 2018 – 27 października 2022   | Legacy of the Beast: Game Senjutsu                             | Nights of the Dead, Legacy of the Beast: Live in Mexico City | 140      | 550.000             | 4.200.000   |
| The Future Past Tour (w tym Senjutsu World Tour) ᛋ•                                     | 28 maja 2023 – 7 grudnia 2024         | Senjutsu Somewhere in Time                                     | –                                                            | 82       | 500.000             | 2.100.000   |
| Run for Your Lives World Tour                                                           | 27 maja 2025 – 2 sierpnia 2025        | 50 Anniversary Documentary & Visual Book                       | –                                                            | 32       | 0                   | 1.426.500   |
| SUMA: 26 Tras                                                                           | SUMA: 26 Tras                         | SUMA: 26 Tras                                                  | SUMA: 26 Tras                                                | 2757     | 7.600.000           | 58.726.500  |

* UWAGA: Dane zawarte w zestawieniu dotyczą ostatecznej liczby uczestników w odniesieniu do maksymalnej pojemności obiektów, z uwzględnieniem zaproszonych gości, wolontariuszy, darmowych uczestników koncertów oraz odbiorców oficjalnych i odpłatnych transmisji live z regularnych występów (tutaj oznaczono Extra Auditorium +). Jako takie mogą różnić się od oficjalnie dostępnych statystyk w zależności od ich źródła.
ᛋ: 16 światowych tras dających zagregowaną średnią frekwencję przekraczającą wartość 3 milionów widzów (wliczając w to Extra Auditoria), promujących to samo wydawnictwo. 
ᛋ•: Trasy dające skumulowaną wartość audytorium >3 mln, stanowiące jedność oraz promujące to samo wydawnictwo.